# Fahrradabstellanlage

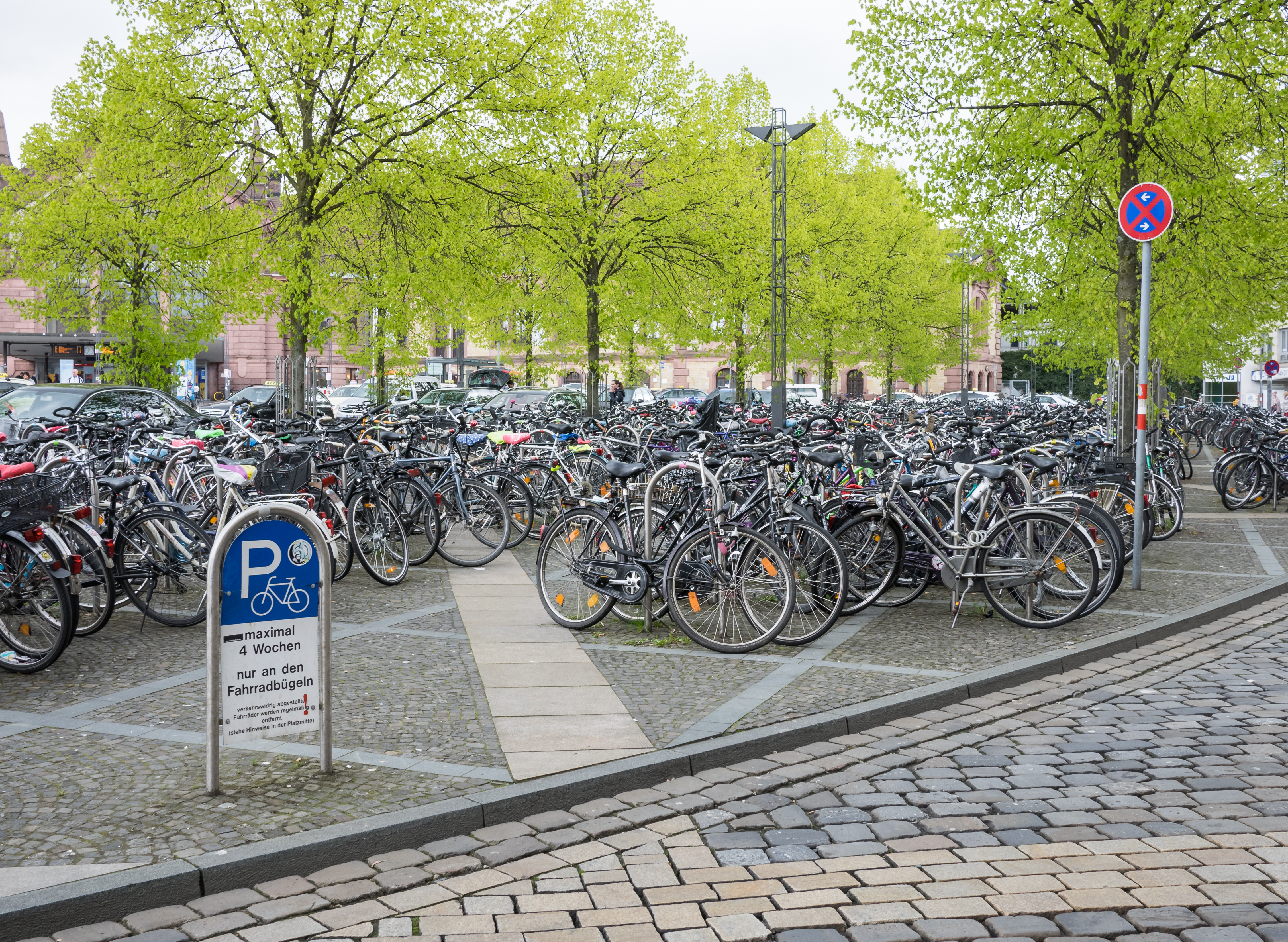
Massenparken am Bahnhof

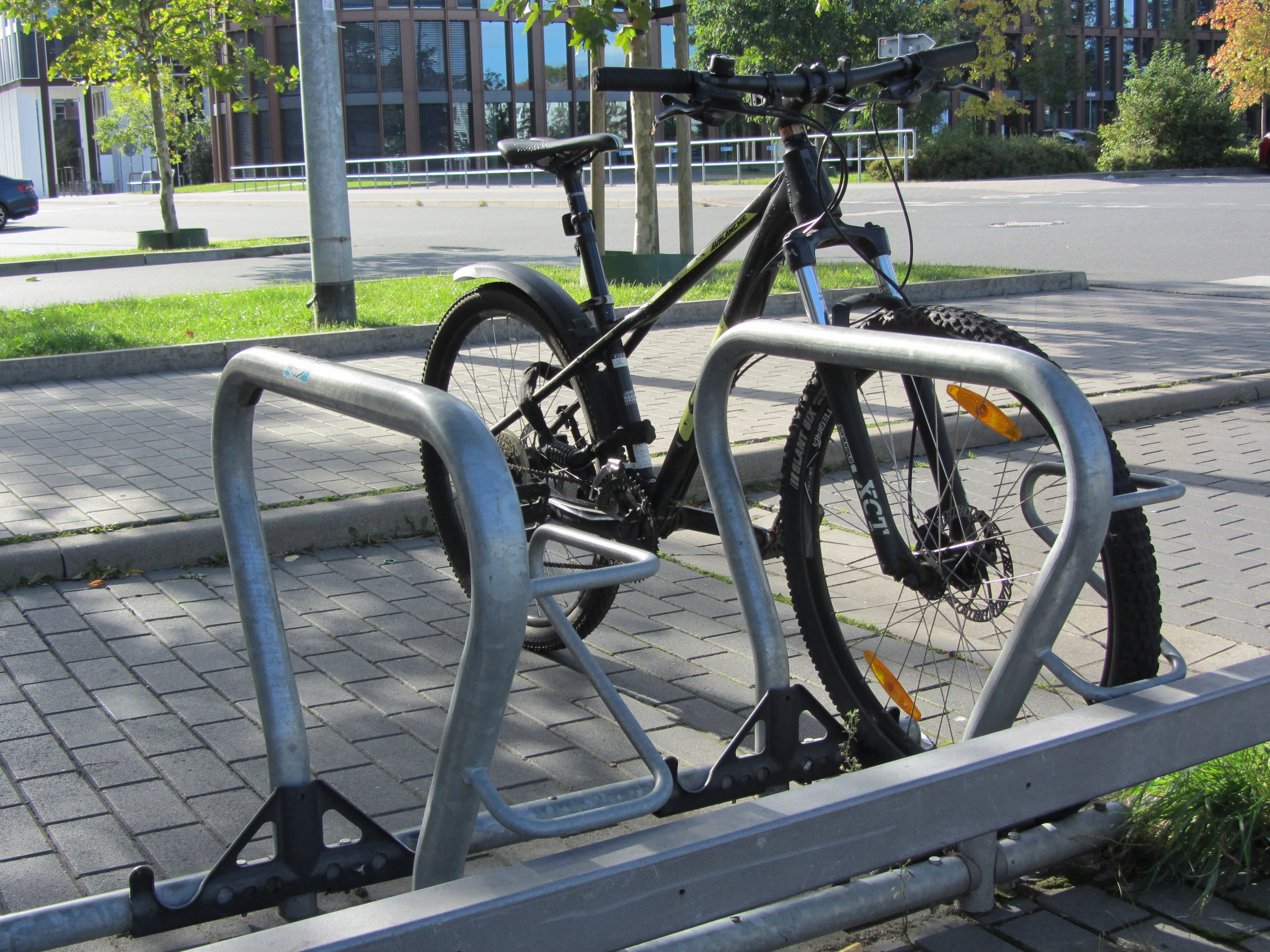
DIN-konforme Anlage vor einem Einkaufszentrum

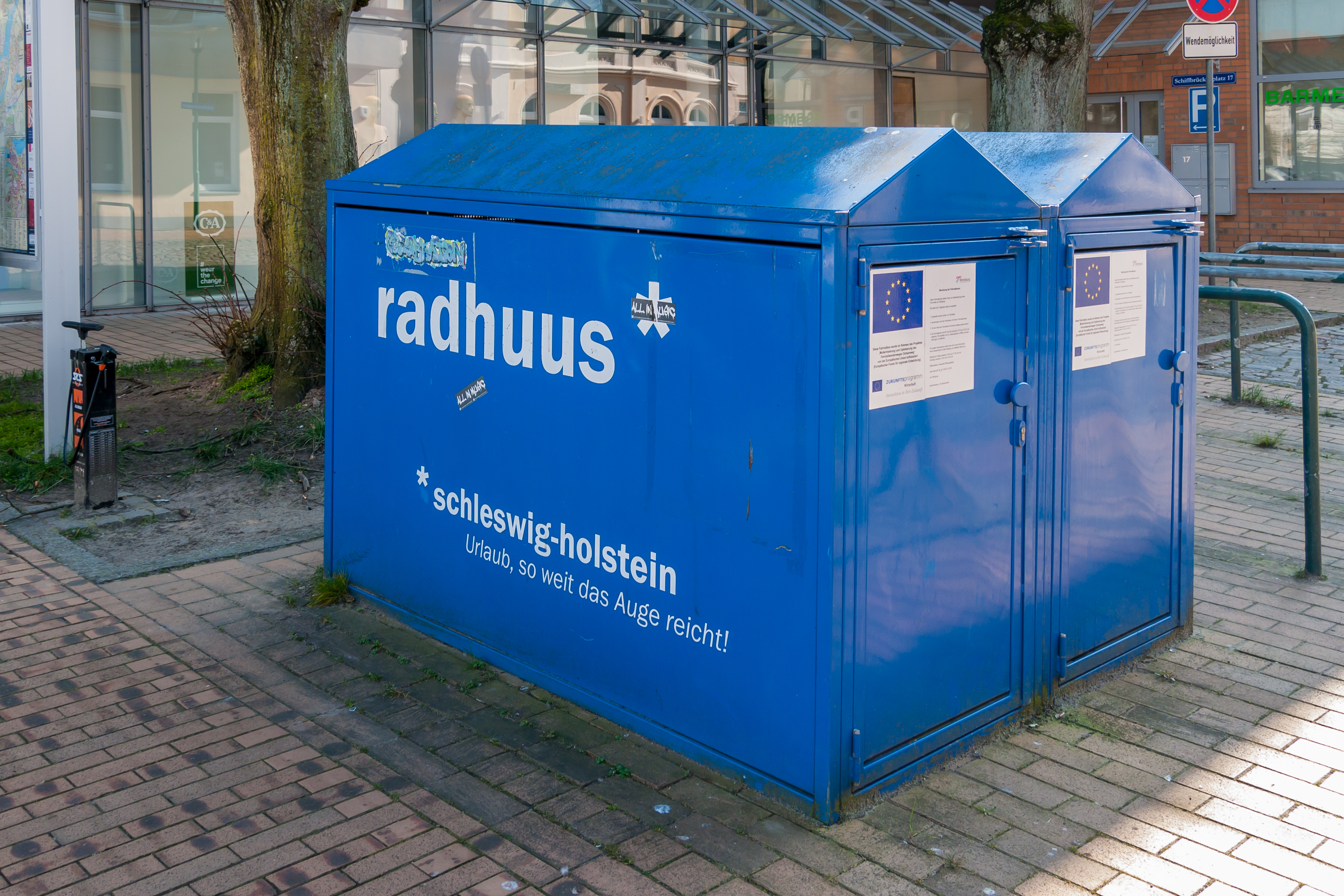
Fahrradbox

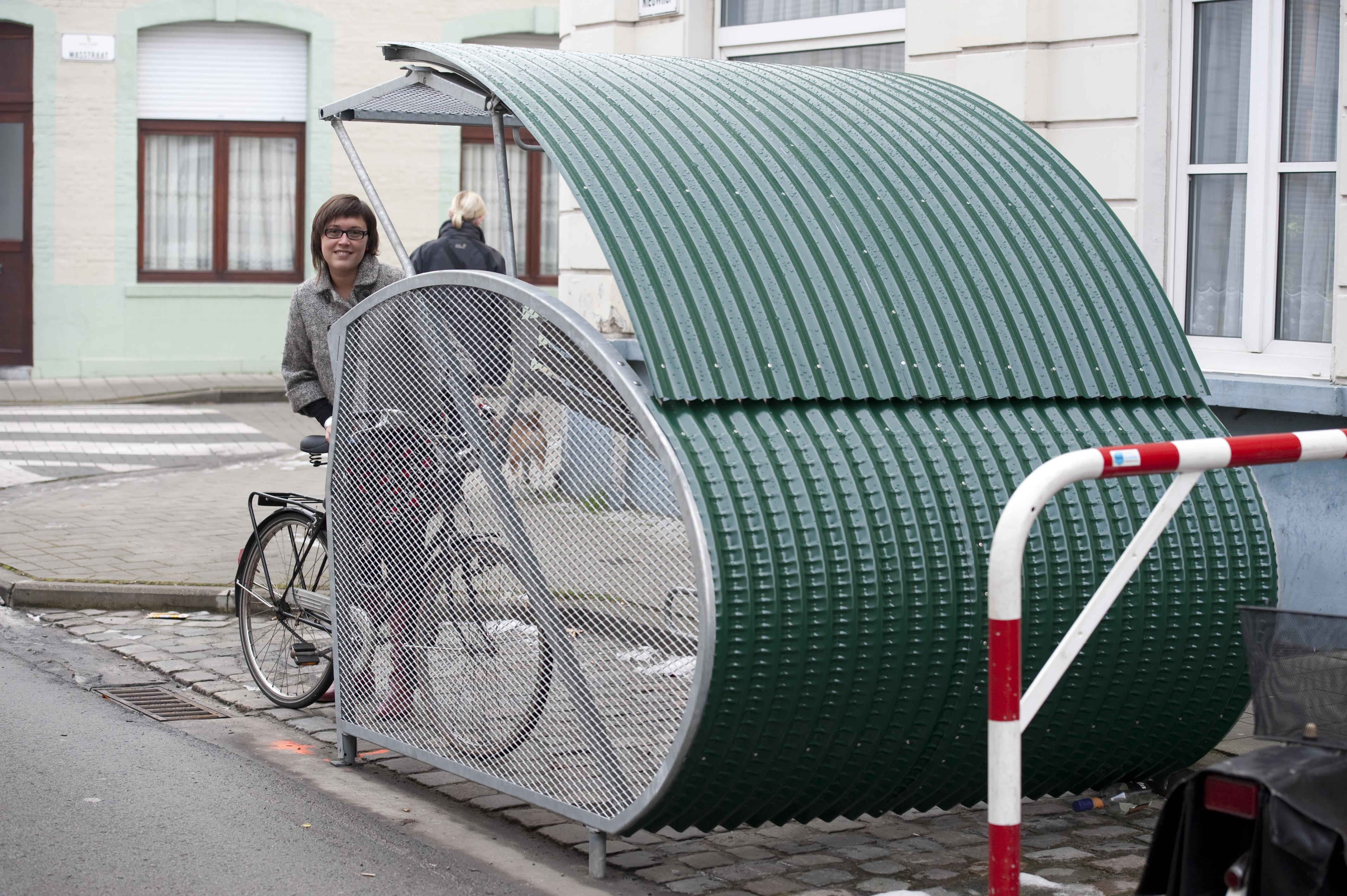
Fahrradkleingarage

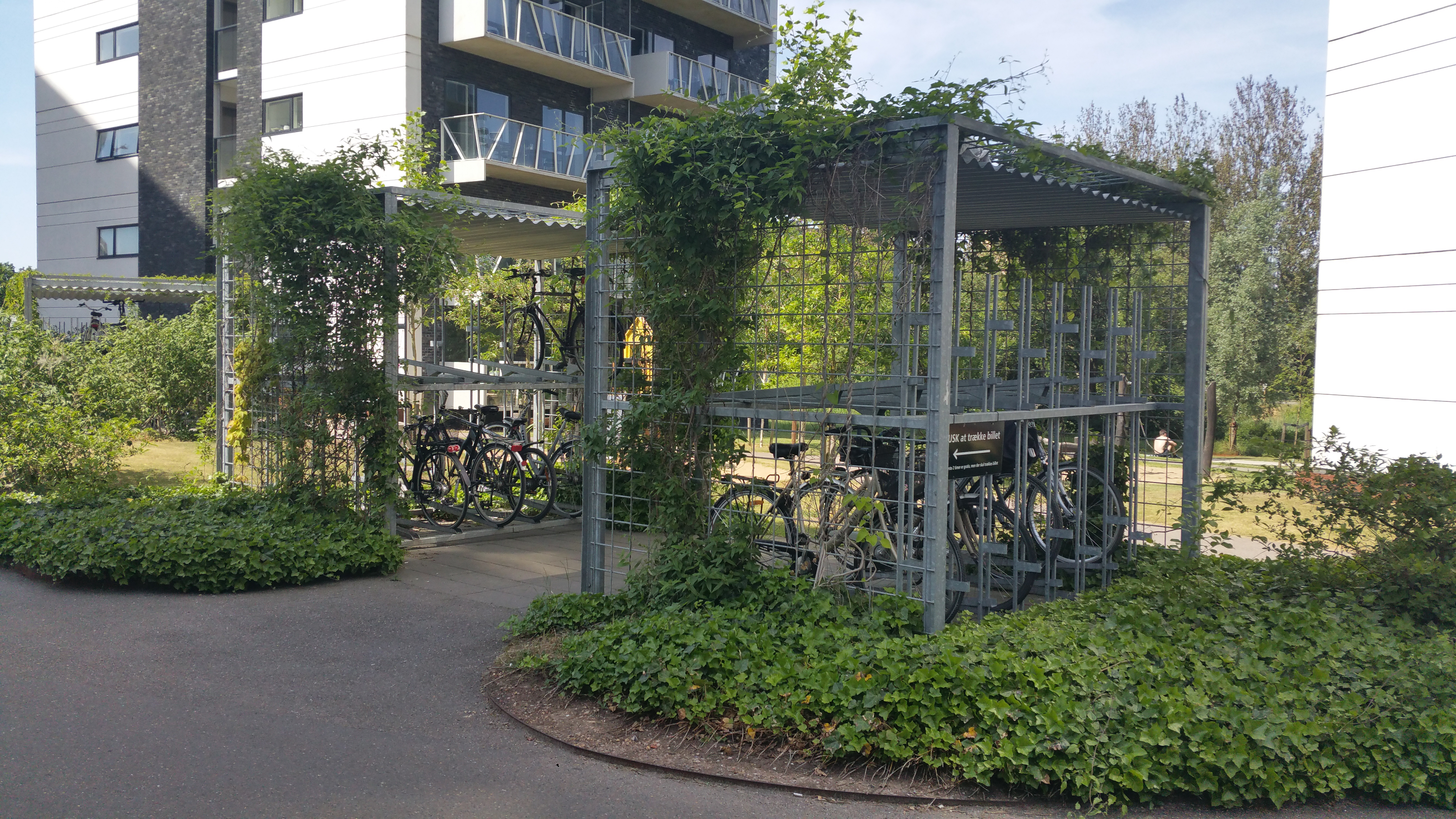
Kleine Quartiersanlage

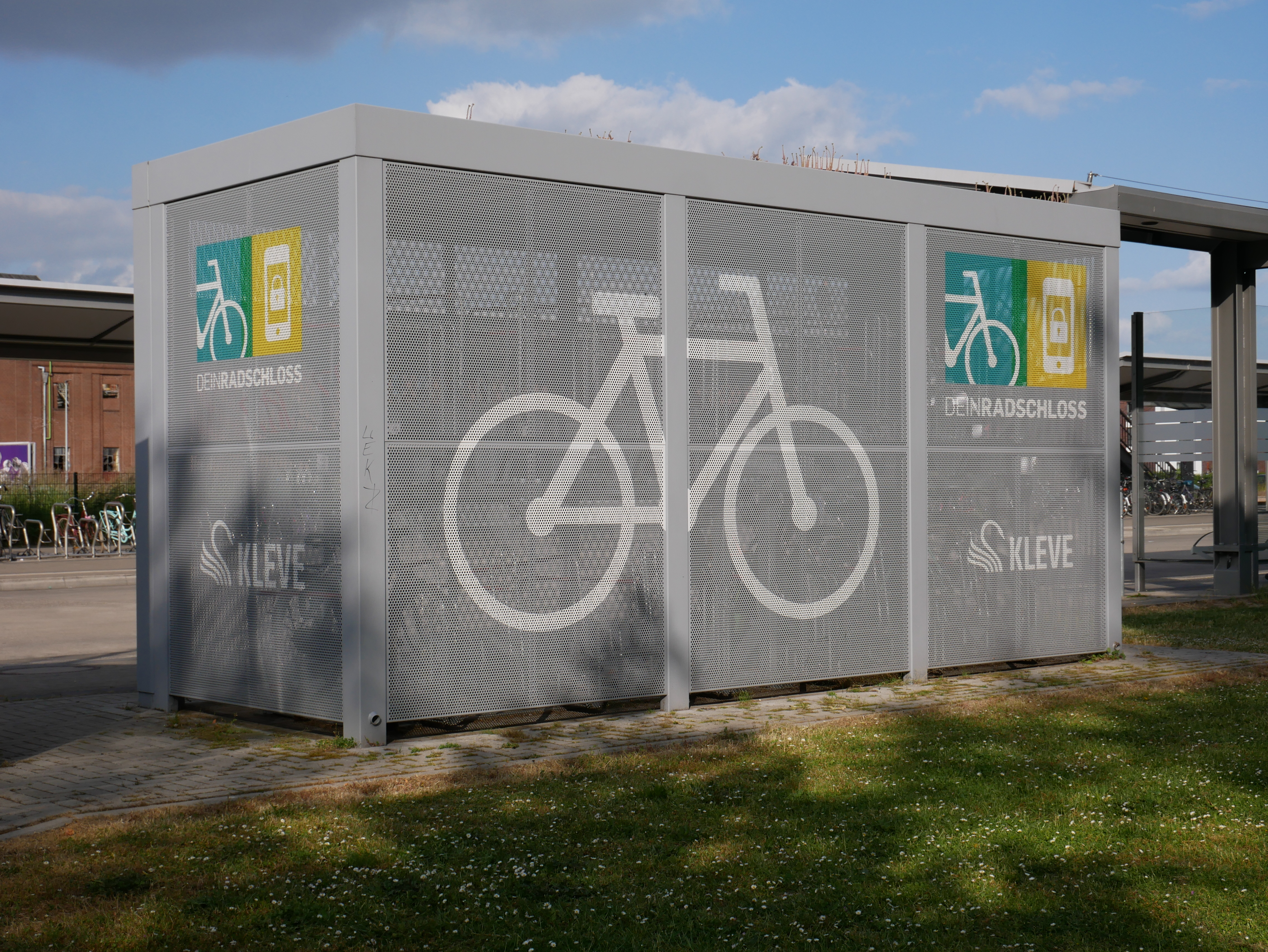
Fahrradsammelgarage

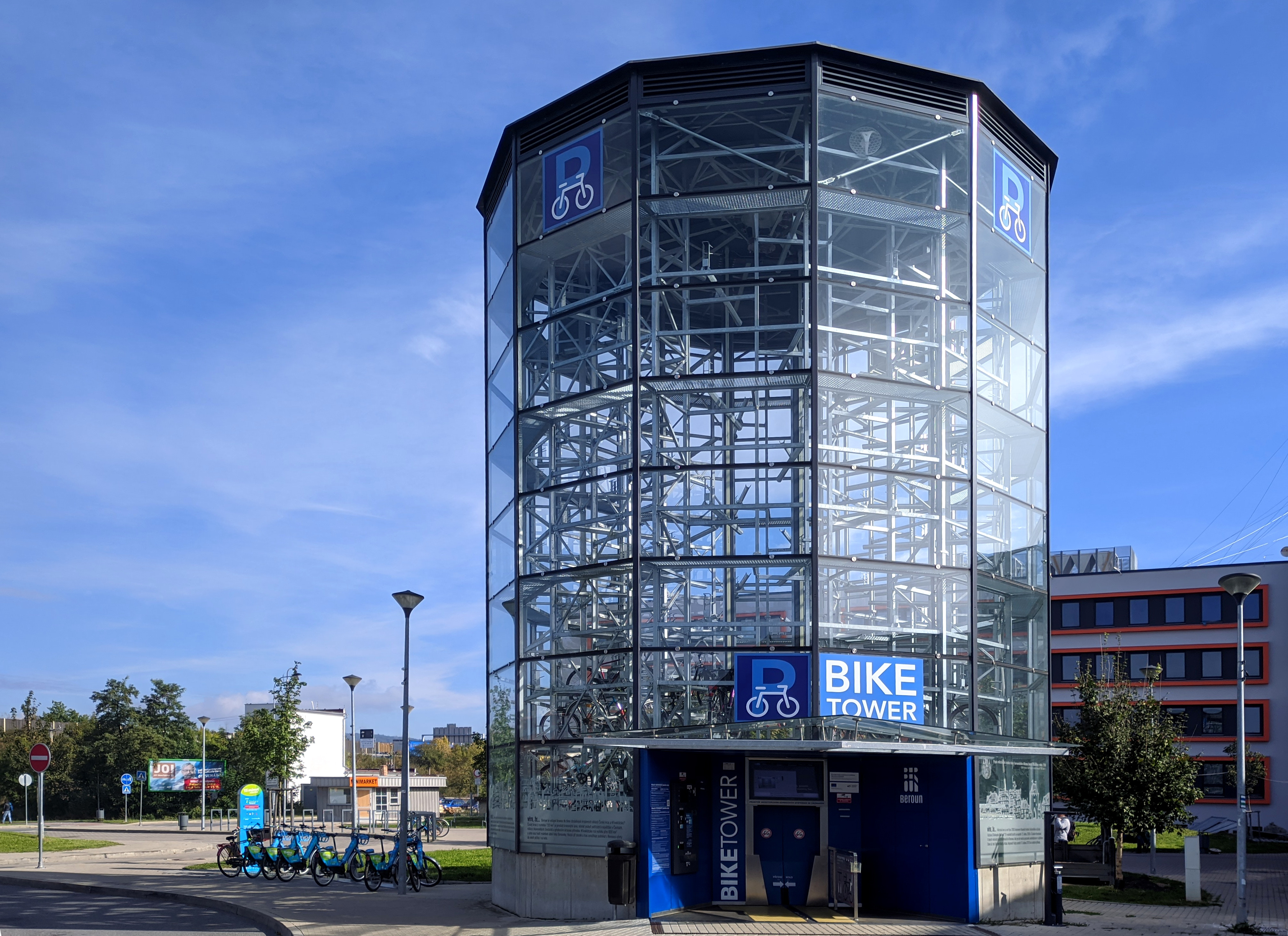
Vollautomatisches Parkhaus

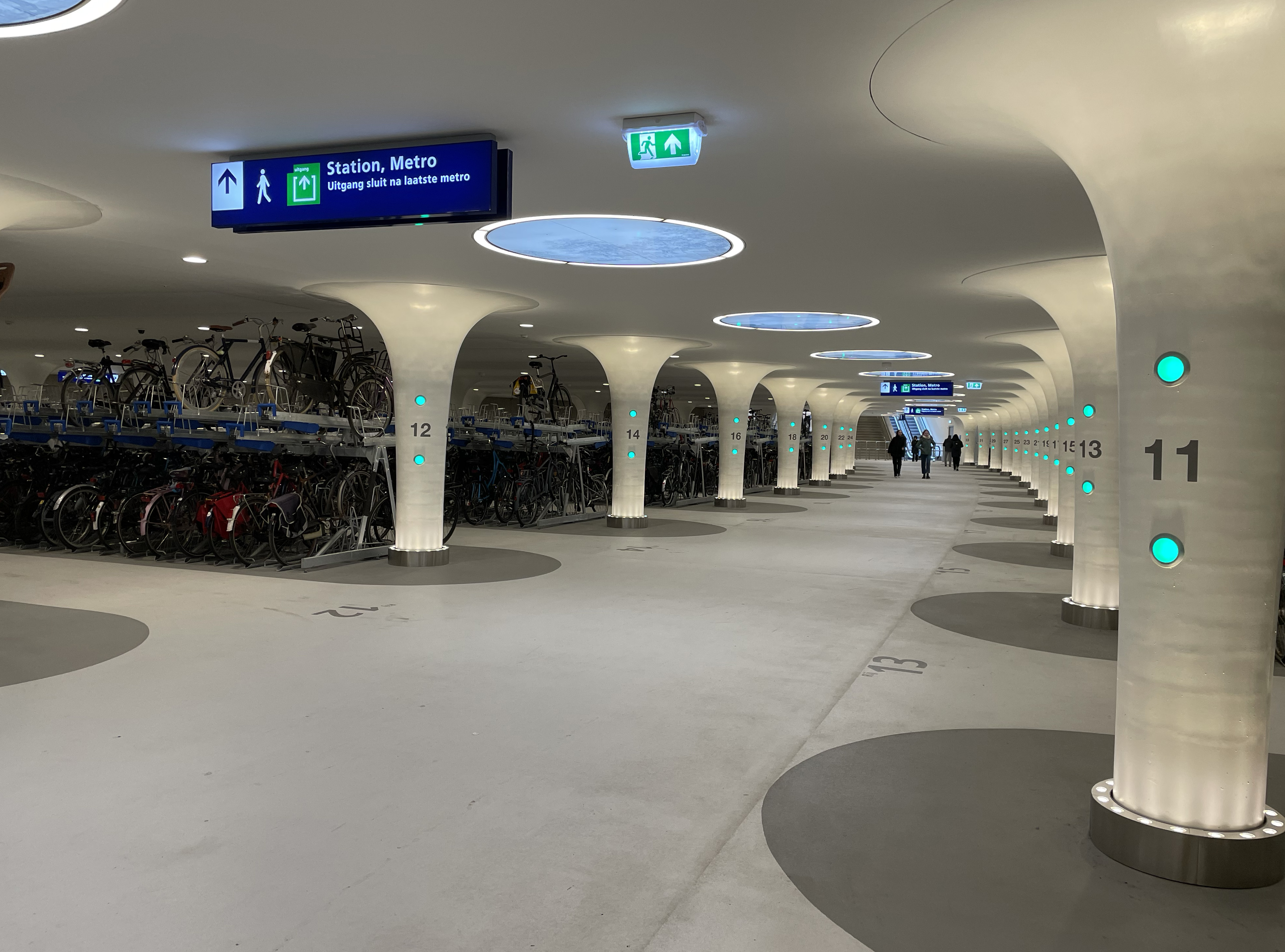
Fahrradparkhaus Amsterdam
mit 7000 Stellplätzen

Eine Fahrradabstellanlage ist eine Verkehrsanlage des ruhenden Verkehrs, die als Oberbegriff verschiedenste Ausführungsformen von baulichen Einrichtungen zum kurz- oder längerfristigen Parken von Fahrrädern umfasst. Die Palette der Ausführungsformen reicht von einfachen Freiluft-Anlagen mit wenigen Stellplätzen bis hin zu komplexen Fahrradparkhäusern. Einfachere Anlagen ohne Einhausung werden oft auch als Fahrradabstellplatz, Fahrradparkplatz oder umgangssprachlich Fahrradstand bezeichnet.
Eine Fahrradabstellanlage besteht üblicherweise im Kern aus einer Installation mehrerer Fahrradhalter (auch Fahrradparker, Fahrradparksystem, Fahrradabstellelement oder umgangssprachlich Fahrradständer genannt) an ihrem Einsatzort, die ergänzt sein kann u. a. durch Umzäunung, Überdachung, Einhausung, Einrichtungen zur Zutrittskontrolle, Lademöglichkeiten für E-Bike-Akkus und Selbsthilfe-Reparaturstationen. Irreführenderweise wird manchmal auch das (uninstallierte) Produkt Fahrradhalter als Fahrradabstellanlage bezeichnet.
Fahrradabstellanlagen werden überall benötigt, wo regelmäßiger Bedarf zum Abstellen von Fahrrädern besteht. Beispiele sind zuvorderst der öffentliche Straßenraum und Fußgängerzonen, Bahnhöfe, Mobilitätsstationen und andere Verkehrsknotenpunkte, Arbeitsstätten, Einkaufsstätten, Kindergärten, Schulen, Universitäten, Veranstaltungs- und Sportstätten. Von sehr hoher Bedeutung sind auch die Fahrradabstellanlagen in und an Mehrfamilienhäusern, da ein Großteil der Fahrradfahrten hier beginnt und/oder endet.
Sichere, nutzerfreundliche und fahrradschonende Fahrradabstellanlagen tragen maßgeblich zur Förderung des Fahrradverkehrs und zur Verringerung von Fahrraddiebstählen bei. Sie stellen ein wichtiges Element in der Stadtentwicklung und bei der Verkehrswende dar.

## Leitfäden, Richtlinien, Normen
Insbesondere seit Mitte des ersten 2000er-Jahrzehnts sind in vielen Ländern weltweit Leitfäden, Richtlinien und Normen zum Fahrradparken entwickelt und veröffentlicht worden. Diese Dokumente verfolgen in der Regel den Zweck einer signifikanten Qualitätsverbesserung bei Planungen, Realisierungen und Umbauten von Fahrradabstellanlagen, die meistenteils der technischen und qualitativen Weiterentwicklung der Fahrräder über Jahrzehnte weit hinterhergehinkt sind.

### Regelwerke auf Produktebene zu Fahrradhaltern

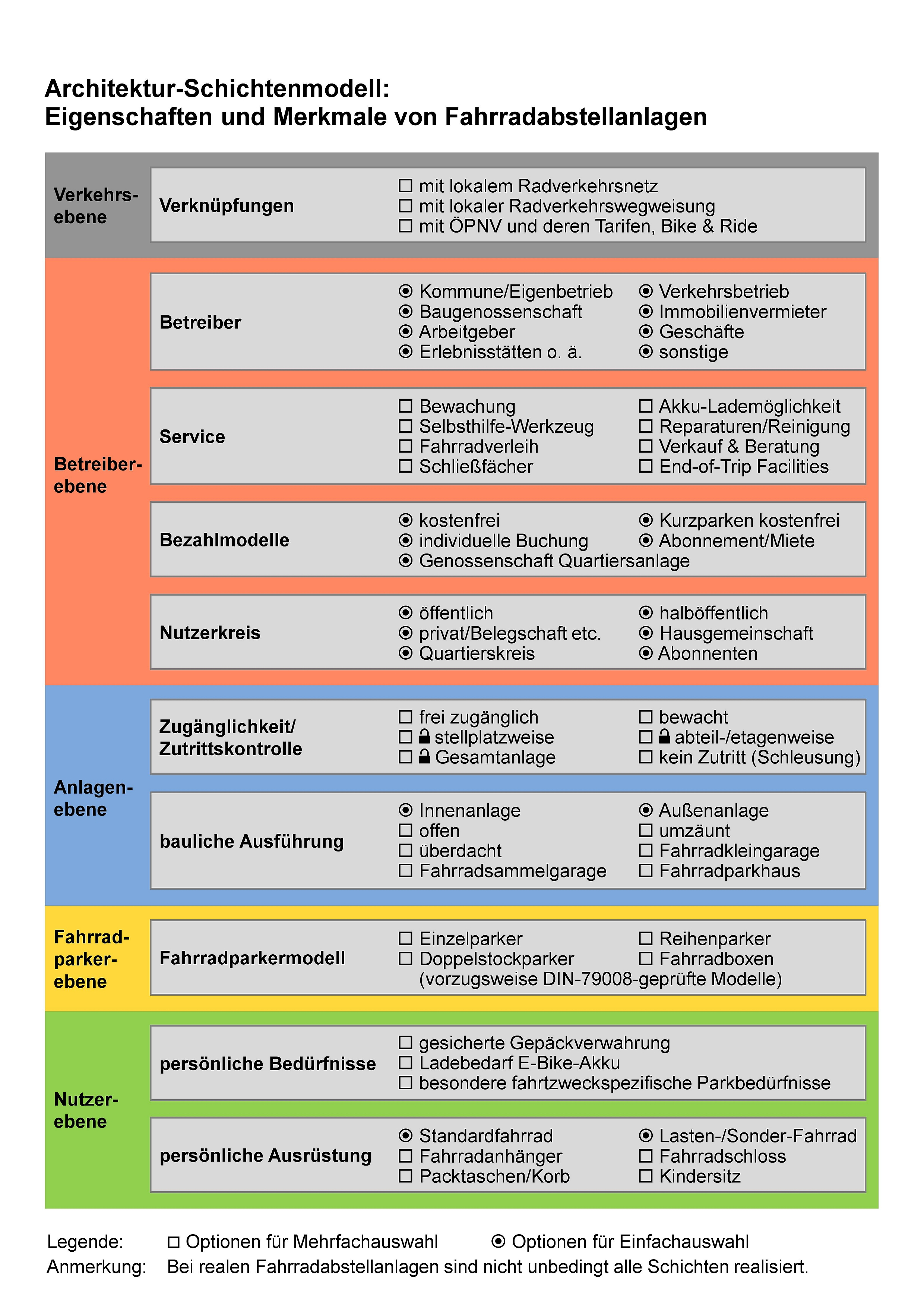
Schichtenmodell
Fahrradabstellanlagen

Nur sehr wenige Regelwerke haben den Charakter einer Produktnorm und beschreiben auf Produktebene detailliert die Sicherheits-, Qualitäts-, Bedienbarkeits- und sonstigen Anforderungen an einen Fahrradhalter sowie die anzuwendenden Prüfverfahren, mit denen objektiv und reproduzierbar die Erfüllung der einzelnen Anforderungen zu prüfen sind.
Das erste Normungsdokument dieser Art wurde 1999 in den Niederlanden unter dem Namen FietsParKeur veröffentlicht, das inzwischen mehrfach ergänzt und aktualisiert worden ist. Nur die FietsParKeur-Sachverständigenkommission darf auf der Grundlage dieses Dokuments und der von ihr durchgeführten Untersuchungen erklären, ob ein Fahrradparksystem die Norm-Anforderungen erfüllt und das FietsParKeurmerk-Gütezeichen verliehen bekommt, mit dem der Hersteller sein Produkt dann bewerben und kennzeichnen darf. Erfolgreich geprüfte Modelle sind auf einer Unterseite der FietsParKeur-Homepage gelistet.
In Deutschland ist im Mai 2016 die Produktnorm DIN 79008 Stationäre Fahrradparksysteme in Kraft getreten. Darin maßgeblich eingeflossen sind wesentliche Inhalte der Technischen Richtlinie TR6102-0911 des Allgemeinen Deutschen Fahrrad-Clubs e. V. ADFC sowie die umfangreichen Erfahrungen mit Doppelstockparkern aus dem niederländischen Regelwerk Fietsparkeur. Die DIN 79008 gliedert sich in Teil 1: Anforderungen und Teil 2: Prüfverfahren; beide Teile sind kostenpflichtig zu erwerben und ansonsten kostenfrei nur in Normen-Infopoints, meistens an deutschen wissenschaftlichen Bibliotheken, einsehbar. Einen groben Überblick über die Inhalte der Norm gibt außerdem das frei im Internet zugängliche Inhaltsverzeichnis.
Der ADFC führt auf Grundlage der DIN 79008 seine Qualitätsprüfungen von Fahrradhaltern durch (vor Mai 2016 auf Grundlage der Technischen Richtlinie TR6102-0911). Alle erfolgreich geprüften Modelle listet der ADFC auf seiner Internetseite als ADFC-empfohlen auf. Diese Auflistung erhebt keinen Anspruch auf Vollständigkeit, da auch andere akkreditierte Prüfinstitute die DIN-790098-Konformität von Fahrradhaltern prüfen und bescheinigen können.

### Regelwerke auf Anlagenebene zu Fahrradabstellanlagen
Die meisten bekannten Leitfäden und Regelwerke zu Fahrradabstellanlagen beinhalten nur sehr allgemein gehaltene Anforderungen an die Fahrradhalter auf Produktebene, enthalten in der Regel aber durchaus Aussagen zu empfehlenswerten oder zu vermeidenden Bauformen und behandeln ansonsten schwerpunktmäßig die vielfältigen Anforderungen an Fahrradabstellanlagen auf Anlagenebene.
Für die USA und Kanada hat die Association of Pedestrian and Bicycle Professionals (APBP) die kostenpflichtig zu erwerbenden Bicycle Parking Guidelines herausgegeben, frei im Internet zugänglich bietet die APBP eine Kurzfassung Essentials of Bike Parking an. In Australien gilt die kostenpflichtig zu beziehende Norm AS 2890.3:2015. Ein von einem Fahrradparker-Hersteller dazu herausgegebenes White Book New Bicycle Parking Requirements gibt Einblicke in die wesentlichen Inhalte der Norm. Ergänzend hat die Spitzenorganisation der Straßentransport- und Verkehrsbehörden in Australien und Neuseeland Austroads einen Forschungsbericht Bicycle Parking Facilities: Guidelines for Design and Installation veröffentlicht. In Neuseeland gibt es keine eigene Norm für Fahrradabstellanlagen; die nationale neuseeländische Verkehrsagentur Waka Kotahi hält aber die australische AS2890.3 für lückenhaft und hat unter anderem daher einen technischen Leitfaden Cycle parking planning and design herausgegeben.
In Großbritannien hat der Handelsverband der britischen Fahrradindustrie Bicycle Association mit Unterstützung u. a. durch das Department for Transport (DfT), Secured by Design (SBD), Transport for London (TfL) und der Cycle Rail Working Group (CRWG) einen Leitfaden für öffentliche Fahrradabstellanlagen Standards for Public Cycle Parking herausgegeben. In Frankreich hat der Verein Association Droit Au Vélo (ADAV) seinen erstmalig 2003 erschienenen Leitfaden Le guide du stationnement des vélos in aktualisierter Fassung 2009 herausgebracht. Der dänische Radfahrerverband bietet sein Cykelparkeringshåndbog auch in englischer Übersetzung als Bicycle Parking Manual an.
Die Regelwerke und Veröffentlichungen der Österreichischen Forschungsgesellschaft Straße-Schiene-Verkehr (FSV) sind üblicherweise nur kostenpflichtig zu beziehen. Seit Frühjahr 2022 werden klimarelevante Richtlinien und Vorschriften für das Straßenwesen (RVS) der FSV durch Förderung über die Klimaschutzinitiative klimaaktiv mobil des österreichischen Bundesministeriums für Klimaschutz, Umwelt, Energie, Mobilität, Innovation und Technologie (BMK) kostenlos bereitgestellt. Darunter fällt auch die RVS 03.02.13 Radverkehr, die in Kapitel 13 Fahrradabstellanlagen behandelt.
In der Schweiz sind vorwiegend die Kantone und Gemeinden für die Infrastrukturen des Langsamverkehrs (Fußgänger- und Radverkehr) zuständig. Das schweizerische Bundesamt für Strassen (ASTRA) unterstützt sie bei dieser Aufgabe und hat in der Reihe Vollzugshilfen Langsamverkehr das Handbuch Veloparkierung herausgegeben.
In Deutschland gibt die Forschungsgesellschaft für Straßen- und Verkehrswesen (FGSV) kostenpflichtig ihre als Wissensdokument kategorisierten, aber weithin als maßgeblich angesehenen Hinweise zum Fahrradparken heraus. Die aktuell gültige Version datiert aus dem Jahr 2012 und kennt und referenziert mithin noch nicht die im Mai 2016 veröffentlichte DIN-Norm 79008 Stationäre Fahrradparksysteme. Aus diesem Grund und vor dem Hintergrund der stark zunehmenden Anzahl von E-Bikes (inkl. notwendiger Lade-Infrastruktur), Lastenrädern und Fahrrädern mit Anhängern hat sich im Februar 2022 ein FGSV-Gremium konstituiert mit dem Ziel, im Laufe des Jahres 2025 ein aktualisiertes Dokument Hinweise zum Fahrradparken zu veröffentlichen.

### Landesbauordnungen, Stellplatzverordnungen
In vielen Ländern ergeben sich Vorschriften für Fahrradabstellanlagen auch aus dem Baurecht, das bei Neubauten und wesentlichen Änderungen von Gebäuden für Wohnnutzung, Büro-, Einzelhandels- und Gewerbenutzung, kulturellen und religiösen Nutzungen, Sportstätten, Gastronomie- und Beherbergungsbetrieben sowie Schulen und Jugendeinrichtungen in Form von Stellplatzverordnungen die Errichtung von Kraftfahrzeug- und Fahrradstellplätzen vorschreiben kann.
In den Bauordnungen der österreichischen Bundesländer werden die Gemeinden ermächtigt, im Rahmen der Gemeindeautonomie Stellplatzverordnungen zu erlassen. Die entsprechenden Festlegungen der Gemeinden zu Art und Anzahl der zur Verfügung zu stellenden Stellplätze sind sehr unterschiedlich. Die oberösterreichische Bauordnung ist die einzige, in der auch die Anzahl und Art der Fahrradstellplätze festgelegt sind. In der Schweiz gibt es kantonale und kommunale Parkplatzverordnungen, die Mindest- und teilweise Höchstzahlen für Pkw-Stellplätze nach unterschiedlichen Bemessungsgrößen (z. B. nach Wohnfläche oder Anzahl der Wohnungen) vorgeben, teilweise auch Mindestzahlen für Fahrradabstellmöglichkeiten.
In Deutschland werden die Erfordernisse heute in der Regel durch die Bauordnungen der Bundesländer geregelt. Grundsätzlich müssen danach für bauliche Anlagen, die einen Zu- und Abgangsverkehr erwarten lassen, die notwendigen Kraftfahrzeug- und Fahrradstellplätze auf dem Baugrundstück oder einem in der Nähe gelegenen Grundstück errichtet werden. Der Umfang der Stellplatzverpflichtung wird von der Bauaufsichtsbehörde festgesetzt, die sich dabei in der Regel nach Verwaltungsrichtlinien richtet. Die Bauordnungen der meisten Bundesländer gewähren dabei ein Ortssatzungsrecht, von dem nicht nur Großstädte Gebrauch machen. Für Neuerstellungen oder Änderungen kommunaler Stellplatzverordnungen enthalten die Hinweise zum Fahrradparken der Forschungsgesellschaft für Straßen- und Verkehrswesen Orientierungswerte für den Bedarf an Fahrradabstellplätzen bei unterschiedlichen Gebäudenutzungen.
Die Landesbauordnung Baden-Württembergs sieht seit 2015 die Möglichkeit vor, 25 % der notwendigen Kfz-Parkplätze als zusätzliche Fahrradstellplätze auszuführen, wobei vier Radplätze einen Autostellplatz ersetzen. Im Bundesland Hessen gilt seit dem 1. November 2020 (vorerst befristet bis zum 31. Dezember 2027) eine eigene Fahrradabstellplatzverordnung, zu der begleitend vom Hessischen Ministerium für Wirtschaft, Energie, Verkehr und Wohnen ein Leitfaden Fahrradabstellanlagen herausgegeben wurde.
Der Dachverband der europäischen Radverkehrs-Organisationen European Cyclists’ Federation (ECF) hat für 31 europäische Länder die nationalen Vorschriften für Kfz- und Fahrradabstellplätze analysiert und miteinander verglichen. Für drei Staaten mit einer föderalen Struktur – Österreich, Belgien und Deutschland – wurden insgesamt 28 regionale Stellplatzregelungen analysiert. Der Hauptfokus der Untersuchung lag darauf, wie das Parken in Mehrfamilienhäusern geregelt ist, da ein Großteil der Fahrten hier beginnt und/oder endet.

## Anforderungen an Fahrradhalter (Produktebene)
Die DIN-Norm 79008:2016-05 Stationäre Fahrradparksysteme beschreibt in ihrem Teil 1 Anforderungen an Fahrradhalter für Standard-Fahrräder und -E-Bikes (nicht für Lasten- und Liegefahrräder, Fahrräder mit Anhängern, Kinderfahrräder und Tandems) bis zu einer Lenkerbreite von 70 cm und Reifenbreiten zwischen 23 mm und 55 mm. Die drei folgenden Hauptanforderungen beschreiben maßgeblich die Sicherheit und die von den Nutzern unmittelbar erlebbare Qualität und sind damit entscheidend für die Akzeptanz eines Fahrradhalters:
1. nutzerfreundliches und fahrradschonendes Fahrradparken
Das Ein- und Ausparken, An- und Aufschließen, Be- und Entladen der Fahrräder muss ohne besonderen Zeit- und Kraftaufwand[27] und ohne Beschädigung des eigenen und benachbart abgestellter Fahrräder[28] möglich sein. Dazu dürfen die Rahmen-Mittelebenen zweier parallel benachbart abgestellter Fahrräder die folgenden Mindestabstände[29] nicht unterschreiten:
  - 70 cm bei höhengleicher Abstellung der Vorderräder
  - 50 cm bei abwechselnder Hoch-/Tiefstellung der Vorderräder, wobei die Standflächen der Vorderräder mindestens eine Höhendifferenz von 20 cm aufweisen müssen.
2. Stand- und Lagesicherheit der abgestellten Fahrräder
Ein Fahrradhalter muss dem Fahrrad in der Parkposition eine gute Standsicherheit verleihen[30] und es auch ohne angelegtes Schloss sicher schützen gegen
  - Umkippen bei üblicherweise auftretenden Kräften (z. B. versehentliches Anstoßen, Be- und Entladen des Fahrrades, Benutzung eines Kindersitzes, Winddruck)
  - selbständiges Herausrollen aus der Endparkposition (z. B. durch Winddruck, Ein- und Ausparkvorgänge benachbarter Fahrräder, Gefälle des Untergrundes)
  - ungewolltes Umschlagen des Lenkers, insbesondere bei Lastwechseln beim Be- und Entladen
3. Diebstahlschutz
Zum Diebstahlschutz müssen Fahrradrahmen (möglichst auch ein Laufrad) und Fahrradhalterung an gut zugänglicher Stelle und in einer Höhe von mindestens 50 cm mit handelsüblichen Fahrradschlössern sicher zusammengeschlossen werden können.[31]

Über diese drei Hauptanforderungen hinaus definiert die DIN 79008 noch u. a. die folgenden Anforderungen insbesondere zu weiteren Sicherheitseigenschaften eines Fahrradparksystems:
- Die Wahl der Werkstoffe und ihre Verwendung müssen im Einklang mit geltenden Europäischen Normen stehen. Im Hinblick auf die Langlebigkeit des Produkts werden Maßnahmen zum Korrosionsschutz von Metallen, zum Holzschutz sowie zur Verwitterung von Kunststoffteilen durch UV-Einflüsse gefordert.
- Der Fahrradhalter darf bei definierten mechanischen Prüfbeanspruchungen keine Risse, Brüche oder größere Verformungen erleiden. Hinsichtlich der Stand- und Lagesicherheit wird auf die Eurocode-Normen 1, 3 und 5 verwiesen.
- Ein Fahrradhalter muss so gestaltet sein, dass seine bestimmungsgemäße Funktion und Benutzung selbsterklärend ist. Anderenfalls müssen Hinweisschilder mit grafischen Symbolen/Bildern auf die vorgesehene richtige Benutzung hinweisen.[32]
- Fahrradboxen müssen bestimmte Mindestabmessungen aufweisen sowie mit einer Notfallöffnung und einer Notfallbelüftung ausgestattet sein.
- Die Norm enthält diverse Gestaltungsvorgaben, um das Verletzungsrisiko für Nutzer sowie Passanten zu minimieren. So sollen z. B. spitze und scharfkantige Bauteile sowie Fangstellen für Kopf, Hals und Finger vermieden werden. Fahrradhalter müssen so konstruiert und ggf. gekennzeichnet werden, dass sie im unbeparkten Zustand nicht übersehen und zur Stolper- oder Anstoßgefahr (an den Kopf) werden können; Blinde und Sehbehinderte müssen sie rechtzeitig mit dem Langstock ertasten können.
- Die Norm enthält außerdem Vorgaben zum Brandschutz und zur elektrischen Sicherheit.

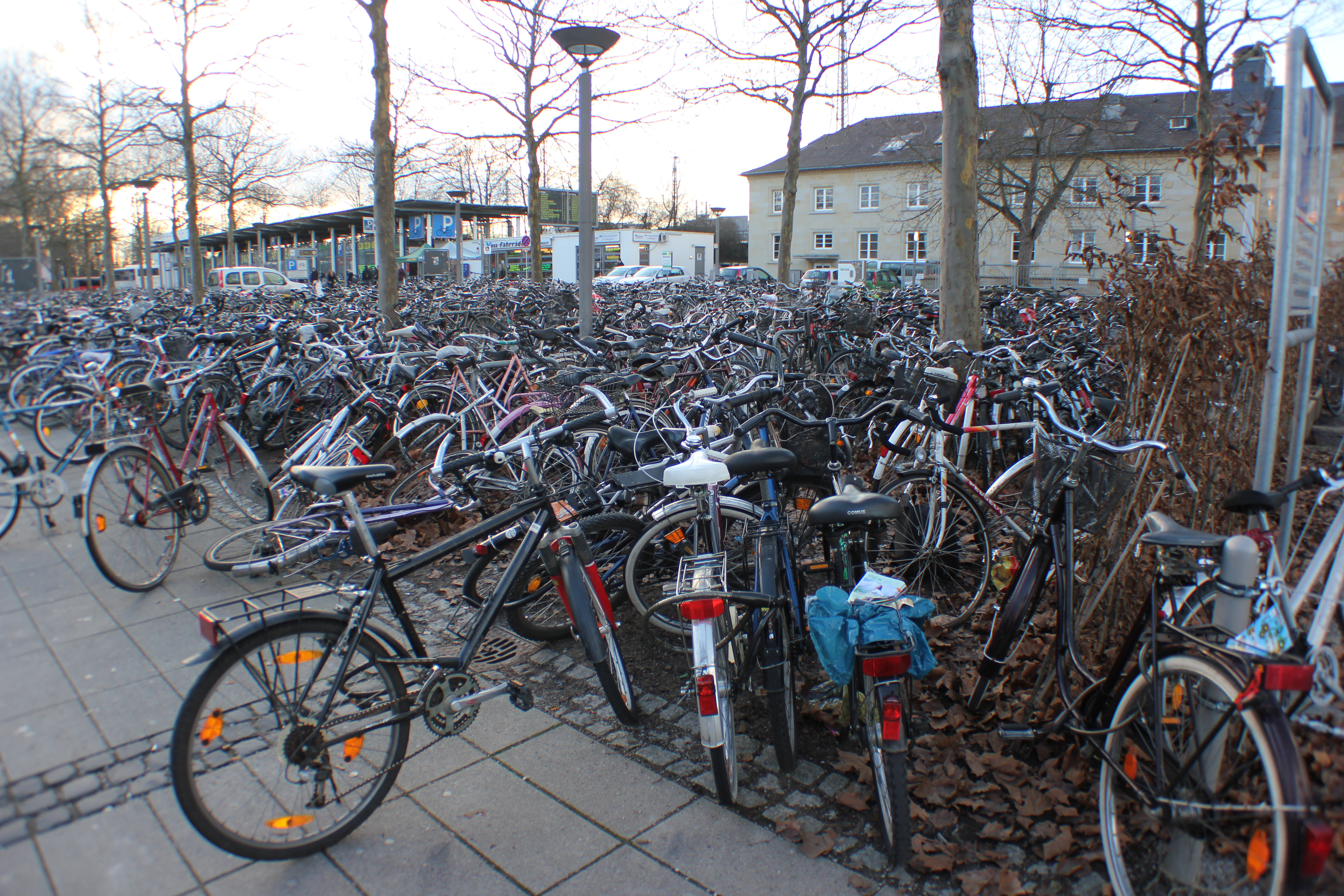
Hier fehlt die ordnende Funktion: Fahrradparkchaos am Bahnhof

Über die Anforderungen aus der DIN 79008 hinaus ist noch ein wichtiges Grundprinzip der Stadtplanung zu berücksichtigen, wonach Fahrradabstellanlagen insbesondere im öffentlichen Raum eine ordnende Funktion zu erfüllen haben. Darunter ist zu verstehen, dass möglichst alle Formen „wilden“ Parkens von Fahrrädern vermieden werden. Damit ist nicht nur das Abstellen von Fahrrädern außerhalb der zum Fahrradparken vorgesehenen Flächen gemeint, was ein chaotisches und zugestelltes Stadtbild erzeugt und Aufenthaltsflächen für Fußgänger einschränkt. Es umfasst auch ein „wildes“ Parken in überfüllten Fahrradabstellanlagen, wenn bei hohem Parkdruck zusätzliche Fahrräder zwischen die planerisch vorgesehenen Stellplätze „dazwischengequetscht“ werden. Bei solchen Abstellbedingungen ist das Risiko relativ hoch, dass die Fahrräder beschädigt werden und nicht selten von ihren Nutzern aufgegeben werden, wenn ihnen eine Reparatur zu aufwändig erscheint. Die erkennbar dauerhaft verwaisten Fahrräder werden dann oftmals sukzessive durch Komponentendiebstähle „ausgeschlachtet“. Das alles vermittelt einen Eindruck von Verwahrlosung und mangelnder sozialer Kontrolle, was der Akzeptanz einer Fahrradabstellörtlichkeit abträglich ist, wertvollen Parkraum belegt und dem Anlagenbetreiber nennenswerte Entsorgungsaufwände beschert. Einige Bauformen von Fahrradhaltern sind besonders anfällig für dieses „Dazwischenquetschen“ bei hohem Parkdruck, während andere Bauformen wenig anfällig sind oder es technisch unmöglich ist. Diese Anfälligkeit ist aber nicht mit technischen Prüfmethoden messbar, sondern weitgehend ein Erfahrungswert; dies dürfte der Grund sein, warum die ordnende Funktion nicht als Anforderung in der DIN 79008 verankert wurde.

## Bauformen von Fahrradhaltern (Produktebene)
Bei Bauformen von Fahrradhaltern wird im Hinblick auf ihre Anlieferform und Montageweise grundsätzlich unterschieden zwischen Einzel- und Reihenparkern:

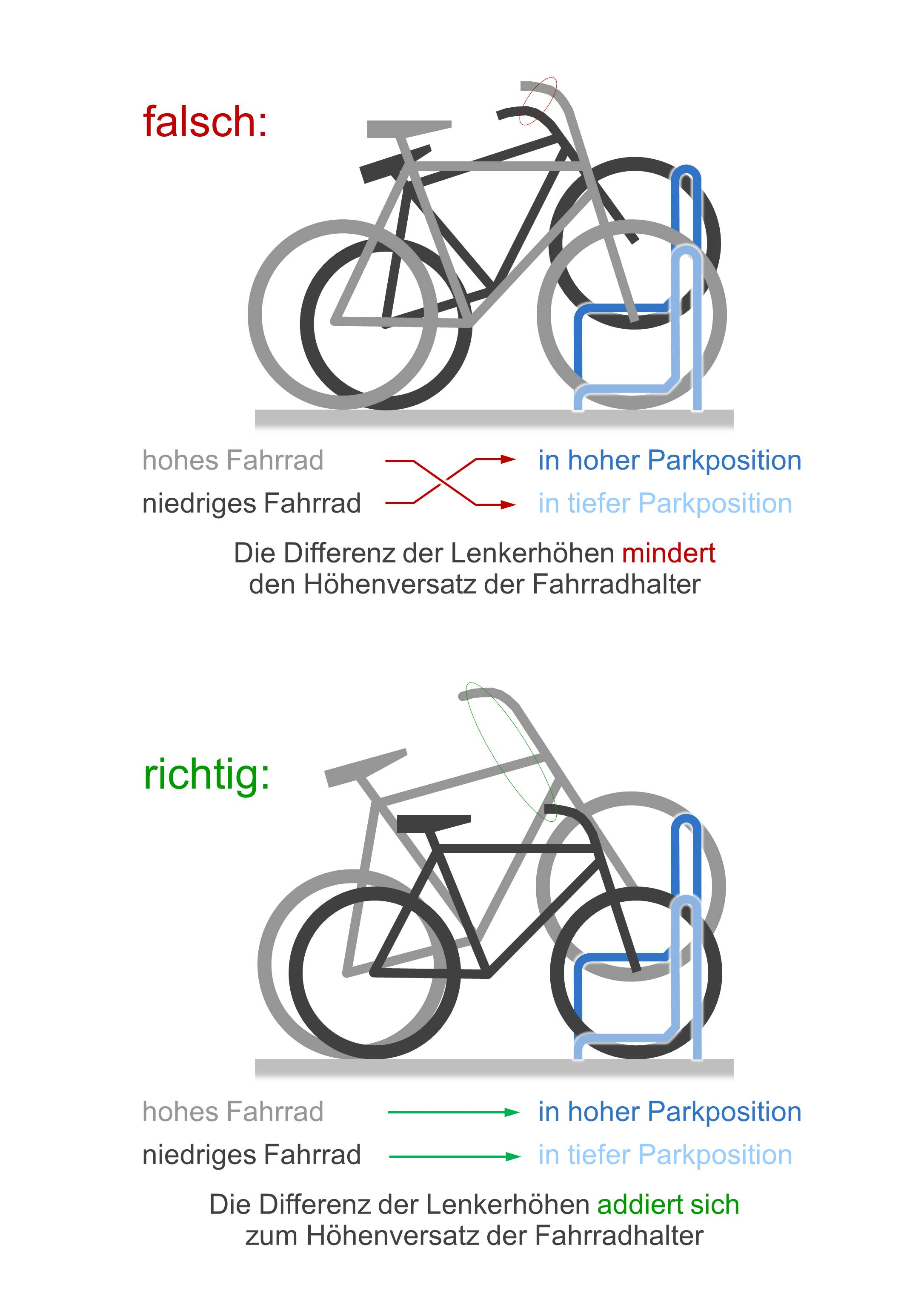
Optimale Parkweise in Hoch-/Tiefstellung

- Einzelparker werden als einzelne Parkelemente geliefert, die jeweils der Abstellung eines einzelnen oder (bei beidseitiger Einstellung) von maximal zwei Fahrrädern dienen. Jeder Einzelparker muss separat mit dem Untergrund verbunden werden, meistens durch Einbetonieren oder durch Verschrauben eines Bodenflansches mit dem Untergrund. Bei dieser Montageweise liegt es in der Verantwortung des Anwenders, anforderungsgerechte Montageabstände zwischen den einzelnen Parkelementen zu realisieren.
- Unter einem Reihenparker wird eine Anordnung mehrerer Fahrradhalter auf einer gemeinsamen Unterkonstruktion verstanden. Meistens werden Reihenparker in Form von Fahrradhaltermodulen angeboten, bei denen auf zwei parallelen Bodenschienen zwei bis vier Fahrradhalter fest aufgeschweißt sind. Die Module sind anreihbar und in der Regel durch Schraubverbindungen miteinander zur gewünschten Gesamtlänge zu verketten. Es gibt aber auch Reihenparker, die als Bausatz (mit mehreren Einzelteilen pro Parkposition) geliefert werden und vor Ort zusammengesteckt und verschraubt werden müssen.
Damit ist der Seitenabstand zwischen den Fahrrädern bei Reihenparkern eine inhärente Eigenschaft des beschafften Fahrradhaltermodells, und somit sind bezüglich der Seitenabstände Installationsfehler nahezu unmöglich. Außerdem ist der Montageaufwand gegenüber einem Einzelparker deutlich geringer, da im Allgemeinen nur wenige Befestigungspunkte mit dem Untergrund herzustellen sind, um die Parkerreihe gegen ein Verrutschen zu sichern.

Bei Reihenparkern werden oft Ausführungen in Hoch-/Tiefstellung der Vorderräder angeboten, von denen einige Veröffentlichungen jedoch abraten, ein mögliches Verhaken von Lenkern und Bowdenzügen bemängeln oder Nachteile beim Diebstahlschutz sehen. Zahlreiche hoch-/tiefgestellte Modelle bestehen mühelos die DIN-Anforderungen zum Diebstahlschutz und lassen sich vollkommen unproblematisch nutzen, wenn Fahrräder in solchen Modellen nicht nach Bequemlichkeit primär in tiefen Einstellplätzen geparkt, sondern große Fahrräder in hohen Einstellplätzen und niedrige Fahrräder in tiefen Einstellplätzen abgestellt werden. Dann addiert sich die Höhendifferenz benachbarter Lenker zum Höhenversatz der Fahrradhalter (nach DIN 79008 mindestens 20 cm, wobei ein notwendiges Anheben des Vorderrades auf 42 cm begrenzt ist), was zu einer zuverlässigen Entzerrung der Lenker und Bowdenzüge führt. Bei willkürlicher Einstellung kann dagegen die Höhendifferenz der Lenker den Höhenversatz der Fahrradhalter mindern und im schlechtesten Fall zu den kritisierten Problemen führen. Für eine erfolgreiche Nutzung hoch-/tiefgestellter Modelle bedarf es also nur einer entsprechenden Information/Aufklärung der Nutzer.
Die Betrachtungen der verschiedenen Gruppen von Fahrradhalter-Modellen in den folgenden Unterkapiteln orientieren sich im Wesentlichen an den Anforderungen der DIN 79008 – Teil 1.

### Normferne Modelle

#### Einfache Vorderradhalter
Die Gruppe der einfachen Vorderradhalter lässt sich noch einmal untergliedern in zwei Untergruppen:
- Felgenklemmer
Bei Felgenklemmern wird das Vorderrad zwischen zwei keilförmig angeordneten Metallbügeln eingeklemmt. Sehr selten kommt auch eine Betonbauweise mit senkrechten keilförmigen Schlitzen in einem Betonblock vor. Die Klemmwirkung ist von diversen Faktoren abhängig, insbesondere von der Reifenbreite, einer zum Reifendurchmesser passenden Montagehöhe (möglichst in Nabenhöhe), Reifendruck, Witterungsbedingungen (Feuchtigkeit) und Untergrundverhältnissen (Hangabtriebskräfte bei Gefälle). Auch bei günstigen Faktoren ist die Klemmwirkung sehr unzuverlässig – schon durch Windkräfte oder geringfügiges Anstoßen (z. B. beim Ausparken benachbarter Fahrräder) kann sich das Rad aus der Klemmung herausruckeln, rückwärts aus der Halterung herausrollen und umstürzen. Wenn ein angelegtes Fahrradschloss während des Falls für eine Kraftübertragung zwischen Vorderrad und Felgenklemmer sorgt, kommt es mit hoher Wahrscheinlichkeit zu einer Verwindung und Deformation der Felge („Acht“).

- Bügelparker
Sehr weit verbreitet sind so genannte Bügelparker, die üblicherweise als Reihenanlagen angeboten werden und je Parkposition aus zwei parallelen Rundstählen bestehen, die bogen-, dreieck-, trapez-, giebel-, pult- oder M-förmig gebogen sind. Bügelhalter stützen den Fahrradreifen (und damit die Felge) meistens nur an zwei Punkten beidseits des Fußpunktes in einem Abstand von ca. einem Sechstel des Radumfangs ab. Die notwendige dritte Abstützung wirkt bei Bügelparkern daher im Allgemeinen auf einige Speichen unterhalb der Nabe, oft an empfindlichster Stelle in Speichenmitte. Dadurch wirken Seitenkräfte gegen Sattel oder Lenker als Hebelkräfte bis ungefähr auf das Sechsfache verstärkt und verteilen sich auf nur wenige Speichen. Da Fahrradspeichen üblicherweise nur Zug-, aber keine Druck- und Querkräfte aufnehmen können, reichen schon relativ moderate Seitenkräfte aus, um das Vorderrad irreversibel zu deformieren („Acht“).

Felgenklemmer und Bügelparker erfüllen daher nicht die Hauptanforderungen der DIN 79008 nach fahrradschonender Stand- und Lagesicherheit und werden in Radfahrerkreisen meistens nur abwertend als „Felgenkiller“ bzw. „Felgenbrecher“ bezeichnet. Das Wissen um die ungenügenden Halteeigenschaften führt außerdem dazu, dass viele Nutzer ihre Fahrräder in diesen Haltermodellen nicht bestimmungsgemäß, sondern unter Benutzung des fahrradeigenen Fahrradständers in den Zwischenräumen zwischen zwei Parkpositionen abstellen. Damit ist auch die Grundanforderung der ordnenden Funktion nicht erfüllt.
Auch der Diebstahlschutz dieser Modelle ist ungenügend, da Fahrradrahmen und Fahrradhalter nicht zusammengeschlossen werden können. Bei geringer Belegungsdichte der Abstellanlage können Vorderrad und Halterung zusammengeschlossen werden; das scheuen die Nutzer aber in der Regel, da es sehr unbequem ist und später möglicherweise Probleme beim Ausparken gibt, wenn dann bei dichterer Belegung das Schloss kaum noch zugänglich ist. Fahrraddiebe haben in solchen Abstellanlagen daher immer wieder die Gelegenheit, nur „in sich“ zusammengeschlossene Räder einfach wegzutragen oder nur das angeschlossene Vorderrad ausspannen zu müssen, um das restliche Fahrrad entwenden zu können.
Damit sind Felgenklemmer und Bügelparker als normfern anzusehen. Trotzdem sind diese Modelle nach wie vor zahlreich in vielen Abstellanlagen zu finden, werden unvermindert von Baumärkten angeboten und nehmen auch weiterhin in den Portfolios vieler Stadtmobiliar-Anbieter breiten Raum ein. In kommunalen Abstellanlagen werden sie üblicherweise nicht mehr eingesetzt.

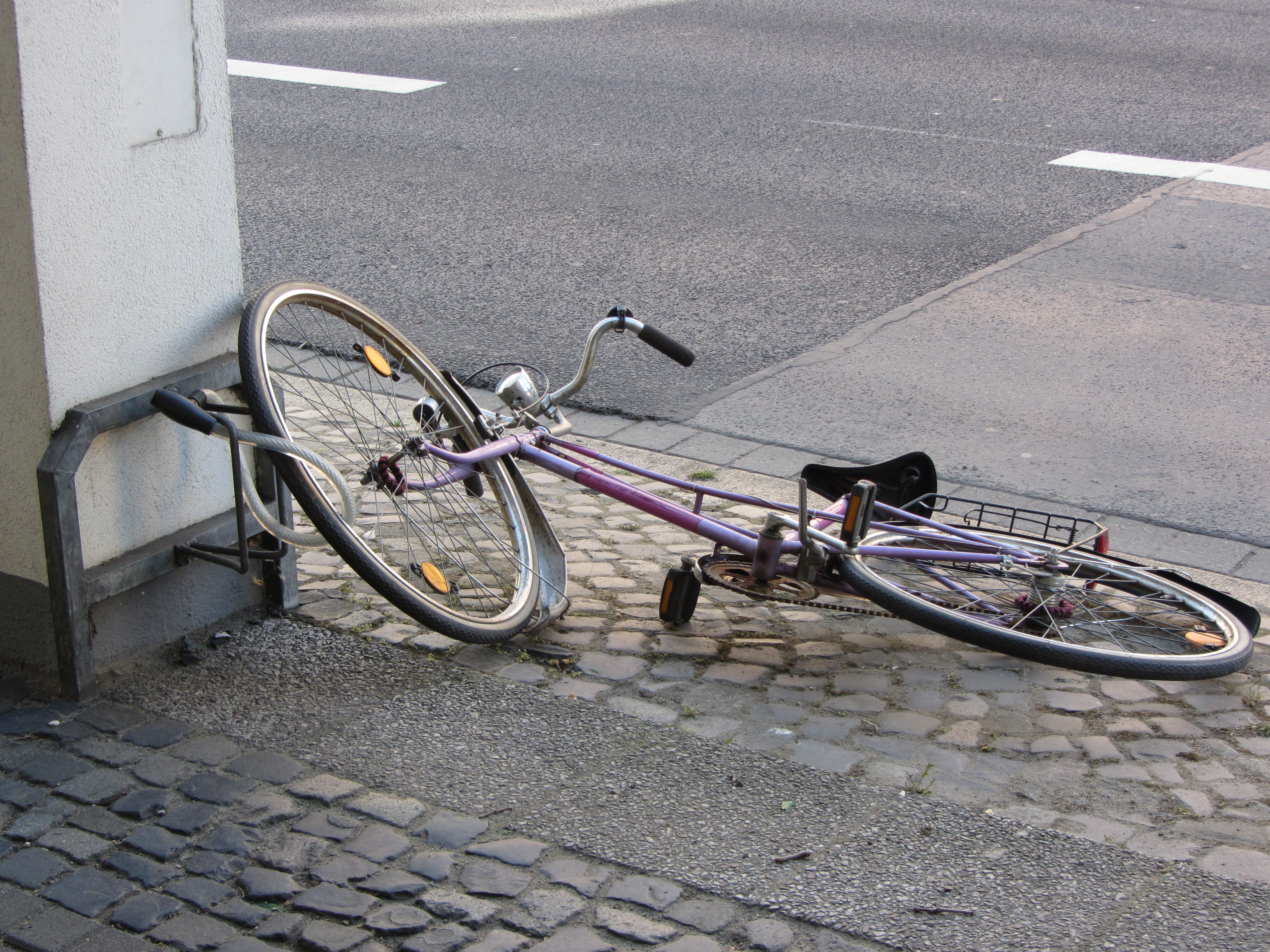
Felgenklemmer
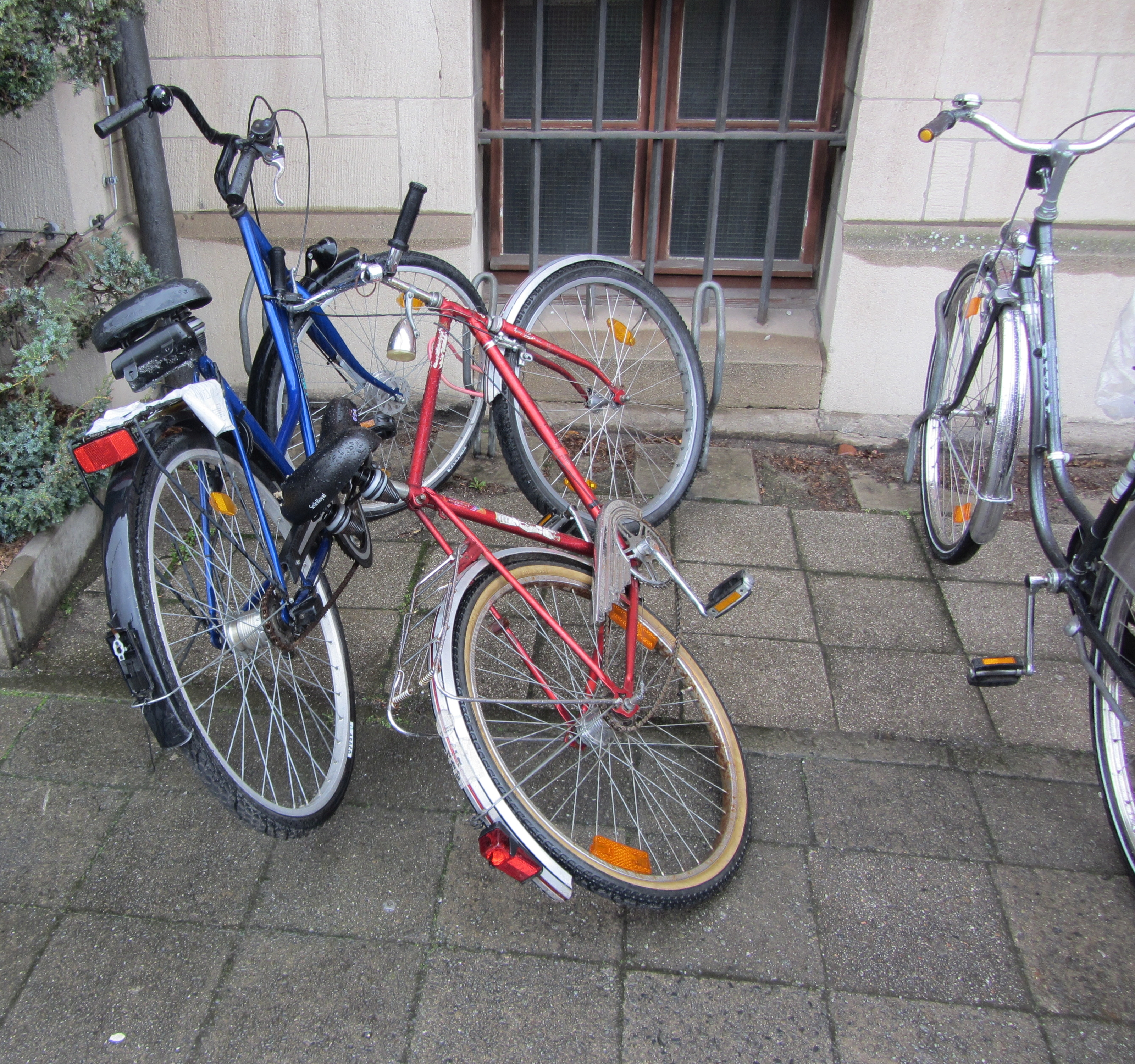
Felgenklemmer
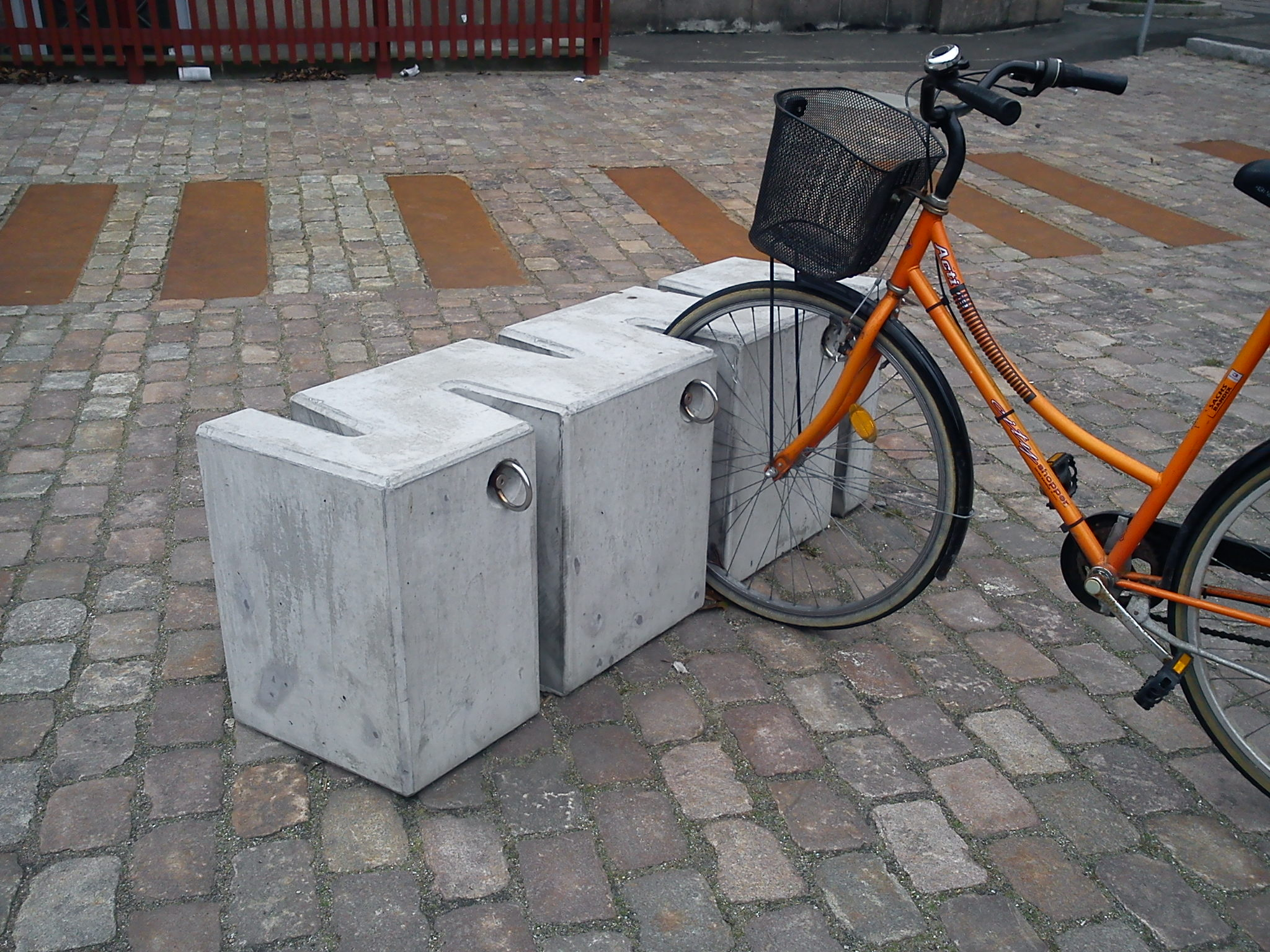
Betonausführung
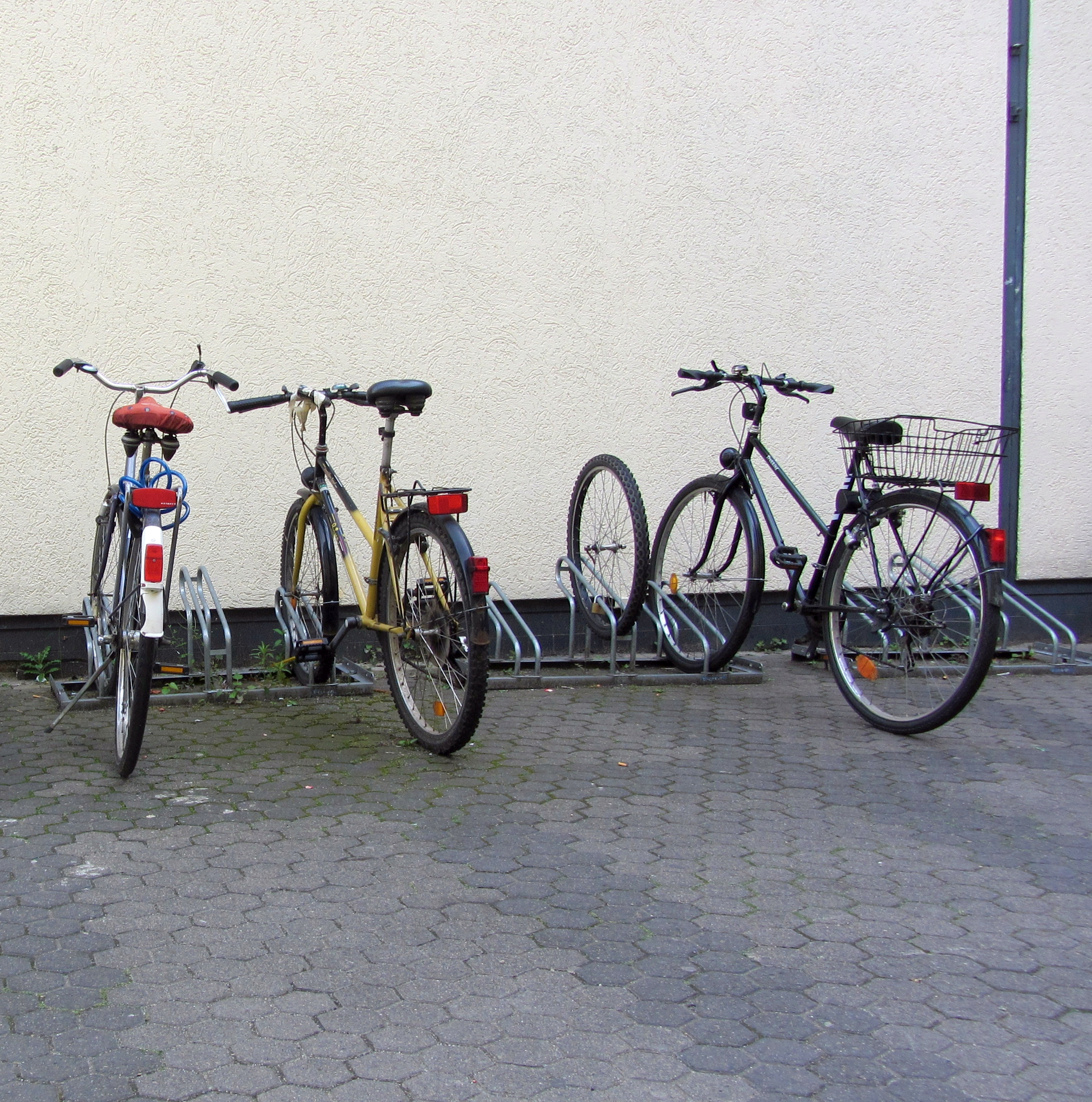
Diebstahl
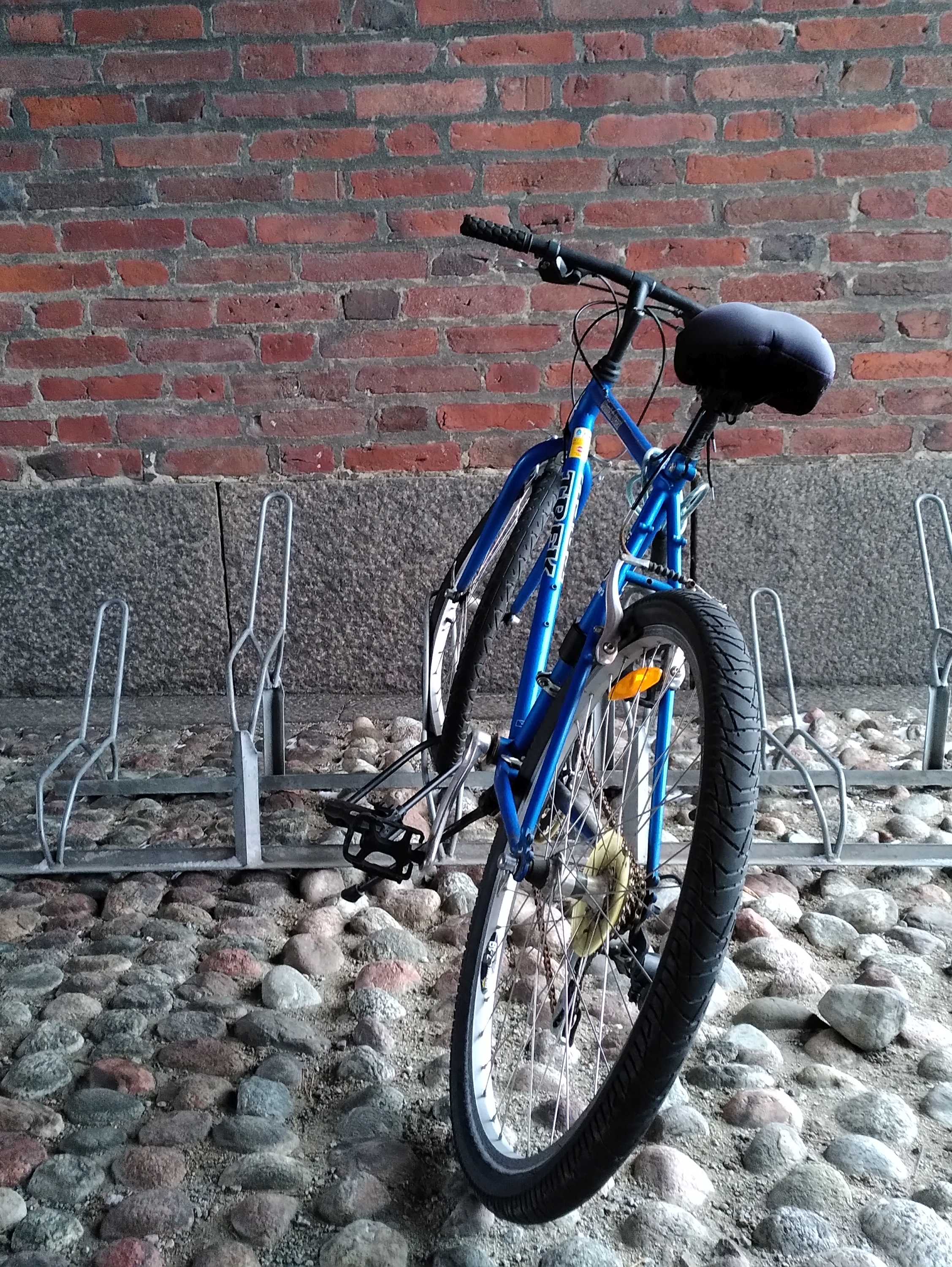
Felgenkiller
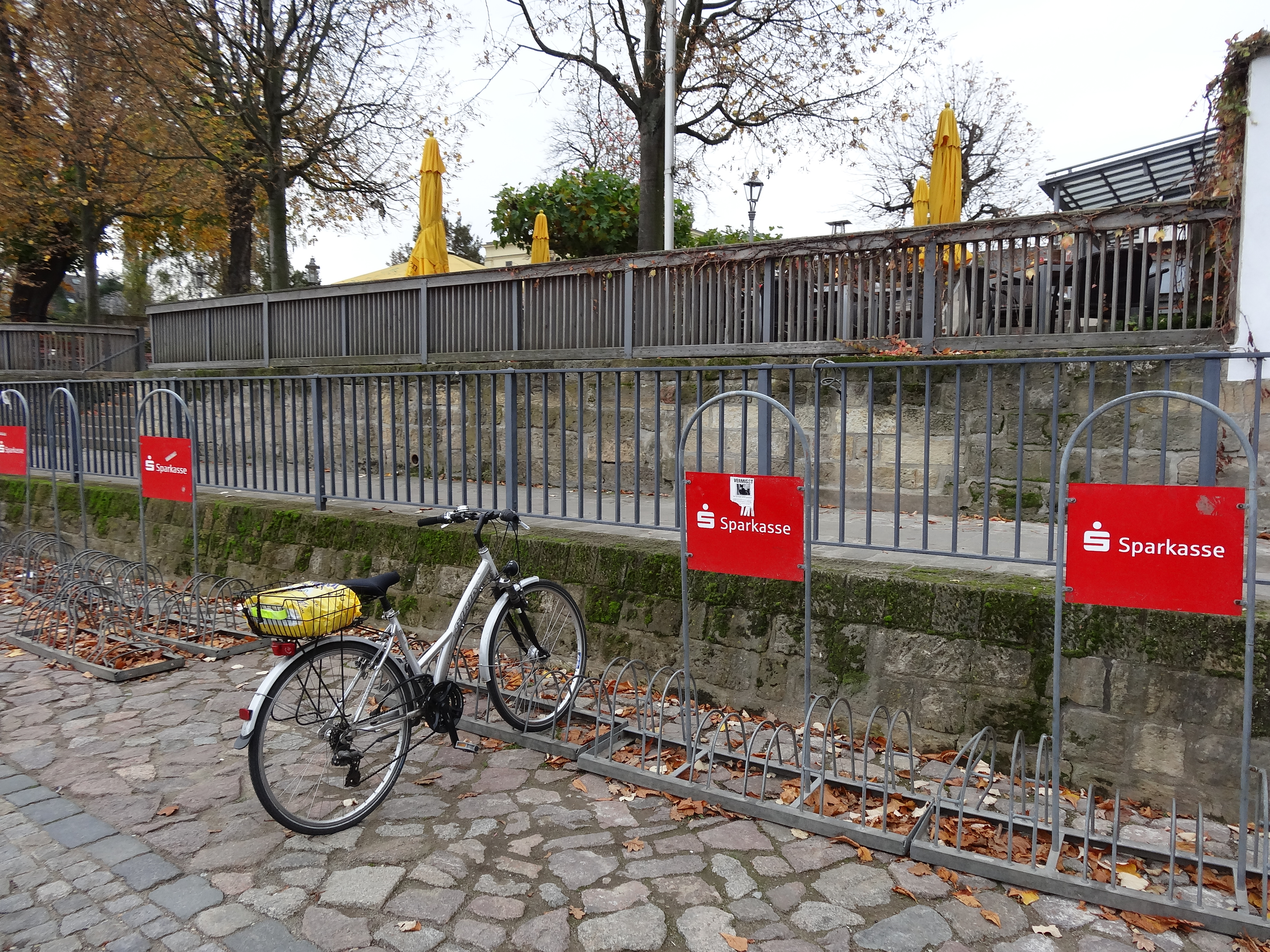
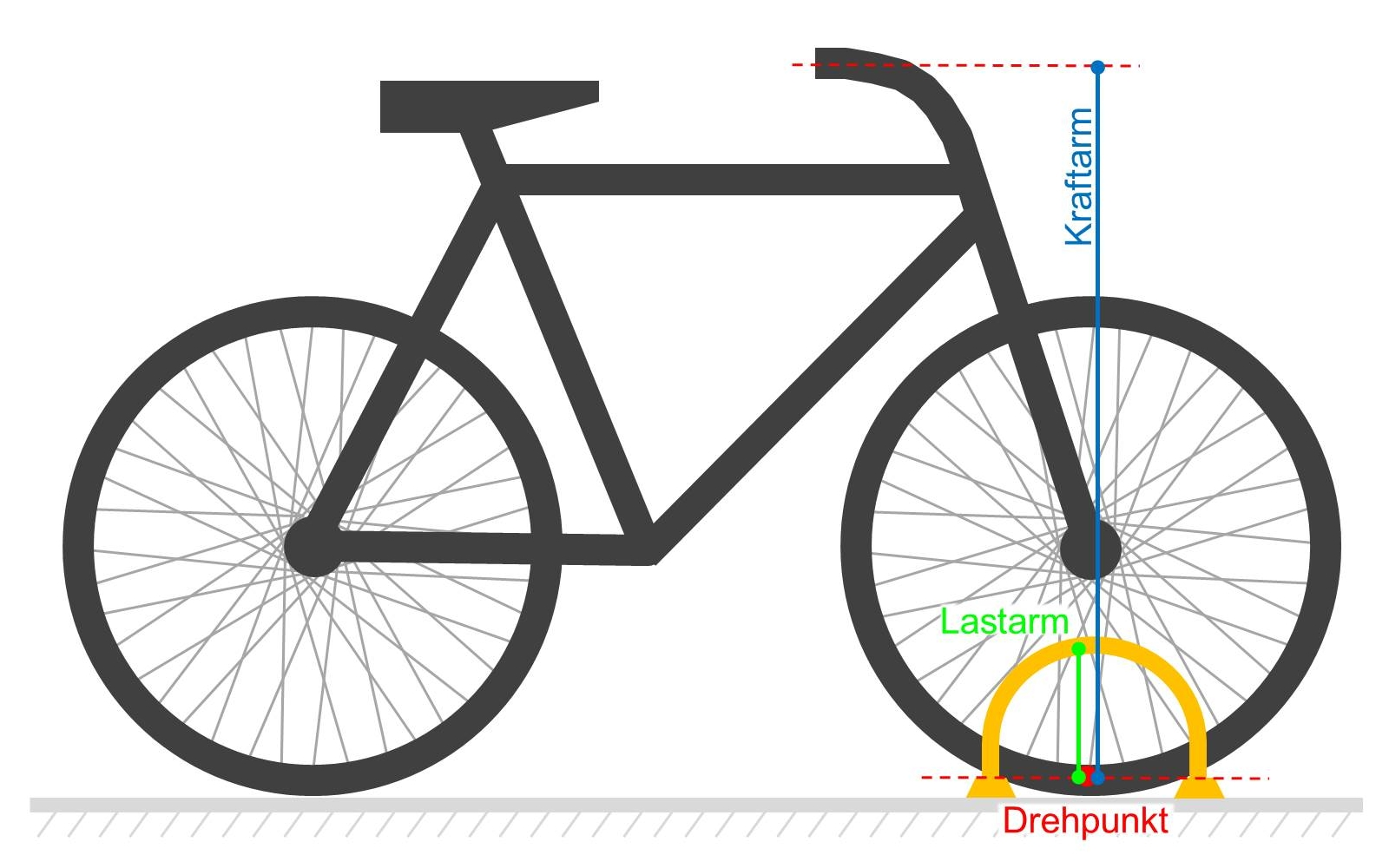
Hebelwirkungen

#### Einfache Vorderradhalter mit mehreren Parkpositionen pro Stellplatzbreite
Mit gleichen Funktionsprinzipien wie bei den Felgenklemmern und Bügelparkern wird auch eine Gruppe von Vorderradhaltern angeboten, die in kleinerer Rasterung mehrere Parkpositionen pro Stellplatzbreite anbieten. Ein Motiv für die Entwicklung dieser Modelle mag gewesen sein, dass Fahrrädern mit sehr unterschiedlichen Lenkerbreiten flexibel und trotzdem platzsparend Parkmöglichkeiten geboten werden sollten. In der Praxis überwiegen aber die Nachteile z. B. dadurch, dass sich Parklücken ergeben, die eigentlich zur Abstellung eines weiteren Fahrrades zu schmal sind, aber bei hohem Parkdruck dennoch beparkt werden. Damit ist die feinere Unterteilung der Parkpositionen im Sinne der Grundanforderung einer ordnenden Funktion eher kontraproduktiv. Da von den Modellen dieser Gruppe auch die Hauptanforderungen der DIN 79008 nicht erfüllt werden, sind sie insgesamt als normfern einzustufen. Das gilt auch für die verzinkt angebotenen oder in Edelstahlausführung noch hochwertiger erscheinenden Spiralparker, die schwerpunktmäßig vor Banken und Sparkassen anzutreffen sind, möglicherweise da ihr Erscheinungsbild Ähnlichkeit mit einer überdimensionalen geöffneten Münzrolle aufweist.

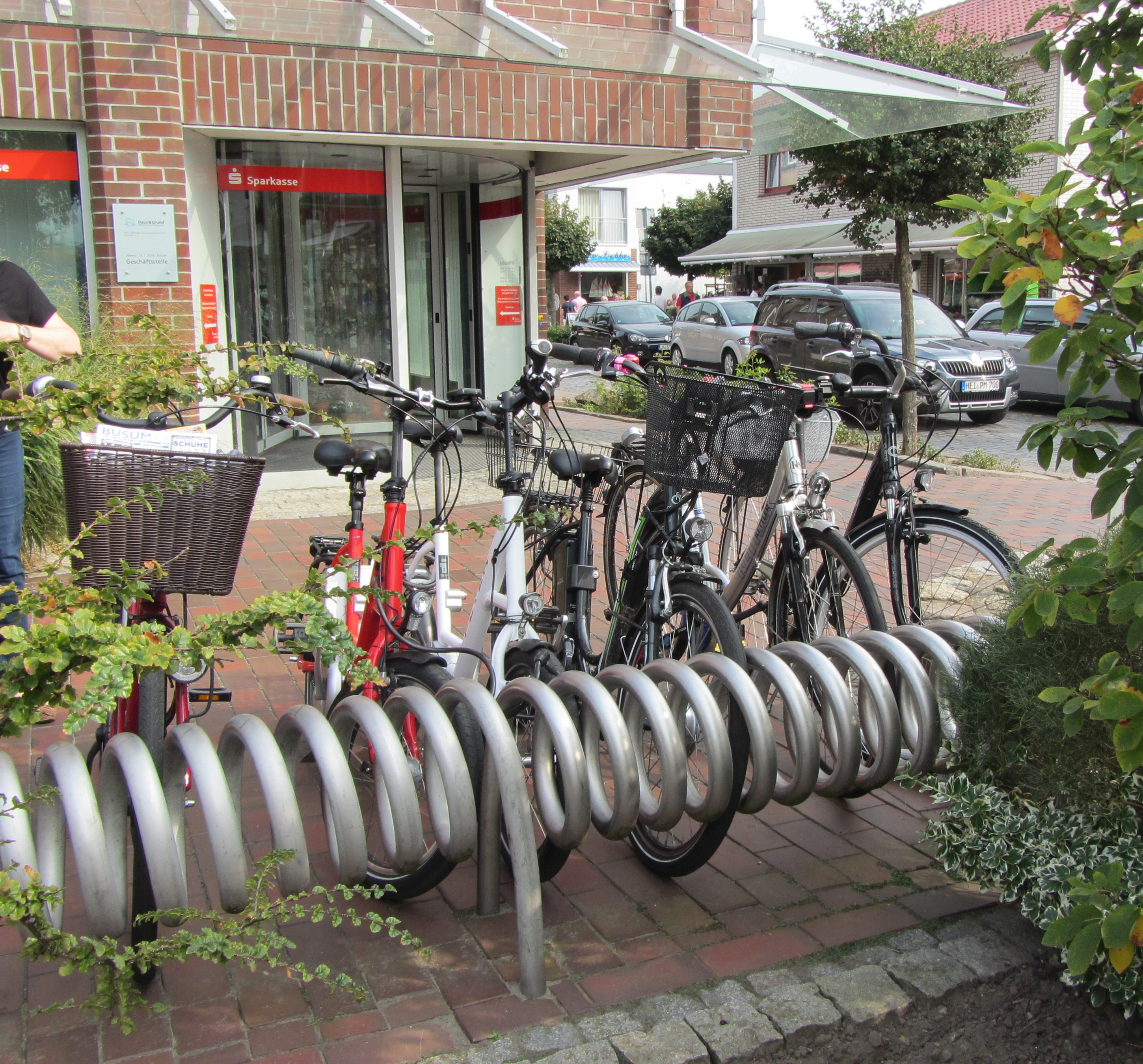
Spiralparker
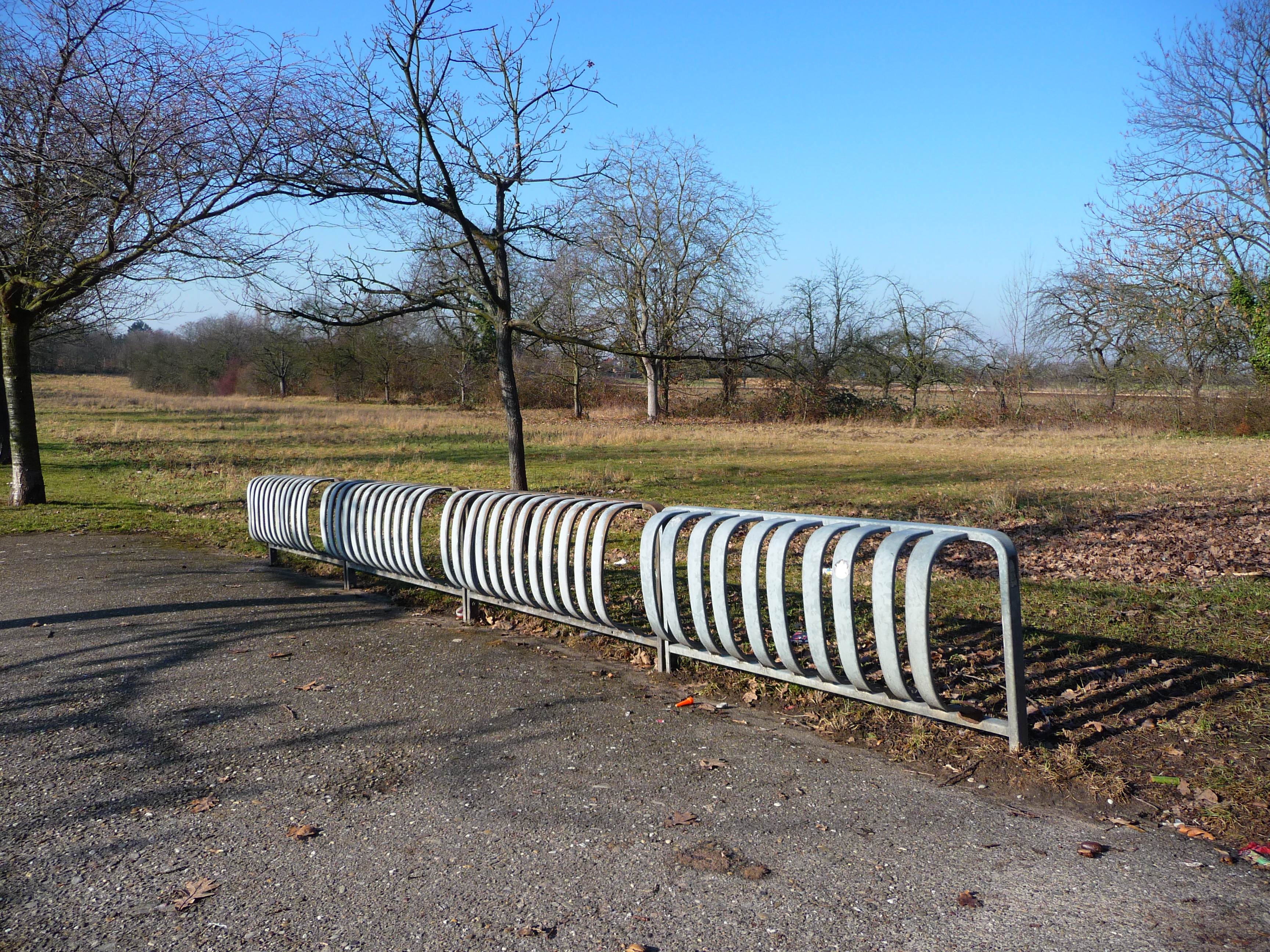
Felgenklemmer
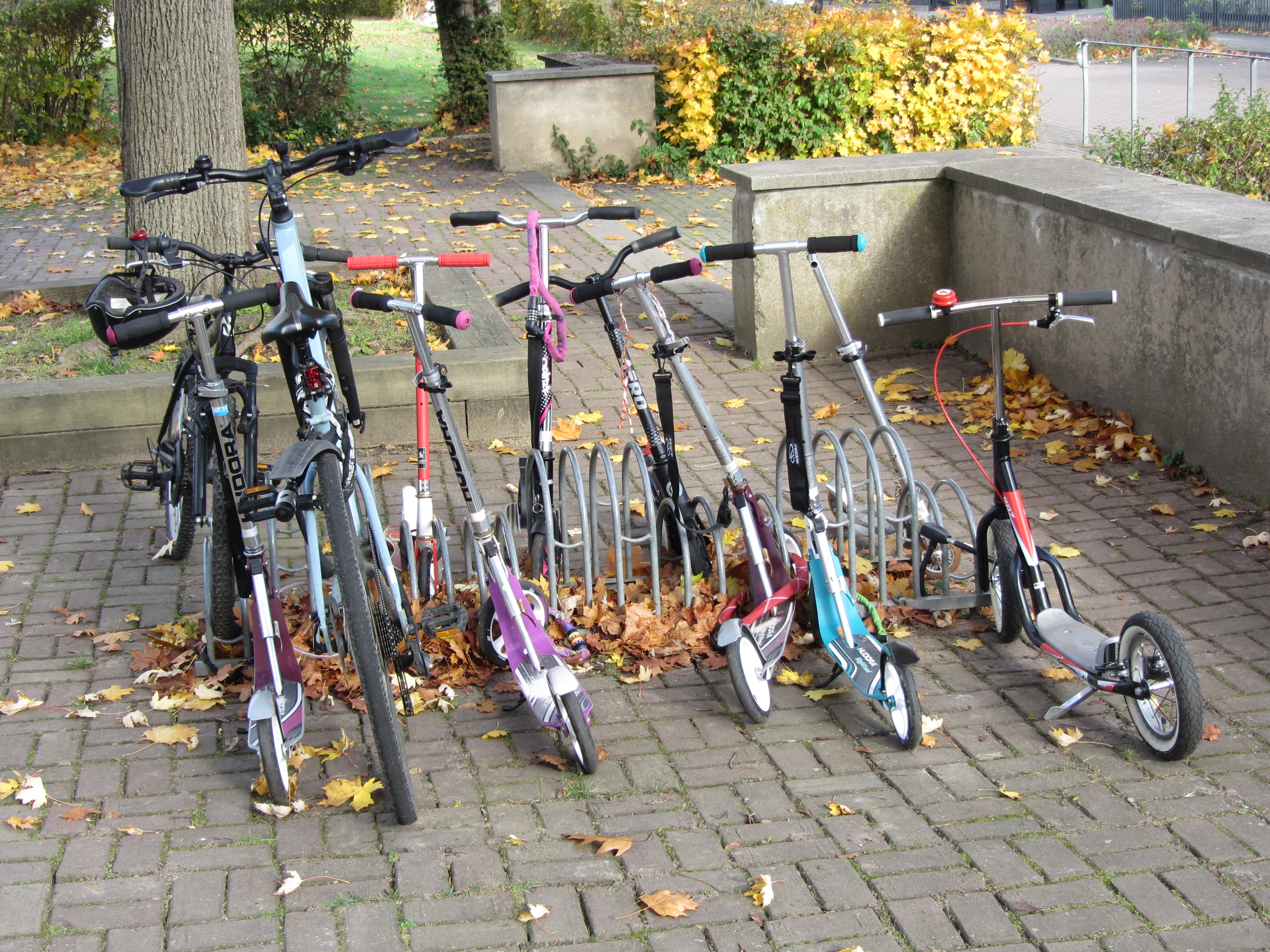
Bügelparker
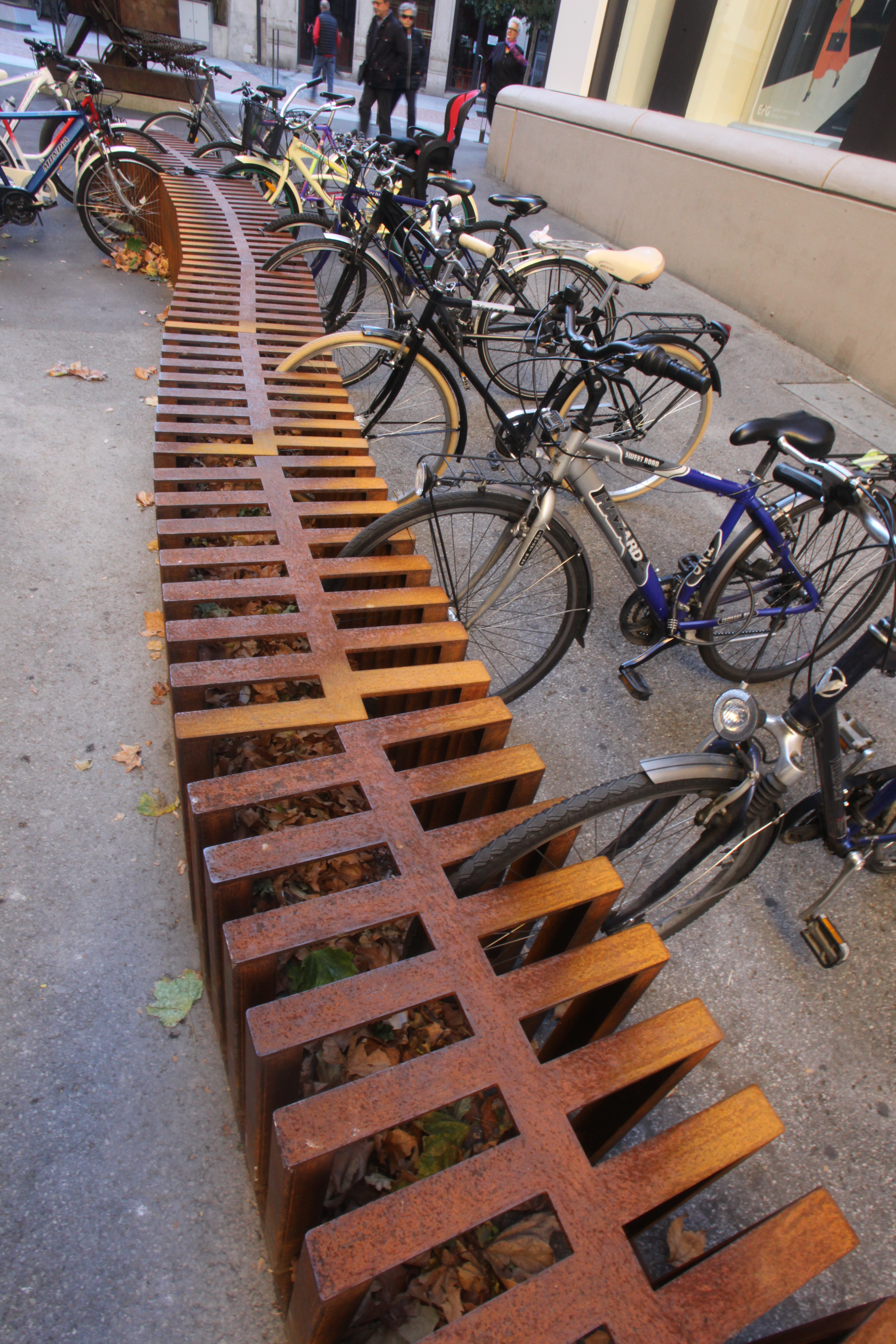
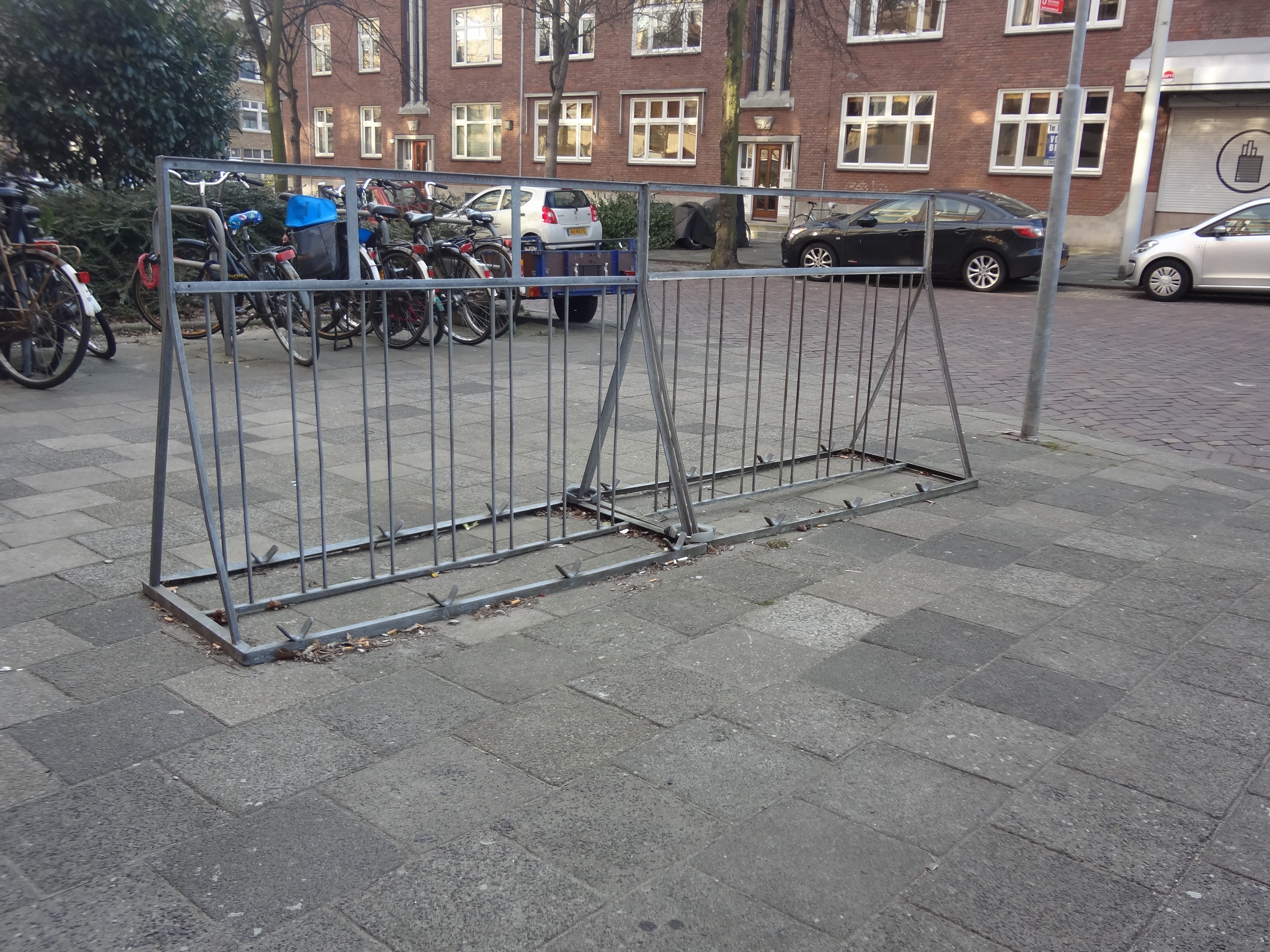
Gitterparker vertikal
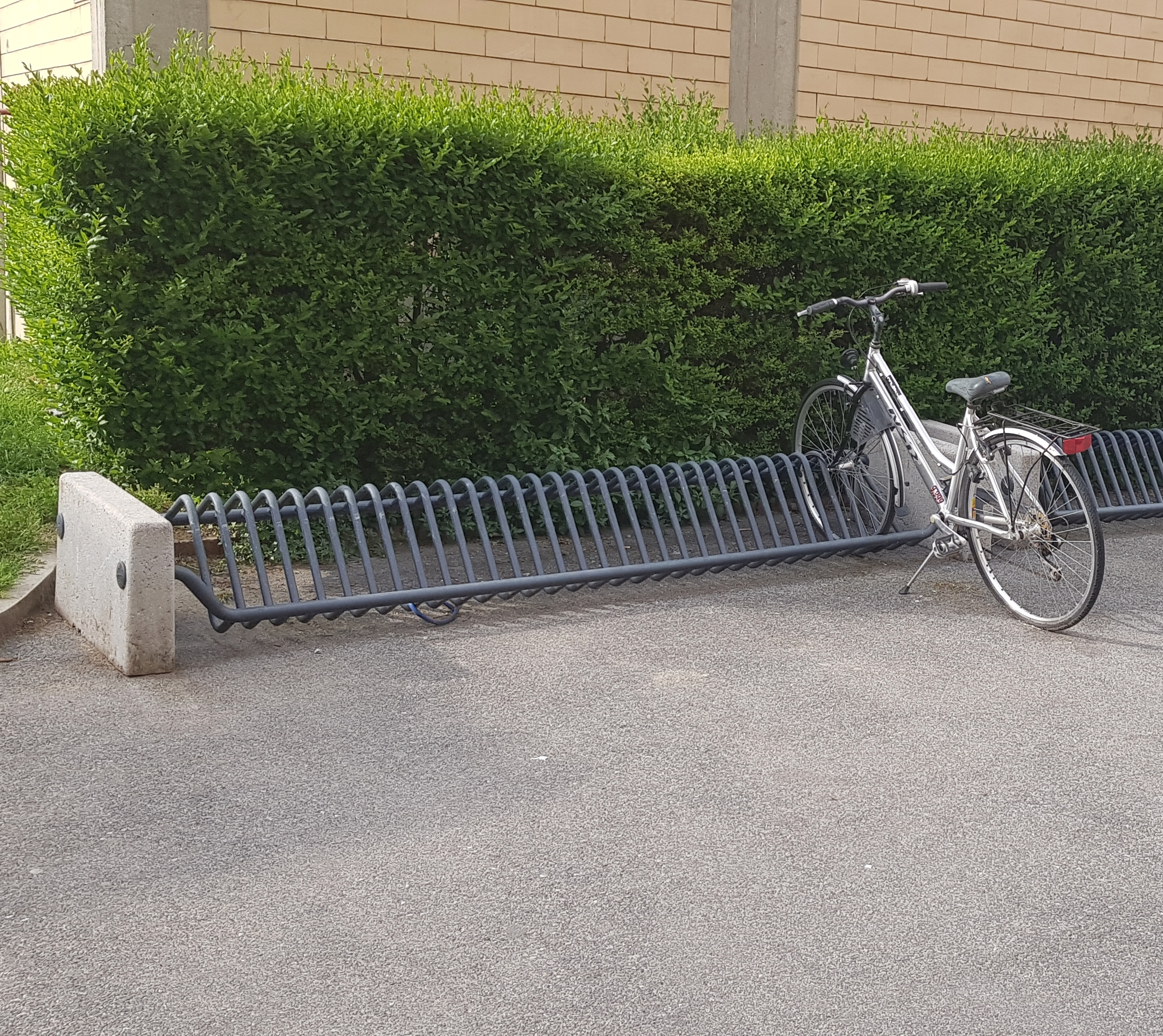
Gitterparker horizontal

#### Kleiderbügel-Parker
In vielen englischsprachigen Ländern haben Parkgestelle eine nennenswerte Verbreitung gefunden, die meistens als Kleiderbügel-Parker (englisch Coat Hanger Bicycle Rack) bezeichnet werden. Unter ihrer Querstange sind mehrere Bügel in Abständen von (modellabhängig) 23…30 cm angeordnet, zwischen denen die Vorderräder eingeparkt werden und sich oberhalb der Vorderrad-Nabe an der Gabel oder den Speichen abstützen sollen. Meistens haben diese Bügel eine (namensgebende) kleiderbügelähnliche Dreiecksform, es gibt aber auch Modelle mit runden oder rautenförmigen Bügeln oder die Bügel sind als Spirale über die ganze Gestellbreite ausgeführt. Die Bügel sollen auch zum Anlegen eines Fahrradschlosses zum Zusammenschließen mit dem Fahrradrahmen dienen.
Fahrräder genießen in Kleiderbügel-Parkern keinen Wegrollschutz und werden leicht beim Ausparken benachbarter Räder mitgezogen. Ob ein Fahrrad darin bestimmungsgemäß eingeparkt werden kann, hängt u. a. ab von Fahrrad-Typ und -Größe, Lenkertyp und eventuell hinderlichen Anbauteilen wie vordere Gepäckträger und Körbe. Die nordamerikanische Association of Pedestrian and Bicycle Professionals (APBP) und eine in den USA gut bekannte Initiative gegen Fahrraddiebstähle bewerten daher Kleiderbügel-Parker als eine nicht empfehlenswerte Bauform.

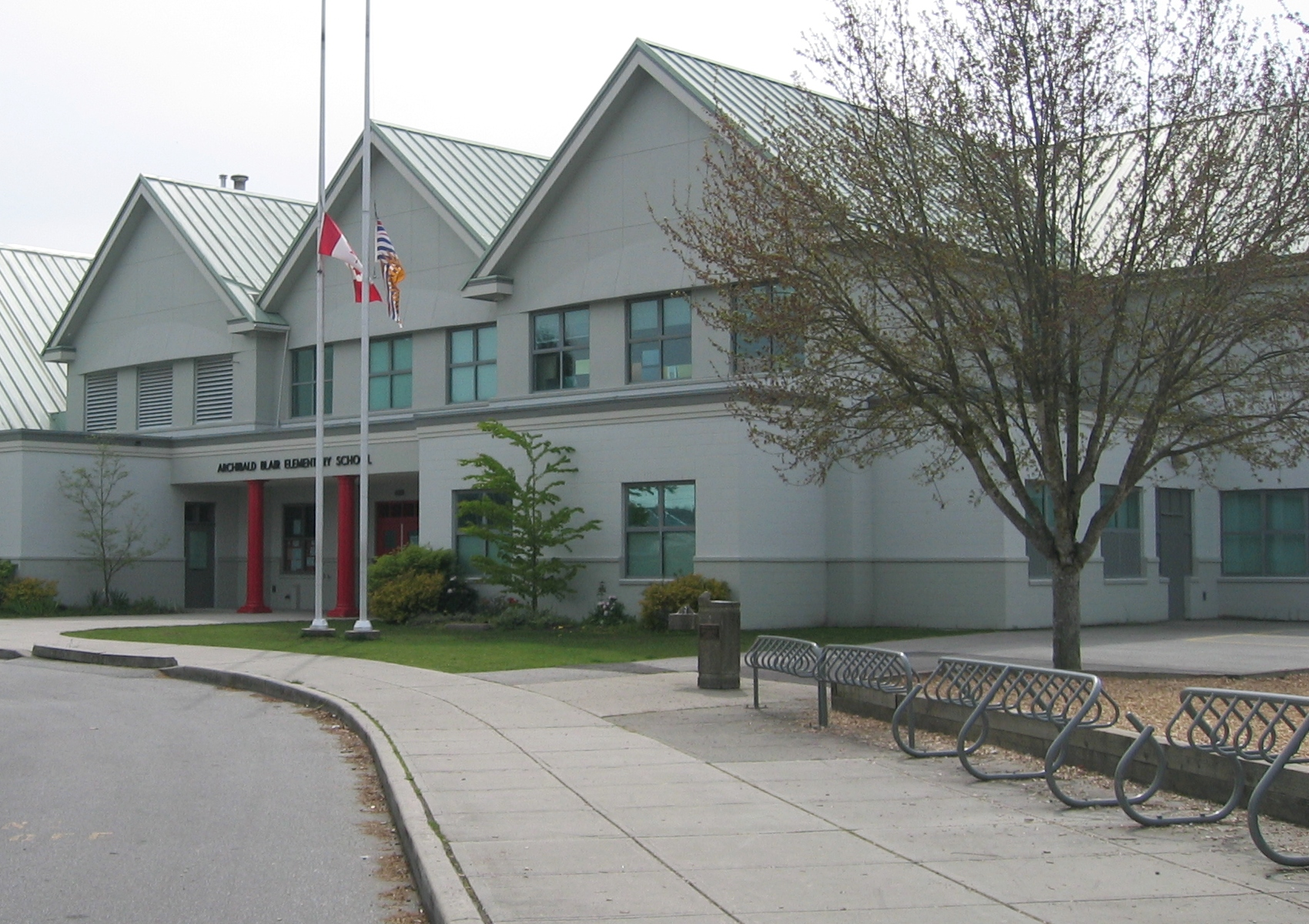
Kleiderbügelparker in Dreiecksform
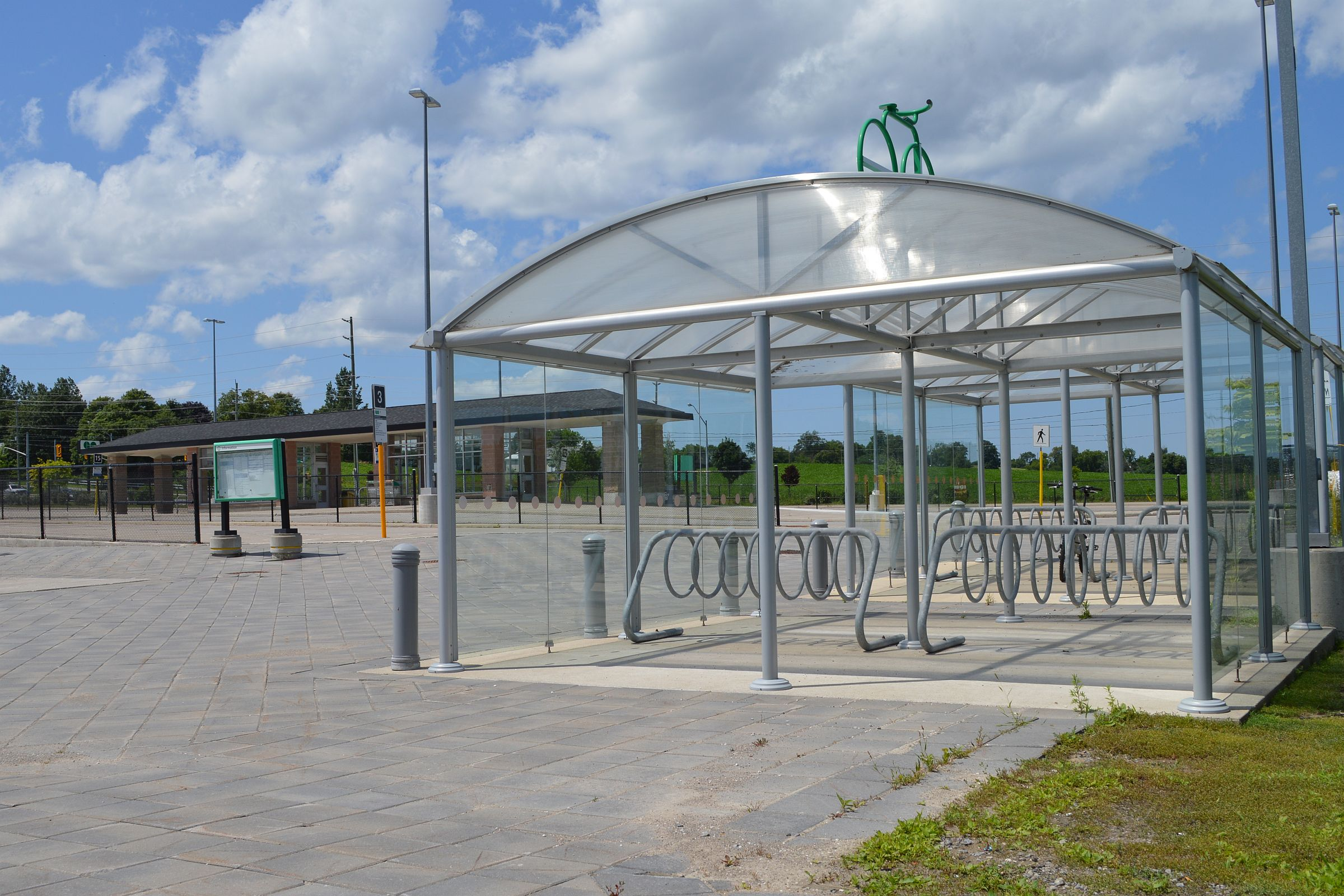
Runde Form
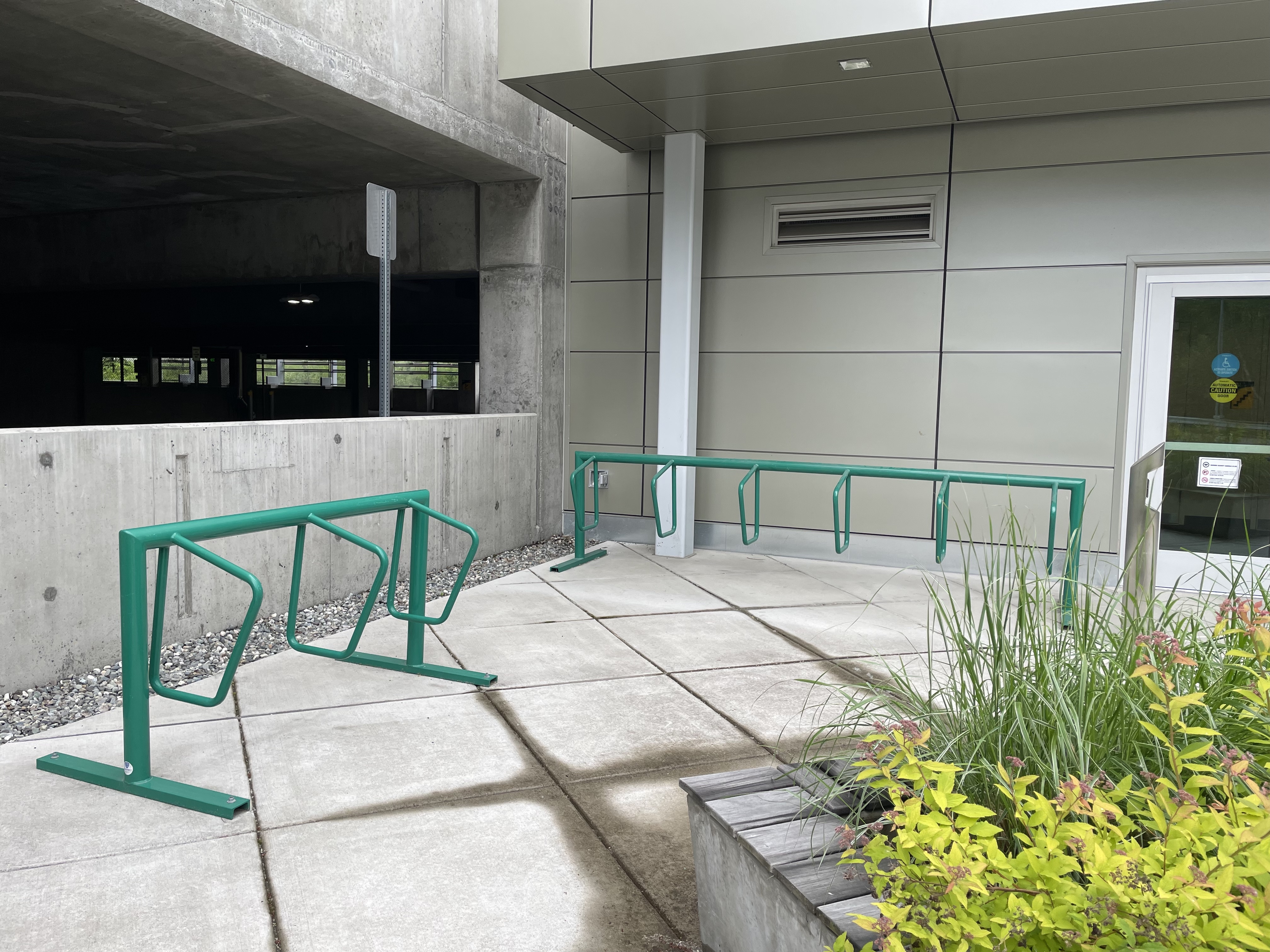
Trapezform

#### Wellenparker
In den Ländern des englischen Sprachraums haben auch so genannte Wellenparker (auch Serpentinenparker genannt) weite Verbreitung gefunden. Die Nutzungsweise ist allerdings nicht selbsterklärend. Bei bestimmungsgemäßer Parkweise werden die Fahrräder quer zum Wellenzug in ein Wellental hineingestellt und stützen sich nach Möglichkeit zwischen Tretlager und Steuerrohr seitlich an einer Wellenflanke ab. Insbesondere kleinere Fahrräder werden aber auch gerne rückwärts unter Wellenbergen eingeparkt, wenn die Sattelhöhe dies erlaubt. In beiden Fällen bietet die punktuelle Abstützung an einer Wellenflanke keine gute Standsicherheit, daher werden Fahrräder auch immer wieder längs an den Wellenzug angelehnt und blockieren damit mehrere Stellplätze.
Neben der senkrechten Bauform gibt es auch Modelle in abgewinkelter Bauform, bei der die Vorderräder bis zum Steuerrohr unter einen Wellenberg geschoben werden sollen. Eine Abstützung ist dabei nur seitlich am Steuerrohr möglich, wobei dies bei den meisten Fahrrädern für eine Abstützung ein eher neuralgischer Bereich ist, da hier die Brems- und Schaltbowdenzüge verlaufen. Niedrige Fahrräder können bei dieser Bauform nicht weit genug eingeschoben werden, da sie mit dem Lenker auf den Wellenflanken aufsetzen. Mit Hinweis auf diese Nachteile werden Wellenparker in den meisten Regelwerken der betreffenden Länder als nicht empfehlenswert eingestuft.

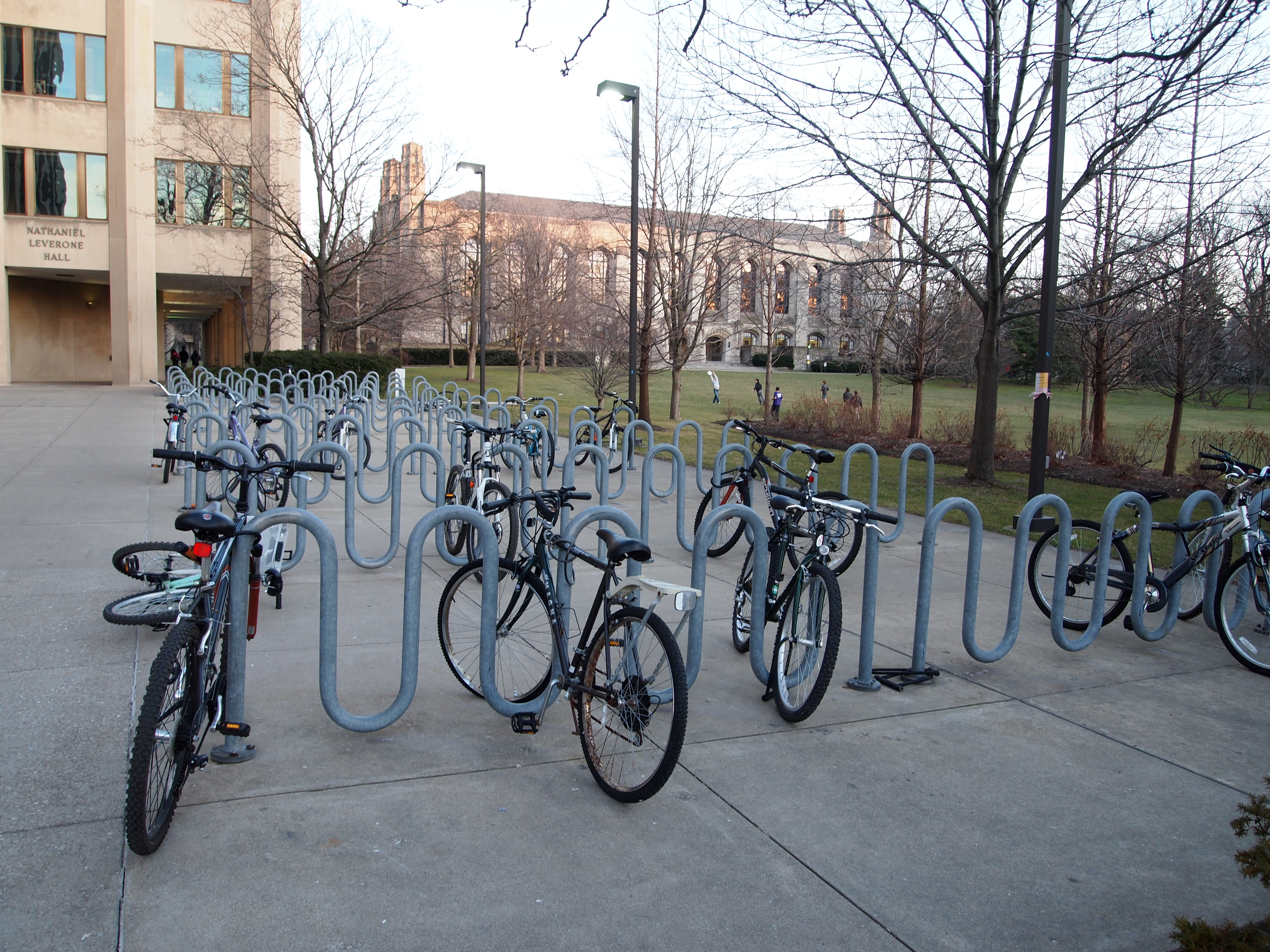
senkrechte Form
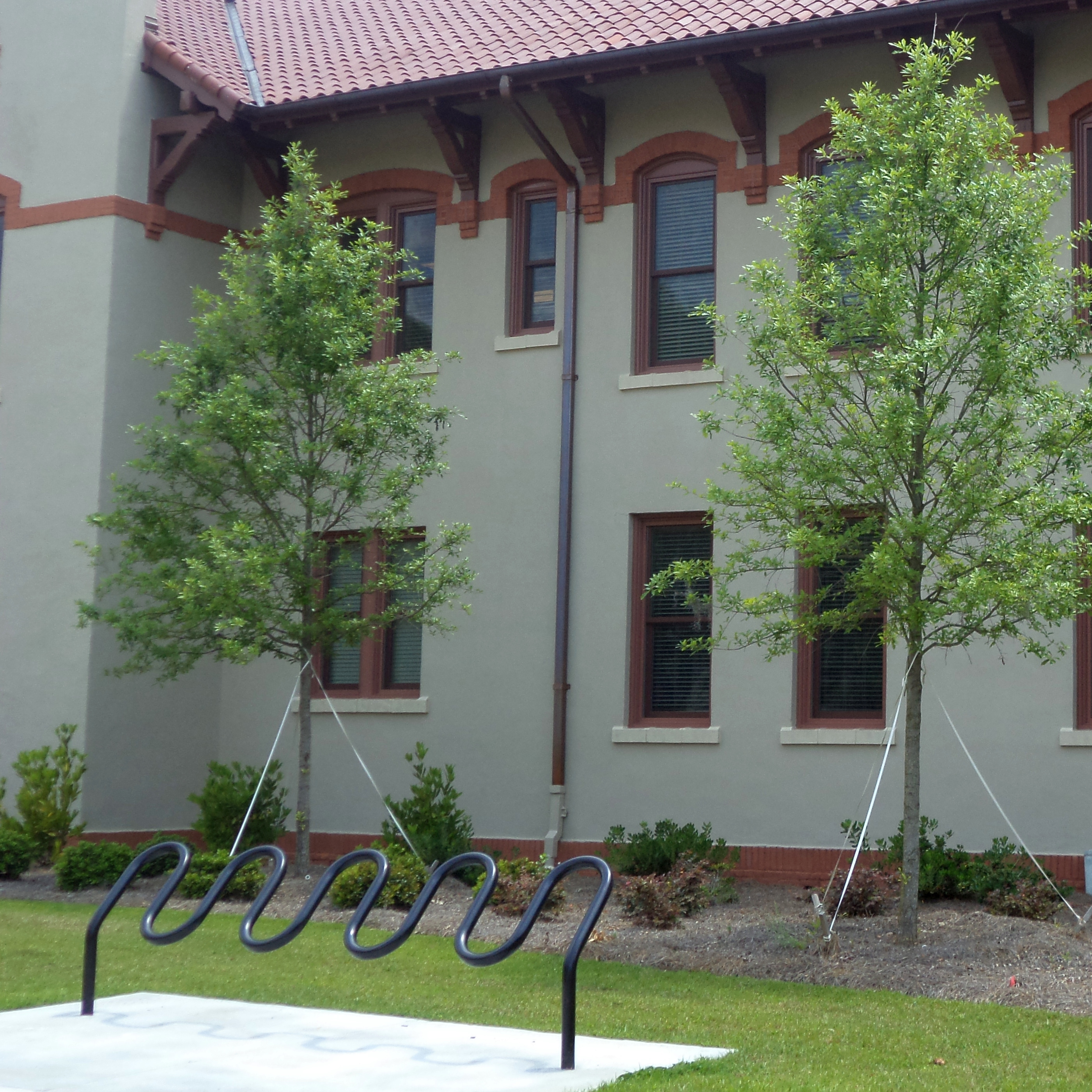
abgewinkelte Form

### Modelle mit unvollständig erfüllten Normanforderungen

#### Anlehnpfosten
Viele Anlehnpfosten unterscheiden sich kaum von Pollern und Absperrpfosten, die vielfach im Straßenraum zur Abgrenzung des Kfz-Verkehrs eingesetzt werden. Anlehnpfosten weisen im Pfostenprofil eine oder mehrere Durchfädelöffnungen oder seitlich angebrachte Ösen zum Durchführen eines Fahrradschlosses auf, damit dieses nicht nach oben abgestreift werden kann. Standsicherheit bieten sie den abgestellten Fahrrädern kaum, insbesondere Fahrräder mit Damenrahmen oder tiefem Durchstieg finden an ihnen keine zuverlässige Abstützung und stürzen häufig um. Damit erfüllen Anlehnpfosten als einzige der drei Hauptanforderungen der DIN 79008 nur den Diebstahlschutz. Das gilt allerdings nur für fest installierte Modelle und nicht für Versionen, die – wie bei manchen Pollern üblich – mit einem Dreikantschlüssel vom Untergrund gelöst werden können.
Fest installierte Anlehnpfosten eignen sich jedoch hervorragend als Anschließpunkte für (eigenstandsichere) Lasten- und Spezialfahrräder.

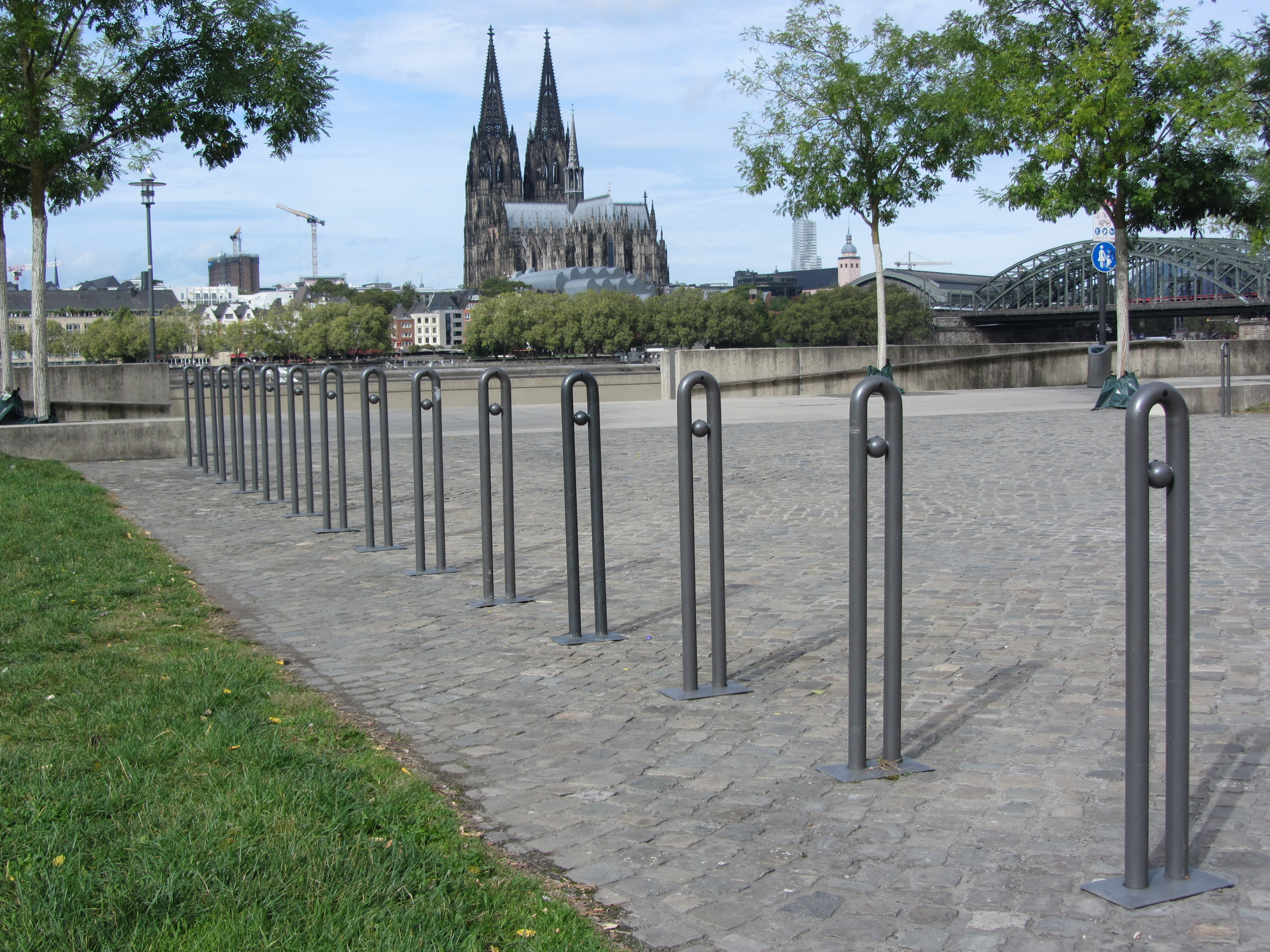
Kölner Haarnadel
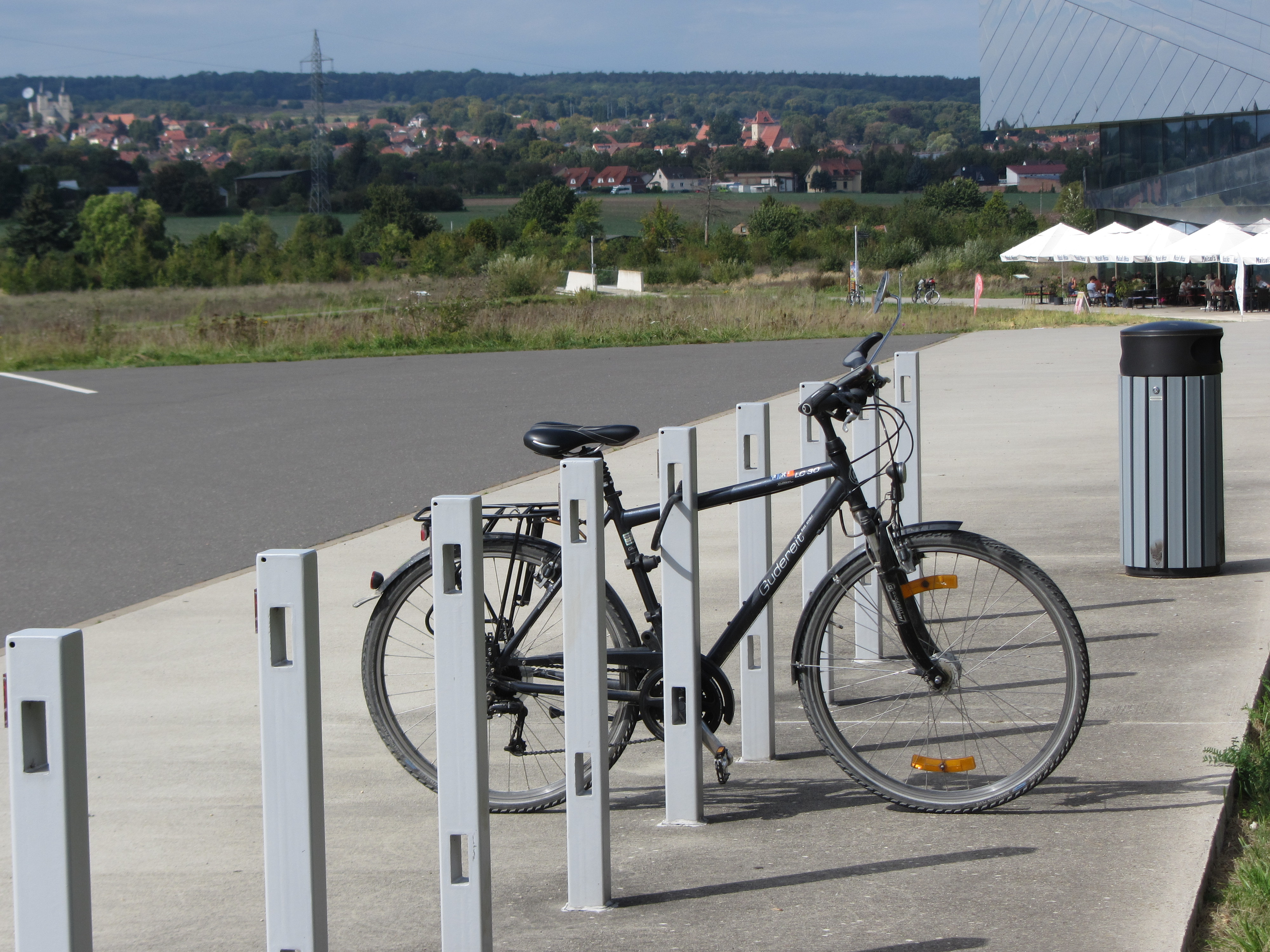
Viereckprofil
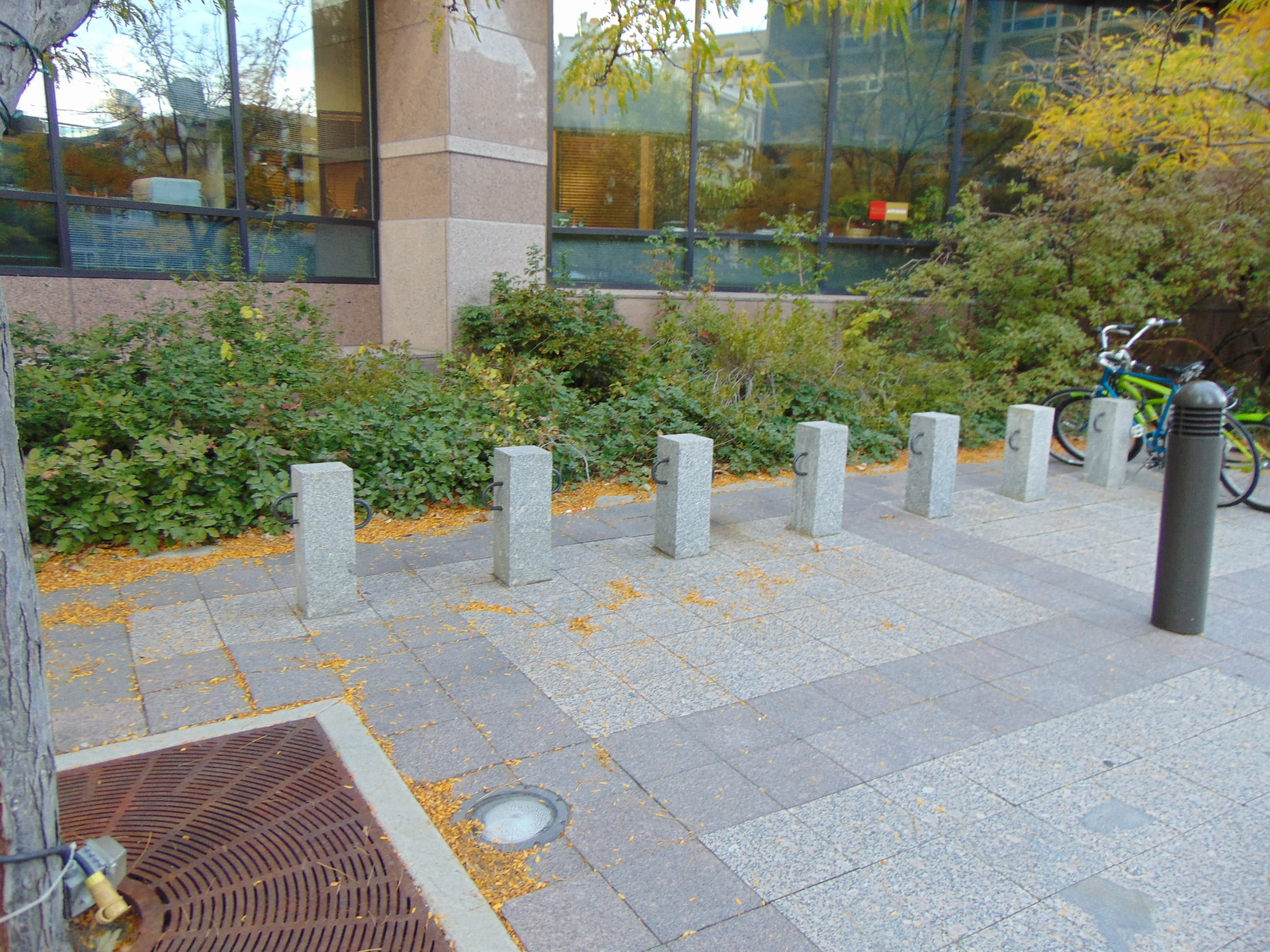
Betonpfeiler
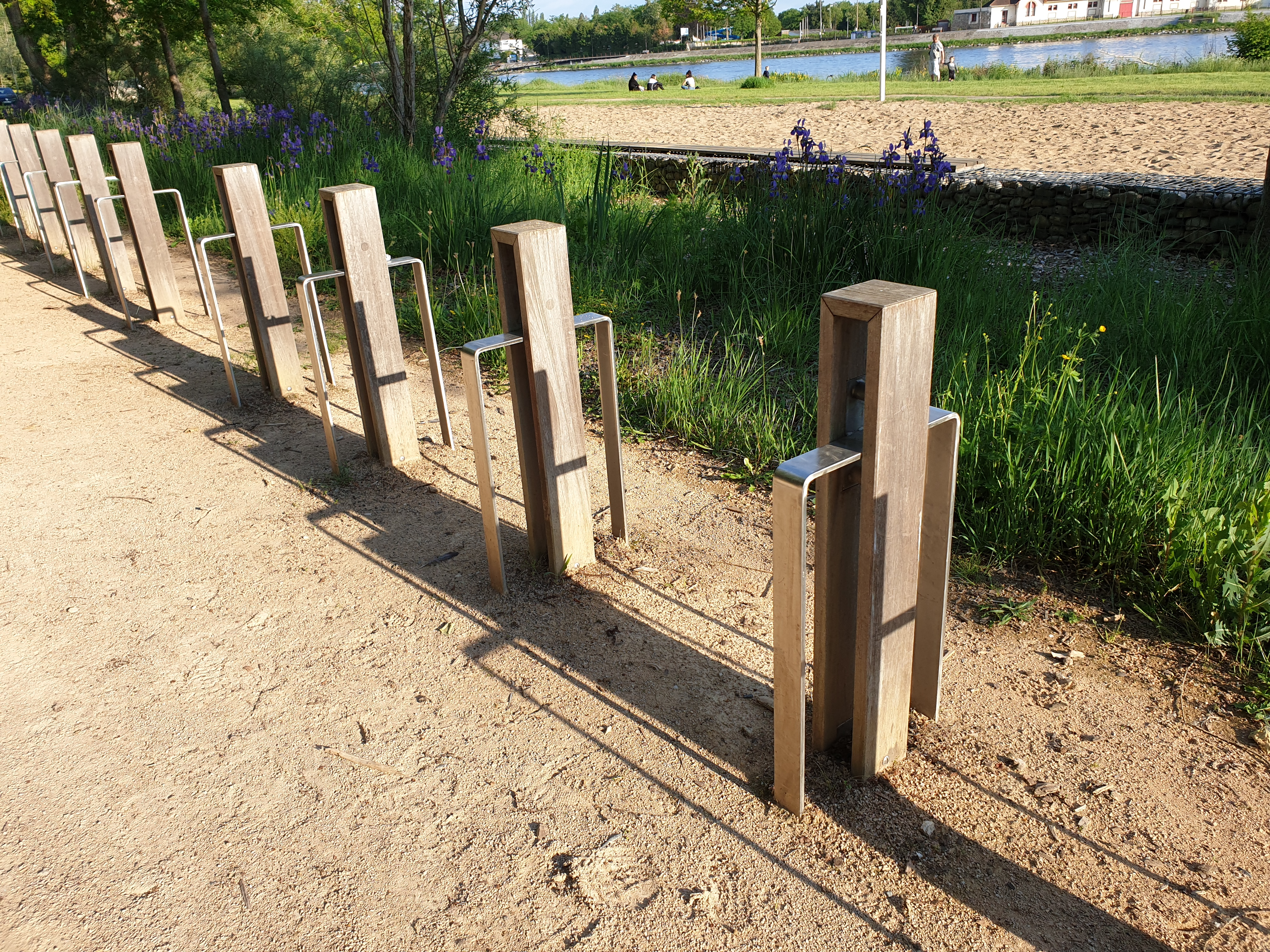
Holzausführung

#### Post-and-Ring-Parker
1984 hat die kanadische Stadt Toronto einen Fahrradhalter eingeführt, der aus einem Stahlpfosten besteht, an dem zur besseren Abstützung des Fahrrades und zum Anlegen eines Fahrradschlosses ein gegossener Metallring angeschraubt ist. 2006 kam es zu einer Serie von Fahrraddiebstählen, bei denen die Metallringe mit einem Kantholz aufgebrochen worden waren. Die Stadt reagierte darauf mit einer verstärkten Version, bei der spiegelbildlich ein zweiter Ring gegengeschraubt wurde.
Aus dem Vorbild aus Toronto hat sich mittlerweile eine ganze Familie von so genannten Post-and-Ring-Parkern (englisch Post-and-Ring ‚Pfosten und Ring‘) entwickelt, die insbesondere in den englischsprachigen Ländern weit verbreitet sind. Dabei variiert der Durchmesser der Ringe, und statt der ursprünglichen Kreisform kommen auch ovale Bügelformen zum Einsatz. Die Bügel bestehen auch vielfach nicht mehr aus Metallguss, sondern aus widerstandsfähigeren gewalzten oder geschweißten Metallrohren. Im deutschsprachigen Raum wird diese Bauform auch teilweise als Phi-Parker bezeichnet (nach dem griechische Großbuchstaben Phi Φ). In den Leitfäden und Regelwerken der englischsprachigen Länder werden sie meistens als akzeptable Modelle eingestuft. Sie bieten den Fahrrädern aber keinerlei Schutz gegen Umschlagen des Vorderrades und keinen Wegrollschutz, damit erfüllen sie die Anforderungen der DIN 79008 zur Stand- und Lagesicherheit nicht.

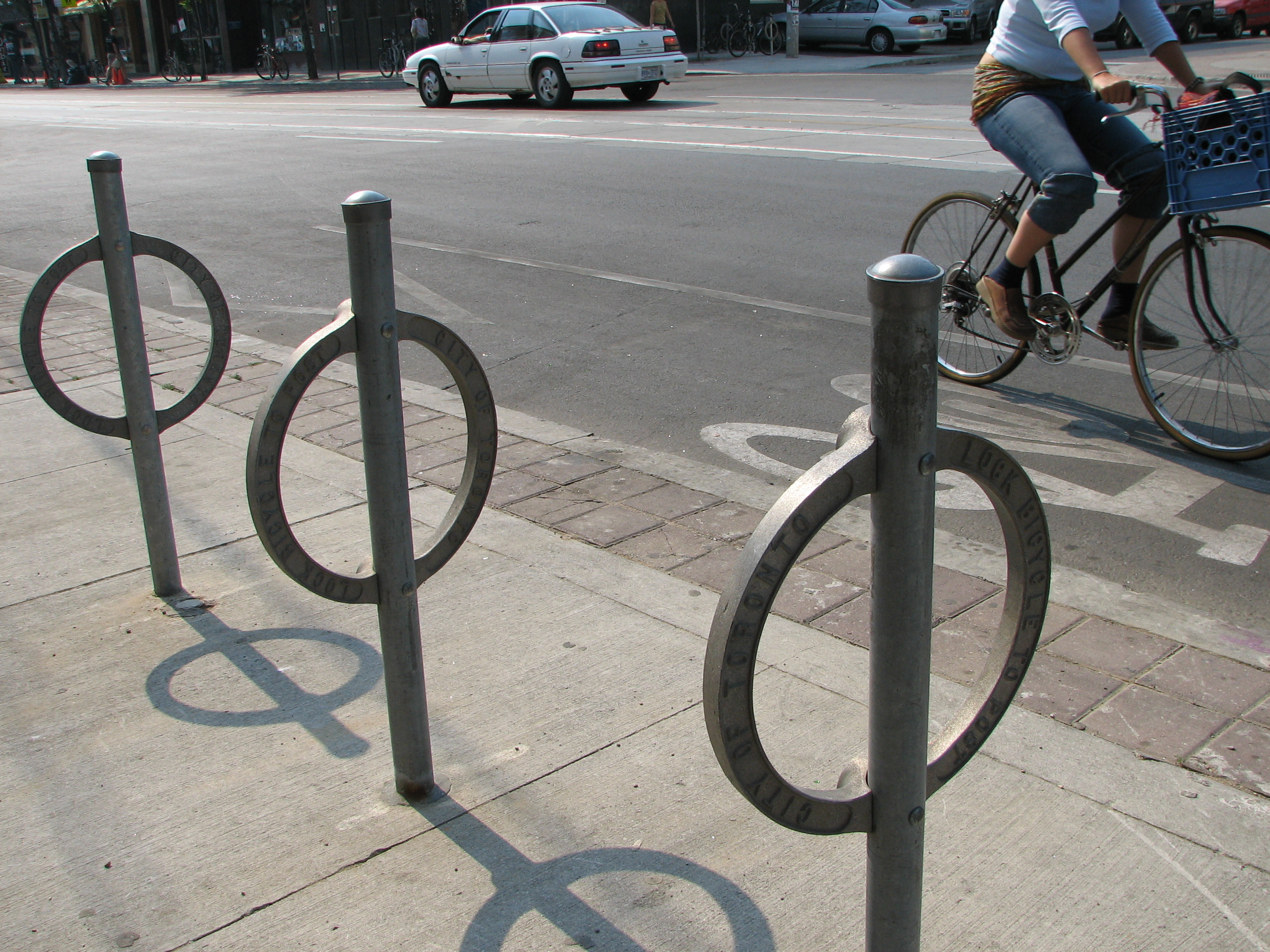
Original
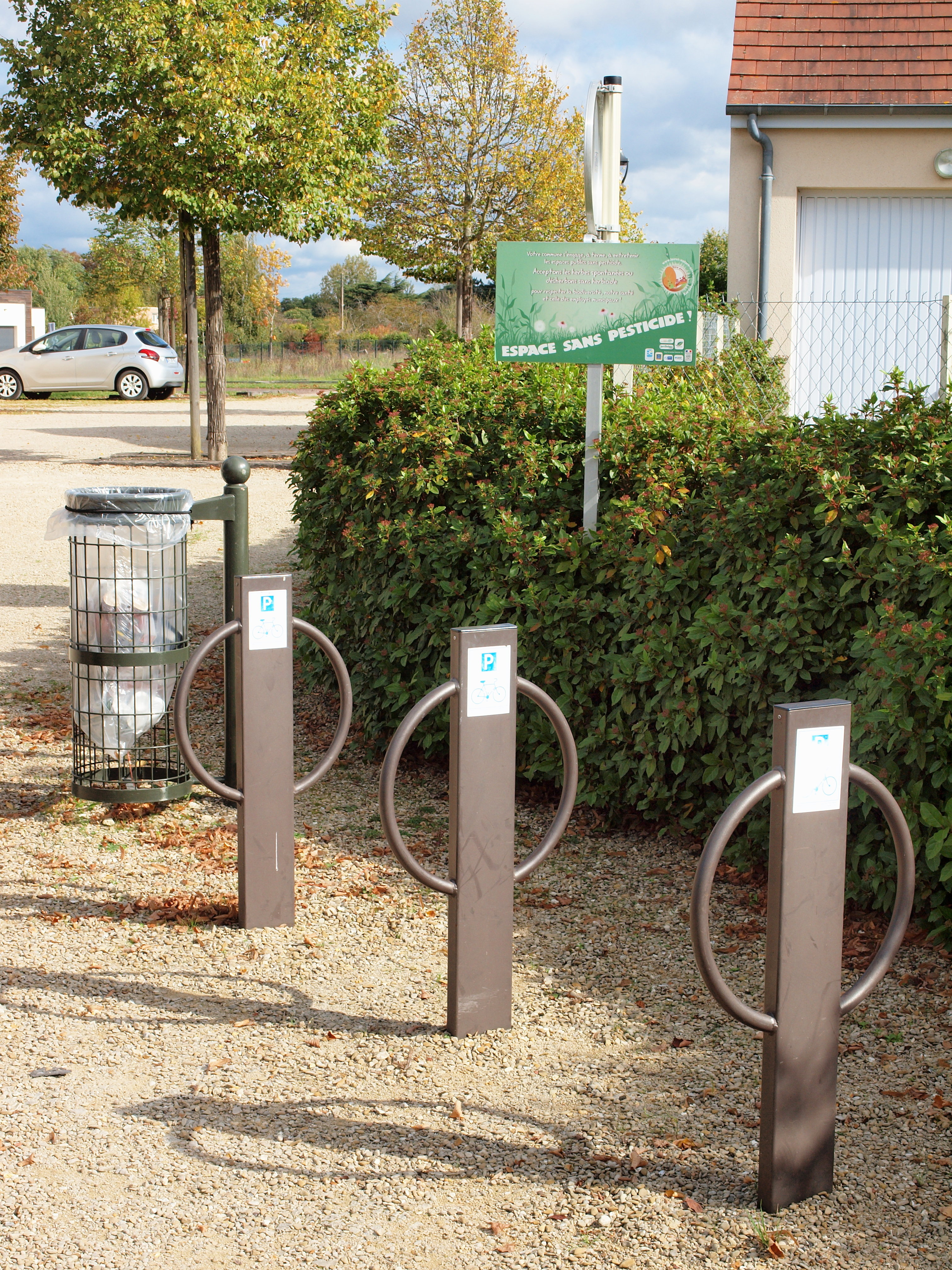
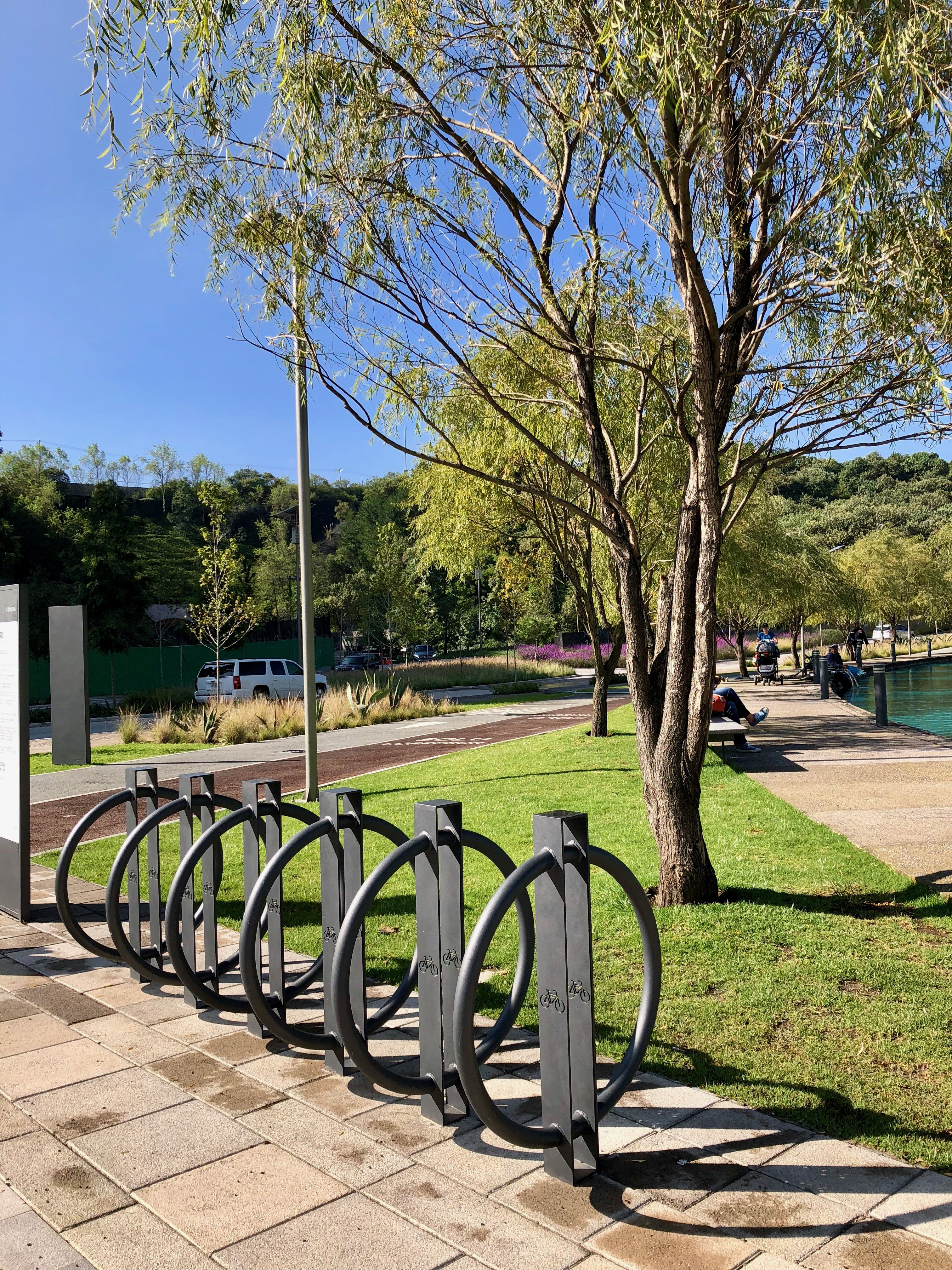

#### Anlehnbügel
Die Familie der Anlehnbügel ist heute eine der weltweit am weitesten verbreitete Fahrradhalter-Gruppe. Eine Urform ist der Anfang der 1980er-Jahre in der österreichischen Bundeshauptstadt eingeführte Wiener Radbügel. In Berlin wurde er weiterentwickelt und als Kreuzberger Bügel Ende der 1980er-Jahre zum Einsatz gebracht. Der charakteristische Knieholm des Kreuzberger Bügels macht ihn auch tauglich zum Anlehnen und Anschließen von kleineren Fahrrädern/Kinderfahrrädern. Außerdem wirkt der Knieholm dem Umschlagen des Vorderrades entgegen, was bei Lastwechseln (Ab- bzw. Einhängen von Packtaschen, Verladen von Einkäufen, Verladen von Kindern in ihren Kindersitz) sonst häufig passiert und das Fahrrad zu Fall bringen kann.
Eine weitere Urform – nahezu baugleich zum Wiener Radbügel – ist in der britischen Stadt Sheffield entwickelt und erstmalig eingesetzt worden und in Fachkreisen im englischen Sprachraum unter dem Namen Sheffield stand bekannt. Auch beim Sheffield stand gibt es eine verbesserte Version, die dem Umschlagen des Vorderrades entgegenwirken und ein Anlehnen kleinerer Fahrräder ermöglichen soll. Sie zeichnet sich durch eine sattelförmig gebogene Querstange aus und wird als Sheffield-M-Profil bezeichnet.

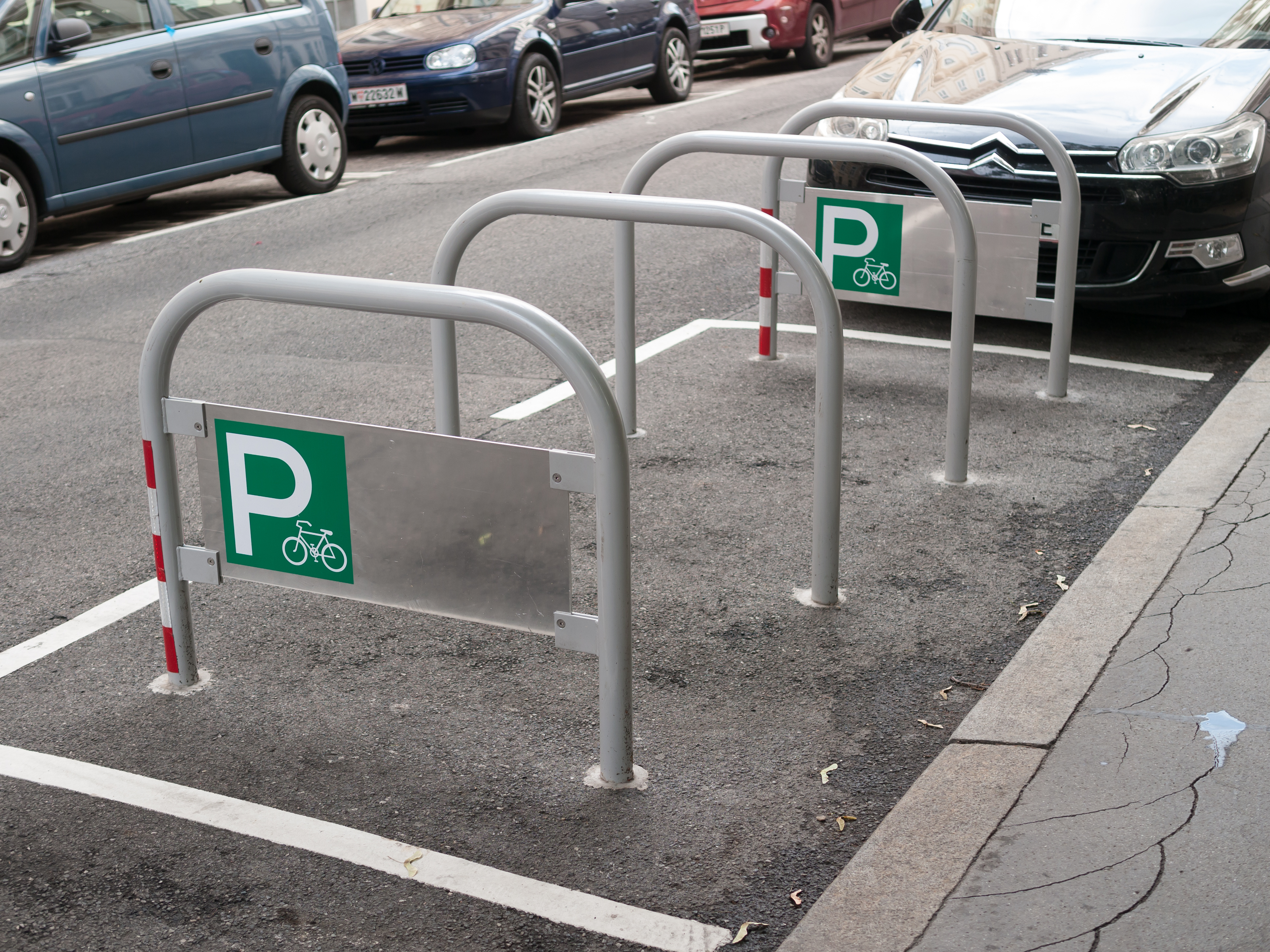
Wiener Fahrradbügel
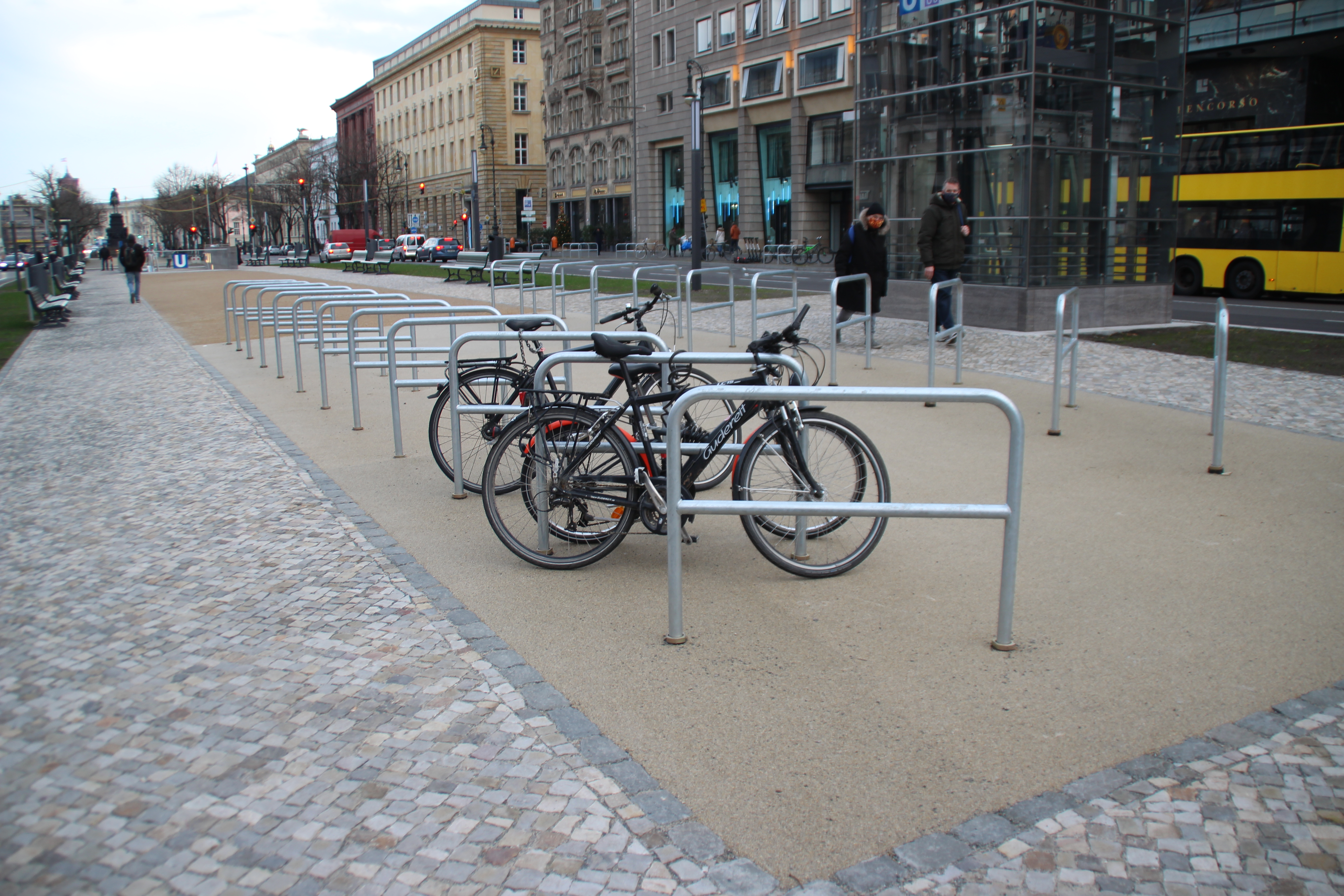
Kreuzberger Bügel
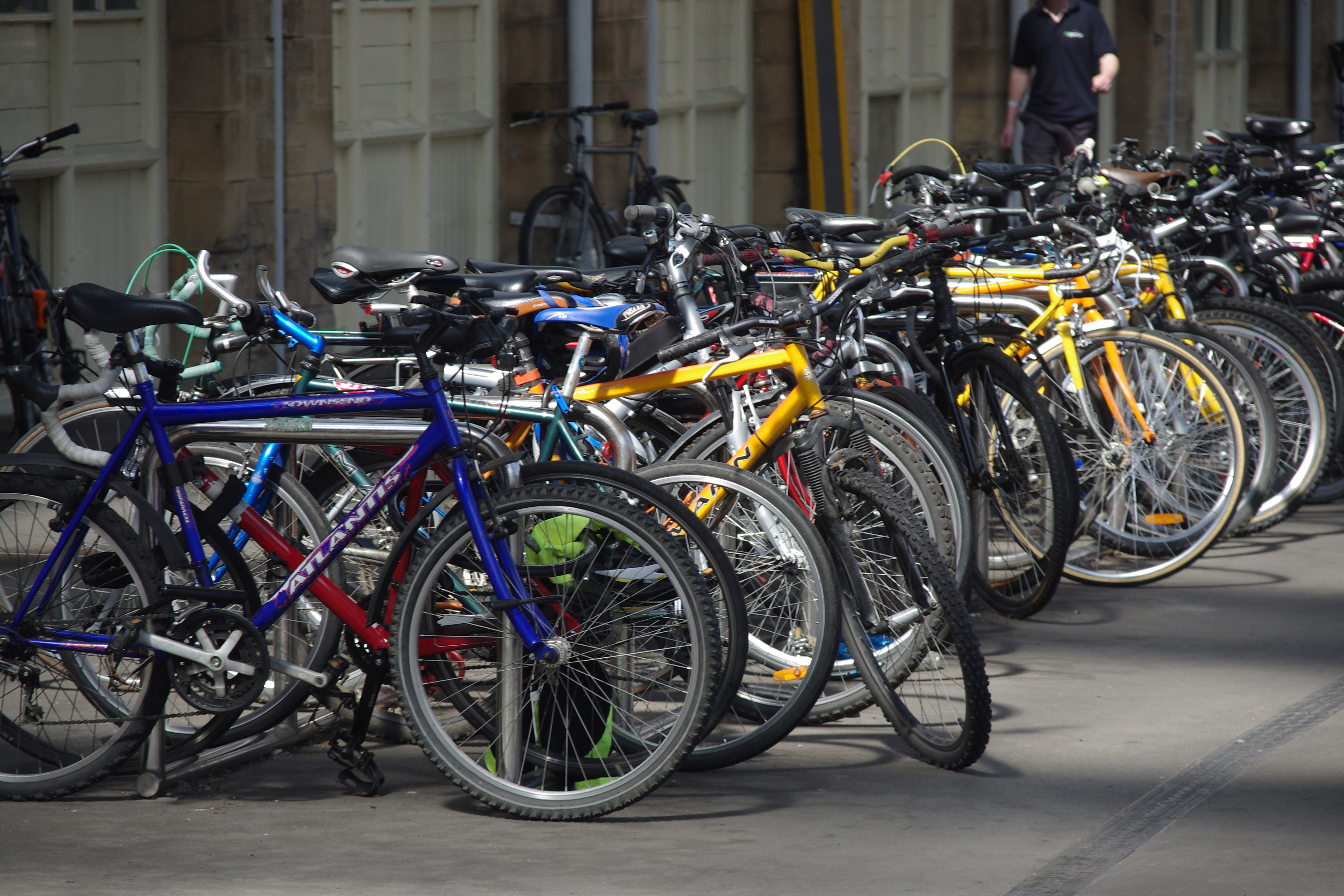
Sheffield stand
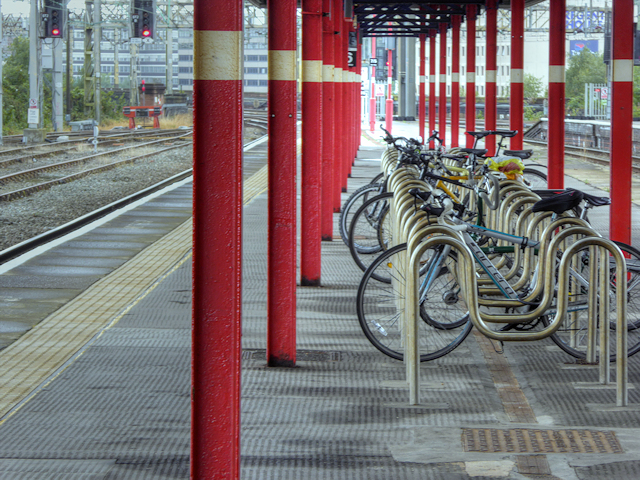
Sheffield-M-Profil

Über die Urformen hinaus hat sich bis heute eine große Modellvielfalt an Formen und Ausprägungen ergeben. Üblicherweise bestehen die Anlehnbügel aus Metallprofilen, wobei Rundrohrprofile dominieren, es gibt aber auch Ausführungen aus Flachstahl-, T- oder Vierkantrohr-Profilen. Bei den Bügelgeometrien sind z. B. Viertel- und Halbkreis, Amboss- und Pilzformen und künstlerische Varianten zu nennen. Bei den künstlerischen Varianten handelt es sich oft um grobe Konturen von Fahrrädern, Stadtwappen oder anderen Objekten, die einen thematischen Zusammenhang mit dem Aufstellort der Abstellanlage haben.
In vielen Veröffentlichungen außerhalb des deutschen Sprachraums werden Anlehnbügel als der bestgeeignetste Fahrradhalter-Typ angeführt. Das liegt vor allen Dingen daran, dass die DIN-79008-konformen Modelle bislang vertrieblich kaum den Weg in Länder außerhalb des deutschen Sprachraums gefunden haben. Auch die Forschungsgesellschaft für Straßen- und Verkehrswesen (FGSV) benennt in ihren Hinweisen zum Fahrradparken, Ausgabe 2012 Anlehnbügel als Quasi-Vorzugstyp für Fahrradhalter insbesondere im öffentlichen Straßenraum. Diese Einstufung dürfte aber im Rahmen der für 2025 angekündigten Aktualisierung vermutlich nicht so beibehalten werden, denn Anlehnbügel weisen im Vergleich zu DIN-79008-konformen Modellen einige funktionale und wesentliche weitere Nachteile auf:

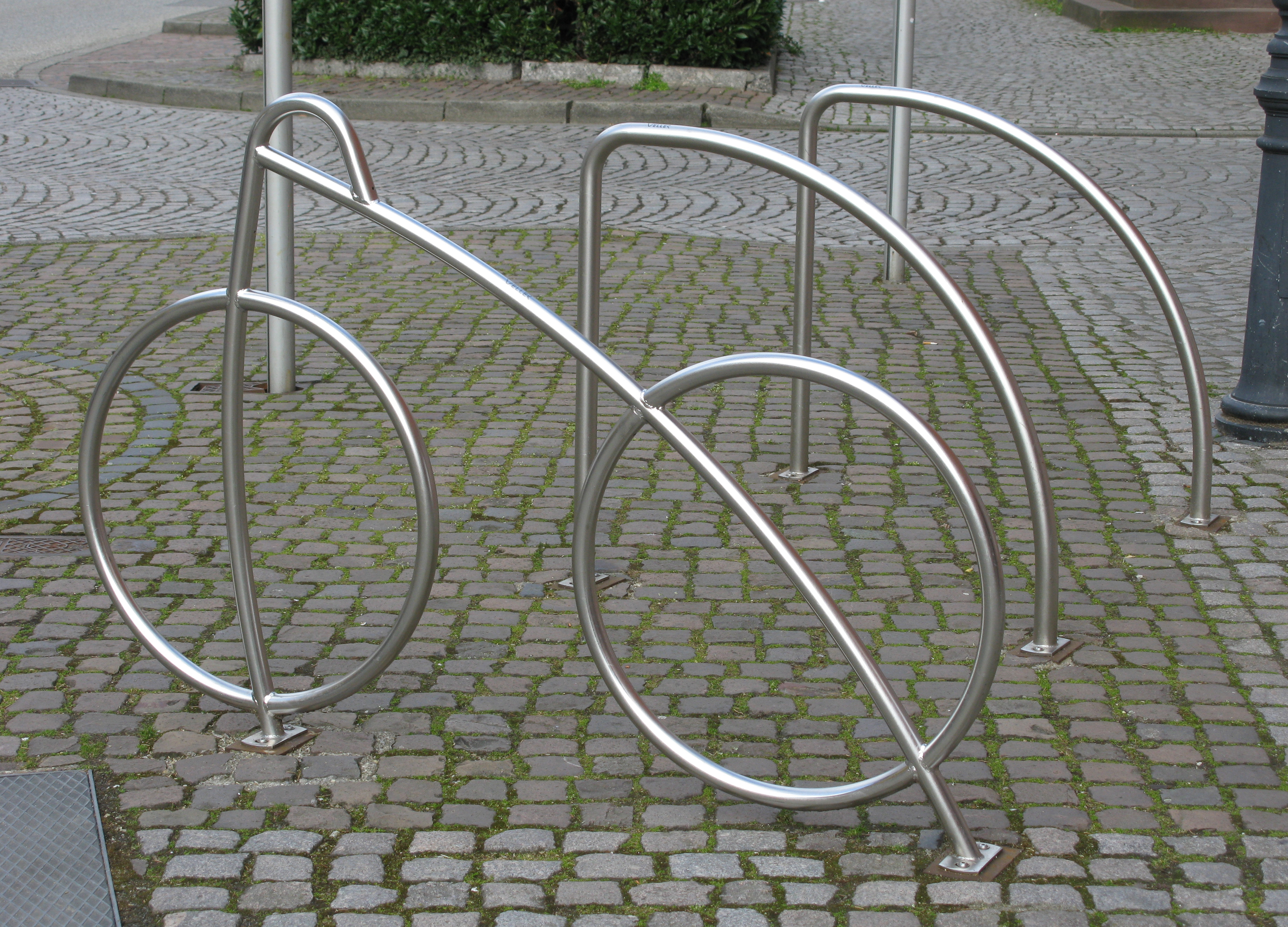
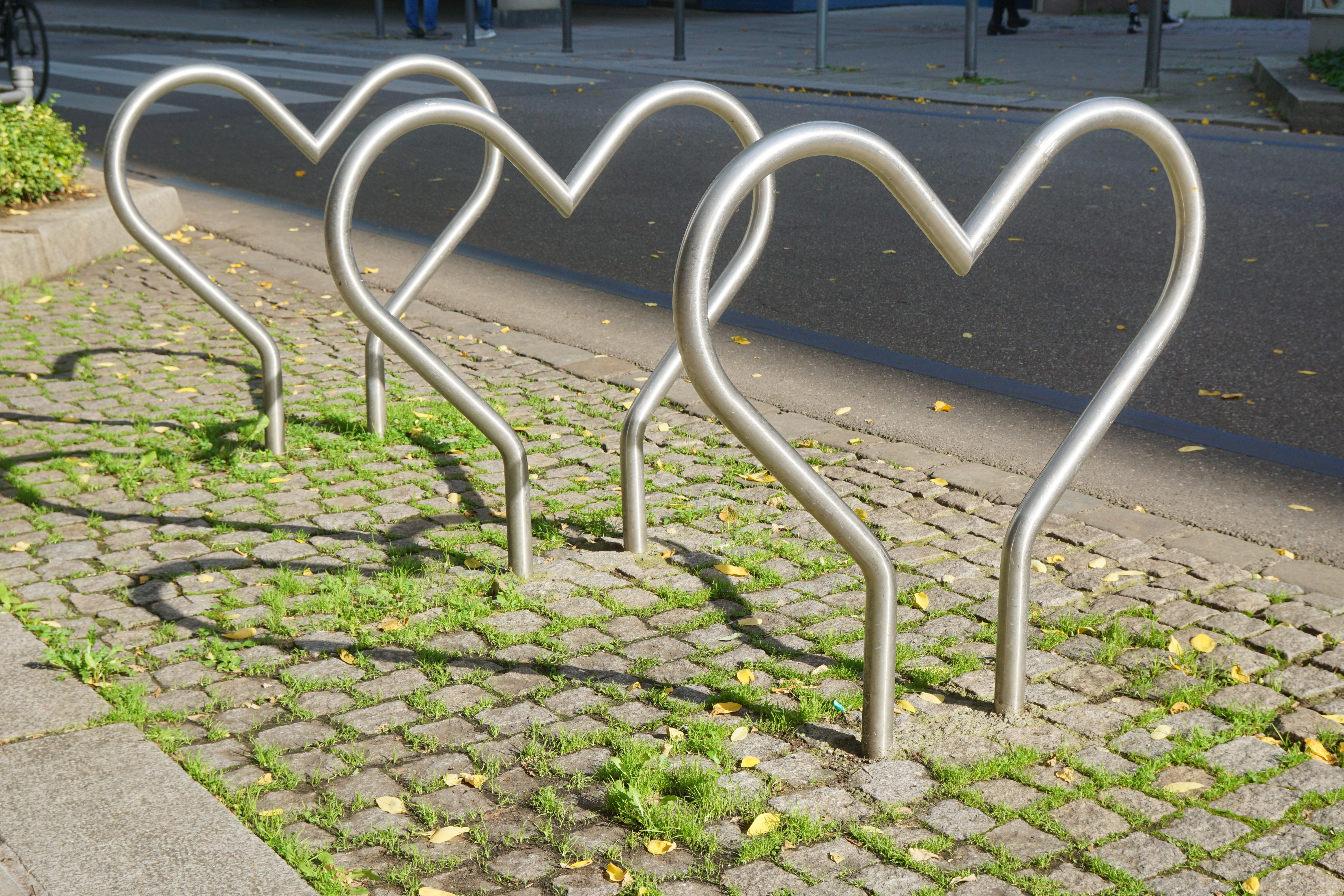
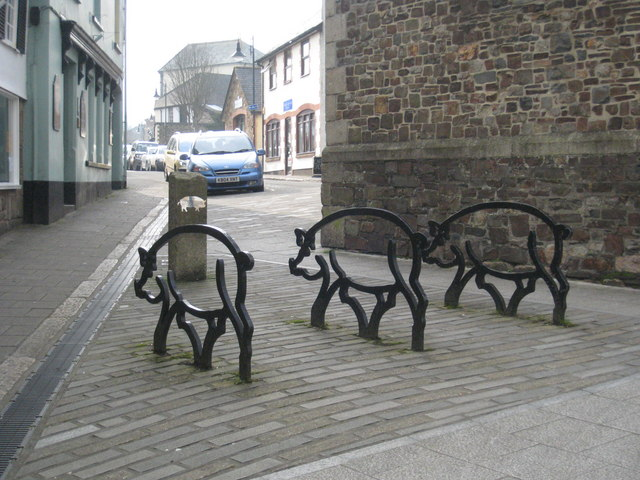
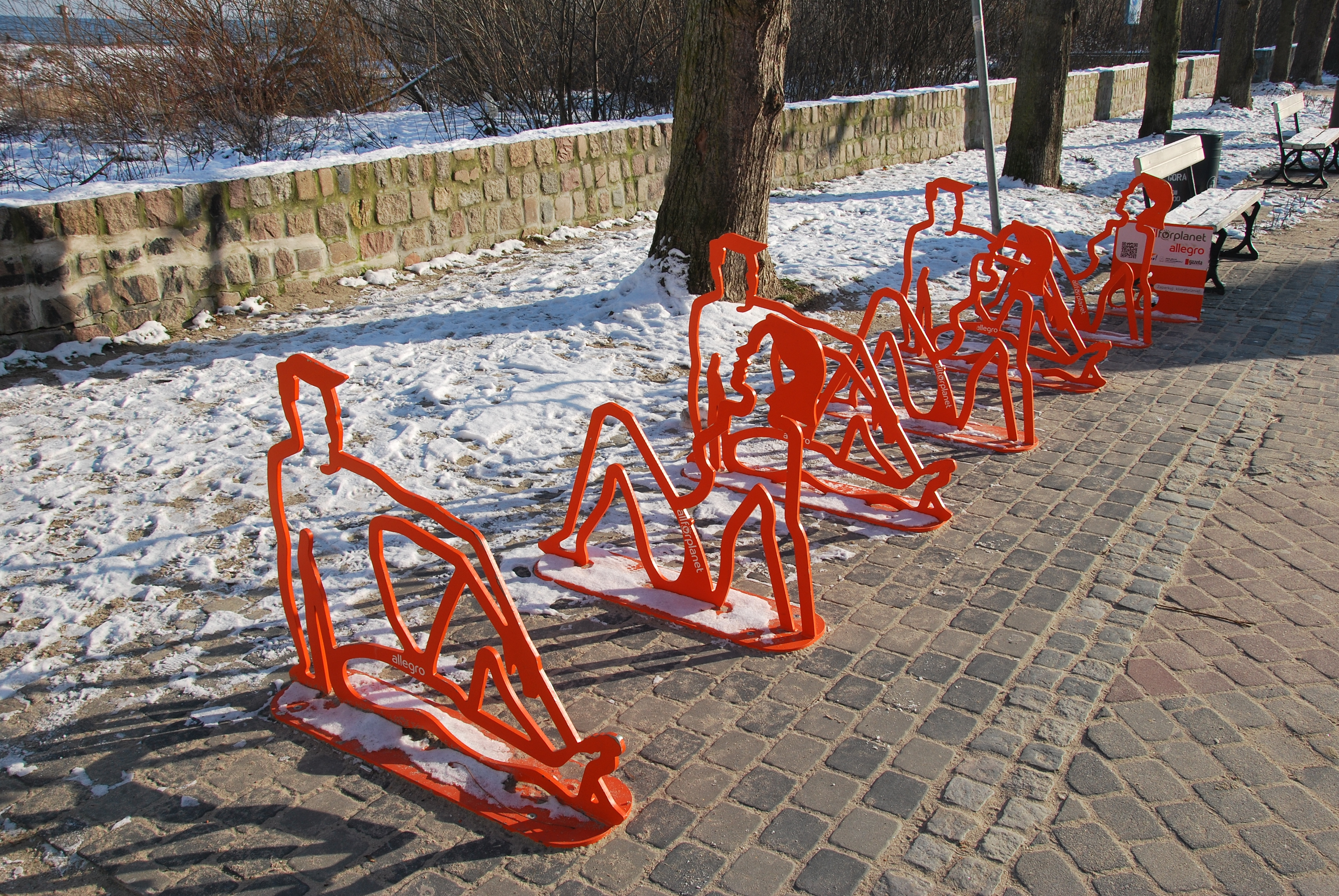
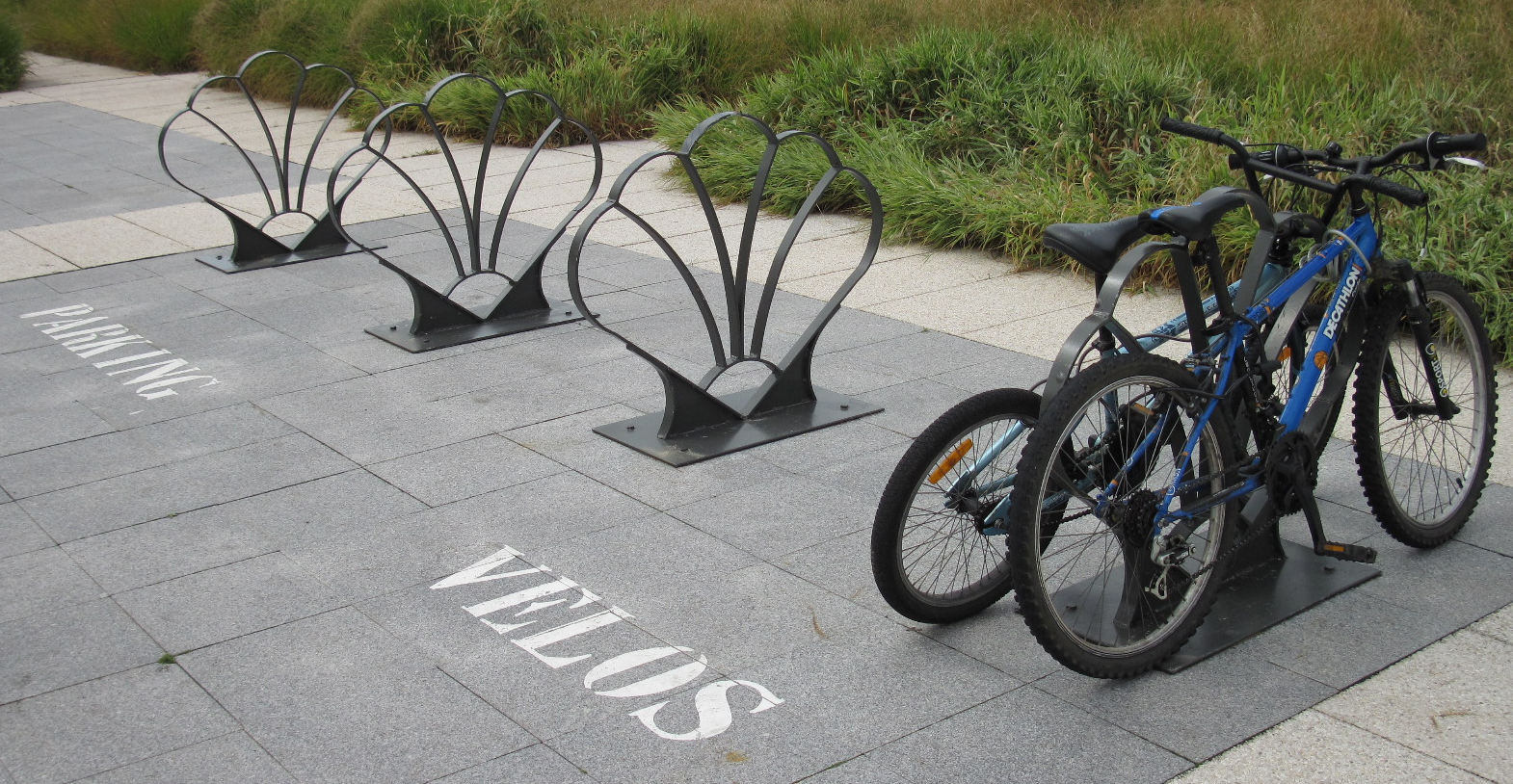

- Anlehnbügel schützen nicht gegen ein Wegrollen des abgestellten Fahrrades längs des Anlehnbügels und auch nicht zuverlässig gegen ein Umschlagen des Vorderrades bei Lastwechseln.
- Anlehnbügel sind in der Regel Einzelparker, die einer aufwändigen Einzelfundamentierung bedürfen. Damit ist auch kein temporärer Ausbau (z. B. für eine vorübergehende andere Flächennutzung bei Veranstaltungen etc.) möglich. Ein endgültiger Rückbau erfolgt in der Regel mit zerstörenden Methoden (z. B. durch Abflexen) ohne die Möglichkeit einer Wiederverwendung und/oder sehr aufwändig inklusive eines Rückbaus der Fundamente.
- Relativ häufig kommt es bei der Installation zu Fehlern dadurch, dass eine ungünstige Neigung des Untergrundes, Abstände der Anlehnbügel untereinander oder zu benachbarten Baukörpern oder Verkehrseinrichtungen nicht beachtet wurden. Eine Korrektur ist daher meistens nur durch einen Rückbau und eine anschließende komplette Neuinstallation möglich.
- Bei Anlehnbügeln hat sich seit Anfang 2021 hinsichtlich des Diebstahlschutzes ein Dilemma ergeben: Die aus Fahrrad- und lackschonenden Rundprofilen hergestellten Modelle lassen sich mit einem Rohrabschneider schnell, lautlos und weitgehend unauffällig durchtrennen, so dass zunehmend Fahrraddiebstähle mit dieser Methode verübt werden.[40] An Modellen aus eckigen Stahlprofilen lässt sich ein Rohrabschneider nicht ansetzen; ihre Profilkanten sind aber oft nicht ausreichend abgerundet und beschädigen die Rahmenlackierung oder die Federgabel.
- Anlehnbügeln wird immer wieder eine vermeintlich hohe stadtgestalterische Unauffälligkeit zugeschrieben. Das gilt zwar für leere Abstellanlagen und sieht auf Architektenzeichnungen gut aus, in der Praxis ist aber das Gegenteil der Fall: Da die Anlehnbügel den Nutzern konstruktiv keine Einstellordnung vorgeben (vorwärts, rückwärts, einseitige oder beidseitige Beparkung, „dazwischengequetschte“ Fahrräder) und ungünstig angeschlossene Fahrräder nicht selten umstürzen, bietet sich in Anlehnbügelanlagen häufig ein unordentliches und chaotisches Bild. Dieser und der nachfolgende Punkt widersprechen der Grundanforderung der ordnenden Funktion.
- Flächen für das Abstellen von Fahrrädern sind in den meisten Kommunen ein knappes und teures Gut, das entsprechend effizient genutzt werden sollte. Hinsichtlich der Flächeneffizienz sind Anlehnbügel aber anderen Fahrradhaltermodellen deutlich unterlegen und benötigen pro Fahrrad eine um den Faktor 1,4 bis 2 größere Stellfläche als DIN-79008-konforme Reihenparker. Das liegt einmal daran, dass bei Anlehnbügeln alle Fahrräder in derselben Ebene stehen, während bei (durchaus nutzerfreundlicher und normkonformer) Hoch-/Tiefstellung der Vorderräder die Lenker flächeneffizient voneinander entzerrt werden. Außerdem müssen Fahrräder, die sich bei beidseitiger Beparkung denselben Anlehnbügel teilen, in der Regel längsversetzt zur Mittenposition geparkt werden, um Lenker, Sättel, Fahrradkörbe, Packtaschen oder Kindersitze voneinander zu entzerren. Daher ragen regelmäßig etliche Fahrräder beidseits einer Parkreihe um ca. einen halben Laufraddurchmesser aus der mittigen Parkposition heraus, so dass sich in der Realität Parkreihenbreiten von ca. 2,7 m ergeben. Regelwerke wie die Hinweise zum Fahrradparken der FGSV berücksichtigen diesen Effekt nicht, sondern geben nur Zuschläge für verschiedene Fahrradzubehörteile[41] an, um die die Abstände zwischen den Anlehnbügeln vergrößert werden sollten, was aber die Notwendigkeit des längsversetzten Anlehnens nicht abstellt. Diese systematische Abweichung zwischen planerischer und realer Belegung der Anlehnbügel geht bei mehrreihigen Anlagen zulasten der Fahrgassen, die üblicherweise nicht die planerische Breite von 1,8 m, sondern real nur etwas mehr als einen Meter freie Breite aufweisen. Daran ändern auch zusätzliche Bodenmarkierungen nur wenig.

Damit erfüllen Anlehnbügel die Hauptanforderungen der DIN 79008 nur teilweise und können somit nicht als normkonform eingestuft werden.

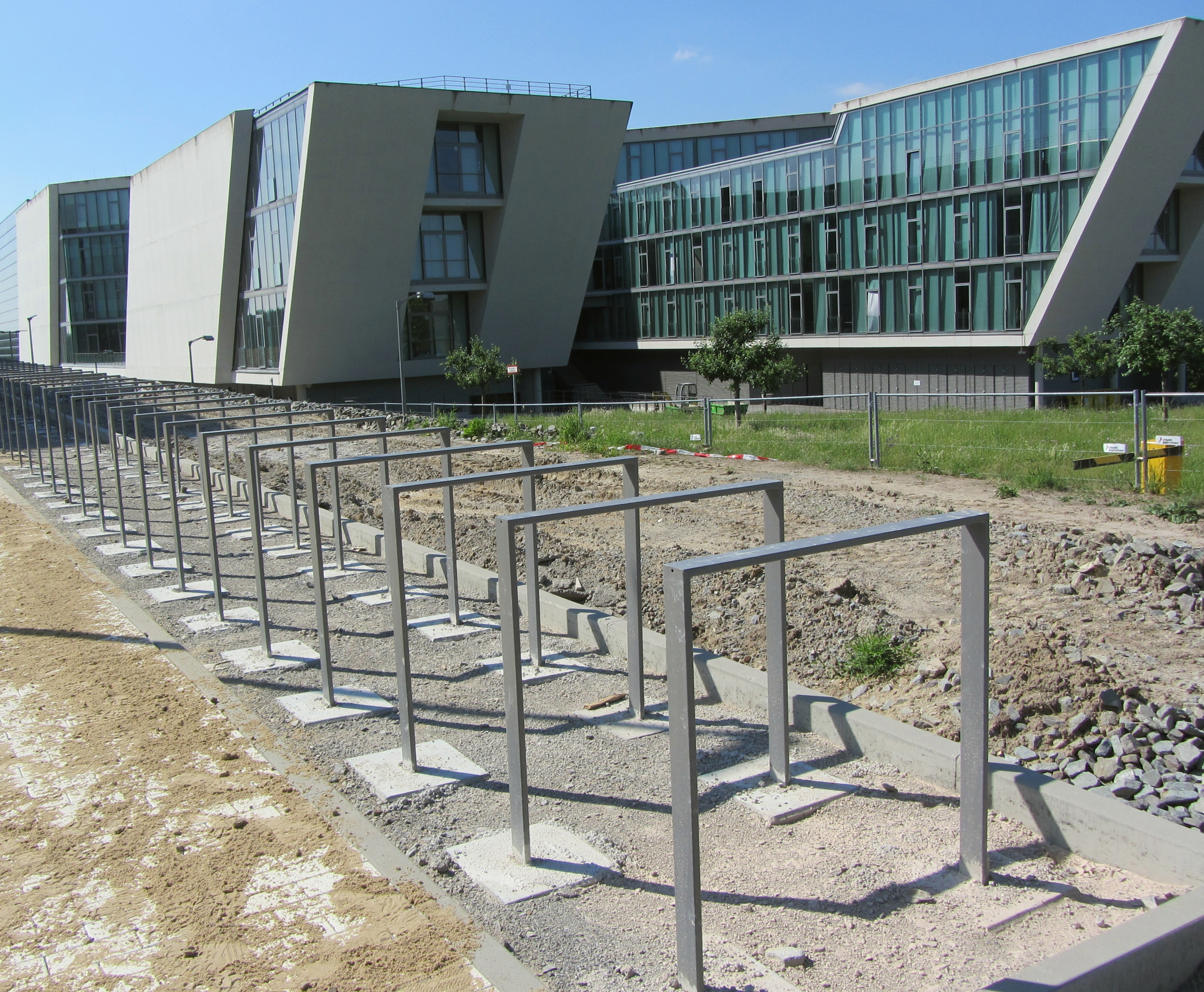
Aufwändiger Aufbau
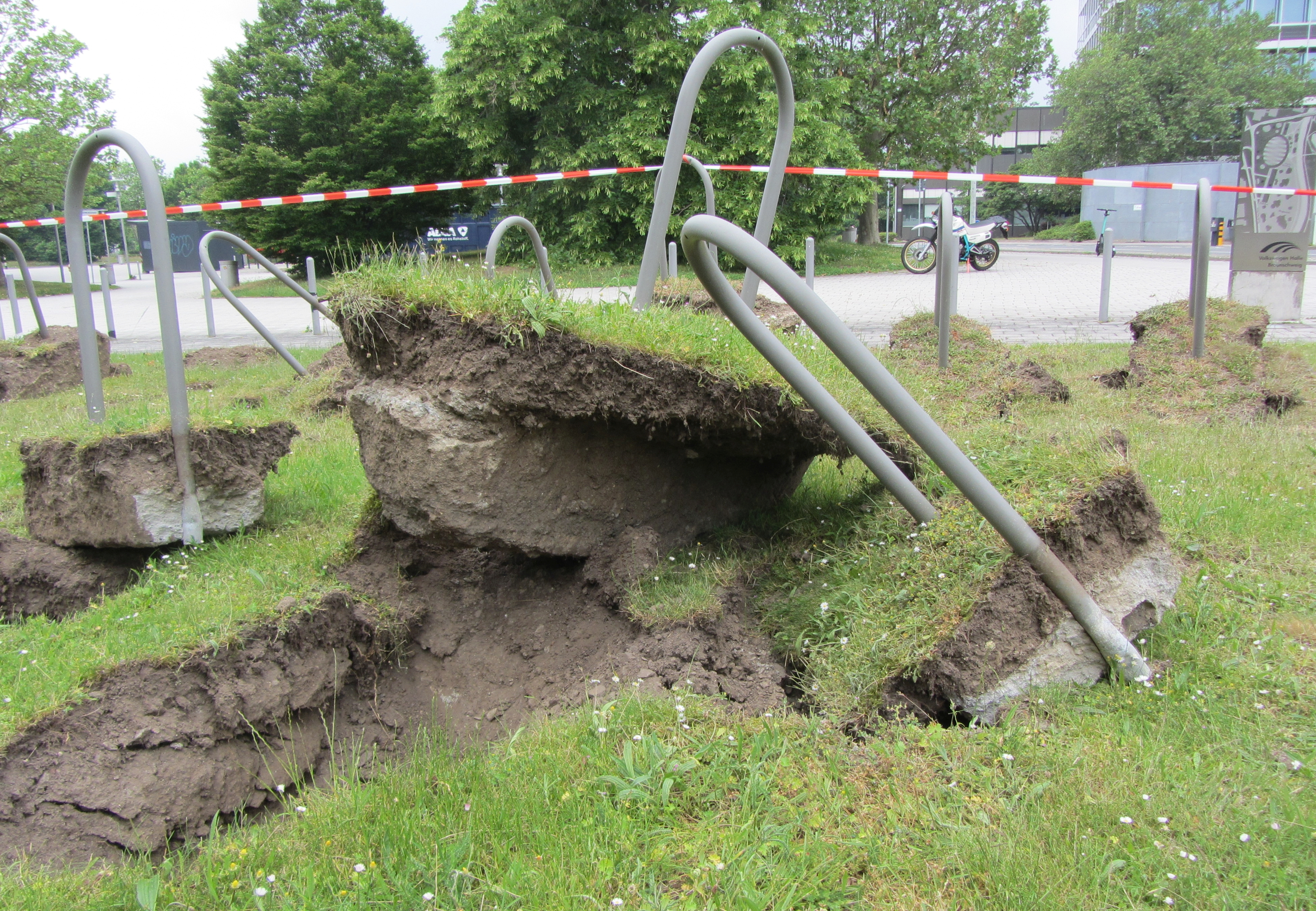
Aufwändiger Rückbau
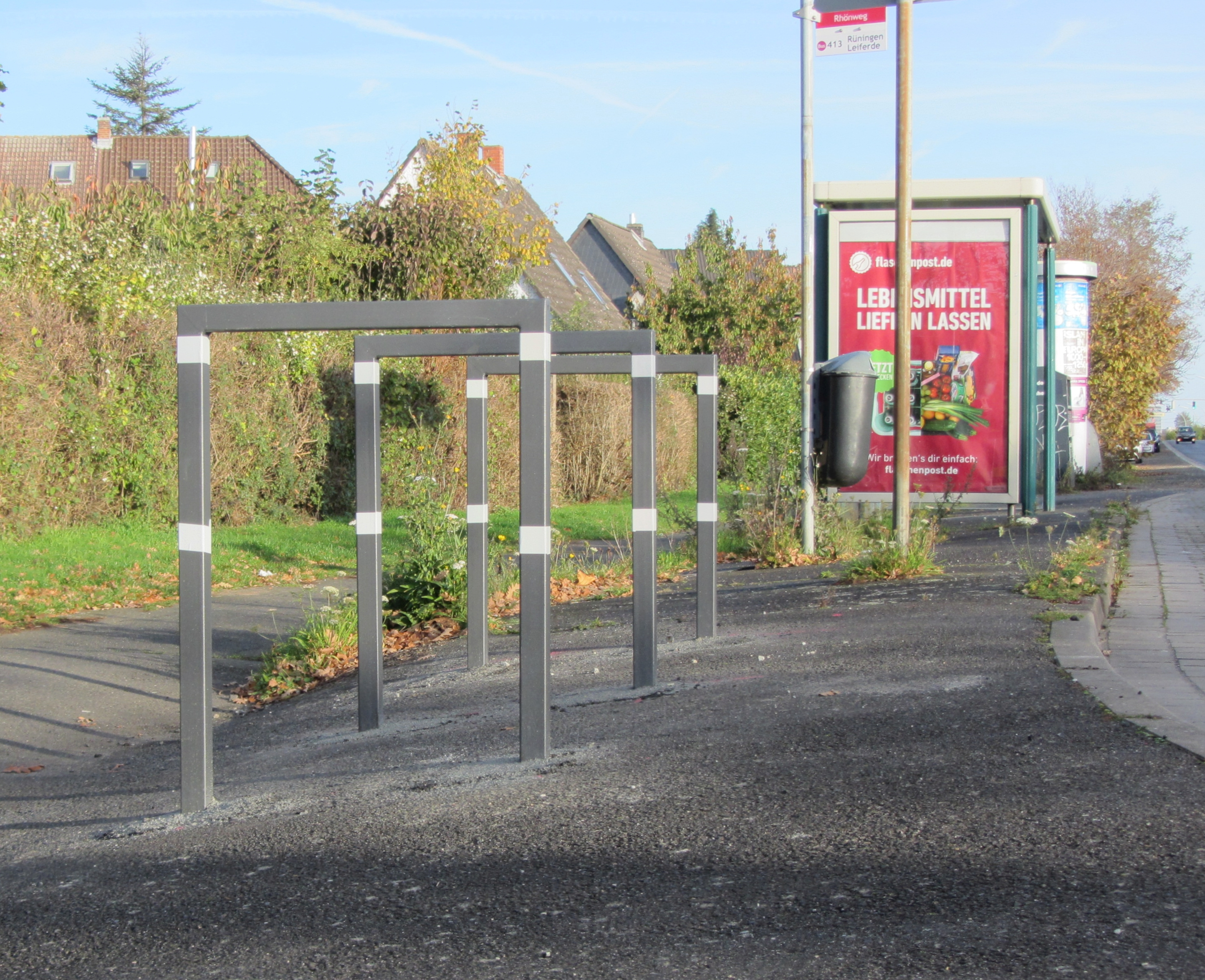
Installationsfehler
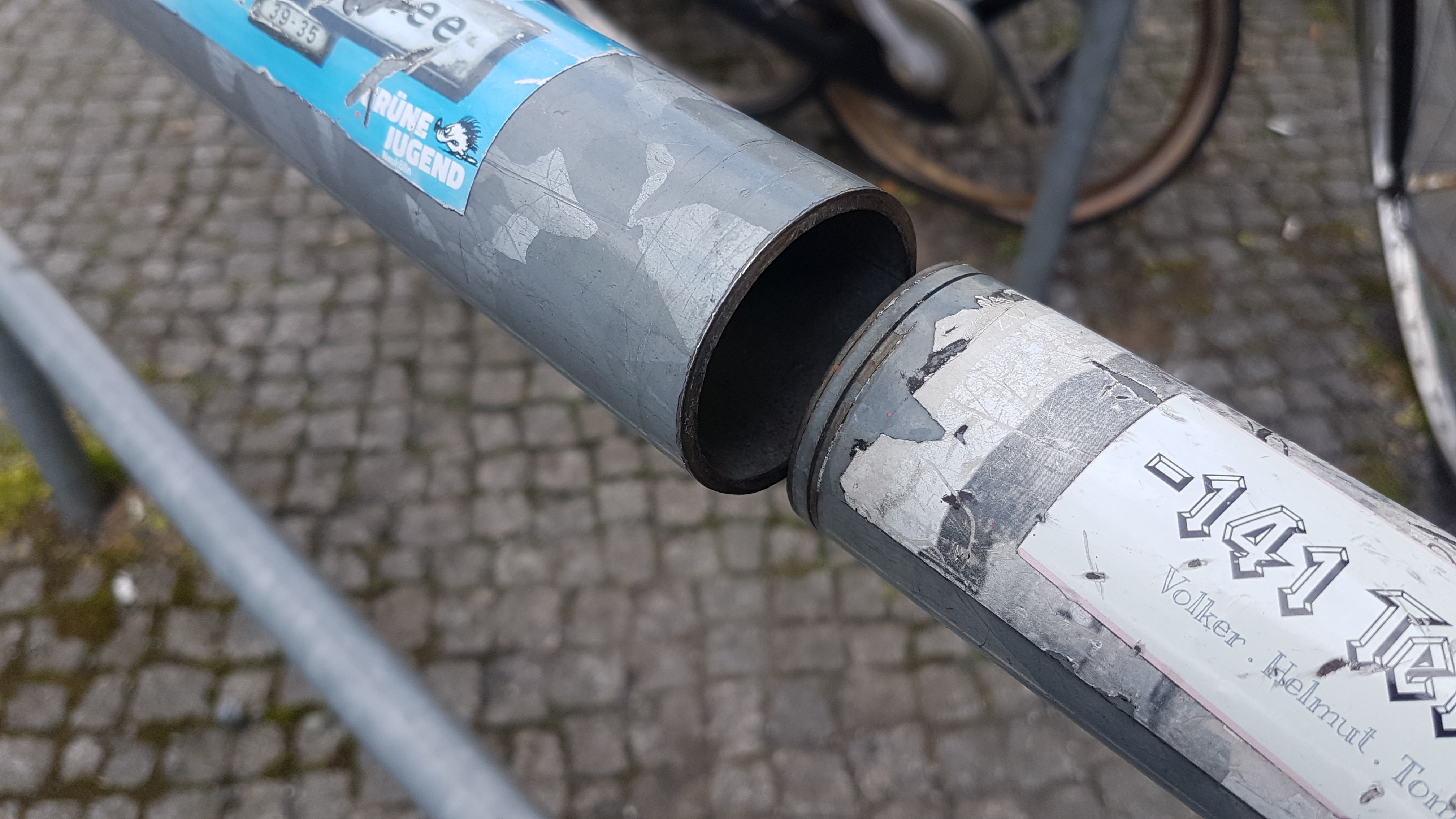
Diebstahl mit Rohrabschneider
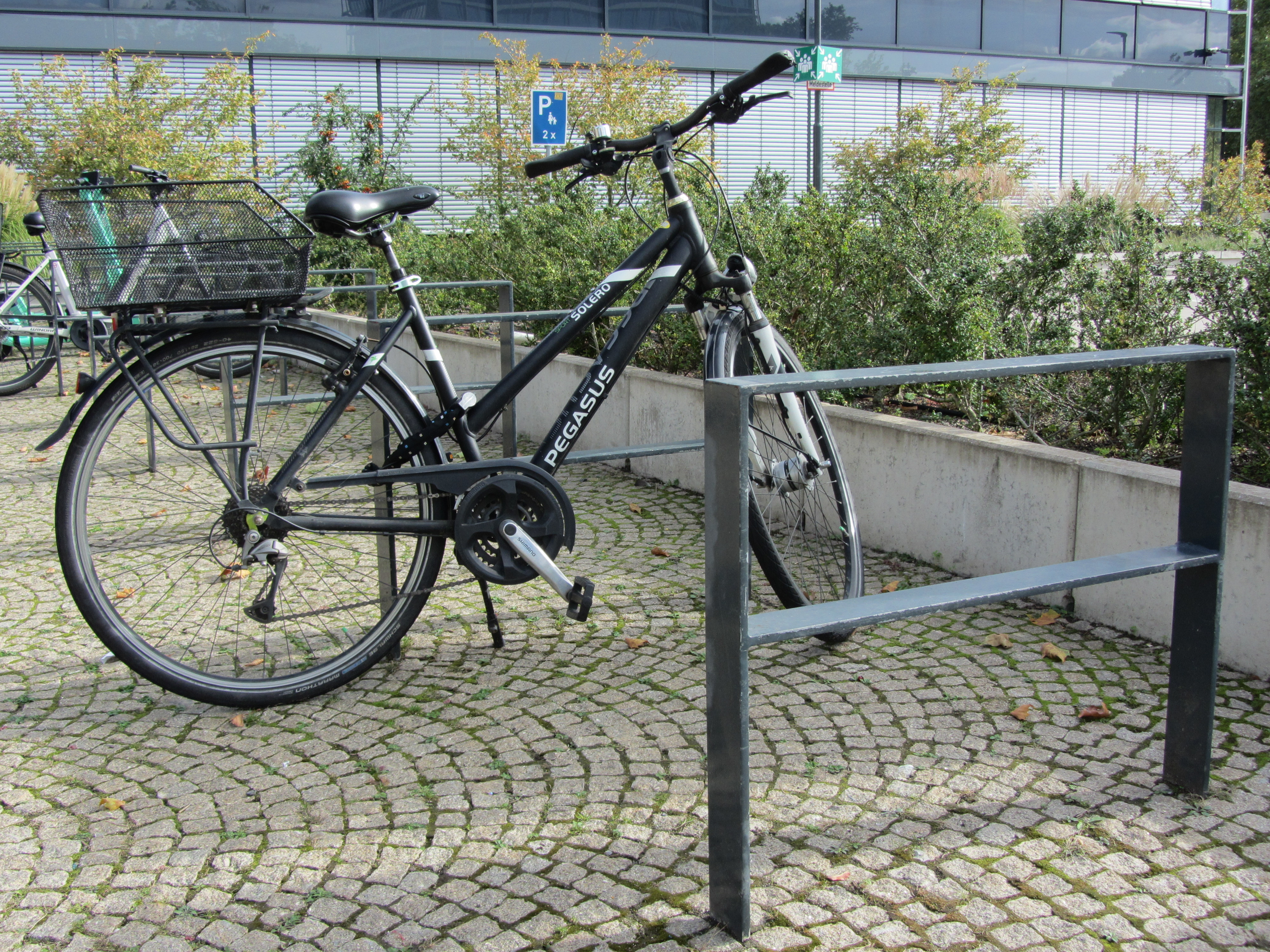
scharfkantige Modelle
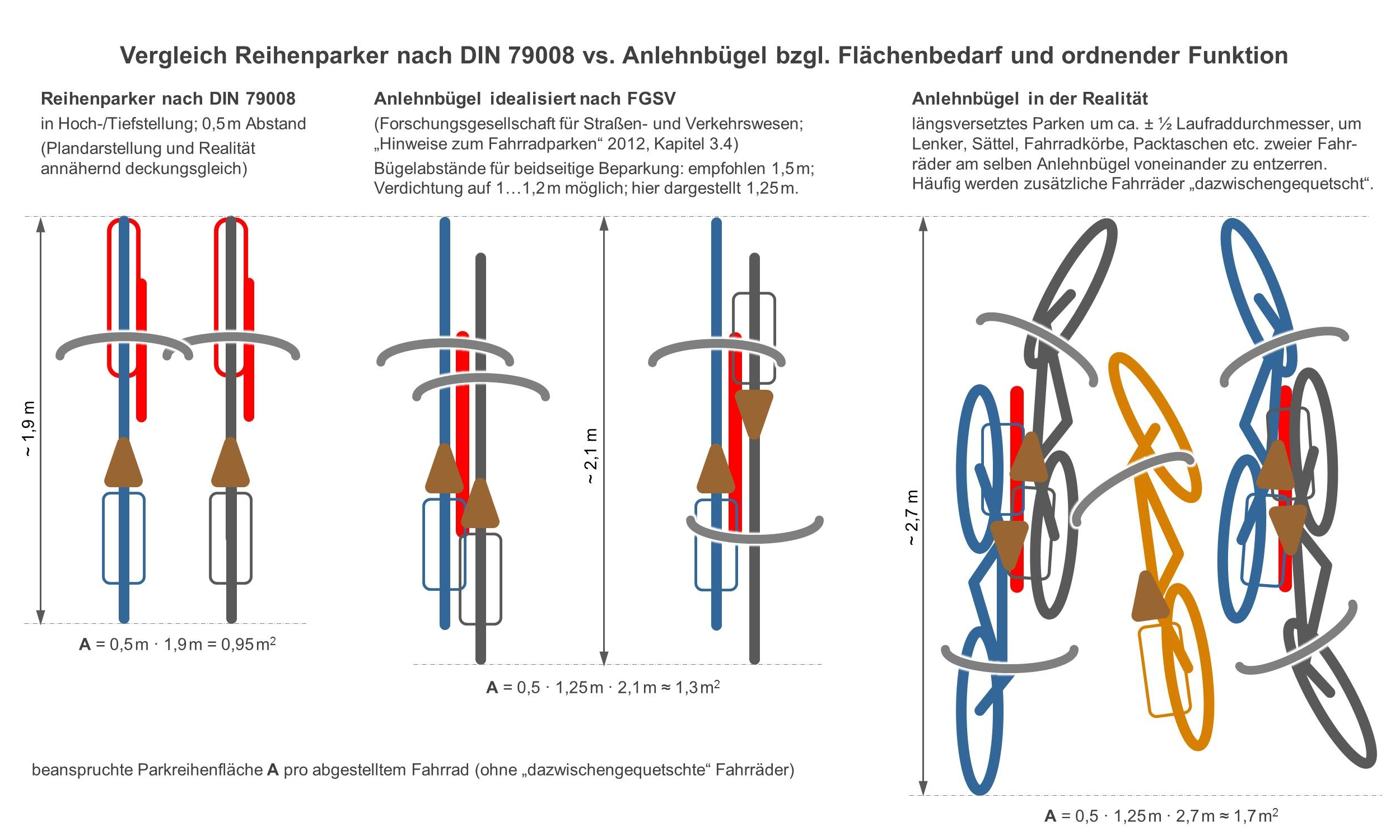
Flächenbedarf/ordnende Funktion
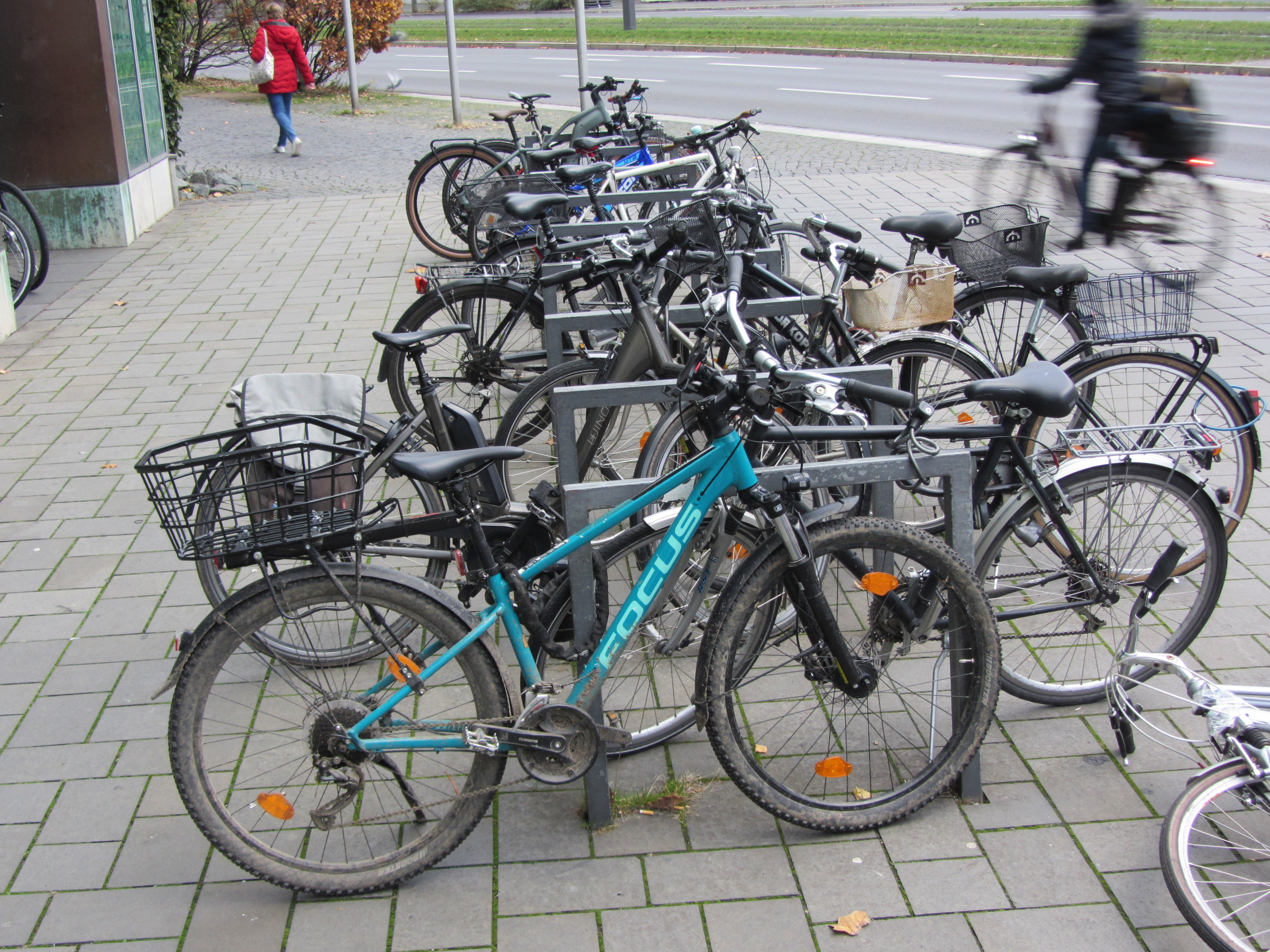
längsversetztes Parken

### Normnahe Modelle
Es gibt am Markt eine Reihe von Fahrradhalter-Modellen, die hinsichtlich der Stand- und Lagesicherheit bessere Eigenschaften als herkömmliche Anlehnbügel aufweisen. Ob diese Modelle möglicherweise (ggf. nach kleineren Modifikationen) das Potenzial für eine erfolgreiche Prüfung nach DIN 79008, Teil 2 aufweisen, kann nicht nach Augenschein beurteilt werden. Die nachfolgende Fotogalerie zeigt nur einige Beispiele und erhebt keinen Anspruch auf Vollständigkeit.

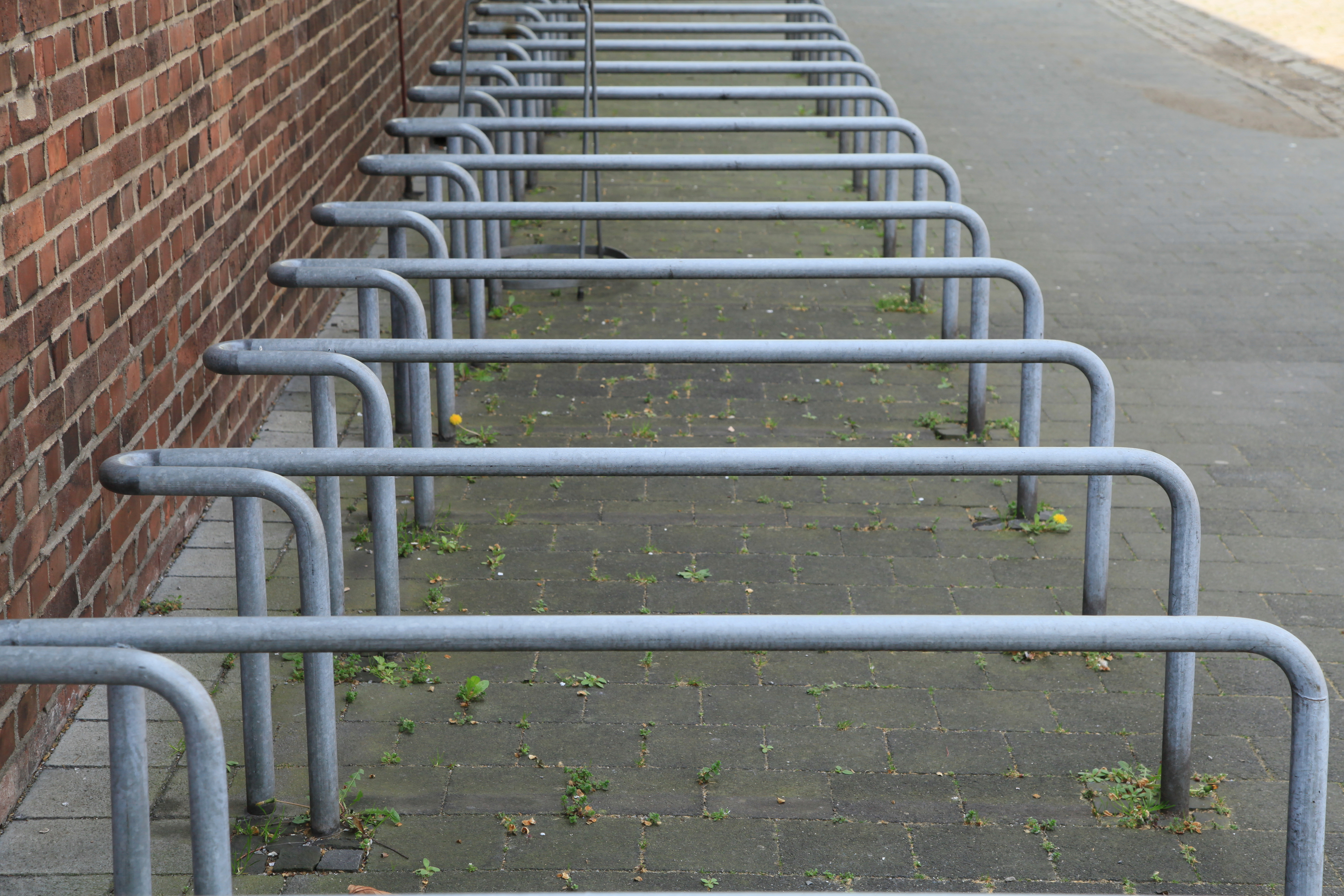
➀
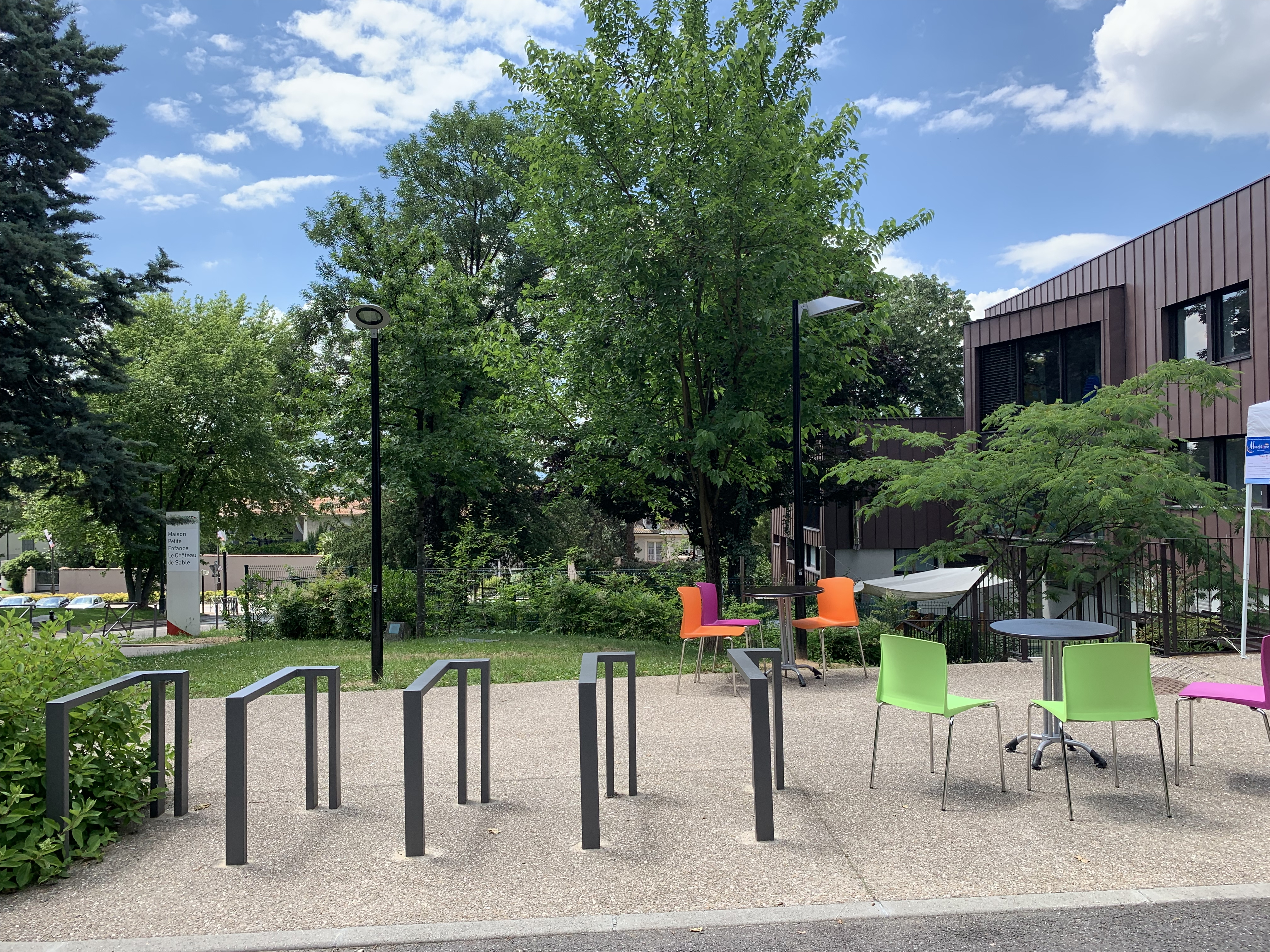
➁
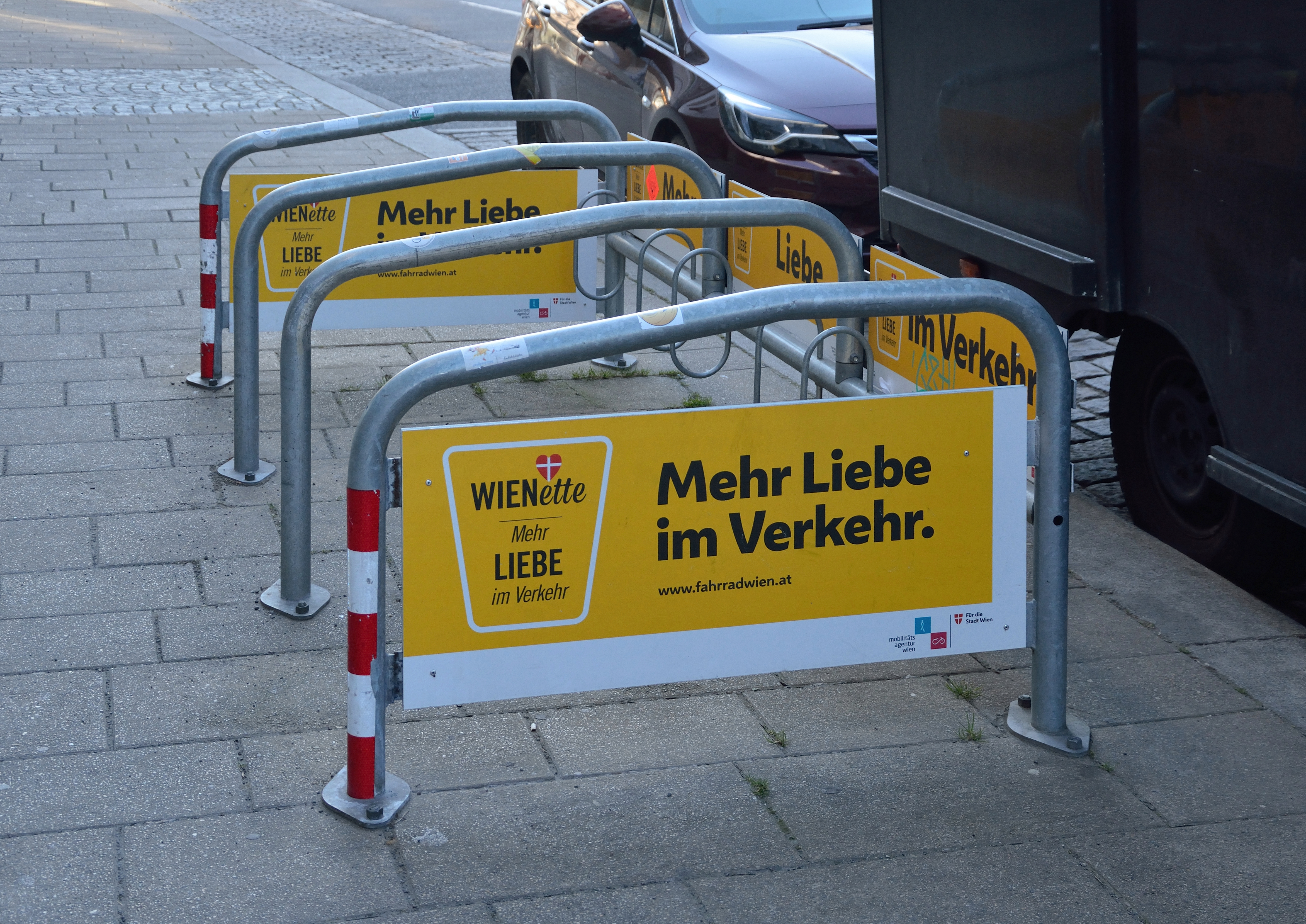
➂
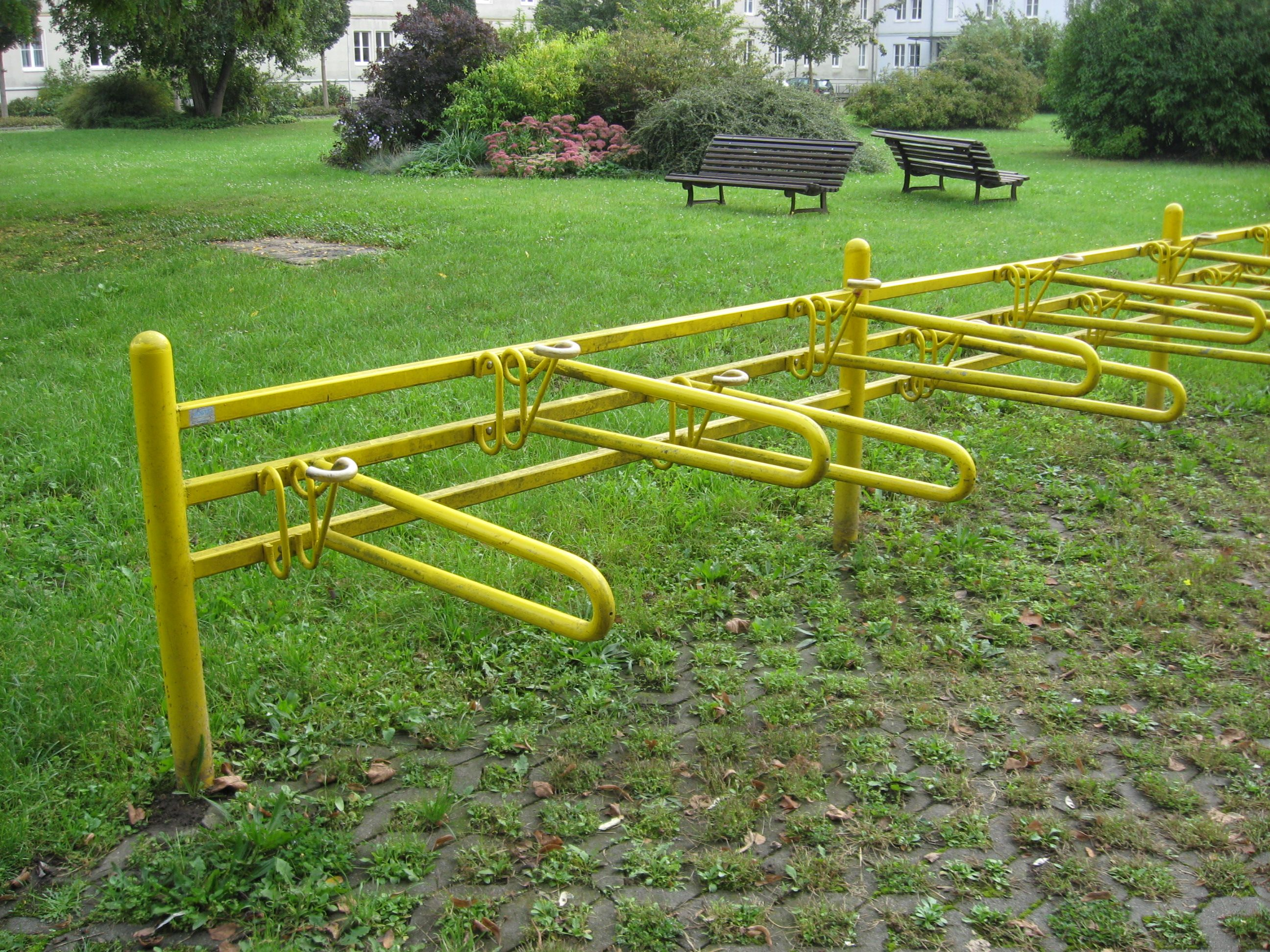
➃
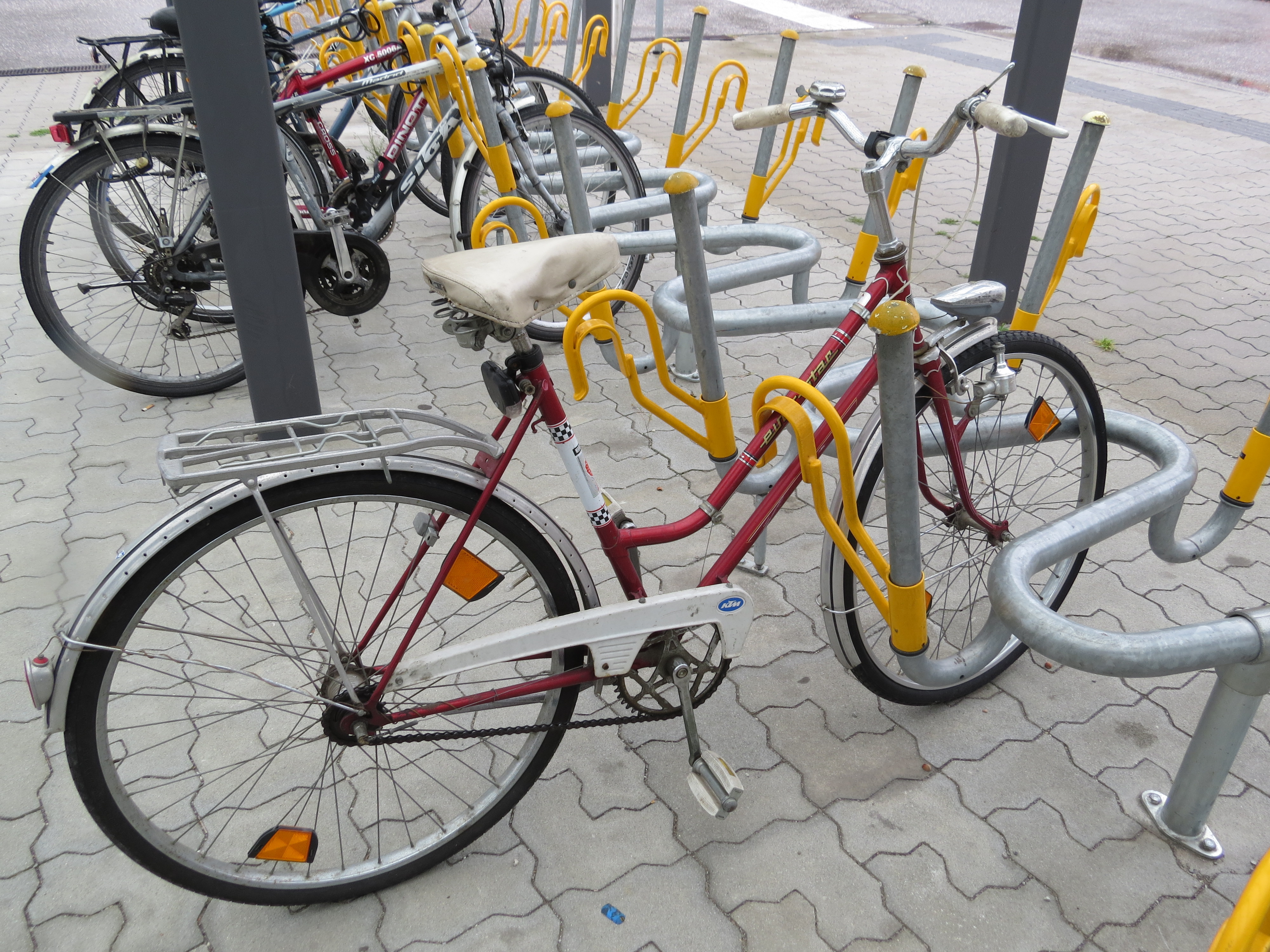
➄
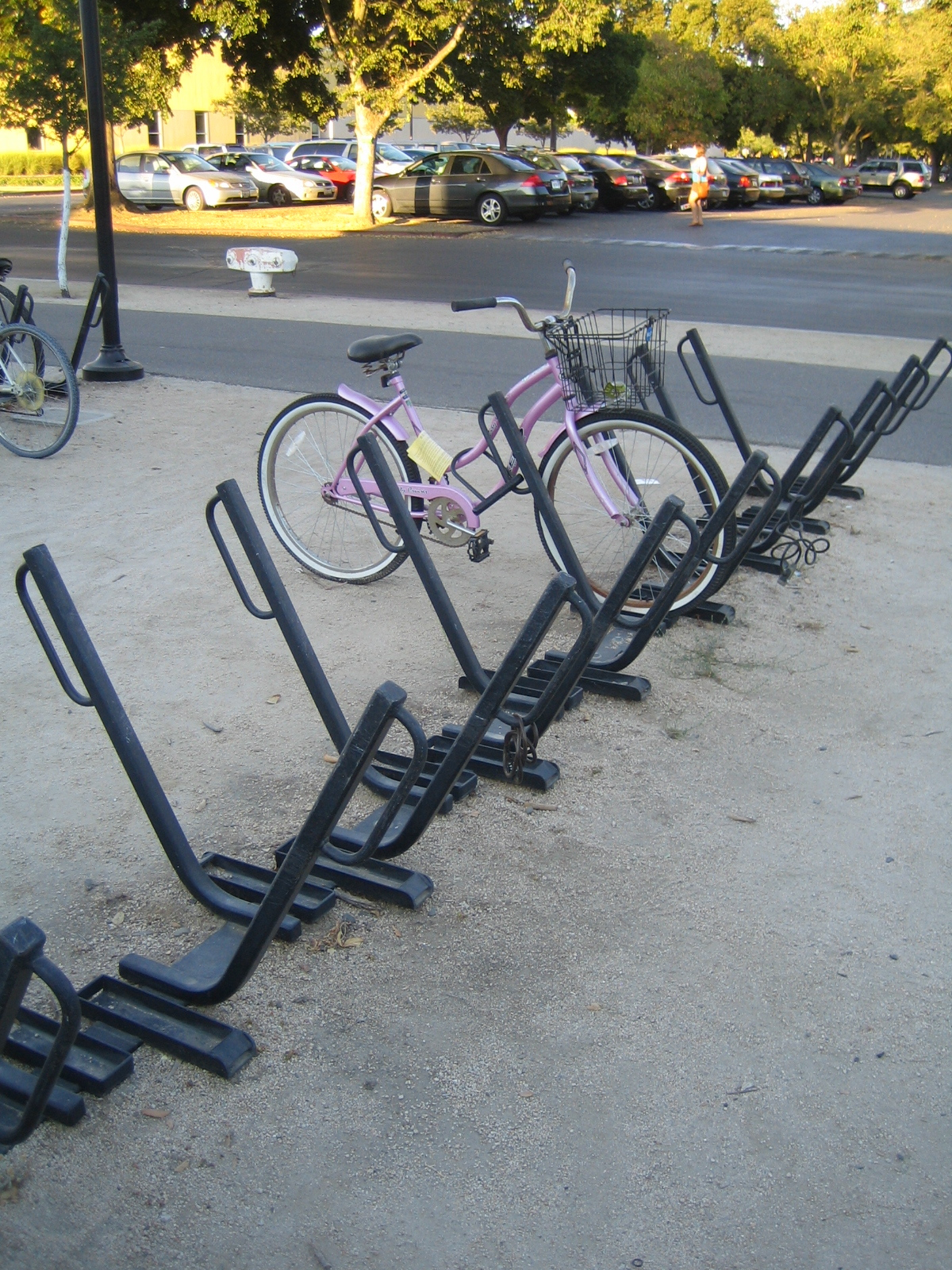
➅
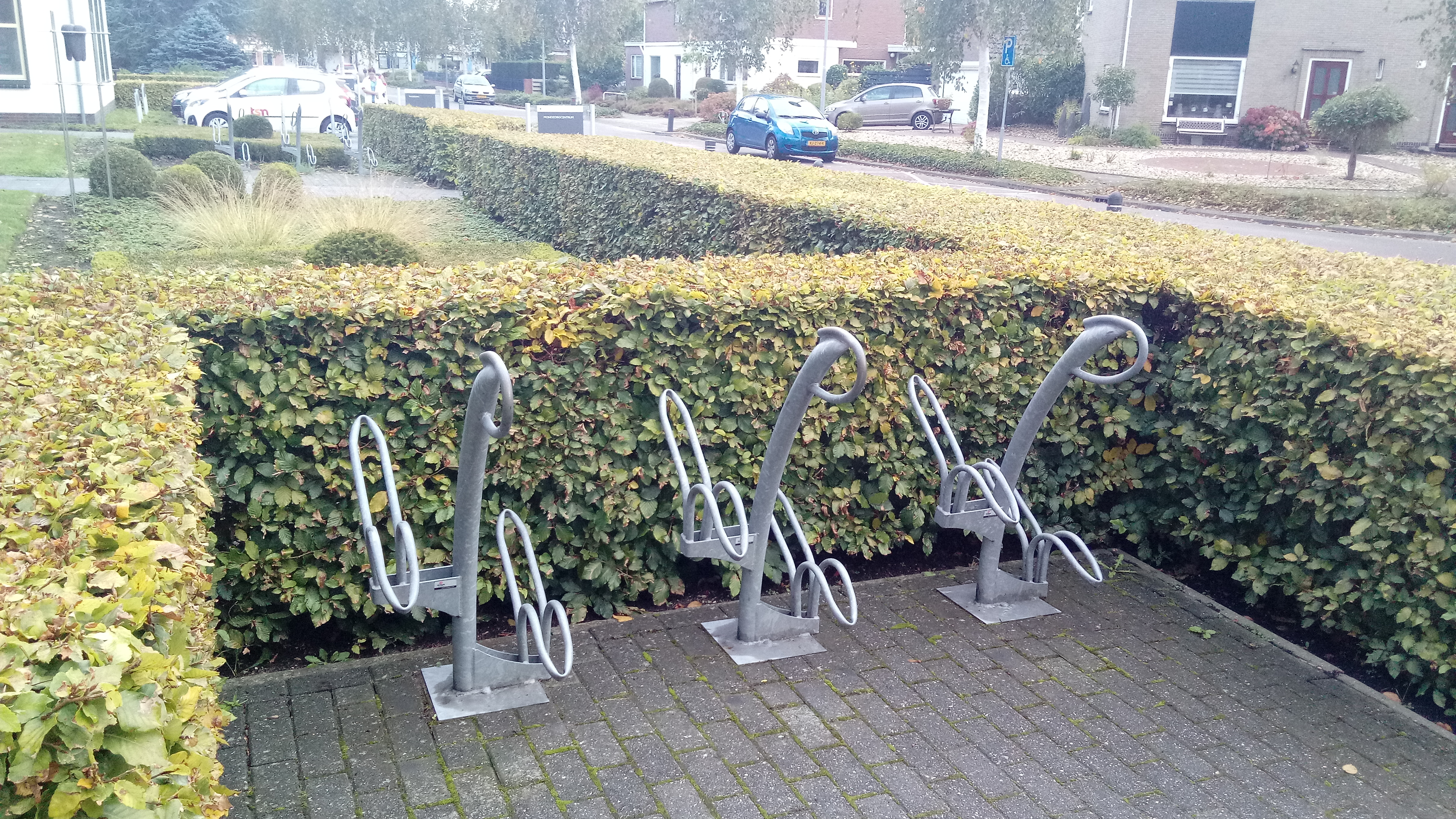
➆
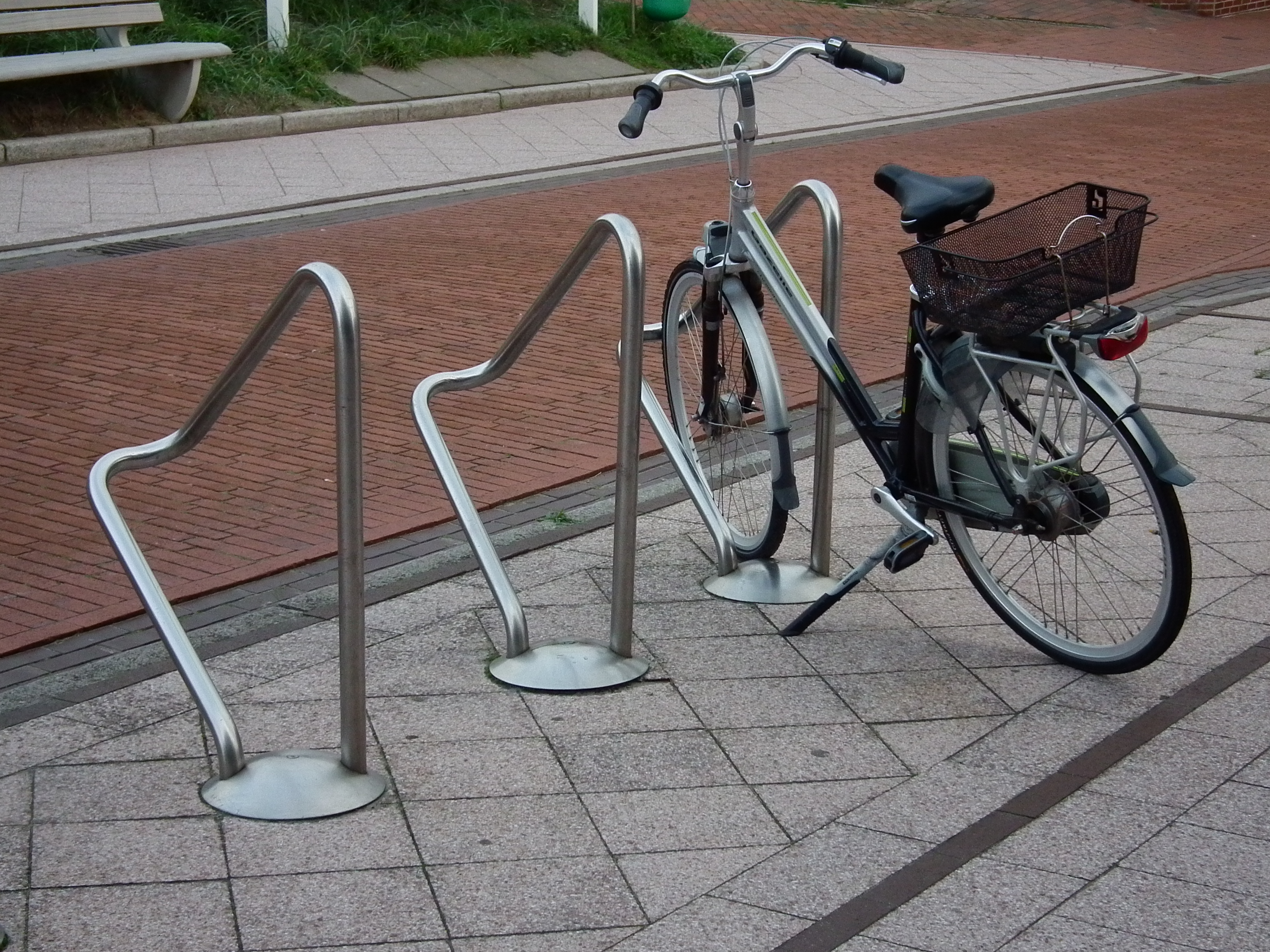
➇

| ➀ | Der Rhein-Ruhr-Bügel nimmt das Vorderrad in einer speziell ausgeformten Vorderradbucht auf und verhindert damit ein Umschlagen des Vorderrades. Durch eine entsprechende Gestaltung des Untergrundes ist auch ein Schutz gegen Wegrollen des Rades zu realisieren (leicht abschüssig in Richtung der Vorderradbucht, kleine Bodenwelle oder Schwelle am „Buchteingang“).                                                                                      |
| ➁ | Dieses Modell ist überwiegend in Frankreich zu finden und ähnelt in seiner Funktion dem Rhein-Ruhr-Bügel. Allerdings ist oft zu beobachten, dass Nutzer den Vorderradschlitz nicht nutzen, sondern ihr Fahrrad auf der gegenüberliegenden Seite anlehnen. Das könnte daran liegen, dass fast alle Nutzer ihr Fahrrad an der linken Seite führen und von dort auf- und absteigen.                                                                              |
| ➂ | Das in Österreich unter dem Namen PADERA FBS bekannte Modell wurde 2007 am Markt eingeführt und von den Nutzern sehr positiv bewertet. Es besteht aus Anlehnbügeln, die über eine Querstange zu einer Reihenanlage verbunden sind. An der Querstange sind Felgenklemmer angebracht, die die Vorderräder fixieren. |
| ➃ | ein in seiner Funktionsweise dem PADERA FBS sehr ähnliches Modell, jedoch mit zuverlässiger Wegrollsicherung (durch Einhaken der Felge) und Hoch-/Tiefstellung. |
| ➄ | ein an diversen österreichischen Bahnhöfen installiertes Modell eines Rahmenhalters. |
| ➅ | In Nordamerika ist eine kleine Modellfamilie als wheelwell secured rack bekannt (englisch wheelwell ‚Radschacht‘). Sie weisen alle eine wannenförmige Konstruktion auf, in die der Fußpunkt des Vorderrades einrastet und es gegen Wegrollen und Umschlagen sichert. Weiteres Charakteristikum ist ein schräger Ausleger in Richtung Fahrradrahmendreieck, der zur Abstützung des Rahmens dient und eine Öse zum Durchfädeln eines Fahrradschlosses aufweist. |
| ➆ | Die niederländische Variante eines wheelwell secured racks wird auch Tulpenparker genannt, da der Ausleger mit seiner großen Anschließöse einer gebogenen Tulpe ähnelt. Das Modell hat die Prüfung nach der niederländischen FietsParKeur-Norm bestanden. |
| ➇ | Ein dreiecksförmiger Anlehnbügel, der 26-Zoll- und 28-Zoll-Fahrrädern guten Schutz gegen ein Umschlagen des Vorderrades bietet, bei Fahrrädern mit kleineren Raddurchmessern ist dieser Schutz nur eingeschränkt gegeben. Die Fußhaube wirkt einem Wegrollen des Fahrrades entgegen. |

### Normkonforme Modelle
Die nachfolgende Bildergalerie zeigt einige vom ADFC erfolgreich nach DIN 79008 (bzw. vor Mai 2016 nach der Vorgänger-Richtlinie TR6102-0911) geprüfte Fahrradhalter:

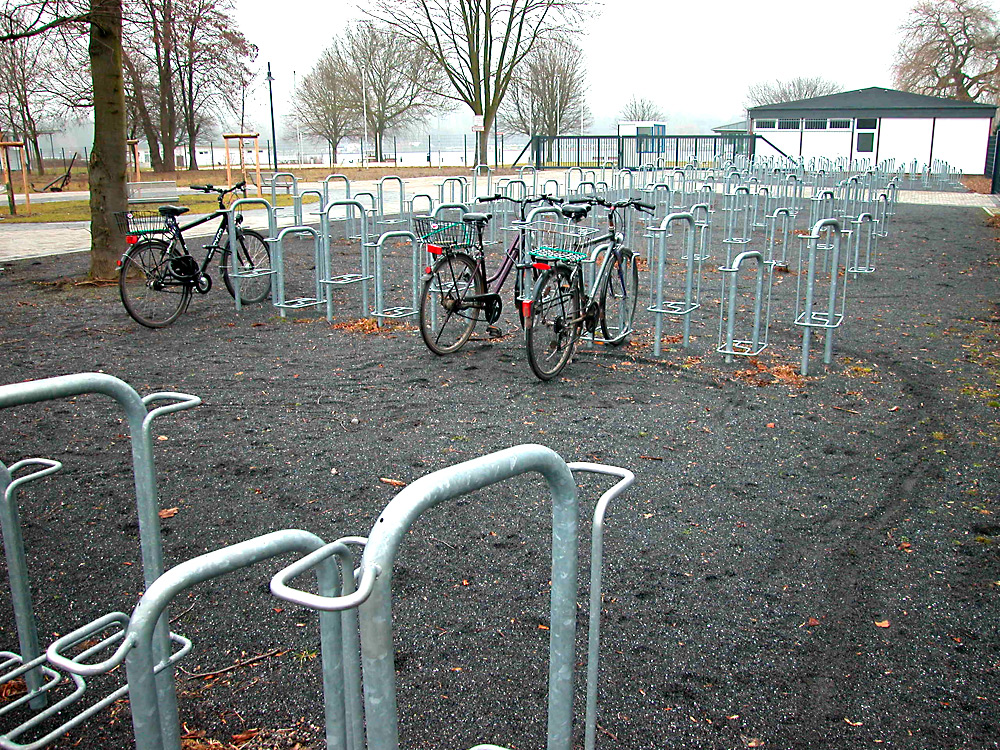
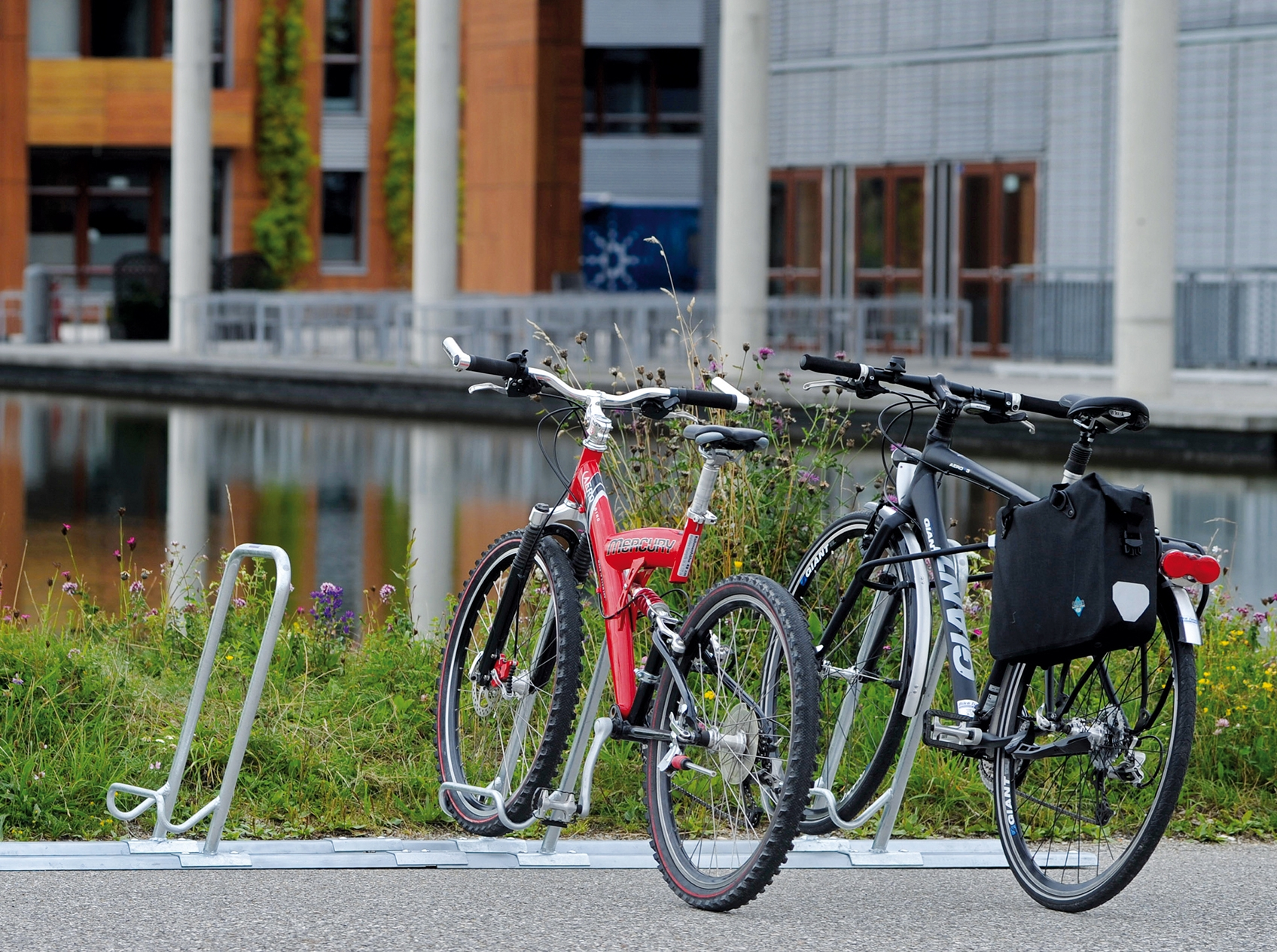
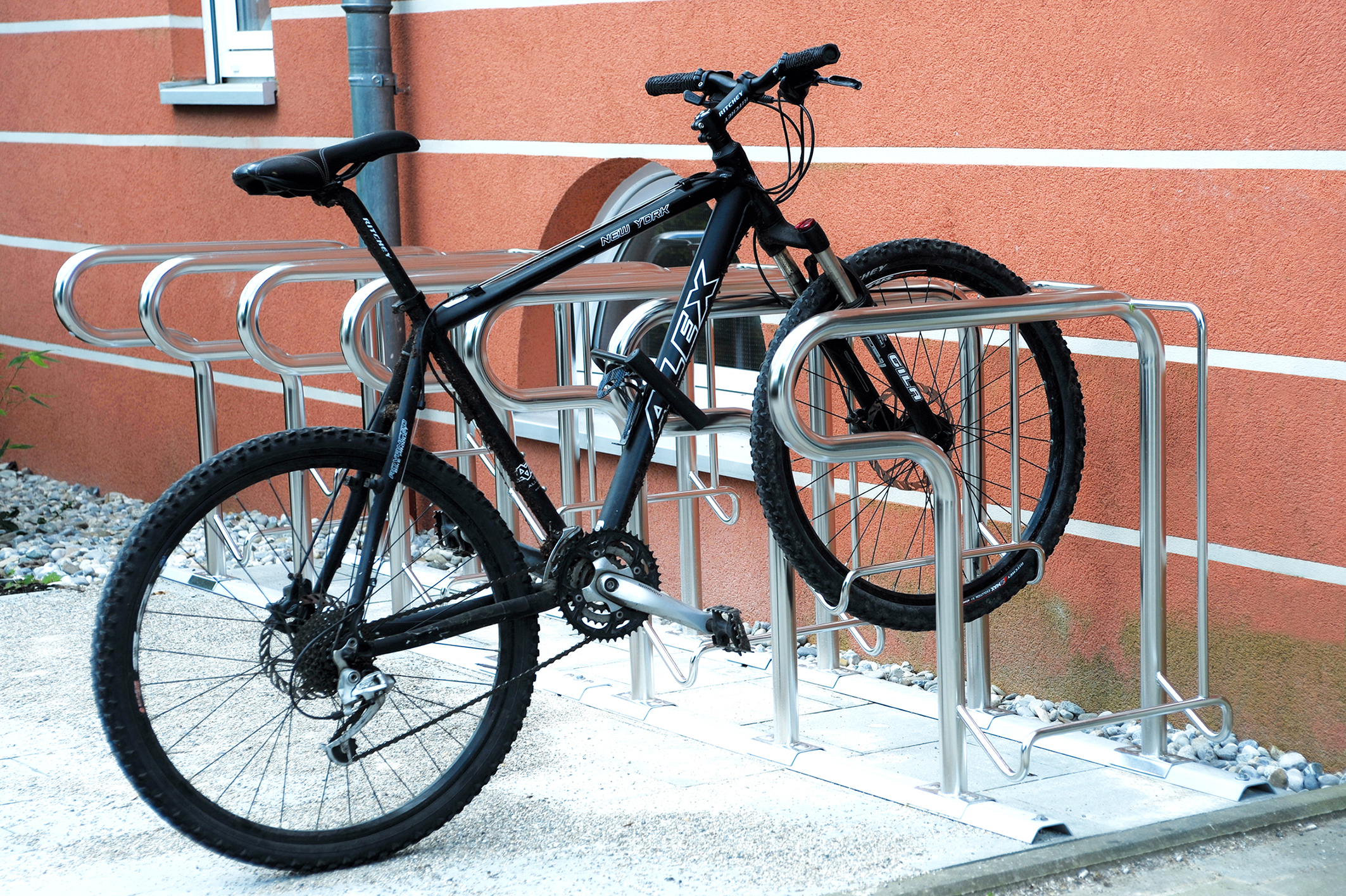
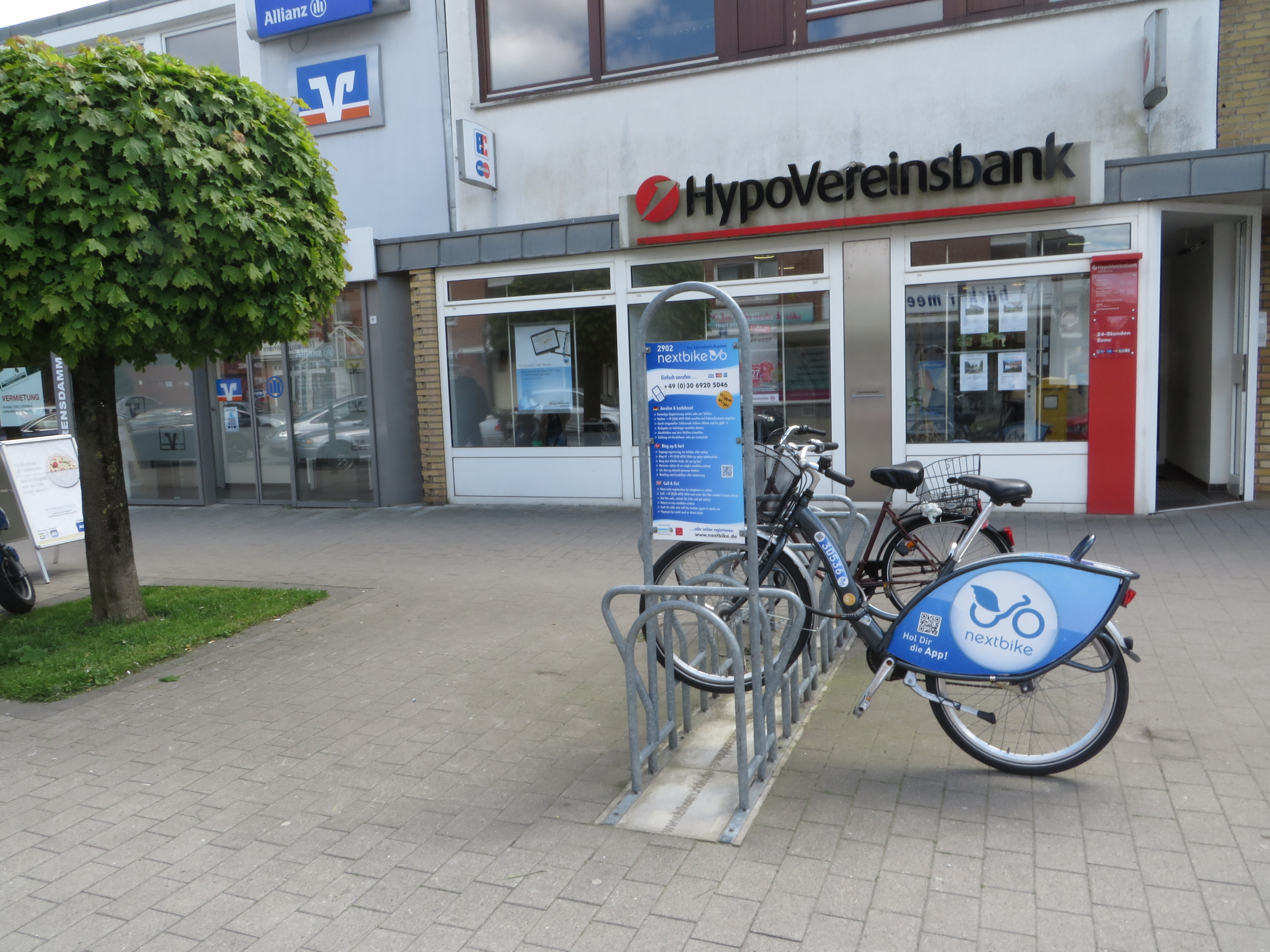
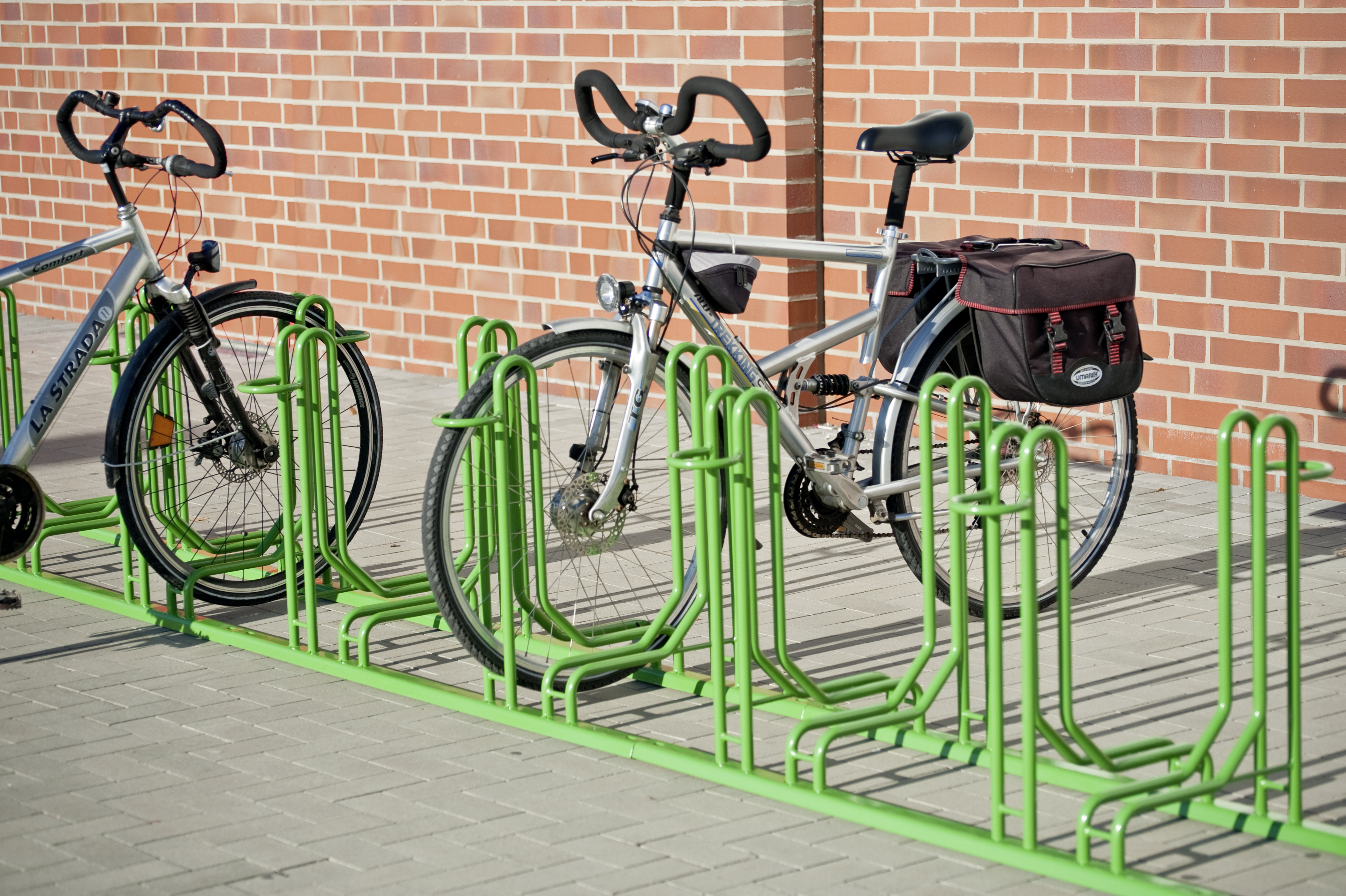
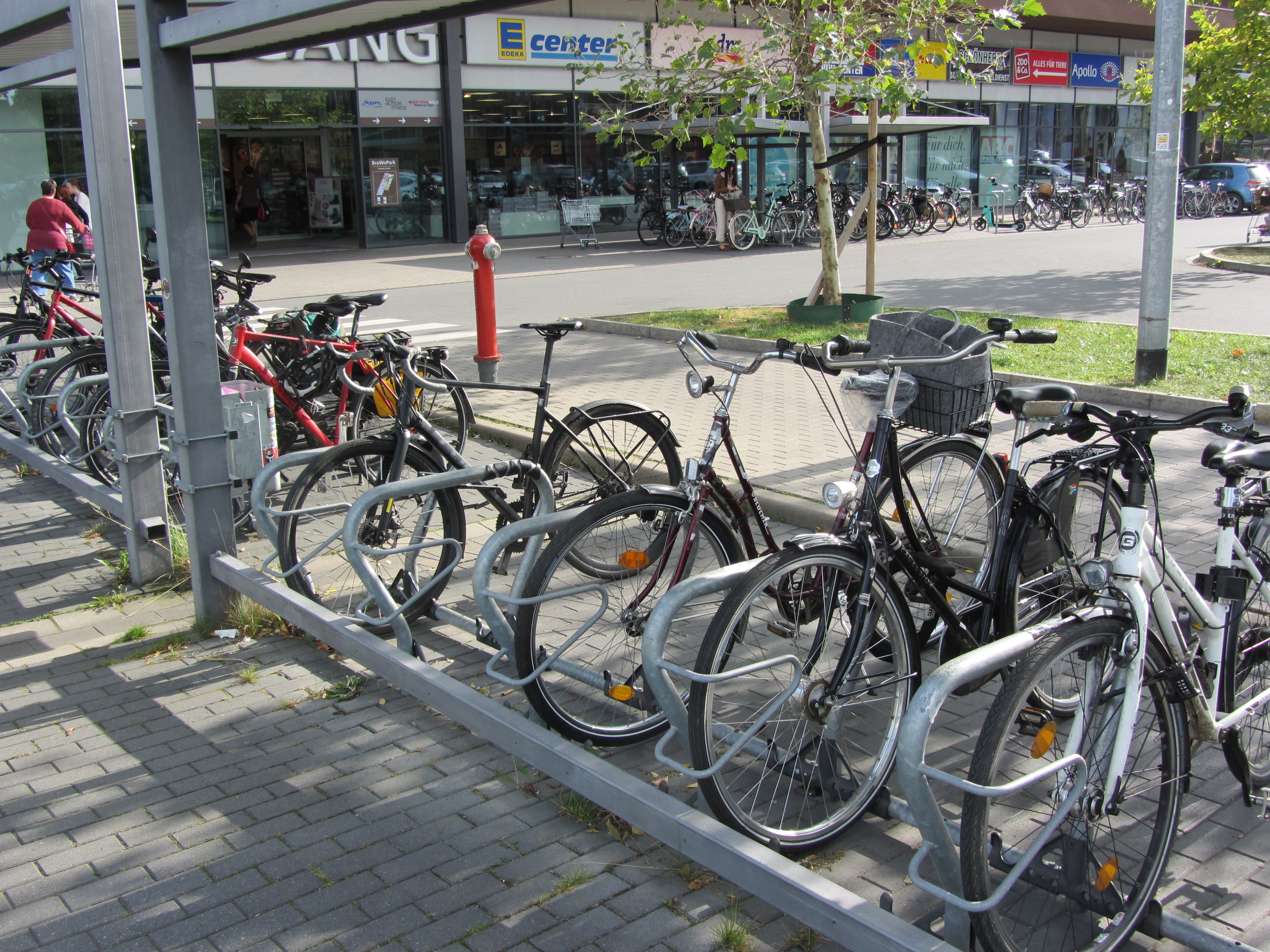

Eine umfangreiche Bildergalerie fast aller erfolgreich durch den ADFC geprüften Modelle findet sich auf einer Internetseite des ADFC. Diese Bildergalerie und die zugehörige Auflistung erheben keinen Anspruch auf Vollständigkeit, da auch andere akkreditierte Prüfinstitute die DIN-79008-Konformität von Fahrradhaltern prüfen und bescheinigen können.
Die meisten DIN-79008-konformen Modelle werden von ihren Herstellern im Rahmen einer Modellfamilie angeboten, bei der der Kunde sein Wunschmodell konfigurieren oder aus einer Vielzahl von Varianten auswählen kann. Wenn ein normkonformes Modell gewünscht ist, sollte daher bei Bestellungen genau darauf geachtet werden, dass die gewählte Konfiguration oder Auswahlvariante wirklich – insbesondere hinsichtlich der Stellplatzabstände – normkonform ist.

### Weitere normfähige Bauformen

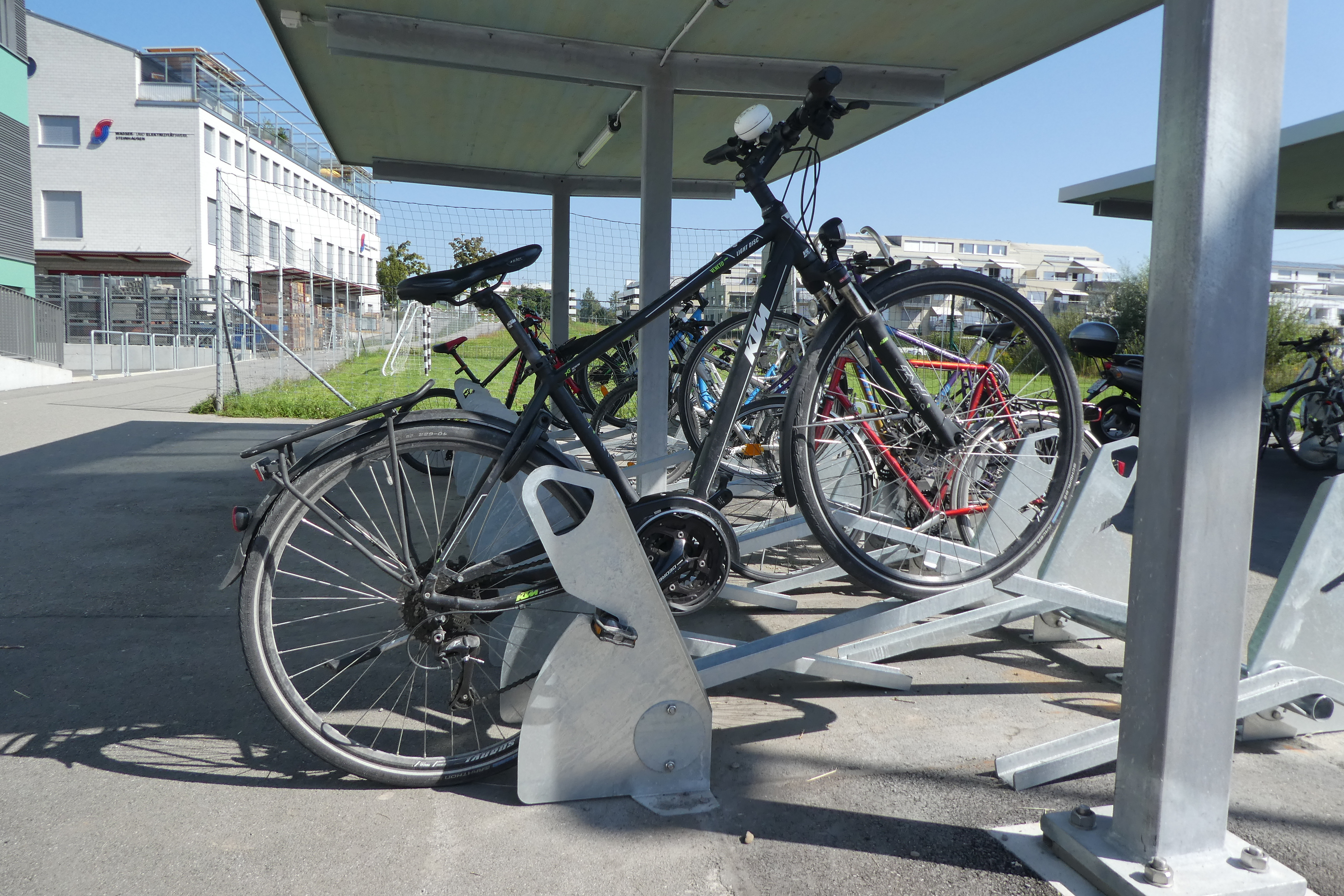
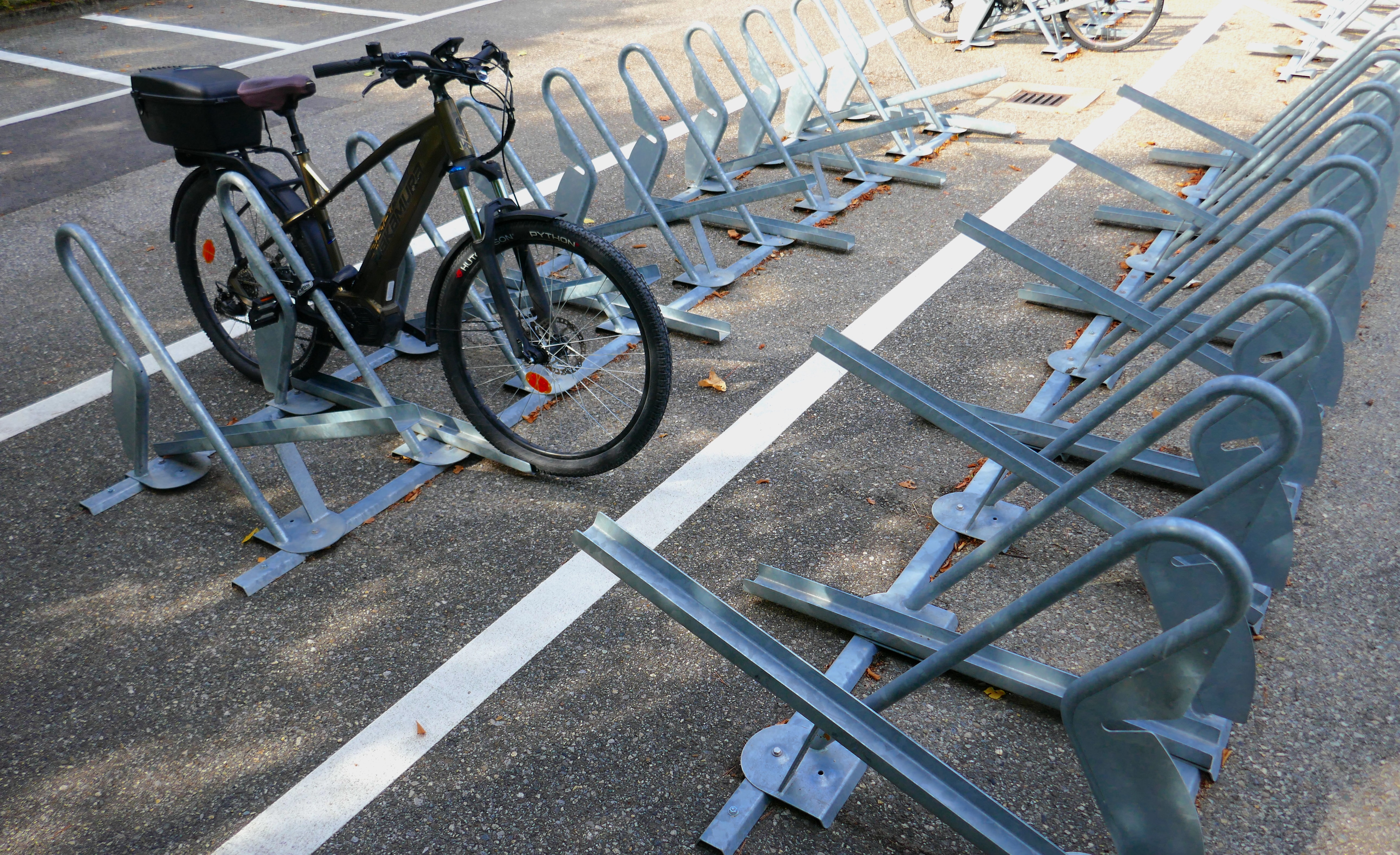

#### Pedalparker
Pedalparker sind eine bislang wenig verbreitete Bauformfamilie mit sehr verschiedenartigen Modellen. Gemeinsames Merkmal aller Modelle ist eine Pedalachsen-Aufnahme – ein massives Stahlblech mit einem länglichen Schlitz, in den die Achse eines Fahrradpedals zwischen Pedalkörper und Tretkurbel hineingestellt oder -geschoben wird und damit dem Fahrrad eine gute Standsicherheit verleiht. Als Tragkonstruktionen für die Pedalachsen-Aufnahme sind Elemente ähnlich einem Anlehnpfosten, einem Φ-Parker oder einem schmalen Anlehnbügel bekannt. Es gibt Ausführungen als Einzelparker und als Reihenparker, bei letzteren auch in Kombination mit Schieberinnen für eine abwechselnde Hoch-/Tiefstellung der Vorderräder. Die Tragkonstruktionen weisen in der Regel auch Ösen oder andere Möglichkeiten zum Anlegen eines Fahrradschlosses auf und dienen außerdem dazu, die ansonsten eher unscheinbaren Pedalachsen-Aufnahmen besser sichtbar zu machen, so dass die Fahrradhalter im unbeparkten Zustand nicht übersehen werden. Stand 12/2023 enthält die Auflistung der ADFC-geprüften Modelle auch ein Pedalparker-Modell.

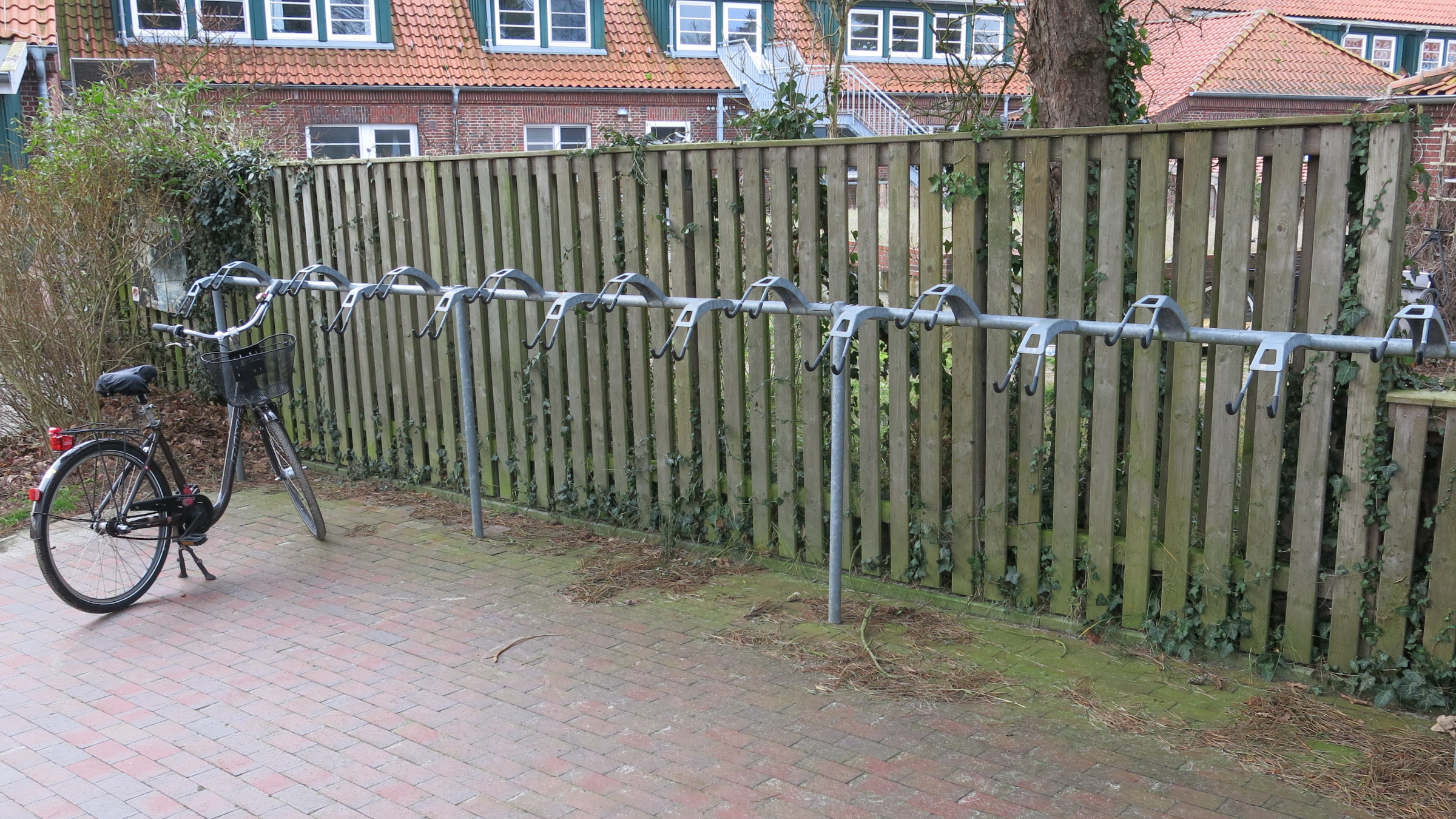
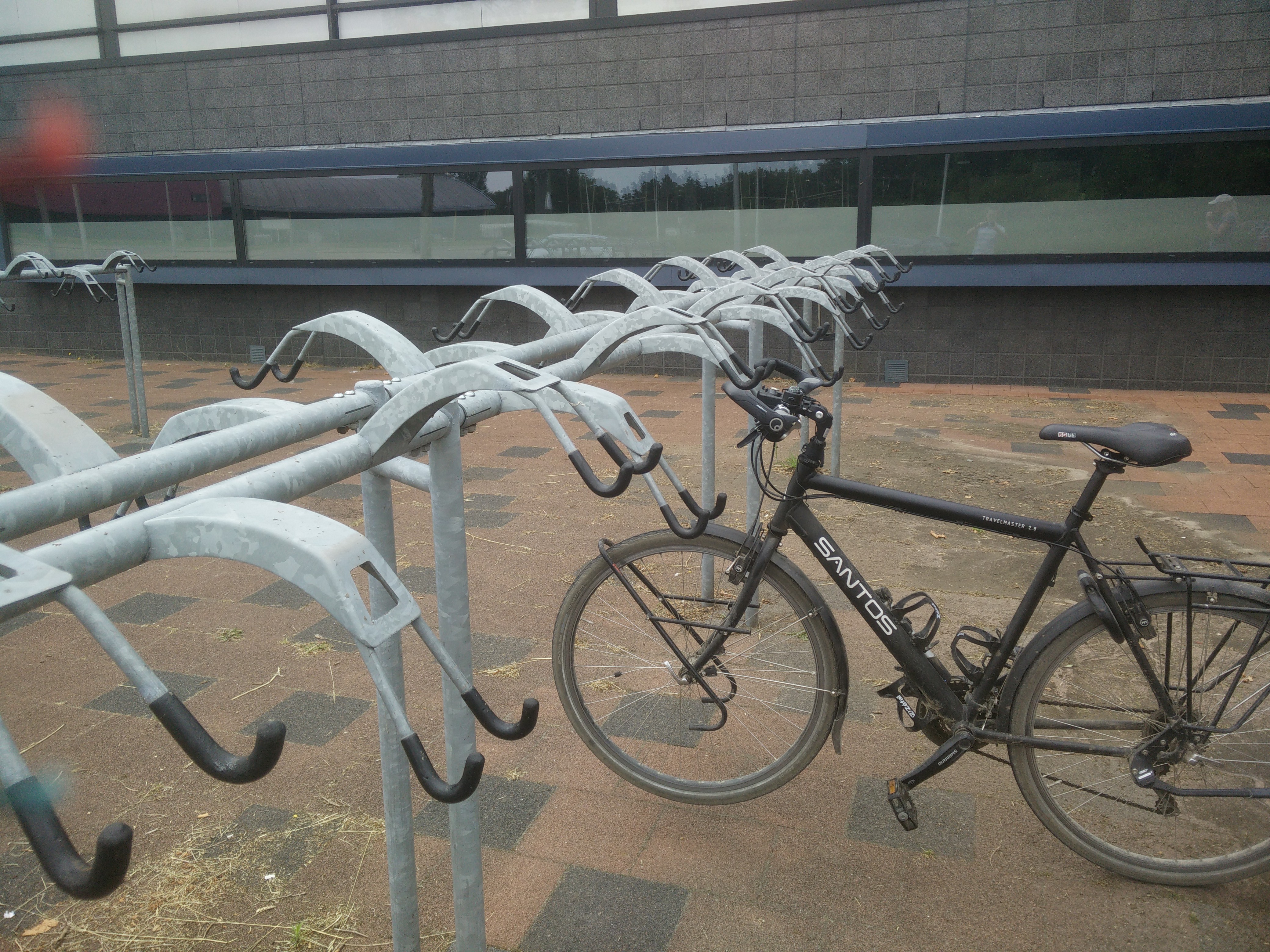

#### Lenkerhalter

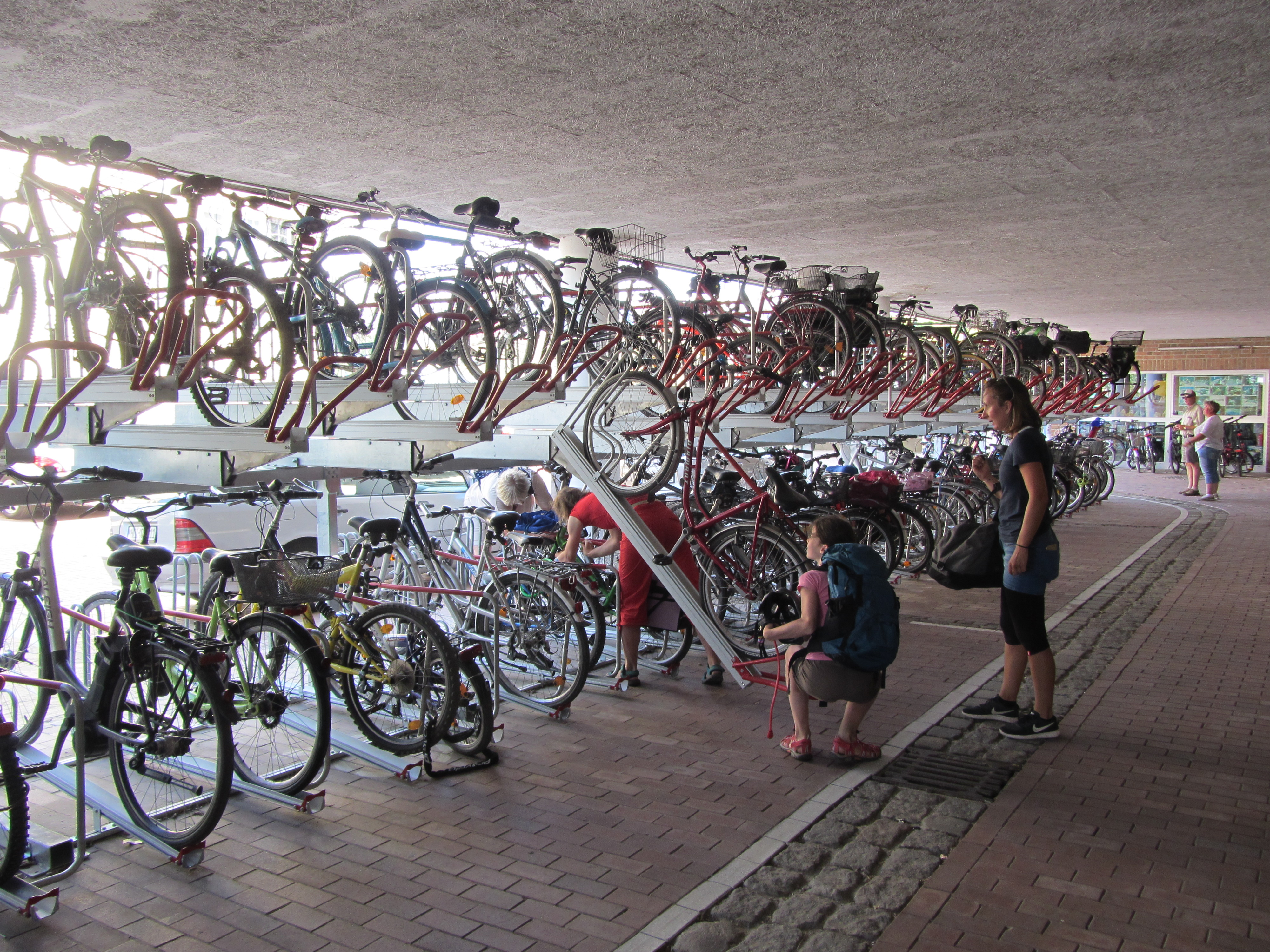

Lenkerhalter sind ebenfalls eine weniger verbreitete Bauform. Bei Lenkerhaltern wird das Vorderrad zum Einparken angehoben und mit seinem Lenker beidseits des Vorbaus in zwei Haltebügel eingehängt, so dass das Vorderrad dann in der Luft hängt. Einige Modelle bieten pro Einhängeplatz mehrere Haltebügelpaare in verschiedenen Abständen und Höhen an, so dass die Lenker auch höhenversetzt bzw. in verschiedenen Abständen zum Vorbau eingehängt werden können – teilweise ist auch eine Einhängung auf die Lenkergriffe damit möglich. Einige Anbauteile am Lenker wie z. B. Körbe oder Lenkertaschen können bei der Nutzung von Lenkerhaltern hinderlich sein, ansonsten kann auch mit Lenkerhaltern eine gute Lagesicherheit erzielt werden. Ein ausreichender Diebstahlschutz ist bei Lenkerhaltern naturgemäß schwierig zu realisieren; in der Regel können die Querstange des Halters und Fahrradrahmen und/oder Laufrad nur mit überlangen Seilschlössern zusammengeschlossen werden. Bei einem Modell ist jeder Einhängeplatz mit einem flexiblen kunststoffummantelten Stahlseil ausgerüstet, das durch die Vorderradspeichen gefädelt und bis zum Sattelrohr geführt werden kann. Das Seilende ist als Schlaufe zum Durchführen eines Fahrradschlosses ausgeführt; damit hat dieses Lenkerhaltermodell erfolgreich die Norm-Prüfung durch den ADFC bestanden.

#### Doppelstockparker

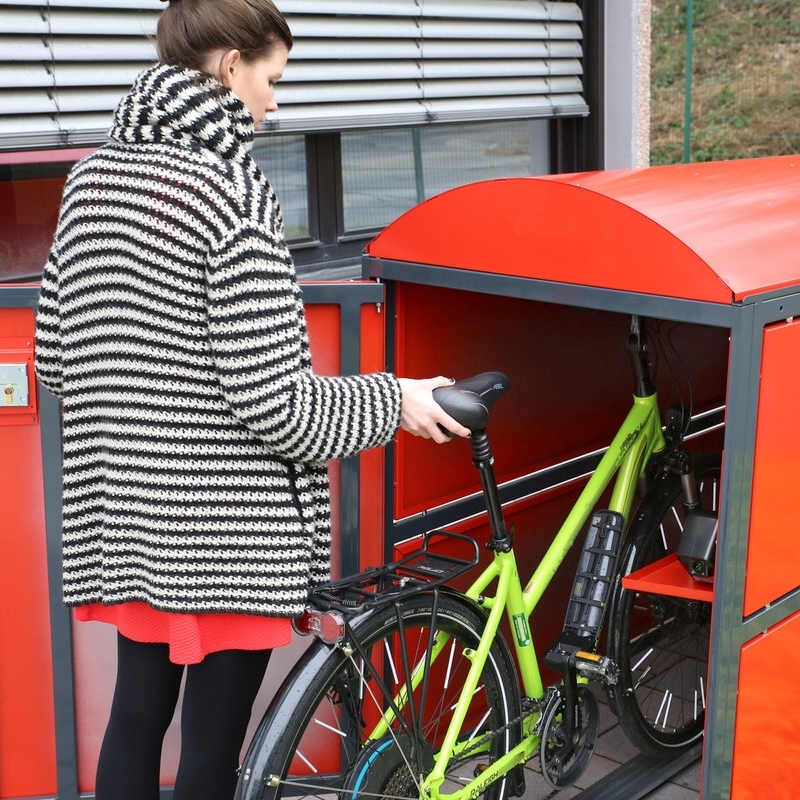
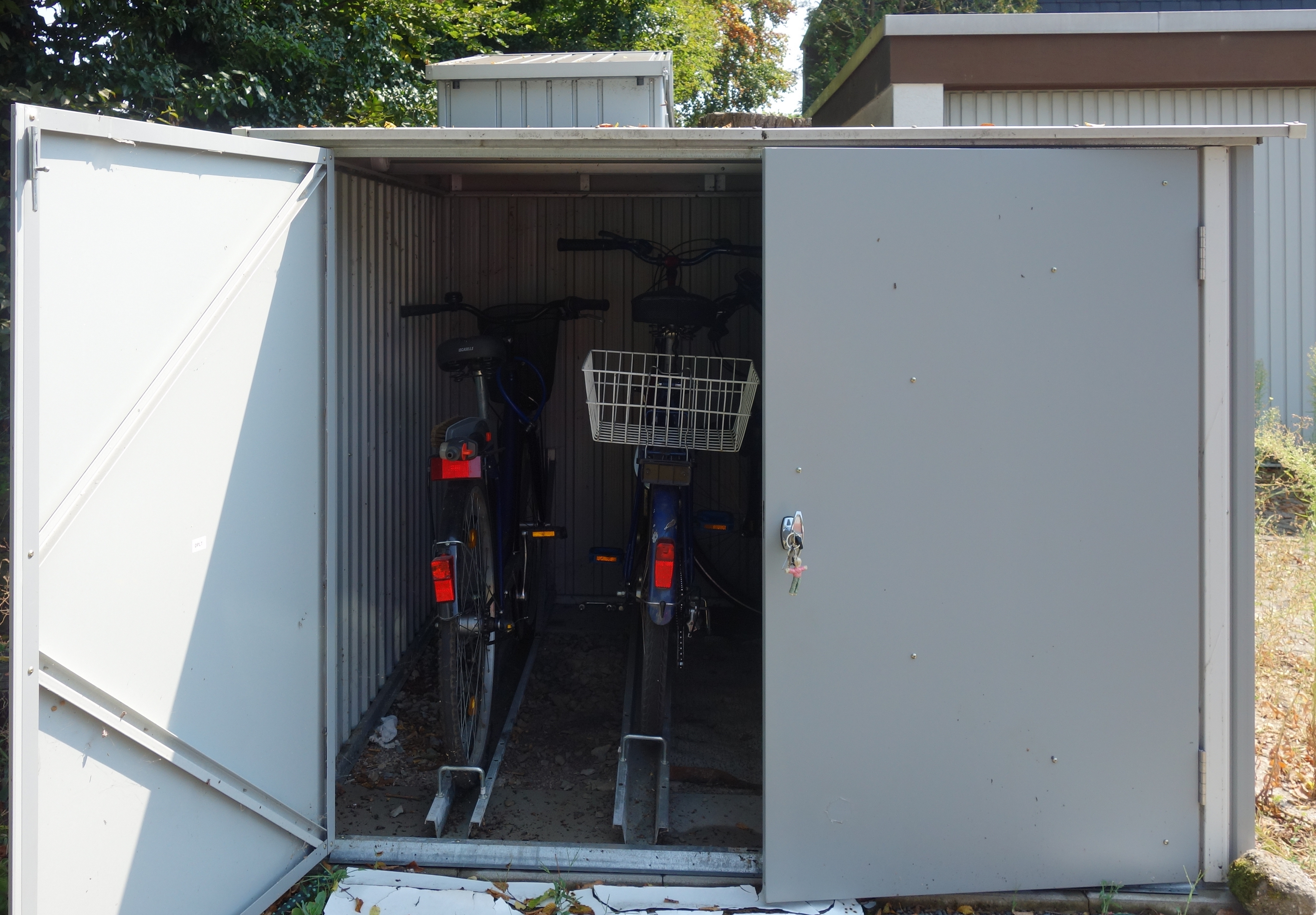

Wo auf engem Raum viele Fahrräder abzustellen sind, werden heute vielfach Doppelstockparker eingesetzt, insbesondere in Quartiersanlagen und in Fahrradparkhäusern. Die untere Abstellebene ist dabei üblicherweise mit hochwertigen Fahrradhaltern mit platzsparender Hoch-/Tiefstellung der Vorderräder bestückt. In der oberen Abstellebene sind die Fahrradhalter auf Schienen montiert, die ähnlich einem Schubladenauszug ein Stück herausziehbar und dann vorne auf die Manövrierfläche herunterklappbar sind. In dieser schrägen Position der Schiene wird das Fahrrad eingestellt bzw. entnommen. Durch eine integrierte Gasdruckfeder ist das Anheben und Absenken der Schiene trotz des Gewichts des Fahrrades ohne nennenswerte Kraftanstrengung möglich.
Die DIN 79008 gilt auch für Doppelstockparker; Stand 12/2023 enthält die Auflistung der ADFC-geprüften Modelle zehn Doppelstockparker-Modelle.

#### Fahrradboxen
Fahrradboxen werden häufig mit Fahrradkleingaragen verwechselt: Fahrradboxen sind nur wenig höher als ein großes Fahrrad, daher müssen die Nutzer beim Ein- und Ausparken außerhalb des Baukörpers bleiben; zur Erleichterung des Ein- und Ausparkens sind oft Führungsschienen am Boden montiert. In Fahrradkleingaragen dagegen können die Nutzer ihr Fahrrad beim Ein- und Ausparken in aufrechter Körperhaltung bis zur Parkposition begleiten, entweder durch eine entsprechende Raumhöhe oder die Anlage lässt sich durch ein Rolltor, eine Klappflügeltür oder einen Schwenkdeckel (ähnlich einem Helmvisier) so weit öffnen. Fahrradboxen haben den großen Vorteil, dass sie das geparkte Fahrrad gegen jeglichen unbefugten Zugriff schützen und damit auch Komponentendiebstähle verhindern.
Fahrradboxen werden daher der Produktebene von Fahrradhaltern zugerechnet und werden auch in der DIN 79008 behandelt. Der Normtext enthält Vorgaben über Mindestabmessungen der Türöffnung und des gesamten Baukörpers und schreibt das Vorhandensein einer Notfallöffnung und einer Notfallbelüftung vor, damit sich z. B. spielende Kinder nicht darin einschließen können, ohne sich selbst wieder befreien zu können. Fahrradboxen werden nicht nur in Größen zur Abstellung eines einzelnen Fahrrades angeboten, sondern es gibt auch Doppelgaragen oder Ausführungen für vier Fahrräder. Weiterhin sind auch doppelstöckige Modelle und Ausführungen für überlange Lastenräder erhältlich. Einige Fahrradboxen sind optional auch mit elektrischer Ausrüstung erhältlich, so dass darin E-Bike-Akkus geladen werden können. Bei der Planung und Installation elektrisch ausgerüsteter Fahrradboxen muss auf Elektrosicherheit und akkufreundliche Temperaturgegebenheiten geachtet werden. Stand 12/2023 enthält die Auflistung der ADFC-geprüften Modelle elf Fahrradboxen.
Fahrradboxen werden heute vermehrt an Bahnstationen und ÖPNV-Haltestellen angeboten, wo Pendler ihr Fahrrad als Zubringer benutzen und sicher abstellen wollen. Sie werden aber auch in Bereichen eingesetzt, in denen Fahrradtouristen eine abschließbare Abstellmöglichkeit für ihre Räder mitsamt Gepäck angeboten werden soll. Teilweise haben die Boxen keine eigene Verriegelung, sondern werden durch das selbst mitgeführte Fahrradschloss versperrt.

#### Werbeparker
Sehr verbreitet sind so genannte Werbeparker, mit denen Geschäfte und kleinere Dienstleistungsbetriebe ihrer Kundschaft in unmittelbarer Nähe ihres Ladenlokals eine kleine Fahrradabstellanlage anbieten, wobei eine über den Fahrradhaltern angebrachte Werbetafel gleichzeitig einen Blickfang darstellt. Eine Platzierung auf Gehwegen und anderen öffentlichen Flächen wird je nach Kommune in der Regel problemlos genehmigt oder ist sogar genehmigungsfrei. Viele Kommunen verlangen aber, dass die Werbeparker außerhalb der Geschäftszeiten weggeräumt werden, was in der Realität auch Schwierigkeiten bereiten kann, wenn zum Geschäftsschluss noch Fahrräder angeschlossen sind. In einigen Urlaubsregionen ist auch zu beobachten, dass vor Bäckereien oder Imbissen installierte Werbeparker durch Besichtigungs- und Erlebniszentren gesponsert wurden und mit deren Werbung versehen sind.
In Deutschland sind mehr als 95 % aller Werbeparker mit normfernen Vorderradhaltern bestückt, deren bekanntermaßen wenig fahrradschonende Eigenschaften den beabsichtigten Werbeeffekt erheblich schmälern. Es gibt aber mindestens zwei Werbeparker-Modelle, die mit normkonformen Fahrradhaltern bestückt sind. Ein weiteres normkonformes Reihenparkermodell kann durch Zubehörteile zu einem Werbeparker hochgerüstet werden.

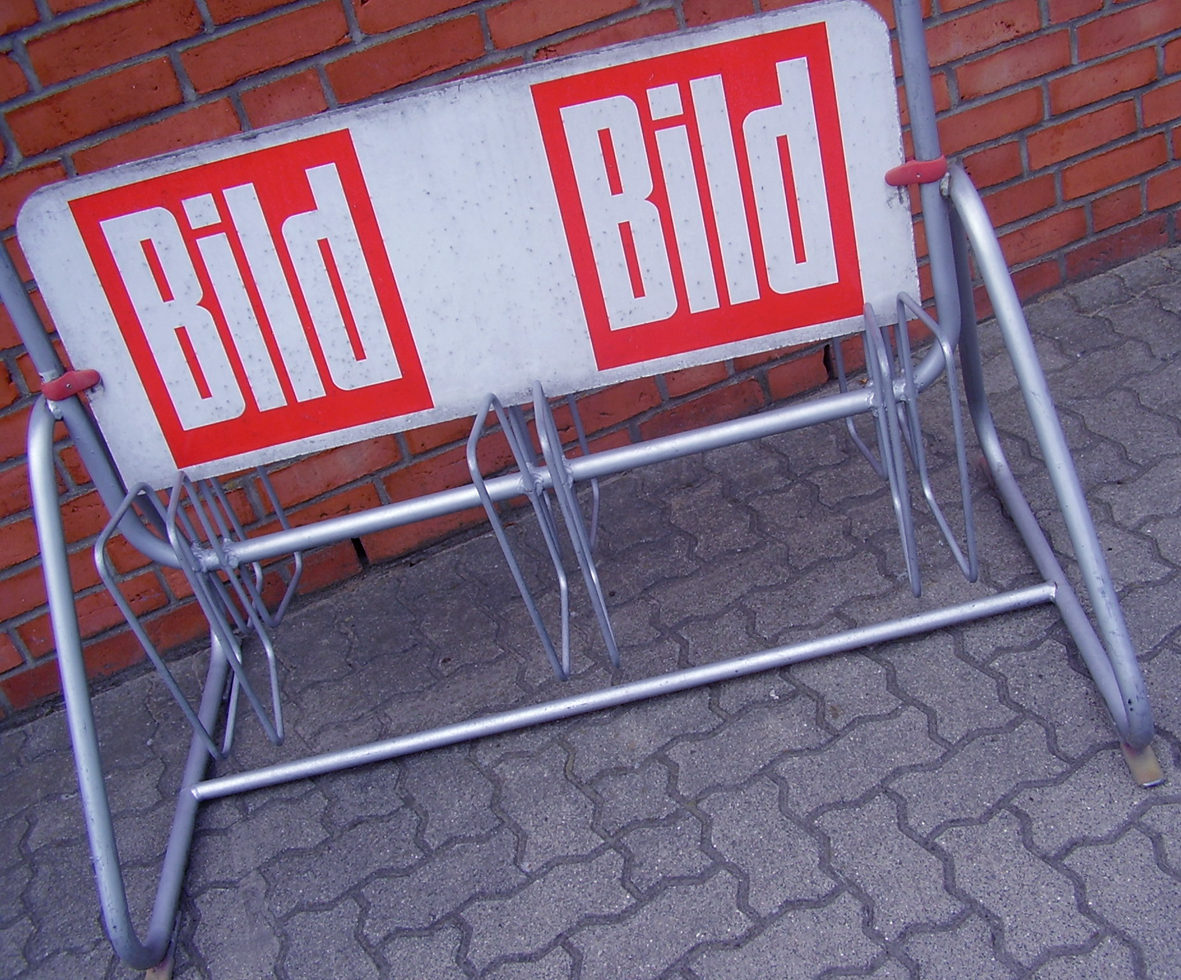
normfern
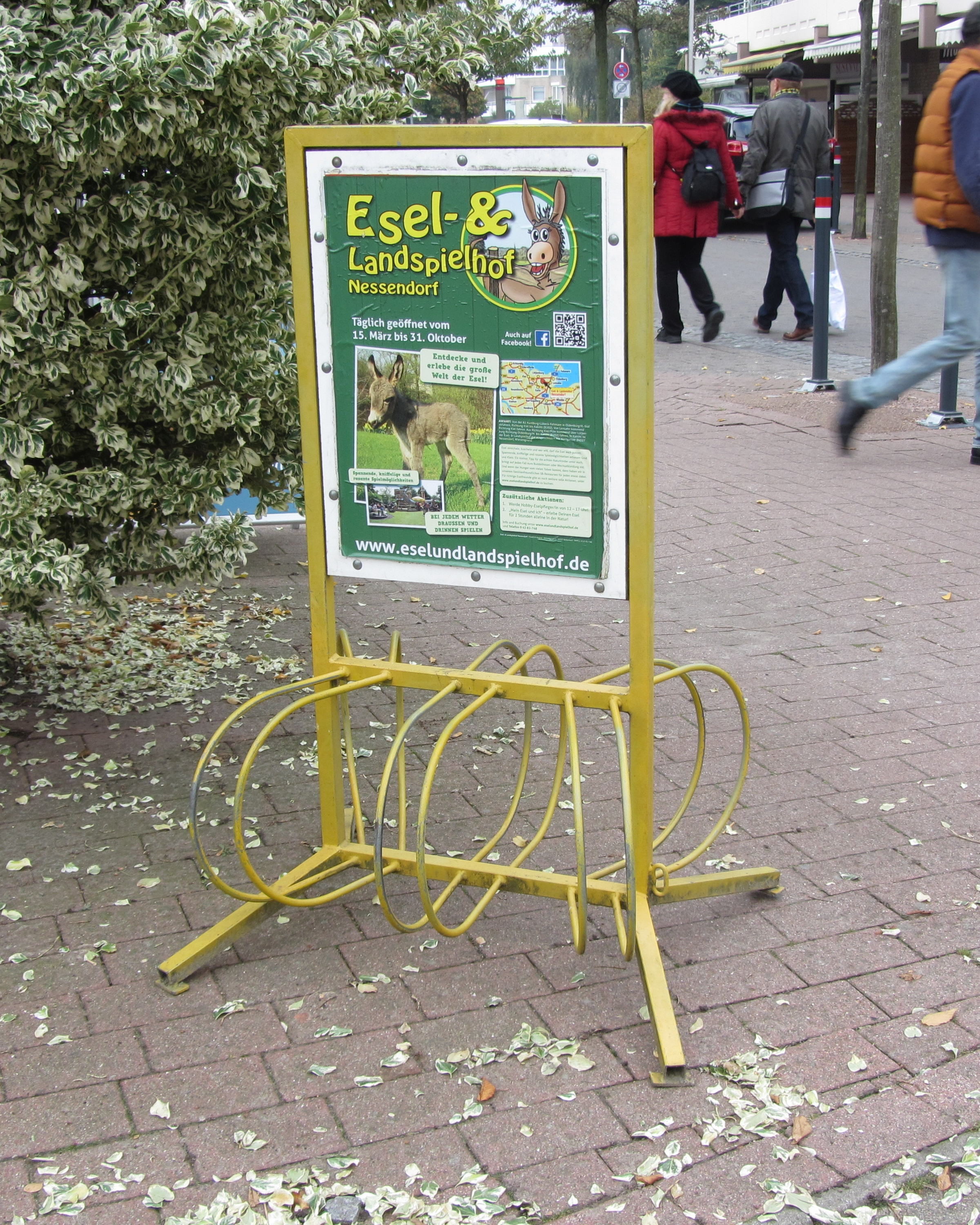
normfern
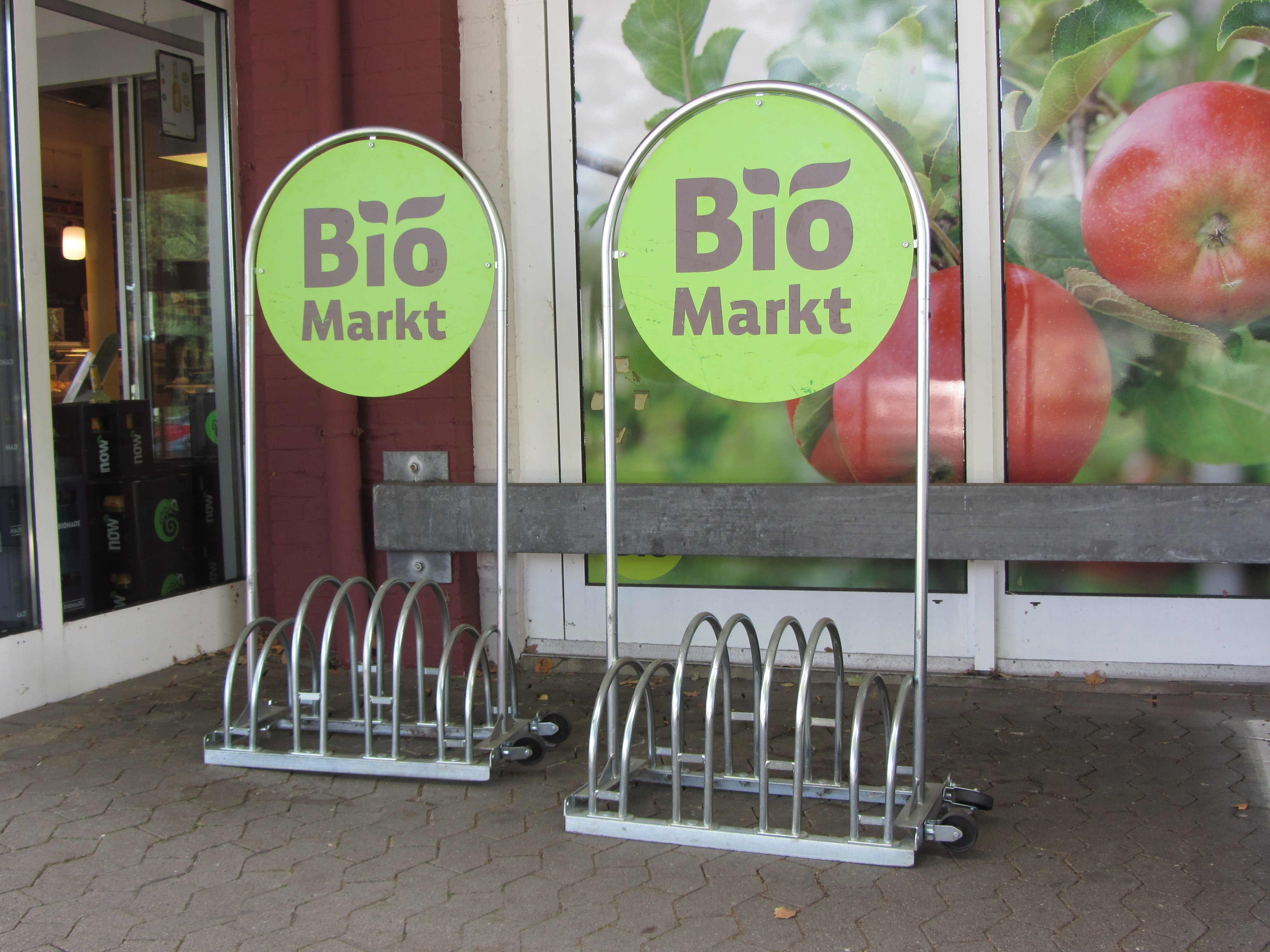
normfern
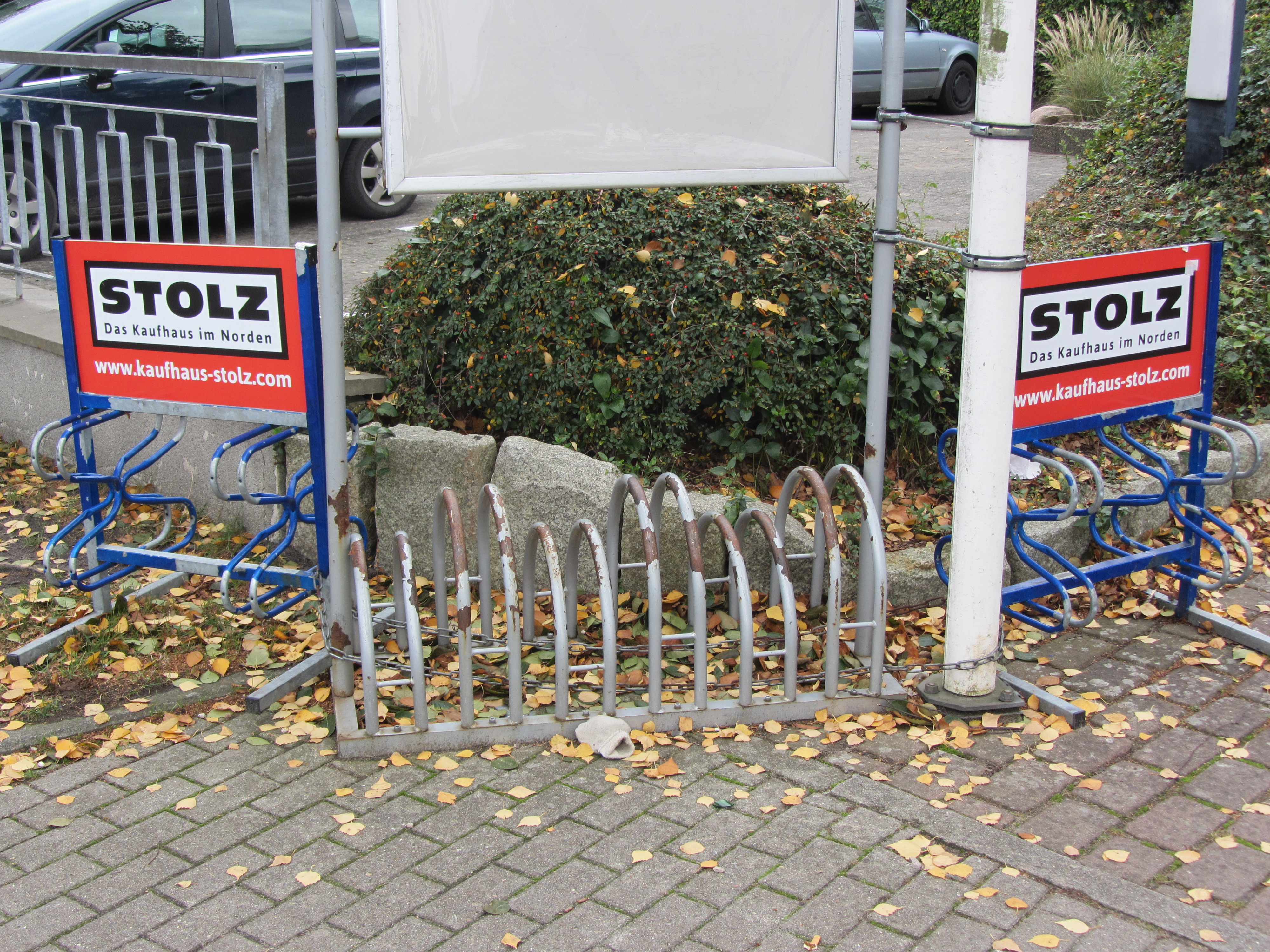
normfern
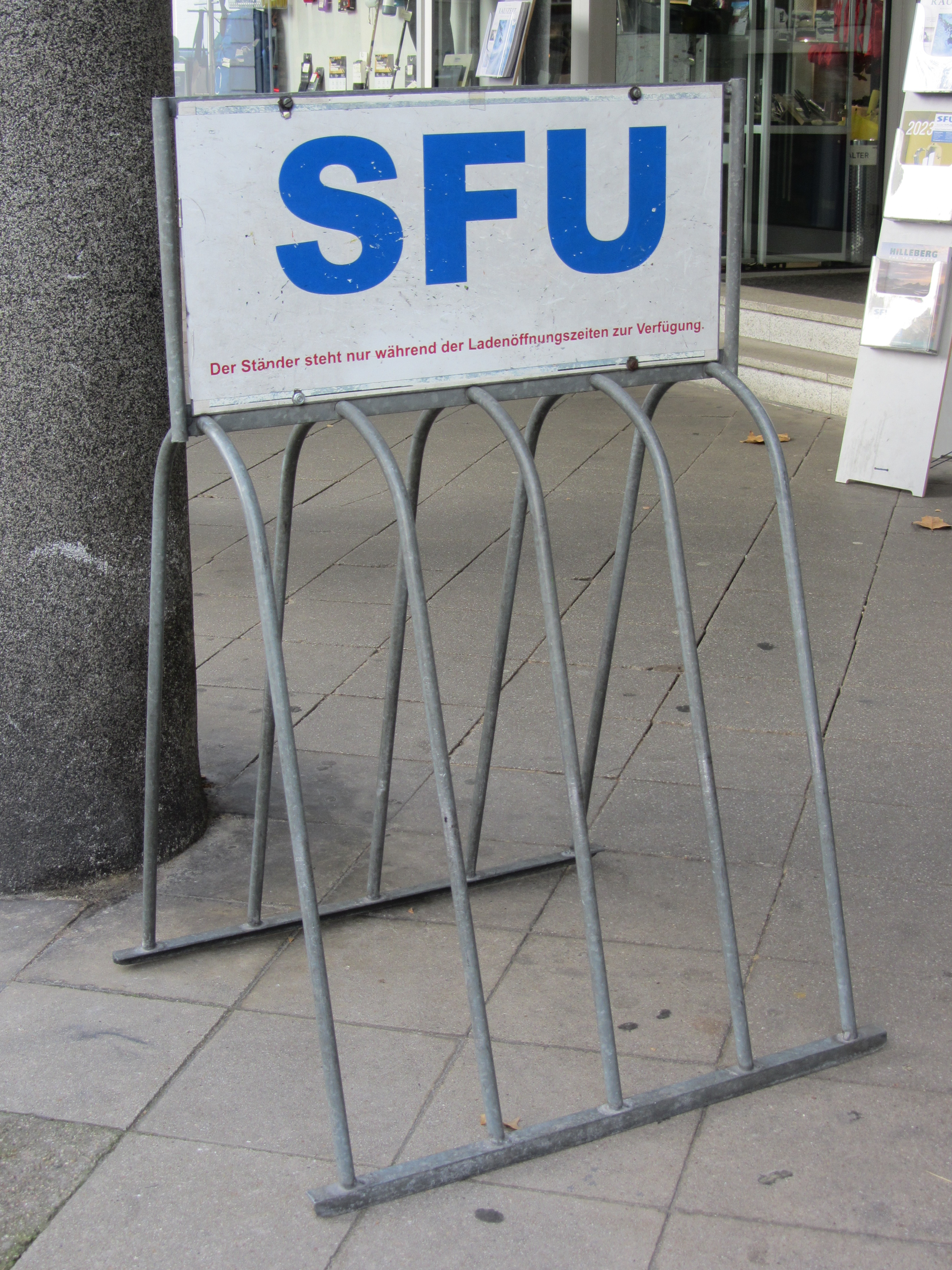
normfern
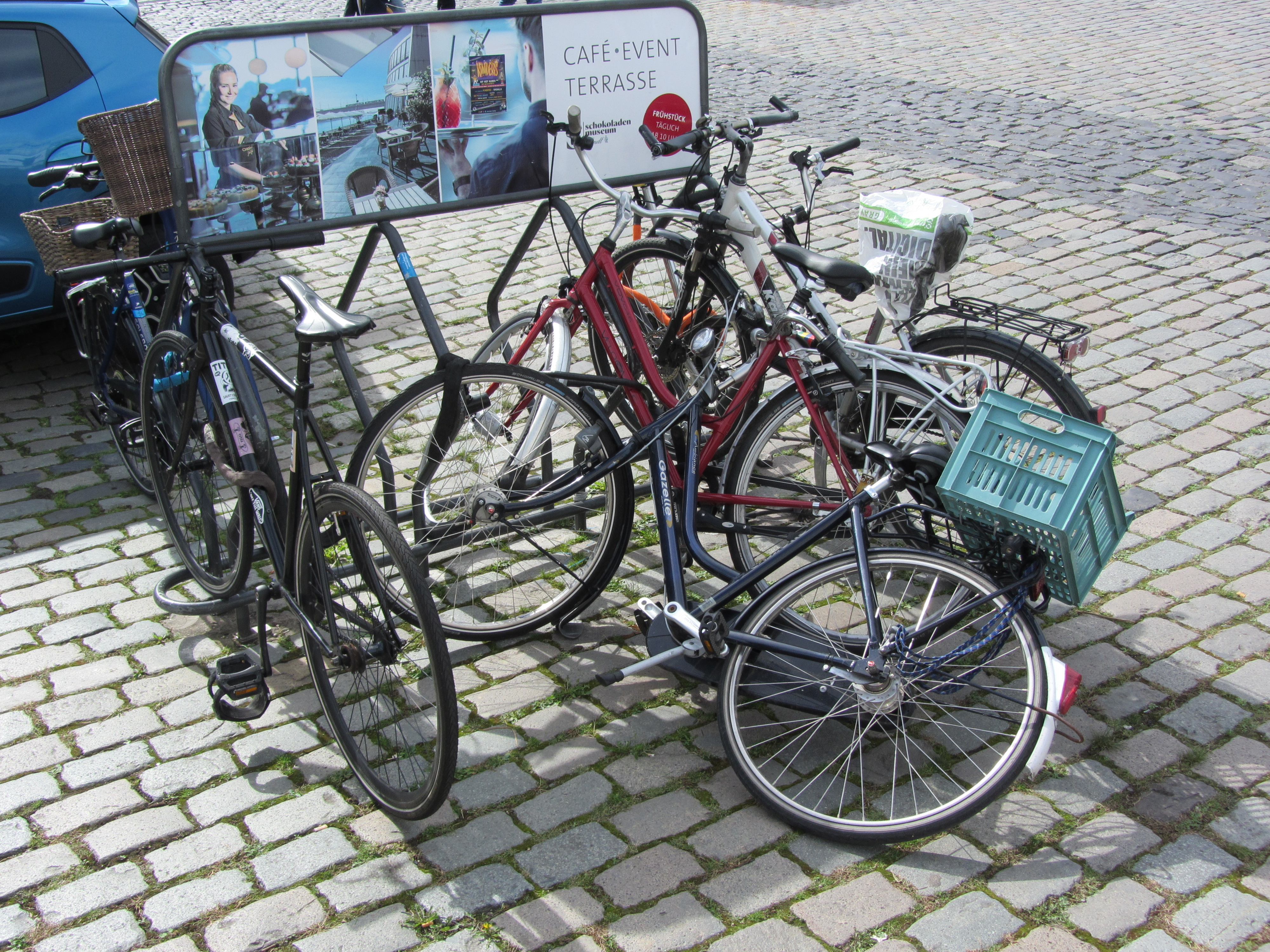
normfern
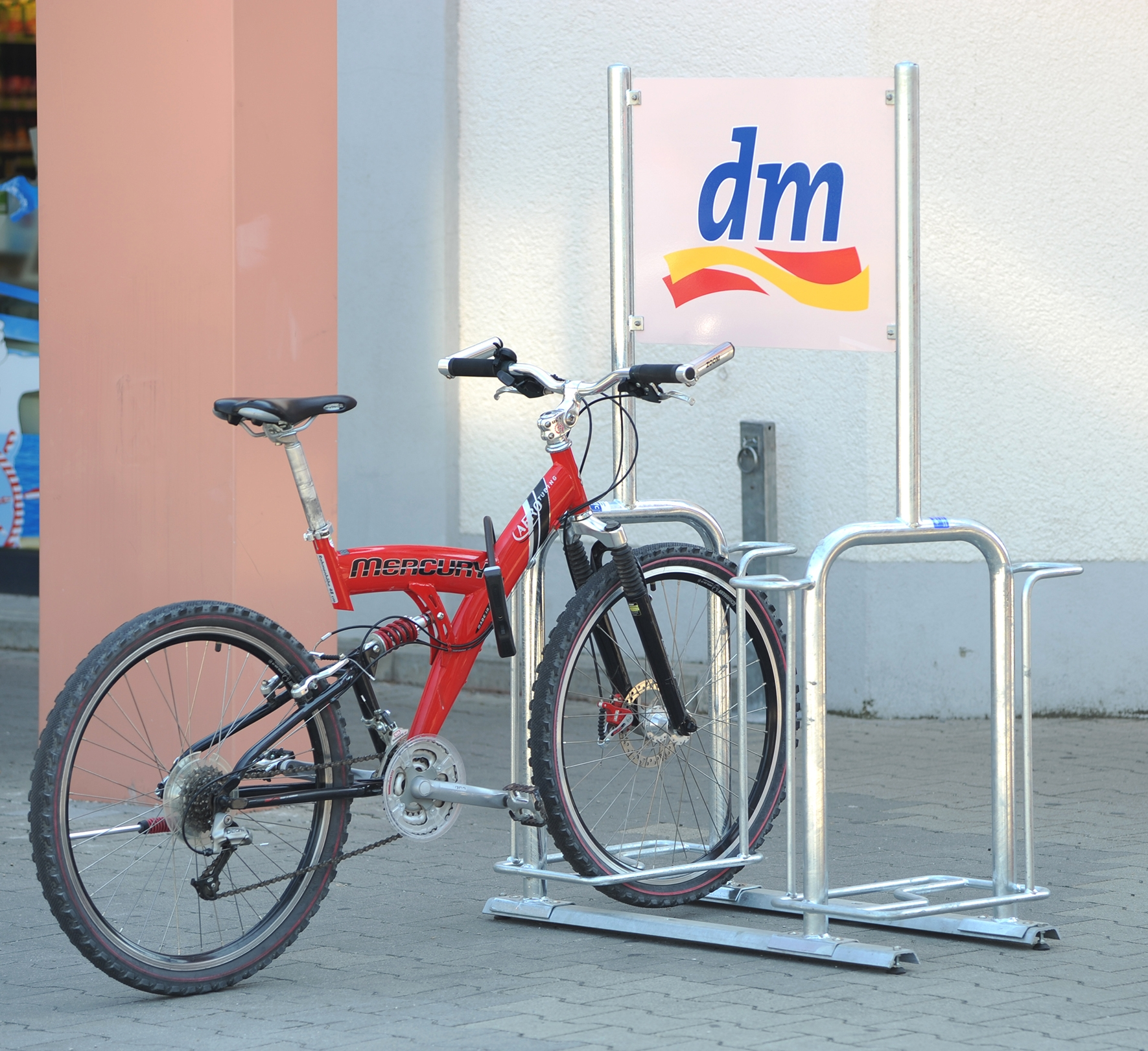
normkonformer Halter
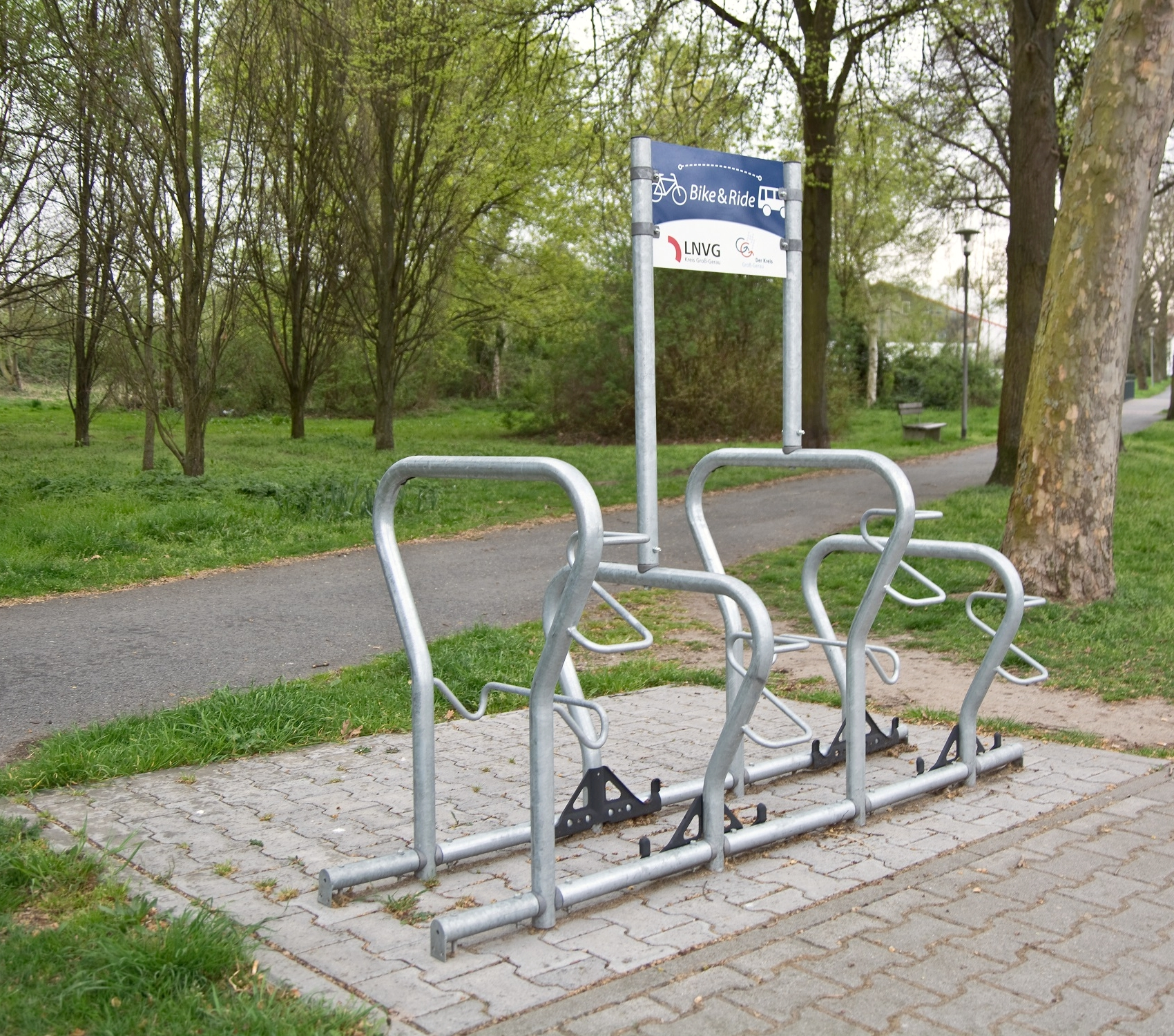
normkonformer Halter

### Möglicherweise normfähige Bauformen

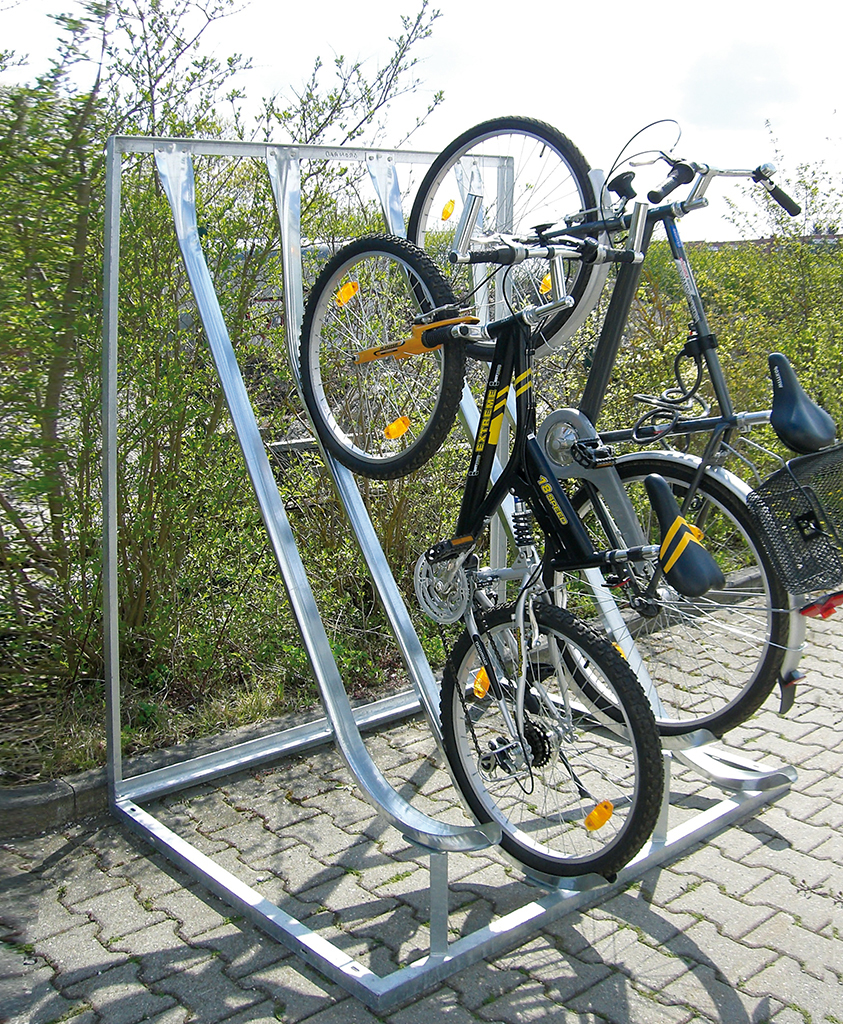
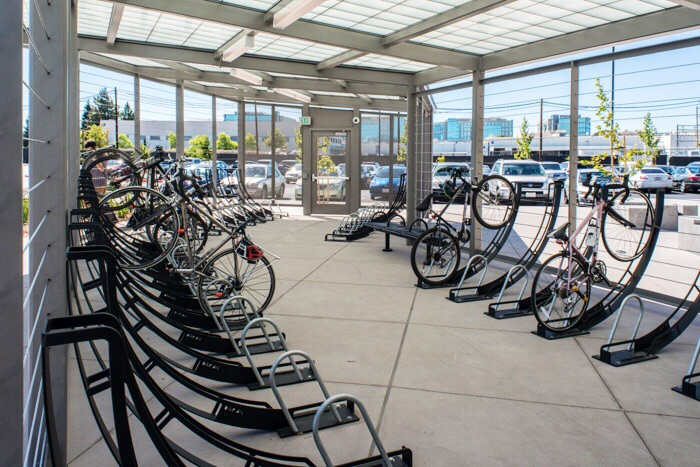

#### Schräghochparker

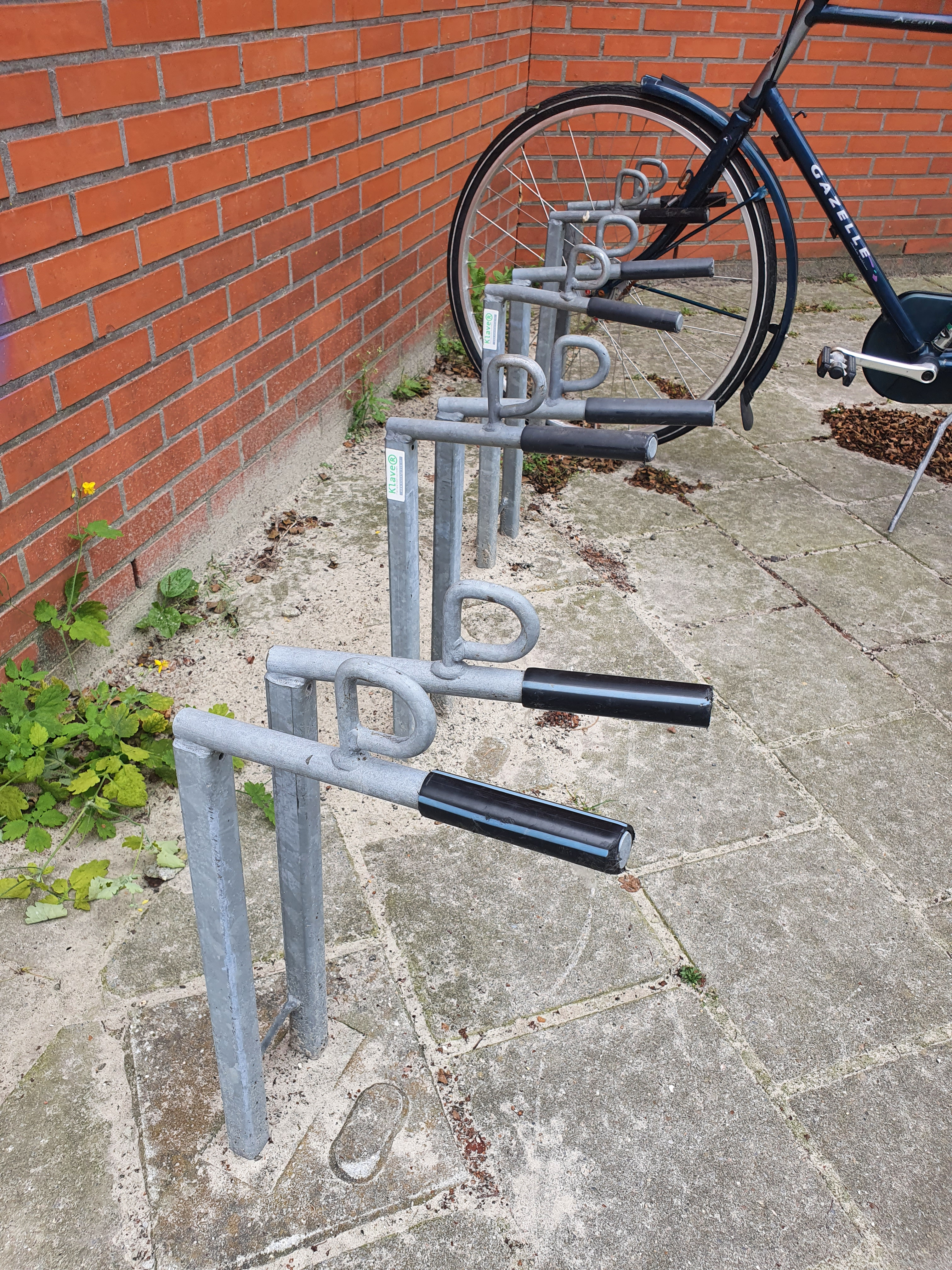
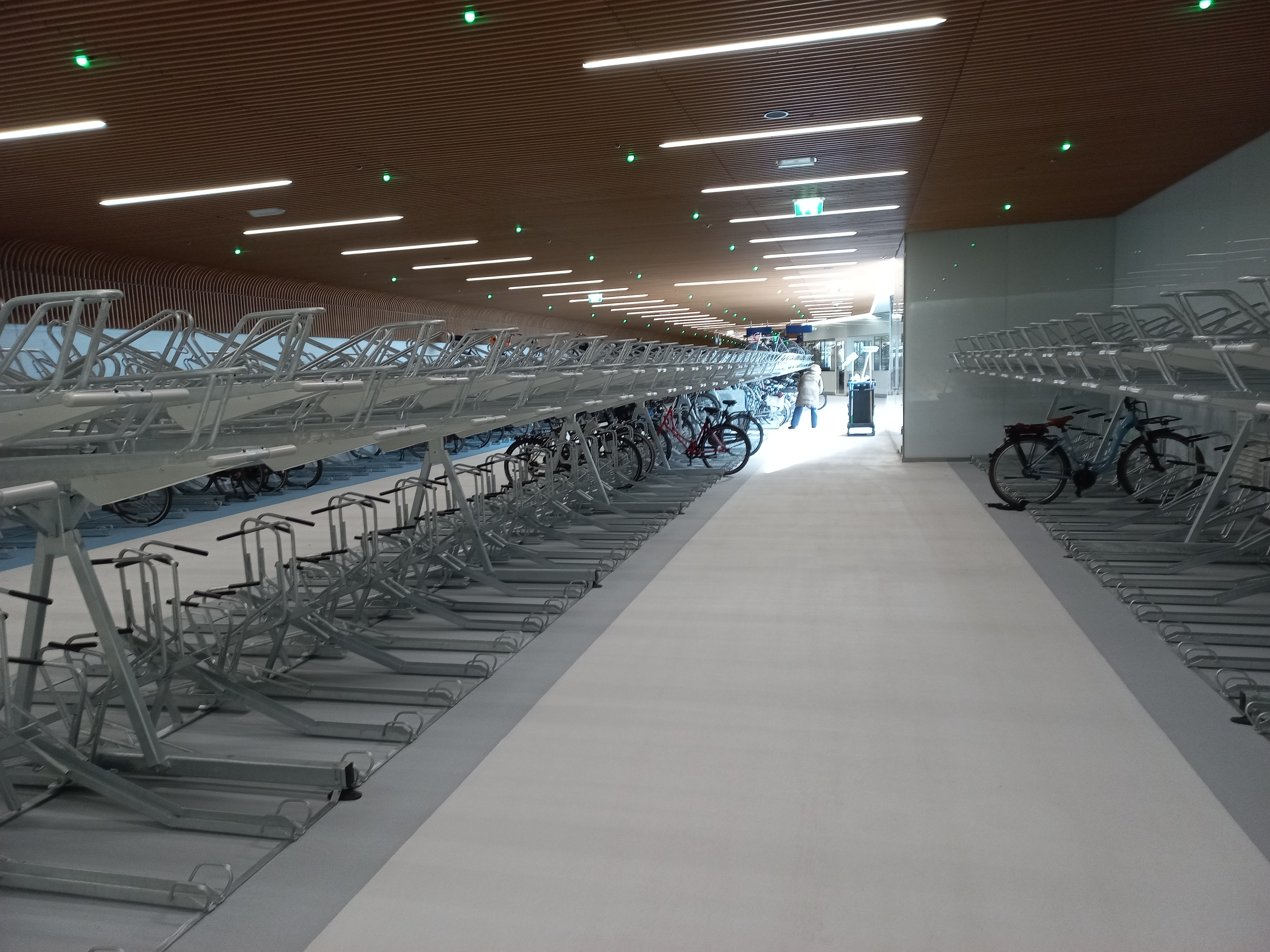

In der Vergangenheit waren insbesondere an Bahnhöfen oder Arbeitsstätten so genannte Schräghochparker sehr verbreitet, Gestelle, in denen kufenförmig gebogene Rinnenprofile in einer Steigung von ca. 55° montiert sind. Das Vorderrad wird oben in das Rinnenprofil eingestellt, das Hinterrad unten in die Kufenmulde. Schräghochparker sind sehr raumsparend, allerdings erfordert das Ein- und Ausparken einigen Kraftaufwand; damit sind sie für schwerere Fahrräder und E-Bikes nicht geeignet, ebenso nicht für Fahrräder mit breiteren Reifen. Auch im Hinblick auf den Diebstahlschutz ist diese Bauform nachteilig, da das Fahrrad nicht in zumutbarer Weise mit dem Halter zusammengeschlossen werden kann. Damit erfüllt die Urform der Schräghochparker nicht die Anforderungen der DIN 79008.
Es gibt mittlerweile aber auch modifizierte Modelle von Schräghochparkern mit flacherer Parkposition, bei denen das Ein- und Ausparken der Fahrräder leichter fällt und auch ein sicheres Zusammenschließen mit einem Fahrradschloss möglich ist. Für solche modifizierten Schräghochparker erscheint eine Erfüllung der Normanforderungen der DIN 79008 nicht ausgeschlossen.

#### Vordergabel-Klemmer
In den Niederlanden sind Vordergabel-Klemmer eine weit verbreitete Bauform-Familie. Das charakteristische Merkmal dieser Bauform sind zwei keilförmig angeordnete Metallbügel, die an ihren Enden kunststoffummantelt sind. Das Fahrrad wird in die keilförmige Öffnung hineingeschoben, bis sich die Vorderradgabel darin einklemmt. Die Urform der Vordergabel-Klemmer ist nicht normfähig, da sie u. a. keinen ausreichenden Schutz gegen ein unbeabsichtigtes Herausziehen beim Ausparken der benachbarten Räder und auch keinen Diebstahlschutz bietet. Mittlerweile gibt es modifizierte Modelle z. B. mit zusätzlichen Bodenschienen (auch in Hoch-/Tiefstellung), kleinen Querbügeln als Rückrollschutz und einer Anschließöse. Solchermaßen modifizierte Modelle bieten eine gute Standfestigkeit und Diebstahlschutz, sind damit nach der niederländischen FietsParKeur-Norm prüffähig und bestehen möglicherweise auch eine DIN-Prüfung. In den Niederlanden werden sie heute vielfach in Fahrradparkhäusern zur Bestückung von unteren Doppelstockparker-Reihen eingesetzt.

### Nicht nach DIN 79008 prüffähige Bauformen
Die nachfolgend aufgeführten Fahrradhalter-Familien sind teilweise aufgrund ihrer Eigenschaften, überwiegend aber im Hinblick auf den Geltungsbereich der DIN-Norm 79008-1:2016-05 Stationäre Fahrradparksysteme als nicht prüffähig einzustufen.

#### Hänge- oder Vertikalparker
Wo Fahrräder auf engstem Raum zu parken sind, kamen und kommen weiterhin so genannte Hänge- oder Vertikalparker zum Einsatz. Dabei muss das Fahrrad mit seiner Längsachse in eine senkrechte Lage gehoben und dann mit seiner Vorderradfelge in einen Wand- oder Deckenhaken eingehängt werden. Meistens verfügt ein Hängeparkersystem außerdem über Führungsschienen o. ä., in denen sich die Hinterräder abstützen, so dass ein Pendeln der hängenden Fahrräder vermieden wird.
Das Ein- und Ausparken in Hängeparkern erfordert einige Übung und insbesondere Kraftanstrengung. Die Anforderungen der DIN 79008 erfüllen sie damit nicht, sondern sie sind ein Parksystem nur für besondere Anwendungsfälle wie z. B. zur Ausrüstung von Fahrradstellplätzen für die Fahrradmitnahme in Zügen des Fernverkehrs. Für das Parken schwererer Räder und E-Bikes sind sie weitgehend ungeeignet.
Es werden aber auch Hängeparker mit einer mechanischen Hebehilfe am Markt angeboten. Dabei wird das Fahrrad durch einen Hebel mit Hilfe einer Gasdruckfeder ohne nennenswerte Kraftanstrengung in die Parkposition gehoben bzw. abgesenkt. Hängeparker mit mechanischer Hebehilfe sollten nicht ohne Einweisung bzw. Begleitung durch eingewiesenes Personal genutzt werden, da ein Hochdrücken eines unbelasteten Hebels Unfallgefahren birgt.
Karussellparker sind eine kreisförmige Anordnung von meistens zwölf Hängeparkern an einem drehbaren Metallgestell mit oder ohne mechanische Hebehilfen. Das gesamte Karussell ist wie ein Kleiderständer drehbar, so dass nur von einer Seite zusätzlicher Manövrierraum zum Ein- und Ausparken der Fahrräder erforderlich ist. Eine eingehauste Form eines Karussellparkers ist das Hamburger Fahrradhäuschen.

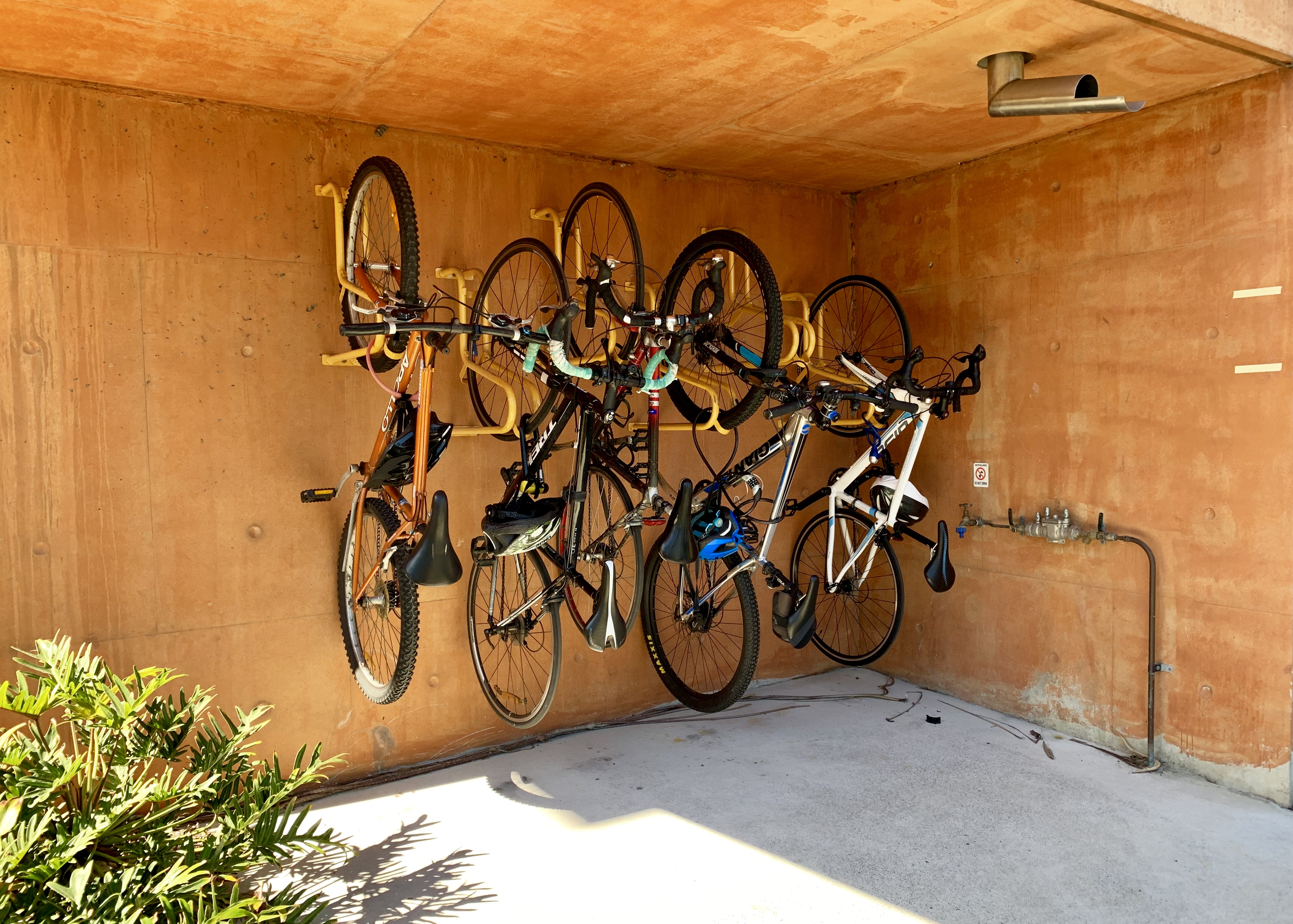
ohne Hebehilfe
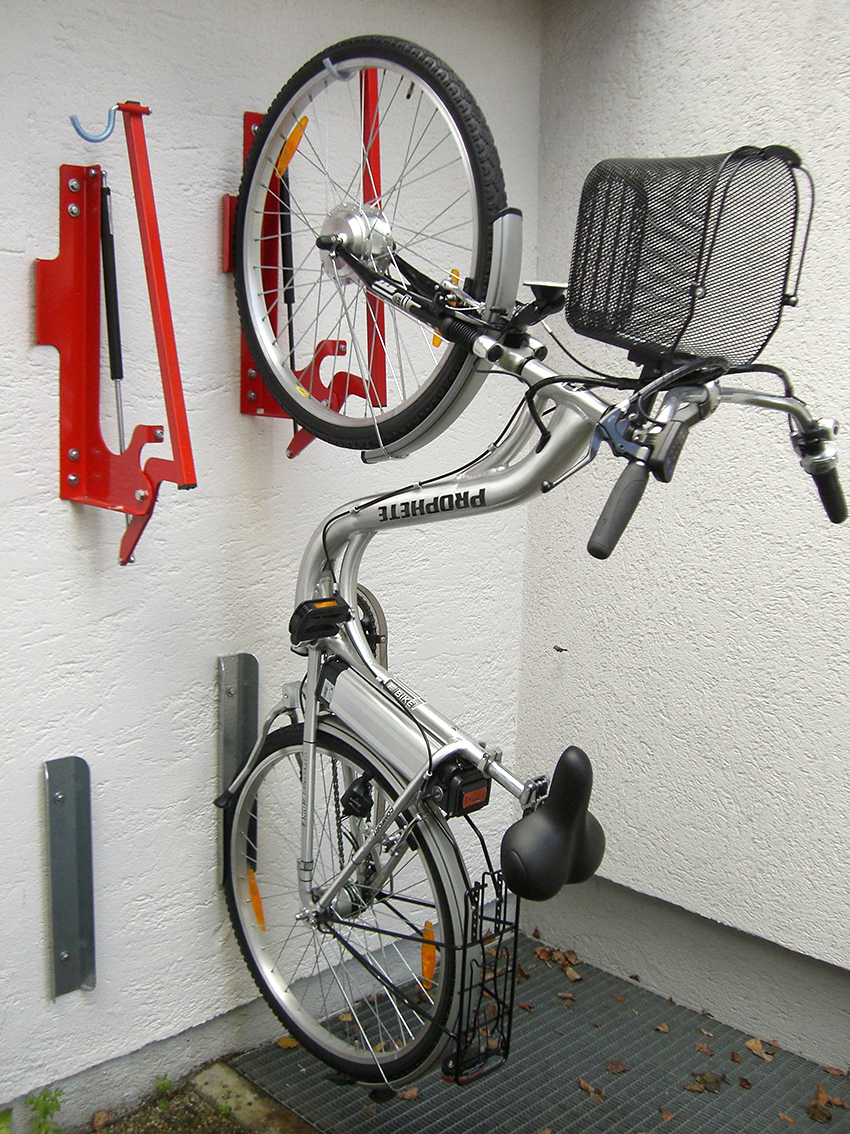
mit Hebehilfe
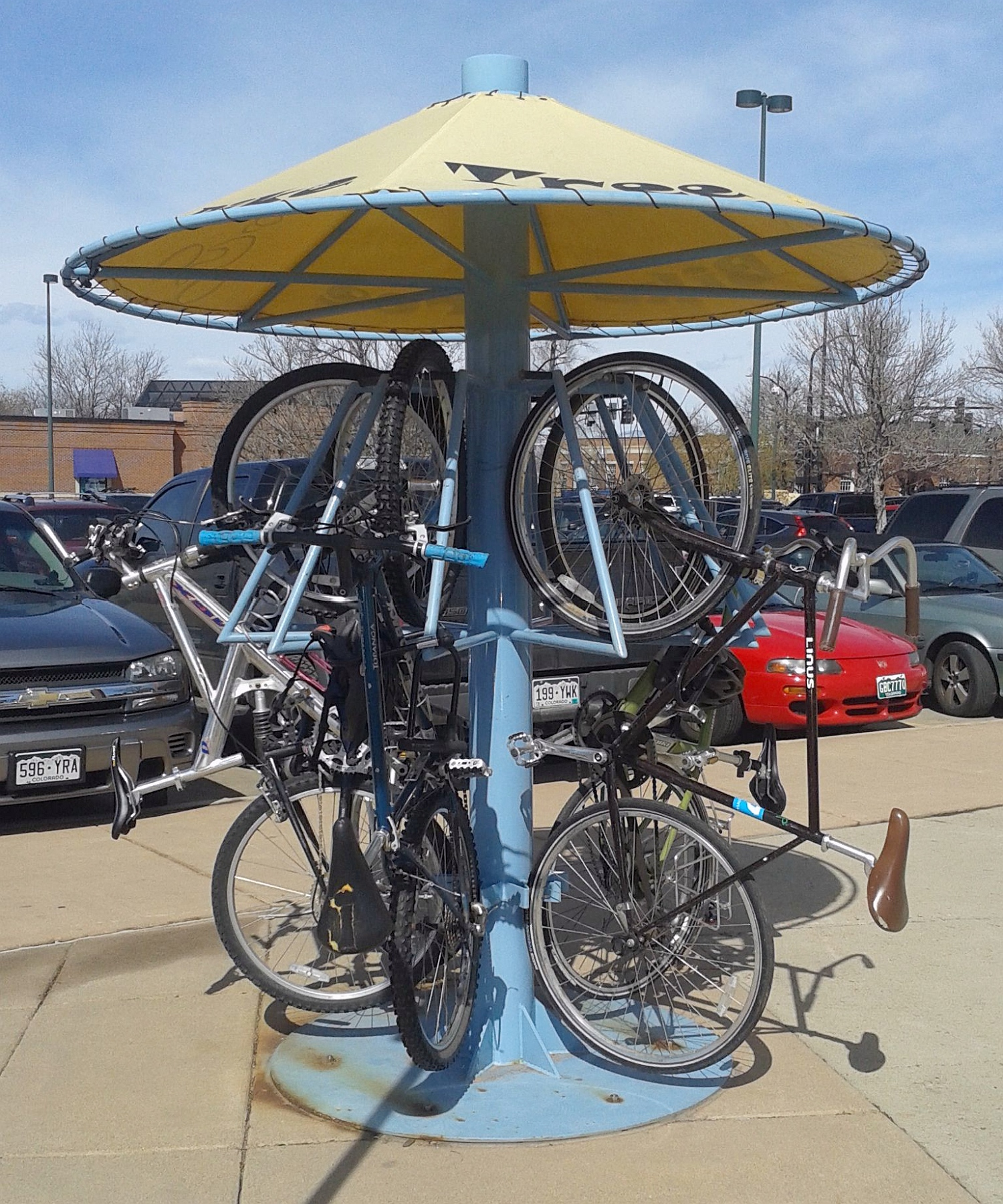
Karussellparker
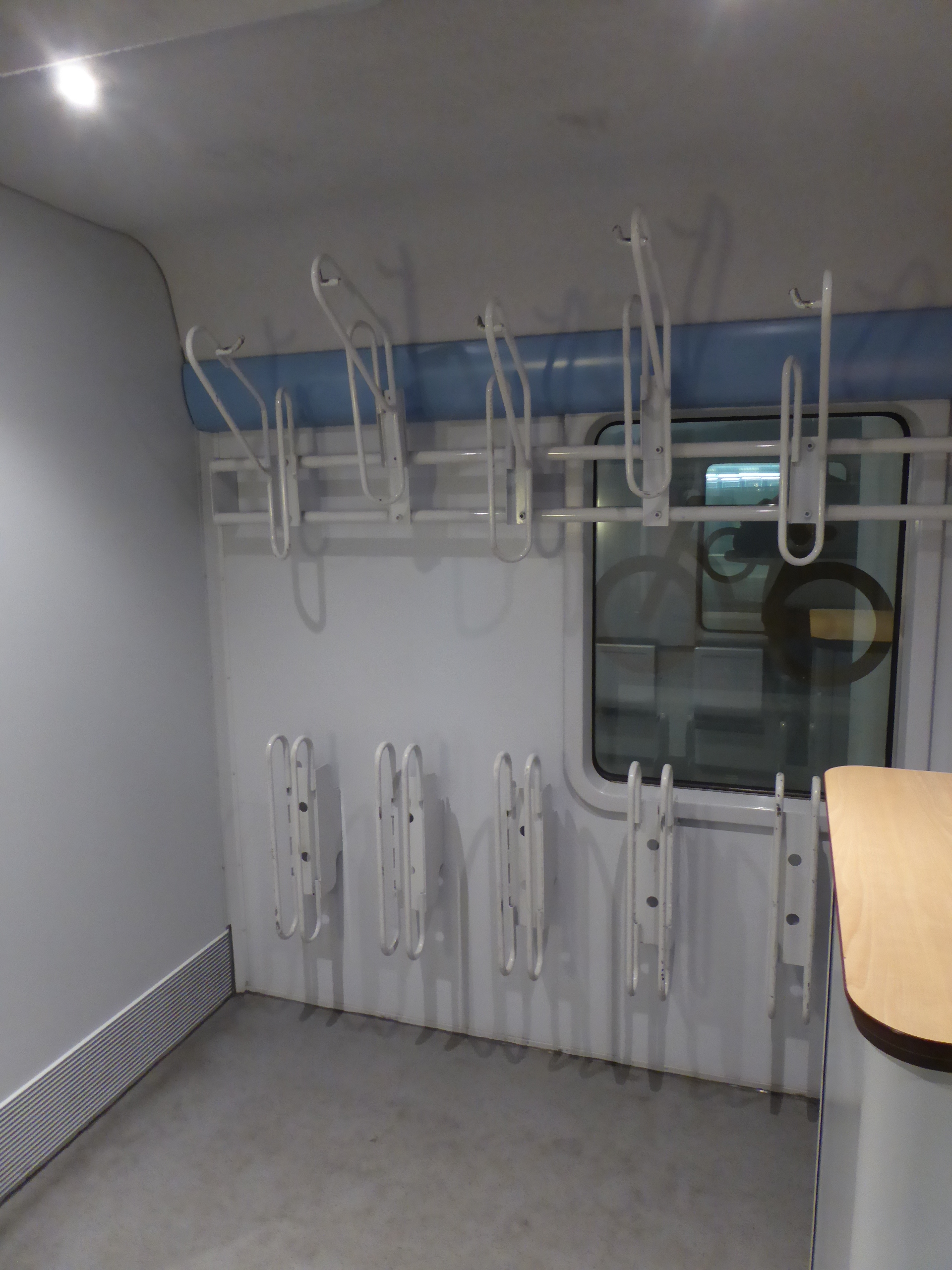
Corail-Fahrradabteil
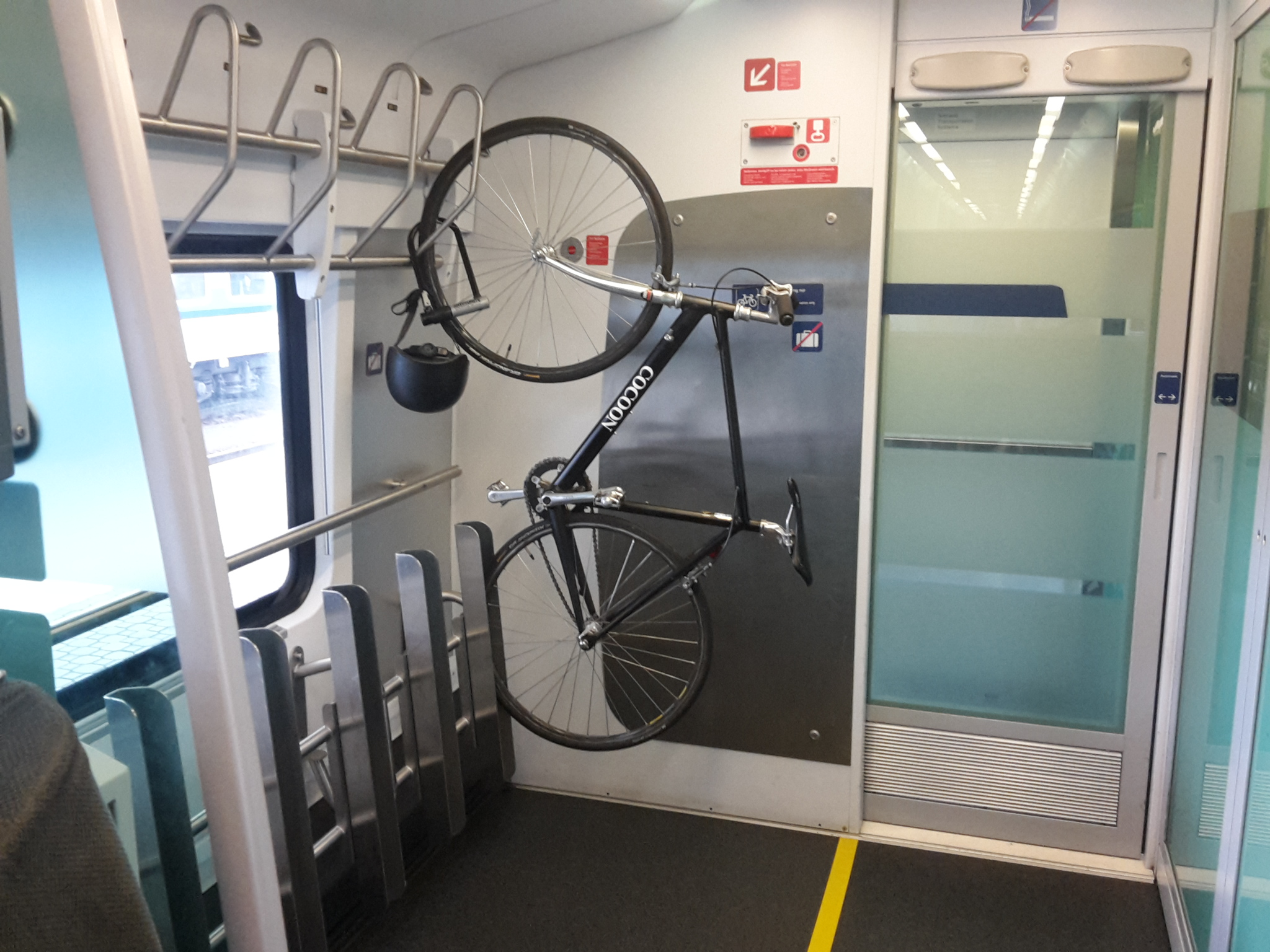
ÖBB-Fahrradabteil

#### Kinderfahrradhalter

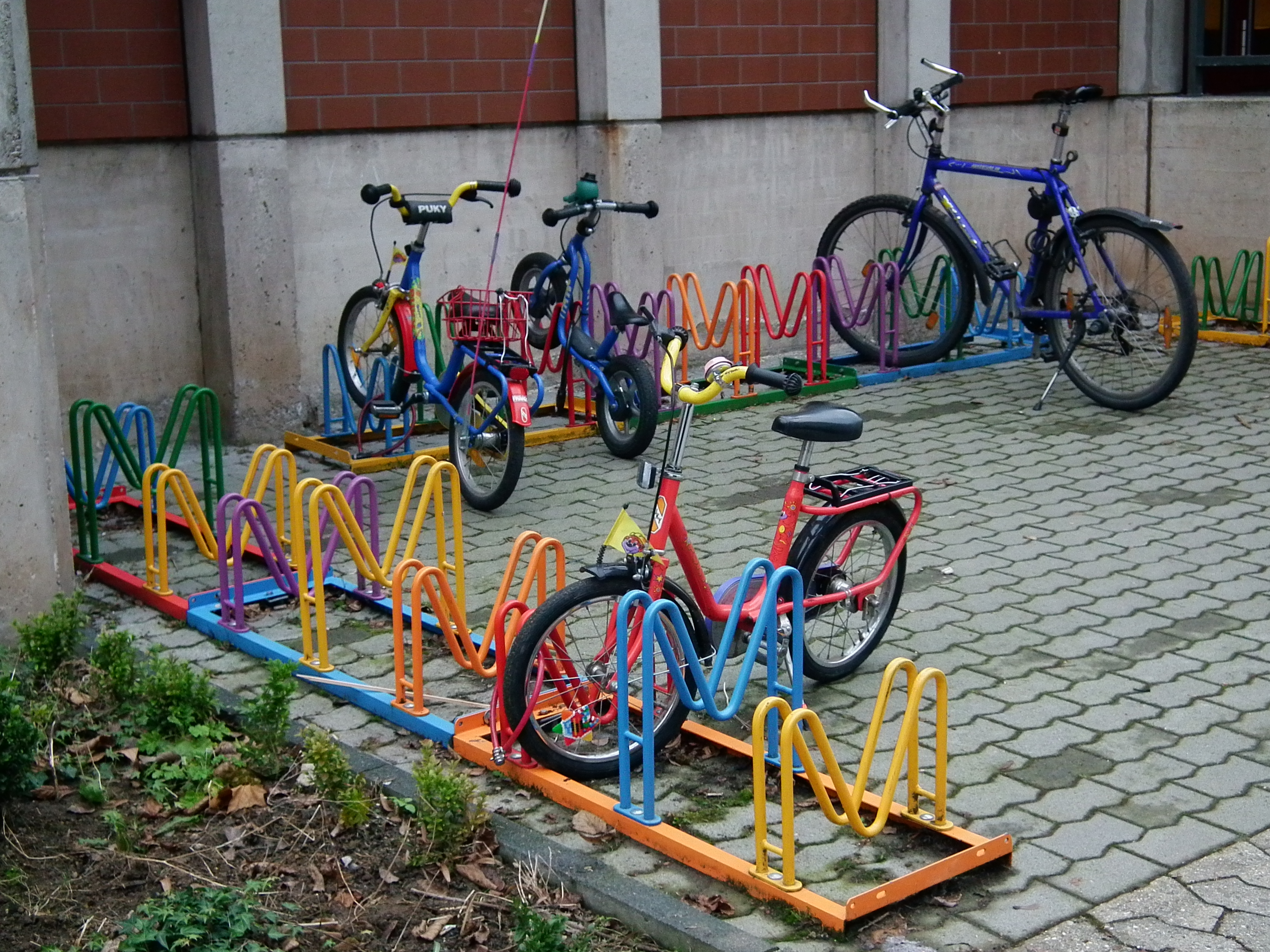
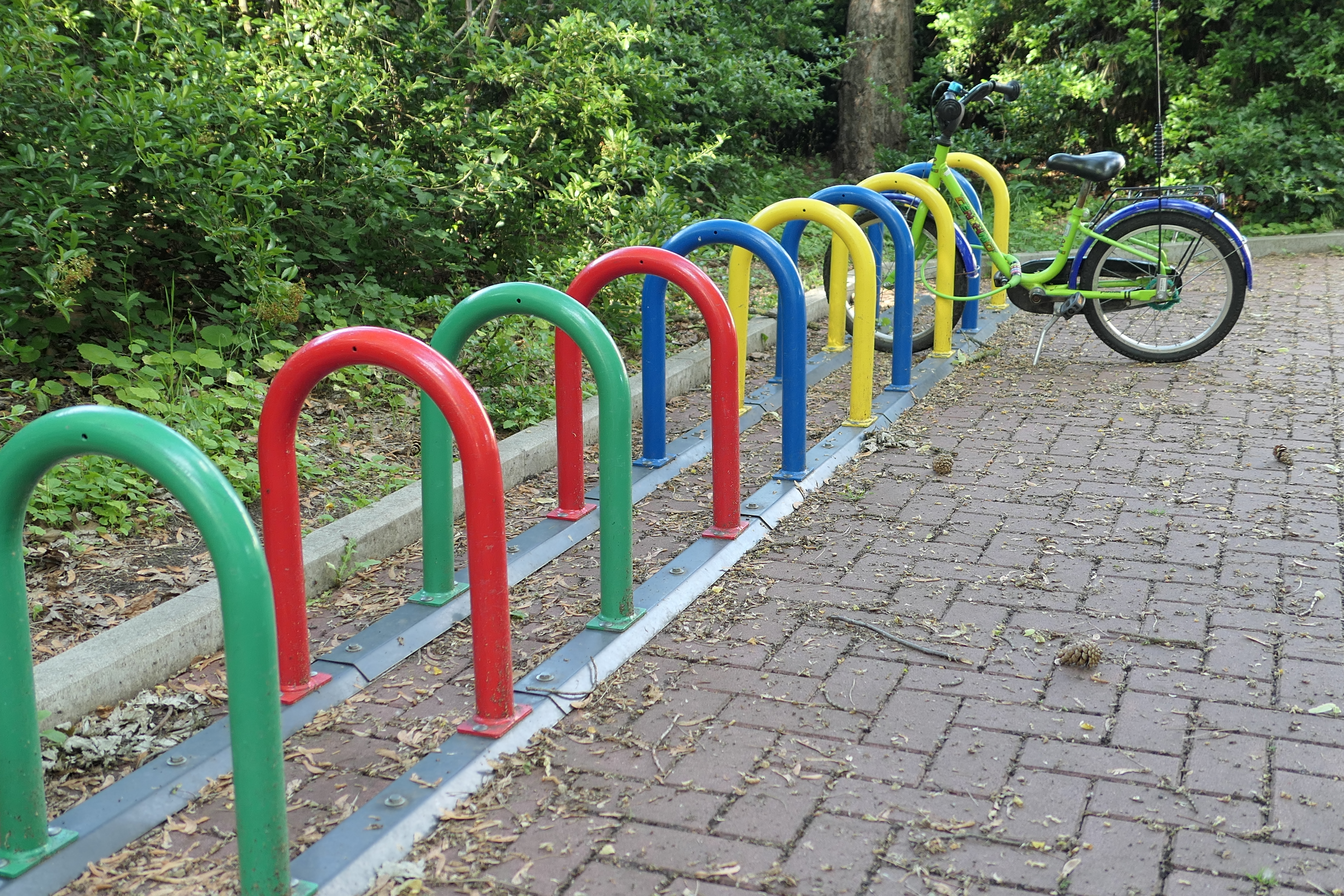
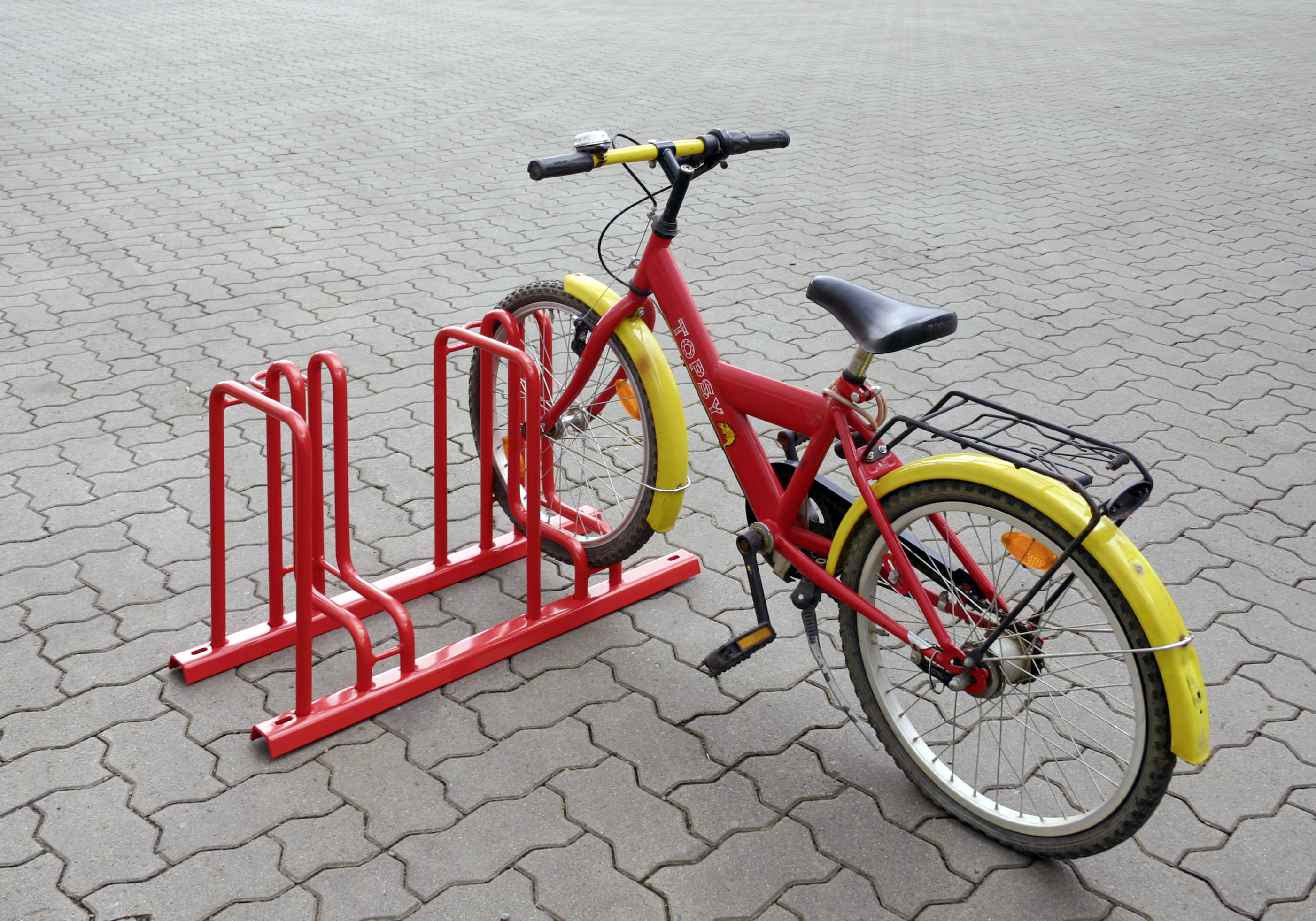
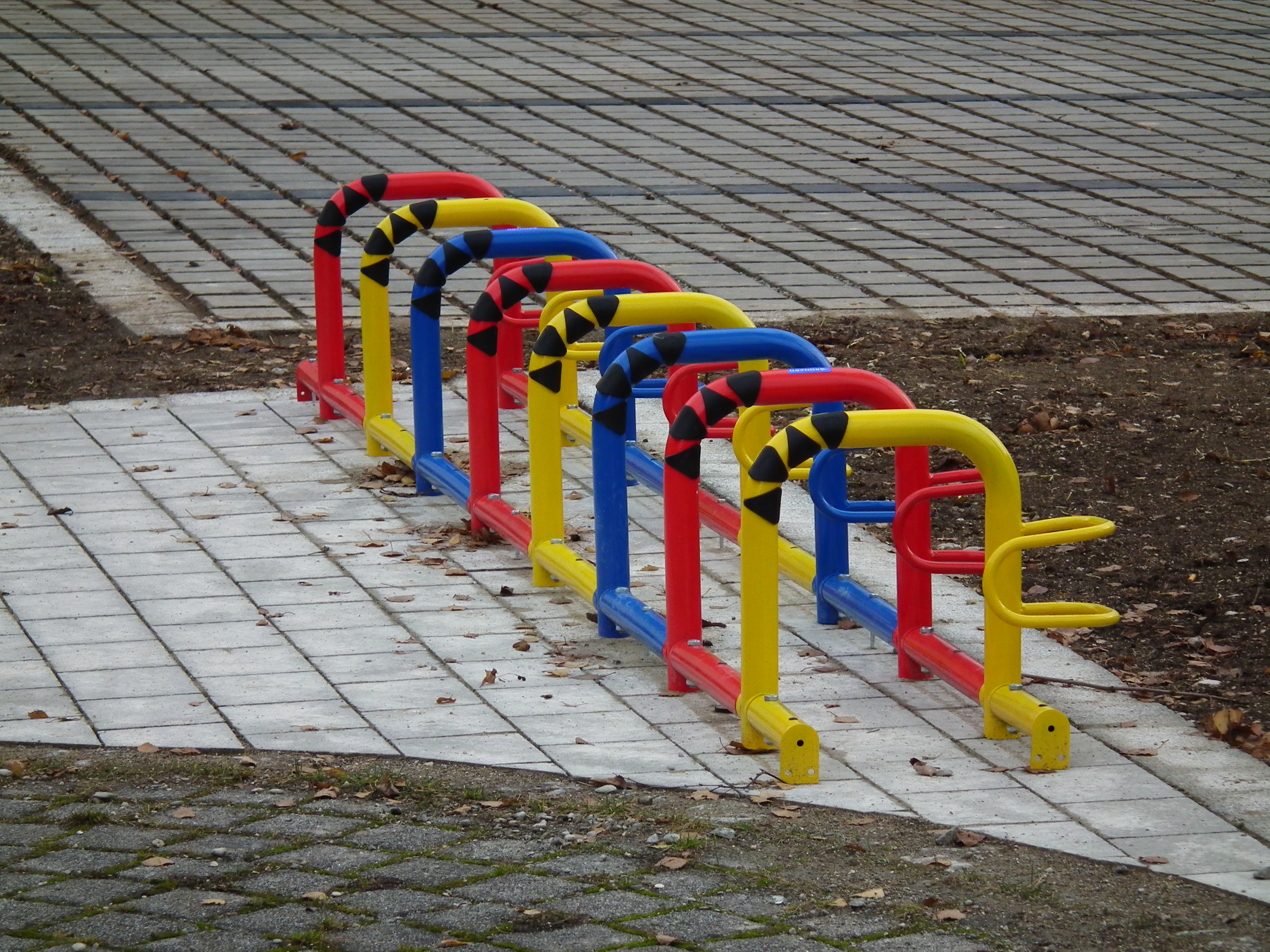
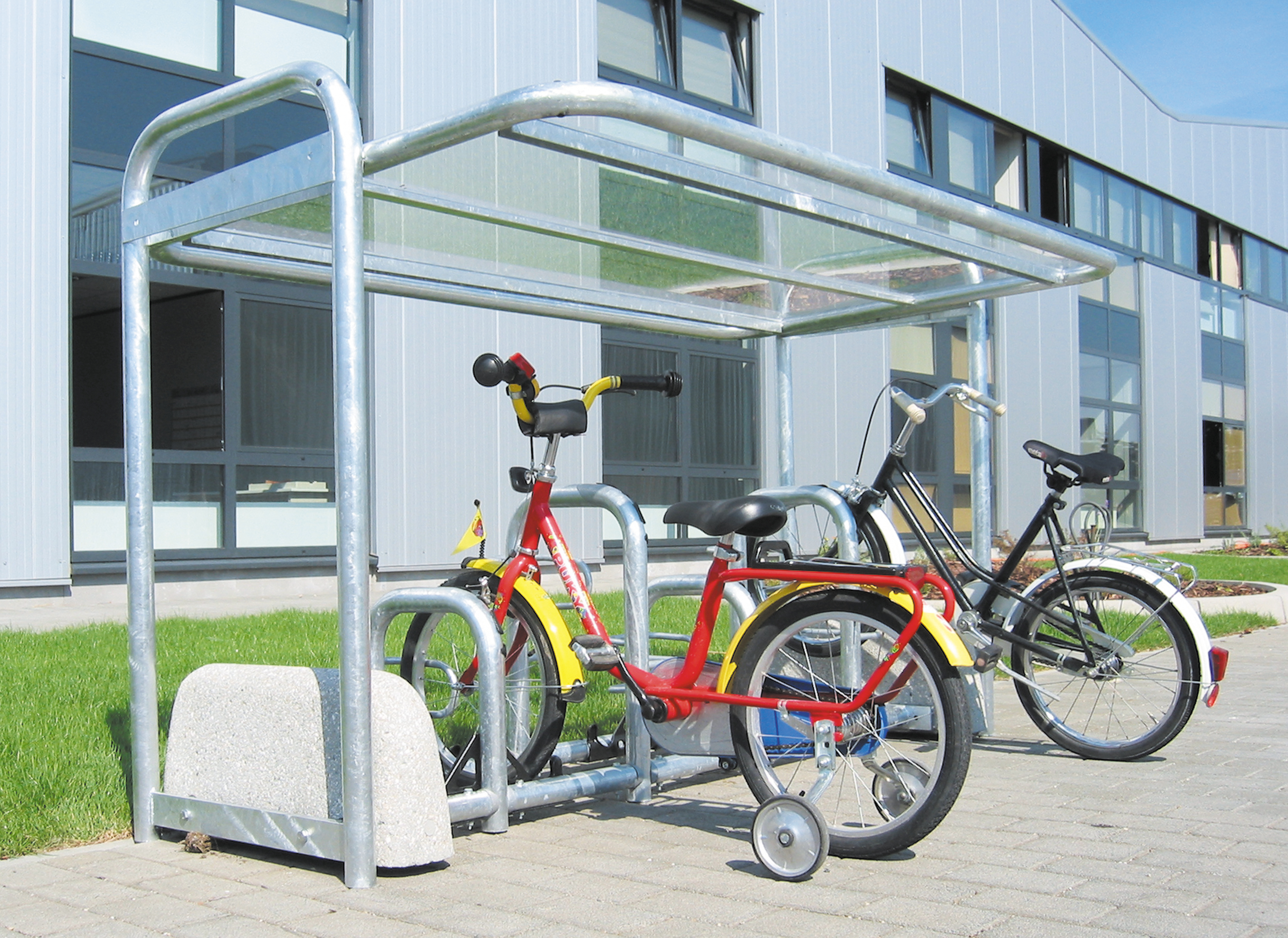

In der kindlichen Entwicklung spielen Erkennen und Zuordnen über Farben eine sehr wichtige Rolle, daher werden z. B. auch sehr oft die einzelnen Gruppen eines Kindergartens durch Benennung nach Grundfarben unterschieden. Daran angelehnt werden am Markt auch einige Fahrradhalter speziell für Kinderfahrräder angeboten, die sich in der Regel durch mehrfarbige Lackierung auszeichnen. Sie sind naturgemäß hauptsächlich an Kinderbetreuungseinrichtungen zu finden.
Die DIN 79008 schließt in ihrem Geltungsbereich Kinderfahrradhalter ausdrücklich aus, trotzdem lassen sich die meisten Normanforderungen uneingeschränkt oder herunterskaliert auf Kinderfahrradgröße zumindest für eine orientierende Qualitätseinschätzung der verschiedenen Modelle anwenden: Felgenklemmer und Bügelparker für Kinderfahrräder weisen die gleichen Nachteile wie die normalgroßen einfachen Vorderradhalter auf, allerdings sind Kinderfahrradspeichen deutlich kürzer und somit etwas weniger anfällig für die – ebenfalls geringeren – Hebelwirkungen durch Seitenkräfte. Es werden auch Reihenanlagen mit kleinen Anlehnbügeln angeboten, an denen Kinderfahrräder mit ihren typischerweise tiefen Einstiegen aber nur schlecht Halt finden und häufig umstürzen. Die besten Eigenschaften dürften daher im Moment Modelle aufweisen, die normalgroßen normkonformen Modellen mehr oder minder detailgetreu nachempfunden sind.

#### Abstellelemente für Lasten- und Spezialräder

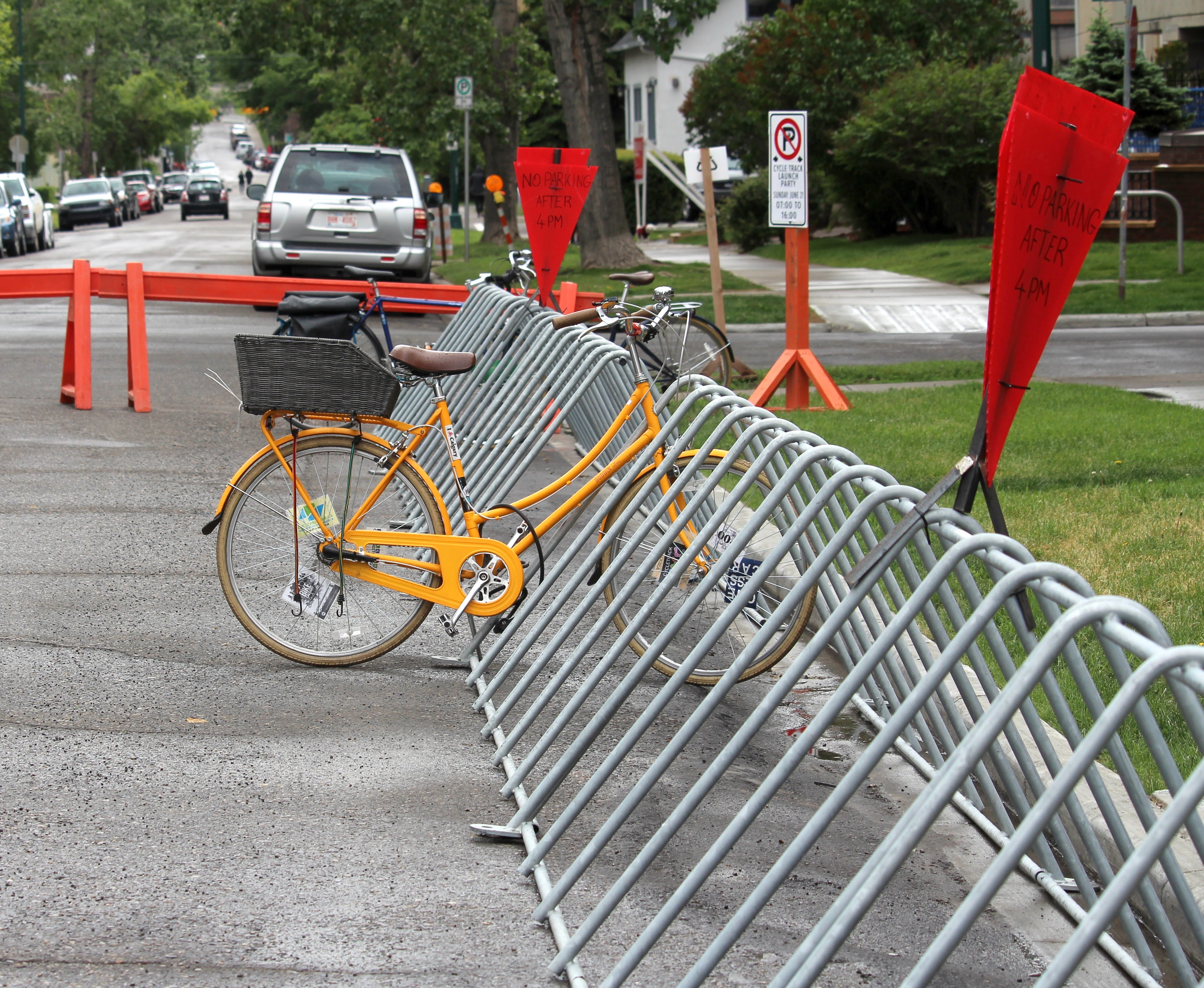
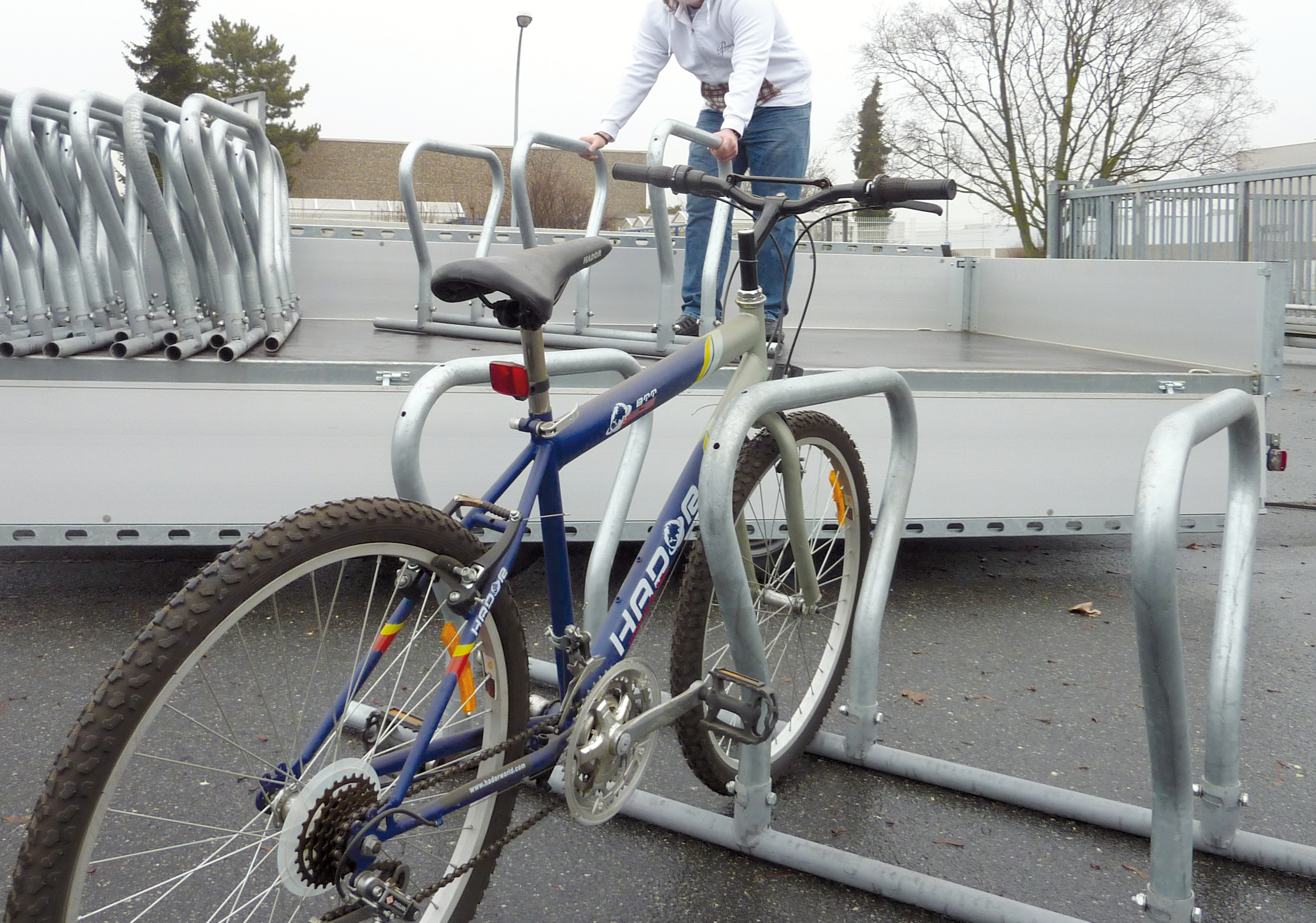

Im Vergleich zu herkömmlichen Fahrrädern sind Lasten- und Spezialräder in der Regel mit deutlich stabileren und wirksameren angebauten Fahrradständern ausgerüstet. Trotzdem sind auch diese Fahrzeuge angewiesen auf Fahrradparksysteme, insbesondere zum Langzeitparken. Zahlreiche marktübliche Fahrradparksysteme sind jedoch nicht oder nur sehr eingeschränkt kompatibel zu Lasten- und Spezialrädern mit ihren größeren Abmessungen, höherem Gewicht, ihrer Vielgestaltigkeit und schwierigerer Manövrierbarkeit.
Wegen dieser teilweise abweichenden Anforderungen umfasst die DIN 79008 in ihrem Geltungsbereich keine Parksysteme für (Schwer-)Lastenräder sowie Liege- und Spezialfahrräder. Die Entwicklung einer eigenen DIN-Norm zu Parksystemen für diese Fahrzeuge ist derzeit (Stand 10/2024) nicht in Sicht. Die im Projekt ALADIN entstandene Planungshilfe für Lastenrad-Abstellanlagen führt drei verschiedene Bauformen als lastenradgeeignet auf (und bewertet diese nach den fahrradtyp-unspezifischen Grundanforderungen der DIN 79008 sowie einigen lastenradspezifischen Zusatzanforderungen):
- Anlehnpfosten (auch als Anschließpoller bezeichnet, zum Abstellen herkömmlicher Fahrräder eher kritikwürdig)
- Anlehnbügel in verkürzter Ausführung (⋂-Form, z. B. in 35 cm Breite, Ausführungen mit Knieholm verhindern ein Herunterrutschen der Schlösser)
- Bodenanker (auch als Anschließösen/Anschließbügel bezeichnet)
Bodenanker sind im Hinblick auf Manövrieraufwand und Flächenbedarf die günstigste Lösung, da die Lastenräder einfach über sie hinweggeschoben werden können. Aus dem Untergrund herausragende Bodenanker-Modelle stellen jedoch eine Gefahrenquelle für Stolpern oder Umknicken dar. Es werden aber auch Modelle für bodenbündigen Einbau angeboten, deren Bügel im unbenutzten Zustand automatisch einklappen und vertieft in einer kleinen Mulde liegen, was wiederum bei schlechter Witterung oder Kälte die Handhabung erschweren kann.

Bei der Ausstattung von Abstellanlagen für Lastenräder werden gelegentlich auch niedrige Ausführungen normallanger Anlehnbügel eingesetzt, die für ein Abstellen herkömmlicher Fahrräder eher unattraktiv sind und daher einer Fehlbelegung/Nutzungskonkurrenz entgegenwirken. Auch der Düsseldorfer Dreiecksbügel ist mit dieser Intention entwickelt worden, fällt aber mit seiner außergewöhnlichen Form und dem Lastenrad-Piktogramm besser ins Auge und ist damit gegenüber herkömmlichen niedrigen Anlehnbügeln leicht im Vorteil, denn je nach konkreter Ausgestaltung der Abstellanlage können niedrige Bügel im unbeparkten Zustand auch übersehen werden und insbesondere bei Höhen unter 50 cm eine Stolpergefahr darstellen.

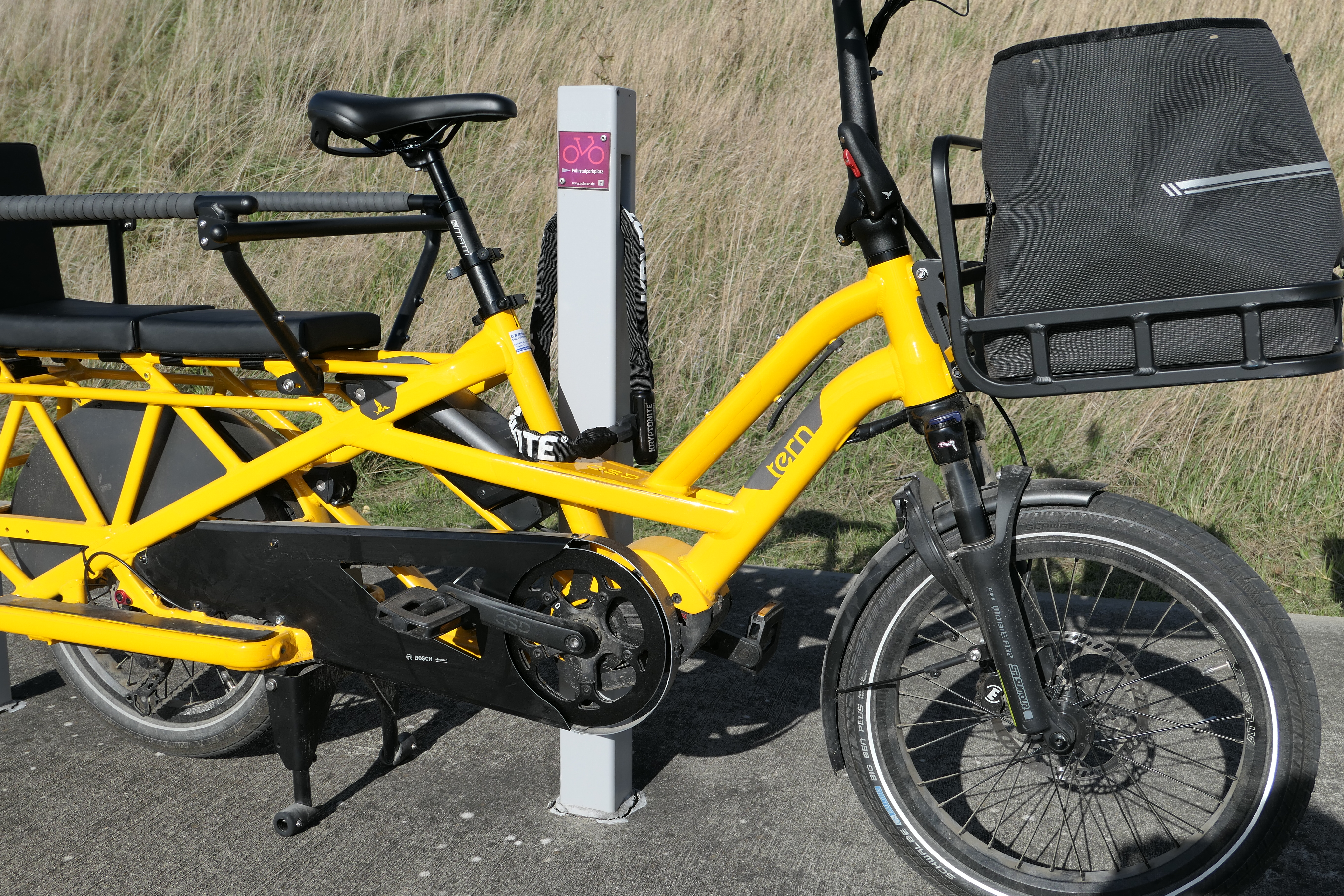
Anlehnpfosten
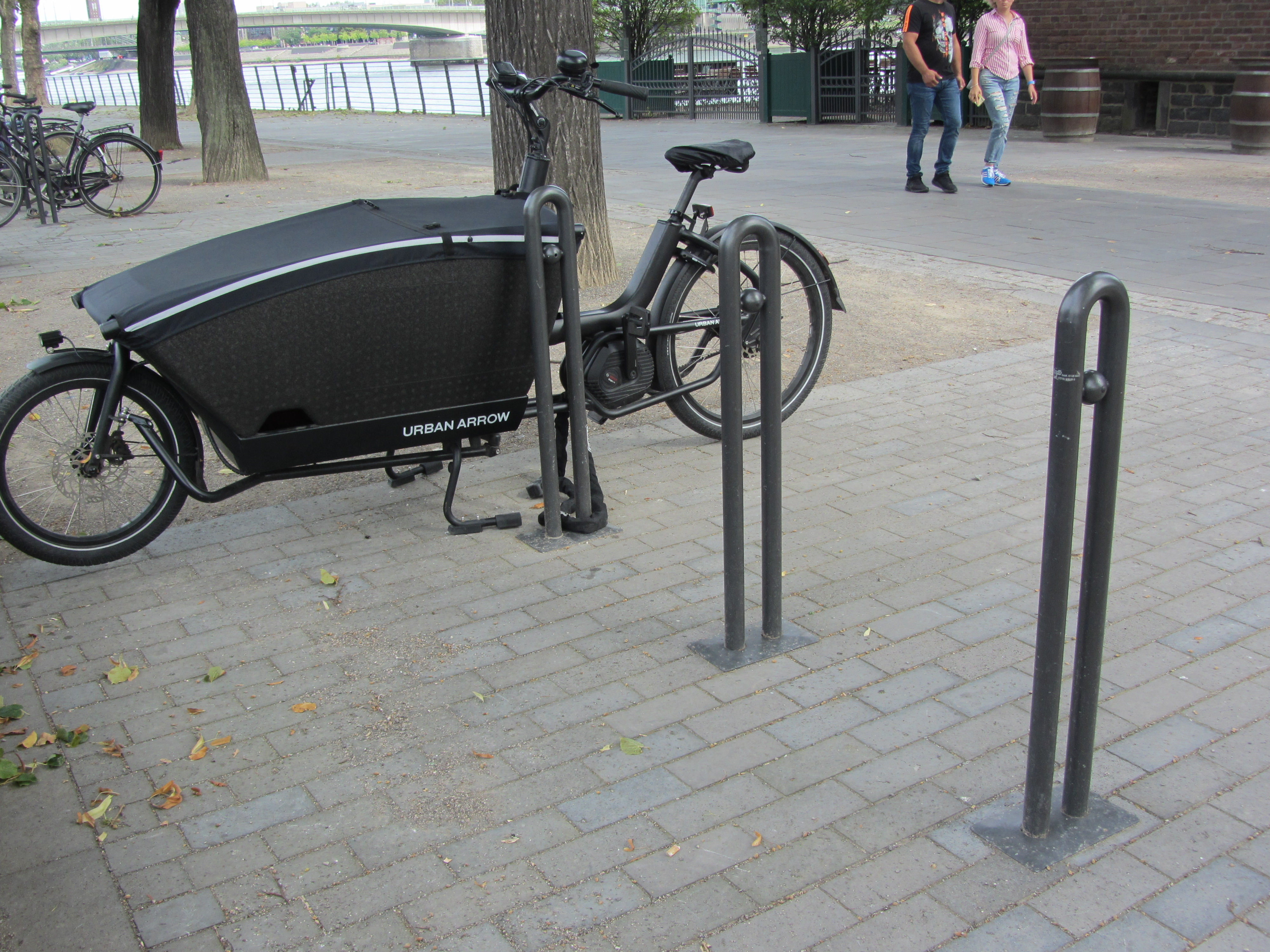
Kölner Haarnadel
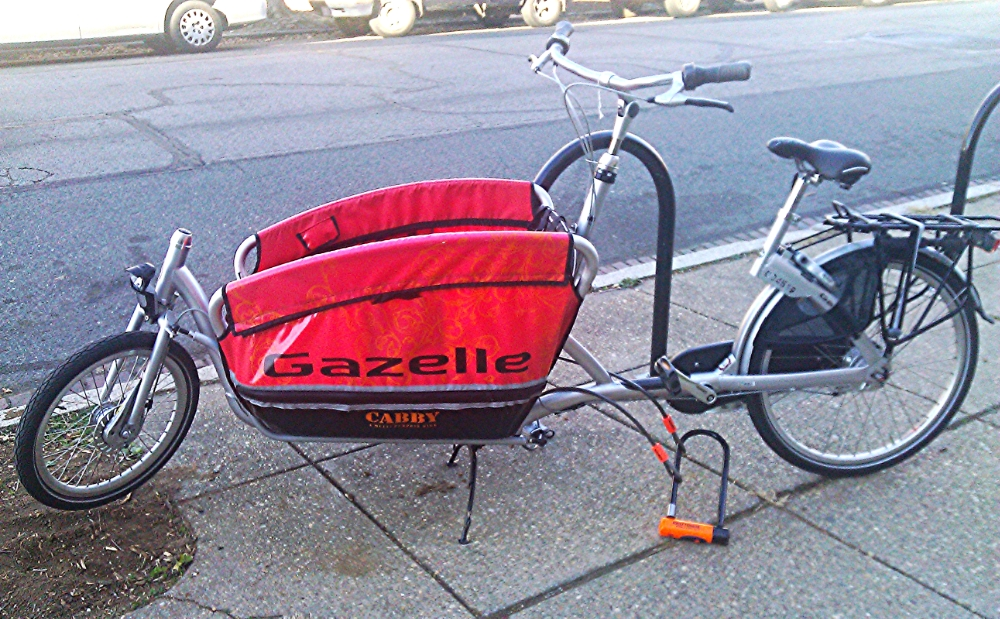
schlanker ⋂-Bügel
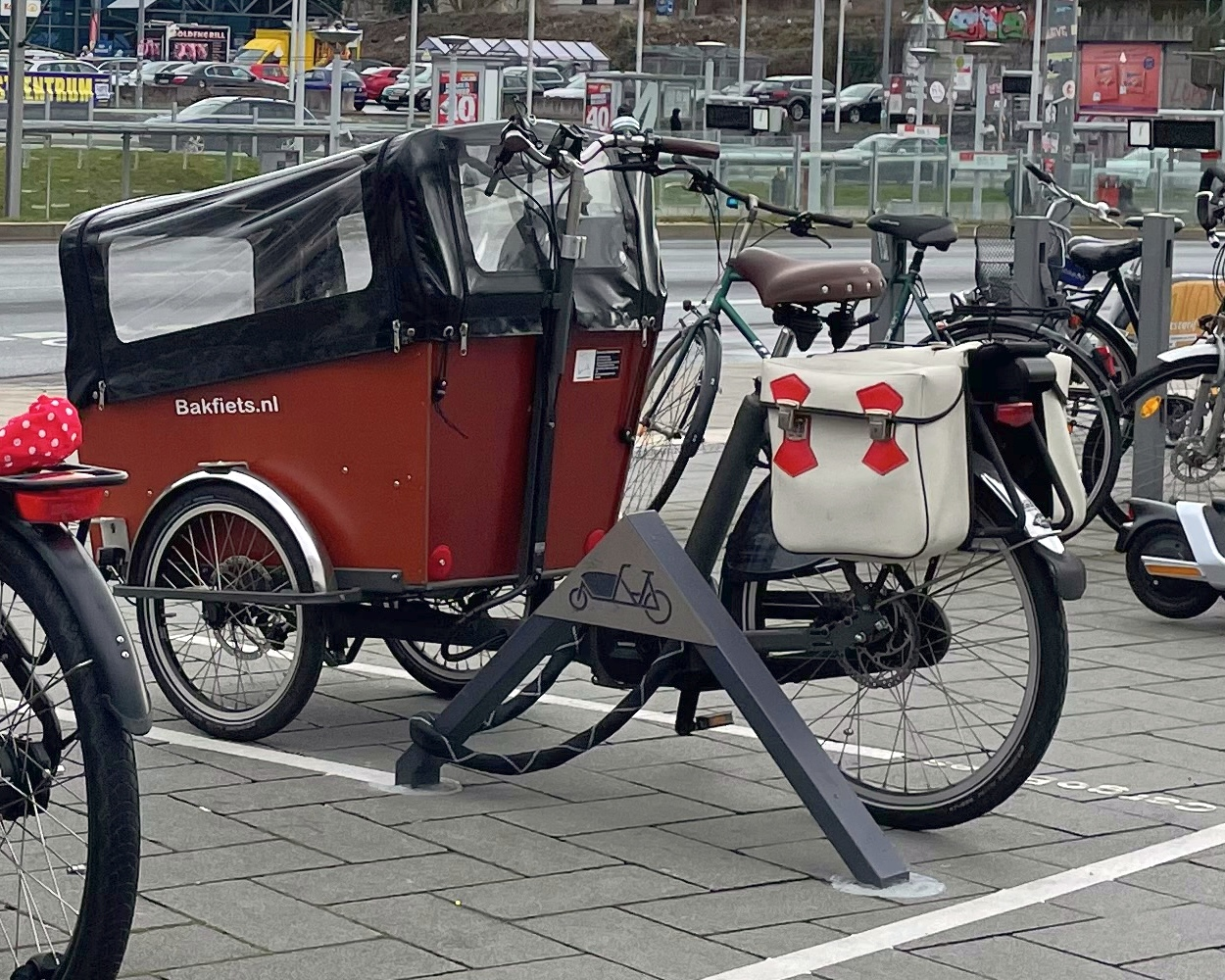
Düsseldorfer Dreiecksbügel
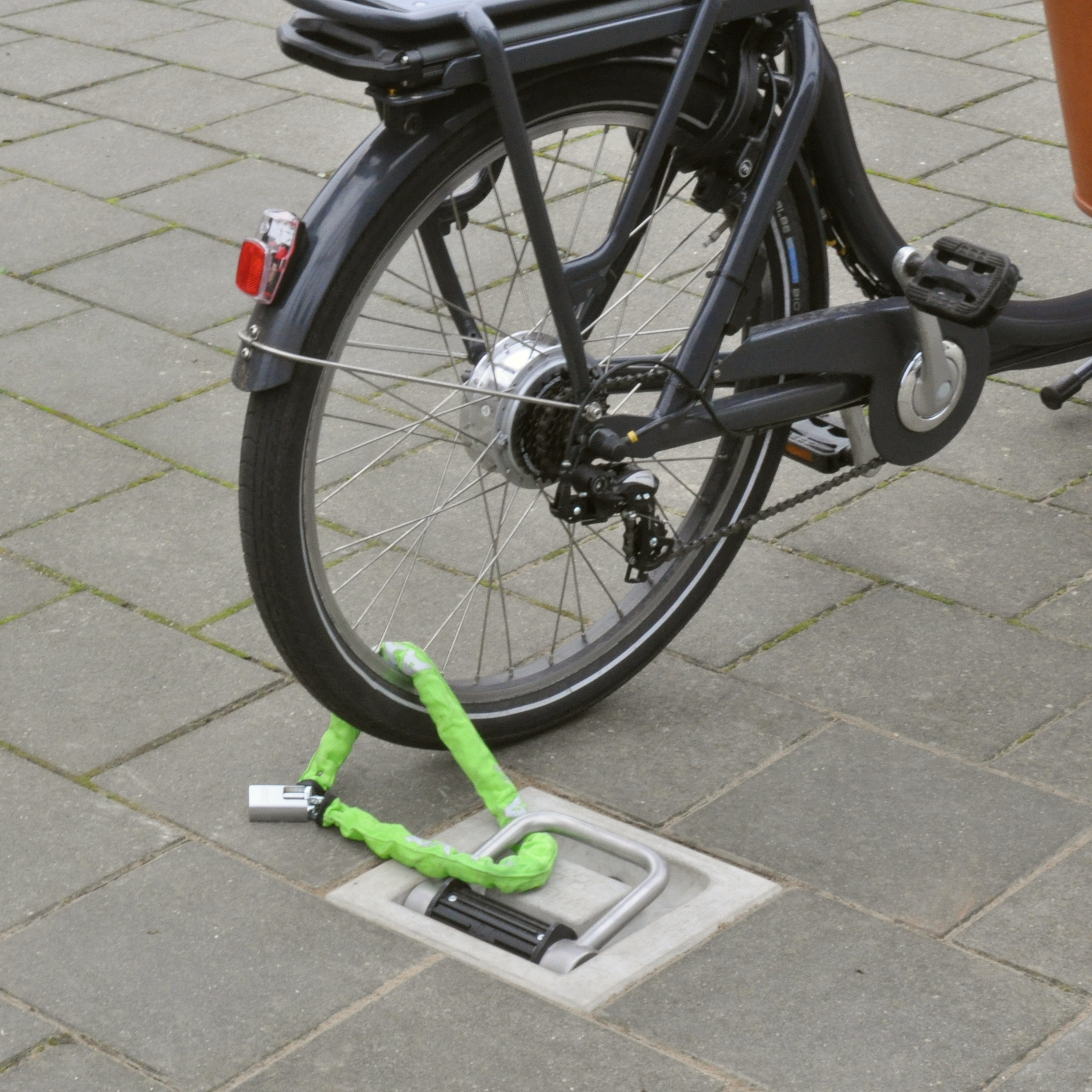
Bodenanker

#### Modelle für temporären Einsatz
Spezielle Fahrradhalter-Bauformen für temporären Einsatz (Events oder Akzeptanz-Tests) gibt es kaum: Wenn in Nordamerika bei Veranstaltungen mobile Fahrradhalter angeboten werden, handelt es sich dabei oft um eine Bauform mit großem dreieckigem Bügelprofil, die man auch als Delta-Gitterparker (griechischer Großbuchstabe Delta: Δ) bezeichnen kann. Im deutschsprachigen Raum wird ein Modell zum Kauf oder zur Miete angeboten in Form von anreihbaren Modulen mit jeweils drei Anlehnbügeln, die drehbar auf zwei Bodenschienen gelagert sind. Durch Parallelverschiebung der Bodenschienen lassen sich die Module flach zusammenlegen und gut transportieren und lagern. Einige Kommunen haben sehr ähnliche eigene Modelle entworfen und zum Einsatz gebracht, so z. B. Nürnberg und Bünde/Westfalen. Die DIN 79008 bezieht sich ausdrücklich auf stationäre Parksysteme, es sind darüber hinaus heute keine Modelle für temporären Einsatz bekannt, die den Hauptanforderungen der DIN 79008 vollständig genügen könnten.

## Stand der Technik (Produktebene)
Die im Mai 2016 in Kraft getretene DIN-Norm 79008 Stationäre Fahrradparksysteme mit ihren über die Funktionalität einfacher Anlehnbügel hinausgehenden Anforderungen sowie das mittlerweile umfangreiche Spektrum verschiedener normkonformer Modelle repräsentieren den heutigen Stand der Technik für Fahrradhalter und Fahrradboxen. Einen guten Überblick über die verschiedenen normfähigen technischen Lösungen und die Vielfalt normkonformer Modelle bietet eine Webseite des Allgemeinen Deutschen Fahrrad-Clubs ADFC mit einer Bildergalerie und Auflistung der erfolgreich nach DIN 79008 (bzw. vor Mai 2016 auf Grundlage der Technischen Richtlinie TR6102-0911) geprüften Modelle. Dort werden Stand Ende 2023 dreißig Modelle mit Vorderrad- bzw. Vorderrad/Rahmen-Fixierung, ein Pedalparker, ein Lenkerhalter, zehn Doppelstockparker und elf Fahrradboxen aufgeführt.
Für den niederländischsprachigen Raum kann die niederländische FietsParKeur-Norm zusammen mit den erfolgreich danach geprüften Modellen als Stand der Technik angesehen werden. Stand Ende 2023 werden insgesamt 26 Modelle mit FietsParKeurmerk-Gütesiegel aufgeführt, darunter vier Doppelstockparker, ein Vertikalparker, ein Schräghoch-Parker, sechs Vordergabel-Klemmer und zwei Vordernaben-Stützer. Zwei der FietsParKeur-geprüften Modelle haben auch die Prüfungen nach der strengeren DIN-Norm bestanden. Analog zur Reihe der DIN-geprüften Modelle werden auch in der Reihe der FietsParKeur-geprüften Modelle keine einfachen Anlehnbügel aufgeführt.
In Ländern, in denen die DIN-Norm und die FietsParKeur-Norm keine Rolle spielen, insbesondere im englisch-, spanisch- und portugiesischsprachigen Raum ist kein Stand der Technik auszumachen, sondern hier kann nur die Rede sein von durch die jeweiligen Leitfäden und Regelwerke empfohlenen Mindeststandards, die meistens Sheffield-Anlehnbügel und Post-and-Ring-Parker benennen. Die deutsche und die niederländische Norm mit ihren Ständen der Technik können über ihre jeweiligen Länder und Sprachräume hinaus auch in anderen Ländern zur Anwendung kommen.
Referenzierungen von Norm und Stand der Technik sind unverzichtbare Instrumente, wenn in Leitfäden, Verordnungen, Forderungskatalogen oder Vereinbarungen nicht nur quantitative Angaben gemacht, sondern auch unmissverständlich die qualitativen Eigenschaften von Fahrradhaltern beschrieben werden sollen. Entsprechende qualitätsorientierte Vorgaben sollten daher selbstverständliche Bestandteile von kommunale Stellplatzverordnungen, Zielen von Radentscheiden, Ausschreibungen, Beauftragungen etc. sein, damit sie keine Schlupflöcher für eine geringwertigere Ausführungsqualität bei der Realisierung der Vorhaben bieten. Eine detaillierte Kenntnis der Normtexte seitens der einzelnen Akteure ist dabei nicht vonnöten; wichtig ist aber die Kenntnis, dass die Hersteller ihre normgeprüften Modelle in der Regel mit diesem Prädikat bewerben und dass es Produktübersichten der normgeprüften Modelle im Internet gibt.

## Anforderungen an Fahrradabstellanlagen (Anlagenebene)
Für die Auslegung und Gestaltung von Fahrradabstellanlagen auf Anlagenebene sind in den deutschsprachigen Länder drei maßgebliche Regelwerke bekannt, und zwar die Richtlinie RVS 03.02.13 Radverkehr der Österreichischen Forschungsgesellschaft Straße-Schiene-Verkehr, das Handbuch Veloparkierung des schweizerischen Bundesamtes für Strassen (ASTRA) und die (nur kostenpflichtig zu beziehenden) Hinweise zum Fahrradparken der deutschen Forschungsgesellschaft für Straßen- und Verkehrswesen (FGSV). Am ausführlichsten sind die letztgenannten Hinweise zum Fahrradparken, auf die daher bei den nachfolgend aufgeführten Anforderungen referenziert wird; die wesentlichen Kernanforderungen sind auch zu finden in einer frei zugänglichen Broschüre des ADFC Bayern.
- Zu vermeidende/empfohlene Fahrradhalter-Bauformen
Die meisten Regelwerke auf Anlagenebene benennen zu vermeidende/empfohlene Fahrradhalter-Bauformen, wobei sich die Empfehlungen je nach den in den jeweiligen Ländern verbreiteten Bauformen etwas unterscheiden können. Die Hinweise zum Fahrradparken 2012 der FGSV benennen im Moment noch Anlehnbügel als Standard-Bauform für den öffentlichen Straßenraum[39], was aber im Rahmen der für 2025 angekündigten Aktualisierung[20] angesichts der (nicht nur funktionalen) Überlegenheit der DIN-79008-konformen Modelle vermutlich nicht so beibehalten werden dürfte.
- Montageabstände zwischen Einzelparkern
Bei Einzelparkern liegt es in der Verantwortung des Anwenders, für ausreichende Montageabstände der Fahrradhalter untereinander zu sorgen. Die empfohlenen Montageabständen sind abhängig davon, ob ein Fahrradhalter ein- oder beidseitig beparkt werden und ob ein Durchgang zwischen den Fahrrädern nur von einer oder von zwei Seiten möglich sein soll.[50] Wenn eine Einzelparkerreihe in fischgrätmusterartiger Schrägstellung aufgebaut werden soll, lässt sich damit die Parkstandstiefe reduzieren. Es ist dann aber unbedingt darauf zu achten, den Montageabstand winkelabhängig anzupassen, damit der Abstand zwischen den Fahrrädern weiterhin den Anforderungen entspricht.
- Montageabstände zu Fassaden, Baukörpern oder Verkehrseinrichtungen
Bei der Montage von Einzel- und Reihenparkern ist gleichermaßen auf ausreichende Abstände zu Fassaden, Baukörpern oder Verkehrseinrichtungen zu achten, u. a. damit an allen Stellplätzen die erforderliche Zugänglichkeit sichergestellt ist und Beschädigungen von Fassaden vermieden werden. Bei Abstellanlagen im Straßenraum ist auf ausreichende Sicherheitsabstände zu angrenzenden Verkehrsanlagen zu achten; Sichtbeziehungen zwischen den verschiedenen Verkehrsteilnehmern dürfen von der Anlage nicht eingeschränkt werden.[51]
- Dimensionierung und Gestaltung von Manövrierflächen und Fahrgassen
Für die Dimensionierung und Gestaltung der Manövrierflächen und Fahrgassen gibt es Empfehlungen für die verschiedensten Aufstellarten der Fahrräder.[52] Vereinfacht gilt die Empfehlung, dass eine Fahrgasse mindestens eine Breite von 1,80 m aufweisen sollte.
- Zu- und Durchgänge, Rampen, Treppen, Aufzüge
Zur Gestaltung von Zu- und Durchgängen von Abstellanlagen insbesondere in Gebäuden gibt es ausführliche Empfehlungen. Die Neigung befahrbarer Rampen sollte generell 6 % nicht überschreiten. Flach geneigte Treppenrampen sollten eine Neigung von 18 % nicht überschreiten und mit einer Schieberille ausgerüstet sein.[53]
- Standorte und Wegelängen
Fahrradabstellanlagen sollen dem eigentlichen Fahrtziel (z. B. Arbeitsplatz) möglichst direkt zugeordnet sowie ungehindert und auf kurzem Wege erreichbar sein. Je kürzer die von den Nutzern geplante Parkdauer ist, desto geringer ist die akzeptierte Distanz zum eigentlichen Fahrtziel;[54] bei längeren Distanzen steigt die Gefahr des Wildparkens. Konkrete Erfahrungswerte akzeptierter Wegelängen gibt es insbesondere für Quartiersanlagen und Fahrradparkhäuser.
- Bedarfsermittlung
Die Auslastung einer Fahrradabstellanlage kann abhängig von zahlreichen Faktoren wie z. B. Nutzerspektrum, Uhrzeit, Wochentag, Jahreszeit und Witterung sehr unterschiedlich sein. Auch bei Spitzenauslastung sollten immer ausreichend Stellplätze vorhanden sein. Bei der Planung neuer Anlagen oder bei Erweiterungen kommen grundsätzlich die beiden folgenden Methoden[55] zur Anwendung, die auch miteinander kombiniert werden können: Bei der erhebungsbasierten Bedarfsermittlung wird das Umfeld der Anlage analysiert und die Anzahl der abgestellten Fahrräder mehrfach zu markanten Zeitpunkten gezählt. Die kenngrößenorientierte Bedarfsermittlung basiert auf Orientierungswerten für die verschiedenen Nutzungsarten und Nutzergruppen. Die tatsächliche Inanspruchnahme kann durch Rückkopplungen (verstärkte Nachfrage durch die Schaffung eines attraktiven Angebotes) und andere Effekte wie z. B. die COVID-19-Pandemie trotzdem deutlich abweichen und sich insbesondere durch politische und gesellschaftliche Einflüsse auch sehr unterschiedlich weiterentwickeln. Daher sollten nach Möglichkeit immer frühzeitig Erweiterungsszenarien mitbetrachtet werden.
- Untergrund-Neigung
In der Praxis ist immer wieder zu beobachten, dass beim Bau von Fahrradabstellanlagen nicht auf eine vorhandene Neigung des Untergrundes geachtet wird. Größere Neigungen als für Entwässerungszwecke notwendig sollten möglichst vermieden werden.[54] Auf geneigten Untergründen sollten möglichst Fahrradhalter-Typen mit Wegrollsicherung eingesetzt werden. Bei Anlagen mit Fahrradhalter-Typen mit Vorderradbuchten kann eine Untergrundneigung geschickt durch eine entsprechende Ausrichtung der Anlage ausgenutzt werden, so dass die Hangabtriebskräfte in Richtung der Vorderradbucht wirken und damit die Fahrräder zusätzlich stabilisieren. In Bestandsanlagen ist aber sehr häufig das Gegenteil der Fall, da Fahrradabstellanlagen häufig auf Seitenflächen im Straßenraum errichtet werden, die zur Straße hin entwässern, wobei aber auch die Fahrräder von der Straße her, also auf leicht ansteigendem Grund eingestellt werden.
- Schutz vor Diebstahl und Vandalismus
Eine Fahrradabstellanlage und ihre Zugänge sollten einer guten sozialen Kontrolle unterliegen, so dass Fahrraddiebe und Vandalierer ständig mit Störungen zu rechnen haben.[54] Im Zweifelsfall ist die Installation einer Videoüberwachung sinnvoll. Zudem führt eine gute Beleuchtung der Anlage zu einer höheren subjektiven Sicherheit.
- Überdachungen
Wenn in einer Fahrradabstellanlage Fahrräder überwiegend mit langer (oder kumuliert langer) Einstelldauer (z. B. bei Arbeitgebern) geparkt werden, ist eine wirksame Überdachung gegen Witterungseinflüsse empfehlenswert.[56] In den Regelwerken wird das bislang überwiegend mit dem Schutz vor Regen und Feuchtigkeit im Sinne des Korrosionsschutzes begründet, wobei aber mittlerweile im Zuge des Klimawandels ein Schutz vor hoher Sonneneinstrahlung und Erhitzung gleichrangig zu behandeln ist, da diese die Fahrradbereifung und andere Gummi- und Kunststoffteile vorzeitig stark altern lassen und für E-Bike-Akkus problematisch sind. Im Interesse von Sicherheit (Sichtbeziehungen) und stadtgestalterischer Unauffälligkeit werden Überdachungen und Seitenverkleidungen aber sicherlich weiterhin in transparenten Ausführungen bevorzugt werden, so dass ein Einsatz von Sonnenschutzgläsern oder Sonnenschutzfolien zu erwägen ist. Preisgünstiger dürfte es daher sein, bei der Standortwahl überdachter Anlagen den Schattenwurf großer Gebäude oder von (vorhandenem oder neu zu pflanzendem) Baumbestand auszunutzen.
- Abstellmöglichkeiten für Nicht-Standard-Fahrräder
Die Notwendigkeit angepasster Abstellmöglichkeiten für Nicht-Standard-Fahrräder wie E-Bikes, Lastenfahrräder, Liegefahrräder oder Fahrräder mit Anhängern wird bislang in den Regelwerken meistens nur rudimentär angesprochen[57] und ist einer der explizit genannten Gründe für die für 2025 angekündigte Aktualisierung der Hinweise zum Fahrradparken der FGSV.[20]
- Fahrtzwecke und Fahrtziele mit erhöhten Anforderungen
Wer Einkäufe an seinem Fahrrad zu verladen hat, braucht dabei eine bessere Seitenfreiheit und Zugänglichkeit als z. B. Arbeitnehmer, die zum Aufsuchen ihres Arbeitsplatzes mit schmalem Gepäck vor ihrer Arbeitsstätte parken. Noch höhere Anforderungen an Bewegungsfreiräume (und an die Stützeigenschaften der Fahrradhalter) bestehen an Kindergärten, damit dort Kinder sicher in ihre Fahrradkindersitze hinein- bzw. herausgesetzt werden können und das Verladen der Kinder keine risikoreichen Balanceakte erfordert. Ansatzweise wurde den erhöhten Anforderungen an Seitenfreiheit und Zugänglichkeit in der Technischen Richtlinie TR6102-0911 des ADFC[3] mit einer Unterscheidung in die Fahrradparker-Kategorien A–D Rechnung getragen, wobei Anlagen an Einkaufsstätten oder Kindergärten der Kategorie A zugeordnet und dafür eine niveaugleiche Abstellung der Vorderräder und ein Mindestabstand von 70 cm gefordert wurden.
Da die DIN 79008 ausschließlich Anforderungen auf Produktebene definiert, wurde diese der Anlagenebene zuzurechnende Anforderung nicht in die Norm übernommen und wäre zweckmäßigerweise in ein Regelwerk auf Anlagenebene wie den Hinweisen zum Fahrradparken der FGSV[20] aufzunehmen. Damit wäre auch sichergestellt, dass das Bringen und Holen der Kinder mit dem Fahrrad kein „Blinder Fleck“ zwischen den Geltungsbereichen der kindergartenspezifischen Regelwerke[58] und der allgemeinen Regelwerke des Fahrradparkens bleibt. Neben den genannten Beispielen kann es weitere Gründe geben, speziell gestaltete Anlagen oder Teilanlagen bestimmten Nutzungen oder Nutzergruppen zu widmen (z. B. beschattete Stellplätze vorzugsweise für E-Bikes). Damit solche speziellen Stellplätze auch wirklich dem beabsichtigten Verwendungszweck vorbehalten bleiben, dürfte in den meisten Fällen eine auffällige und gut verständliche Kennzeichnung durch Schilder, Bodenmarkierungen etc. notwendig sein.

## Ausführungsformen von Fahrradabstellanlagen
Auf Anlagenebene gibt es eine Vielzahl von Ausführungsformen für Fahrradabstellanlagen, die sich u. a. in baulicher Hinsicht, in der Betriebsform und hinsichtlich des nutzungsberechtigten Personenkreises unterscheiden. Die einzelnen Begriffe werden oft nicht trennscharf verwendet.

### Bauliche Ausführungsformen

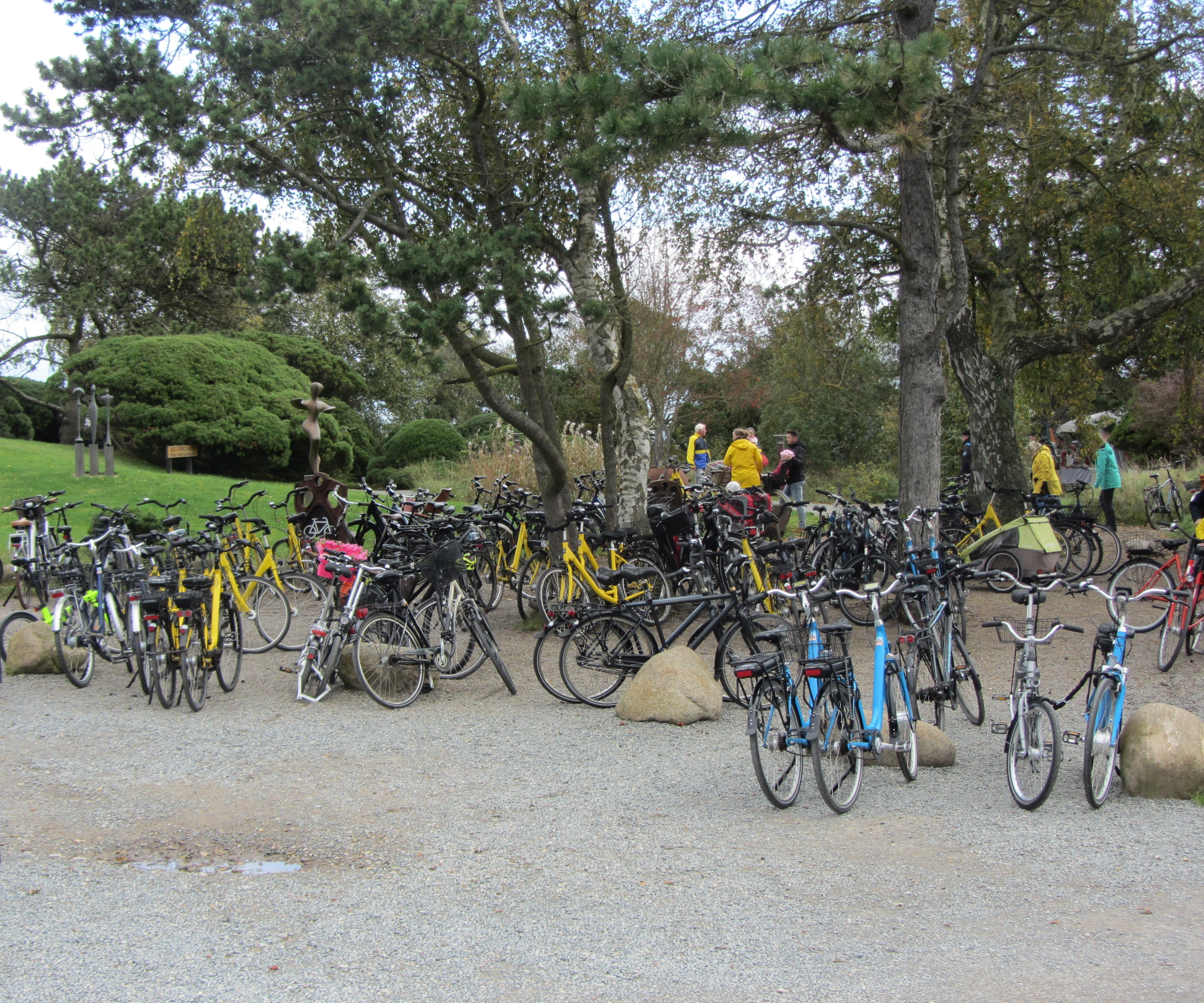
Café in Kampen/Sylt
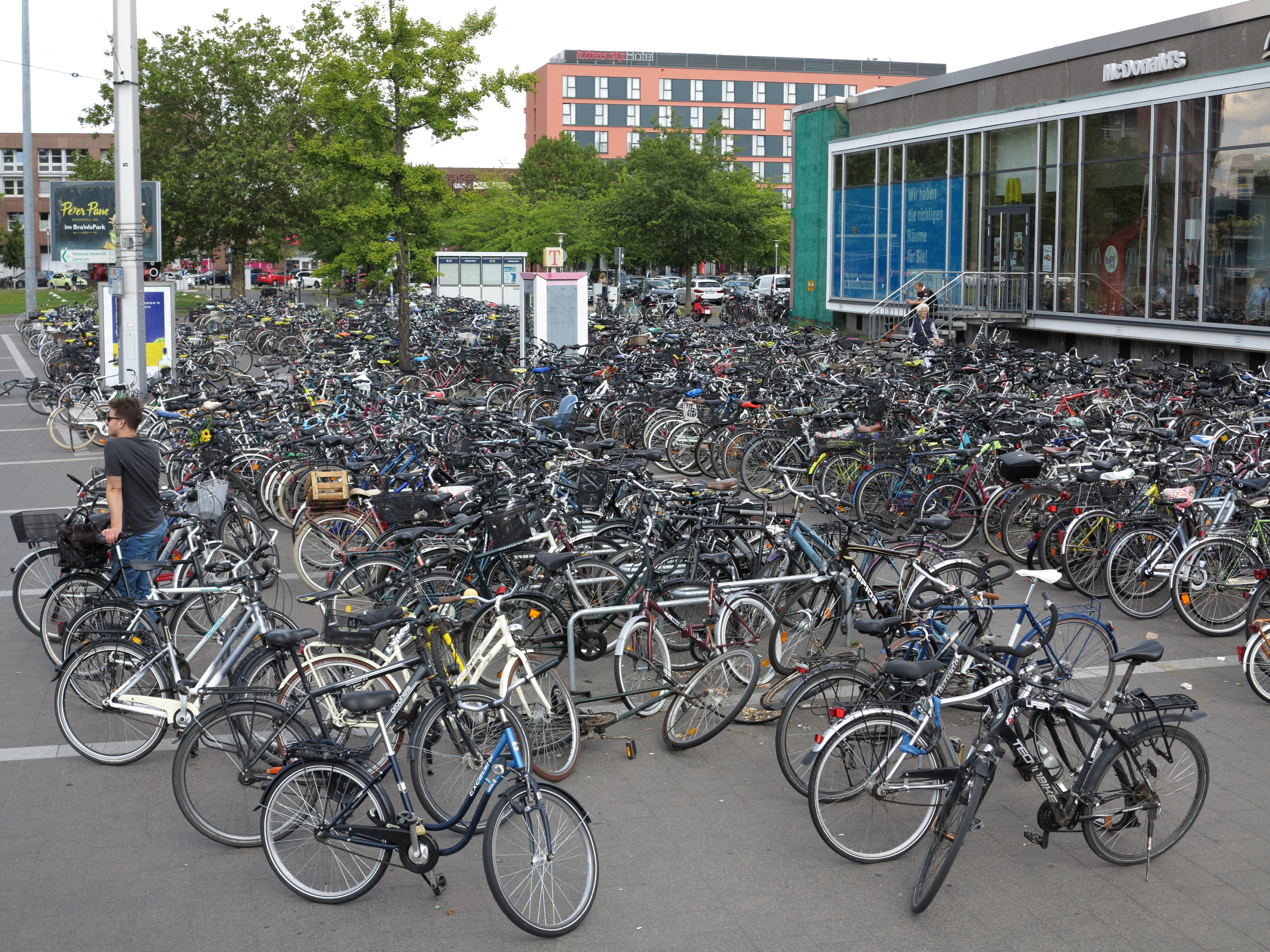
Parkdruck am Bahnhof

#### Fahrradparkflächen ohne Fahrradparksysteme
Fahrradparkflächen, auf denen die Fahrräder ohne ein Angebot von Fahrradhaltern auf eine Abstützung durch ihre relativ unsicheren eigenen Fahrradständer angewiesen sind, sind heute relativ selten geworden. Bei dieser Form der Abstellung reicht ein Windstoß oder das Anstoßen eines einzelnen Fahrrades aus, um dominoeffektartig zahlreiche Fahrräder nacheinander umstürzen zu lassen. Am meisten ist diese Form des Fahrradparkens heute noch an Bahnhöfen oder Verkehrsknotenpunkten zu finden, wenn dort die Nachfrage erheblich größer ist als die Zahl der angebotenen Fahrradhalter und folglich zahlreiche Fahrräder „wild“ geparkt werden müssen. Aus diesem Grund liegt in Deutschland ein Schwerpunkt der aktuellen Förderpolitik des Bundes auf dem Fahrradparken am Bahnhof. Außerdem ist diese wenig fahrradschonende Form des Fahrradparkens teilweise noch im gastronomischen Bereich (Ausflugsgaststätten o. ä.) oder bei Übernachtungen auf Radreisen zu finden, wenn ein Hotel den Fahrradgästen eine Ecke der Tiefgarage oder eine leerstehende Garage ohne Fahrradhalter als Parkmöglichkeit zuweist. Letzterem versuchen Gütesiegel wie Bett+Bike entgegenzuwirken.

#### Einfache Anordnungen von Fahrradhaltern in offener Bauweise
Der weitaus überwiegende Anteil von Fahrradabstellanlagen besteht aus einer einfachen Anordnung von Fahrradhaltern in ein- bis niedriger dreistelliger Anzahl in offener Bauweise. Diese finden sich insbesondere im öffentlichen Straßenraum, an Bahnhöfen und Verkehrsknotenpunkten, vor oder in der Nähe von Mehrfamilienhäusern, Arbeitsstätten, Einkaufsstätten, Kindergärten, Schulen, Universitäten, Veranstaltungs- und Sportstätten. Betreiber sind Kommunen, Kommunalverbände, Verkehrsbetriebe und Verkehrsverbünde, Wohnungsbaugenossenschaften, Immobilienvermieter, Arbeitgeber und andere. Anlagen mit überwiegend längerer Parkdauer wie z. B. an Arbeitsstätten sind häufig auch überdacht und ggf. eingezäunt. Zahlreiche Anlagen dieses Typs sind eher unkritisch, bei vielen gibt es aber auch regelmäßig Probleme und Ärgernisse für die Nutzer wie relativ häufige Fahrrad- und Komponentendiebstähle (insbesondere bei Abstellung über Nacht), Bestückung mit normfernen Fahrradhaltern, zu geringe Montageabstände, unzureichende Stellplatzkapazitäten und ungenügende Reinigung der Anlage inkl. Beseitigung von Fahrradwracks. Wer an den potenziellen Start- und Endpunkten seiner Fahrradfahrten auf solche Anlagen mit problematischen Abstellbedingungen angewiesen ist, entscheidet sich oftmals für die Nutzung anderer Verkehrsmittel.

#### Indoor-Anlagen
In Mehrfamilienhäusern oder bei Arbeitgebern gibt es auch einfache Anordnungen von Fahrradhaltern in Innenräumen (in Fahrradräume in Kellern, im Erdgeschoss und teilweise auch auf der Etage). Da Fahrräder als Brandlast gelten, müssen die Anforderungen des Brandschutzes berücksichtigt werden. Auch in Kfz-Parkhäusern werden vermehrt Bereiche als Fahrradabstellanlagen eingerichtet. Bei privaten Parkbauten mit einer begrenzten Anzahl von Zutrittsberechtigten können Fahrradhalter ohne Einfriedung eingerichtet werden, in öffentlichen Parkbauten sollten sie eingefriedet sein, als Fahrradboxen ausgeführt oder anderweitig zugangskontrolliert angeboten werden.

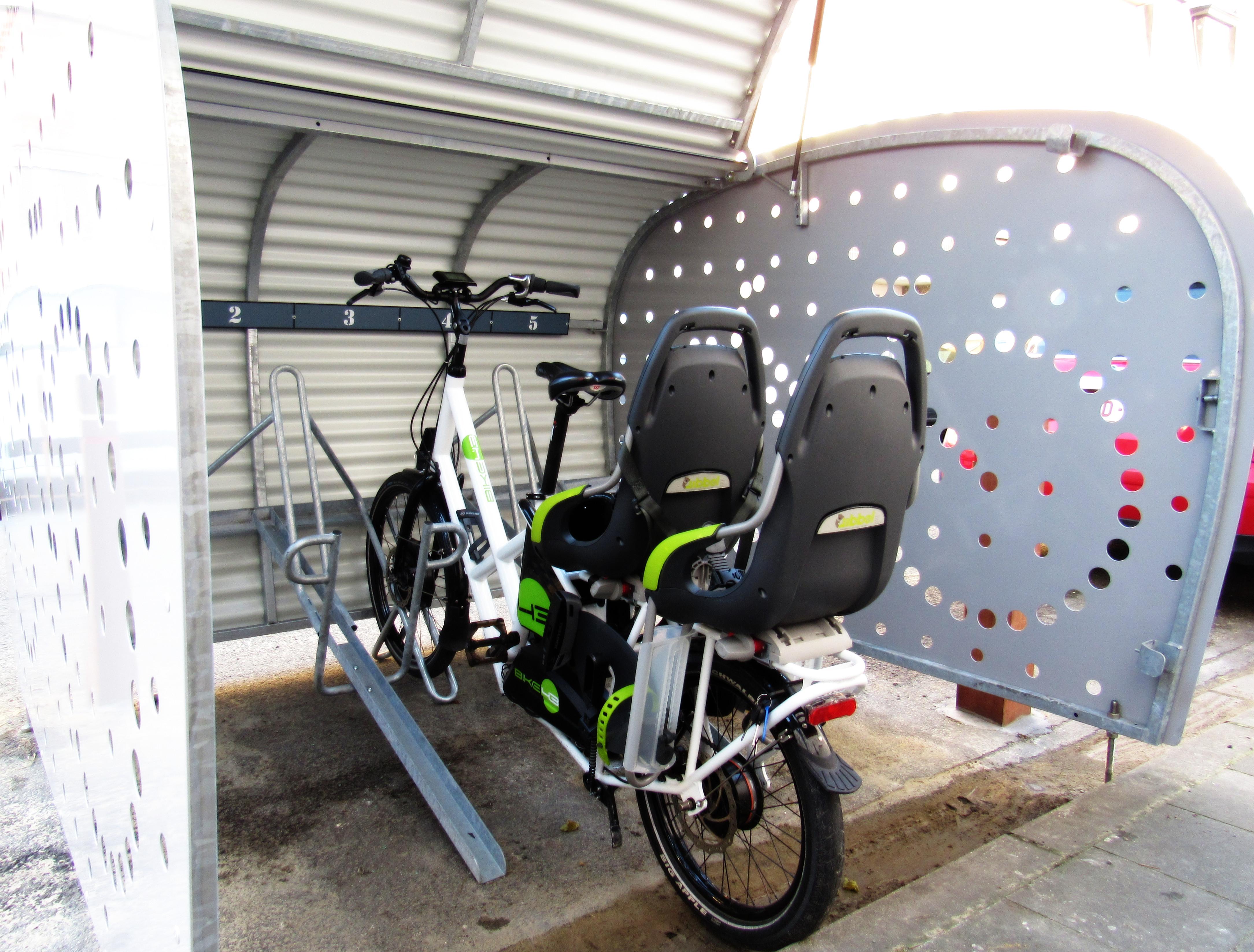
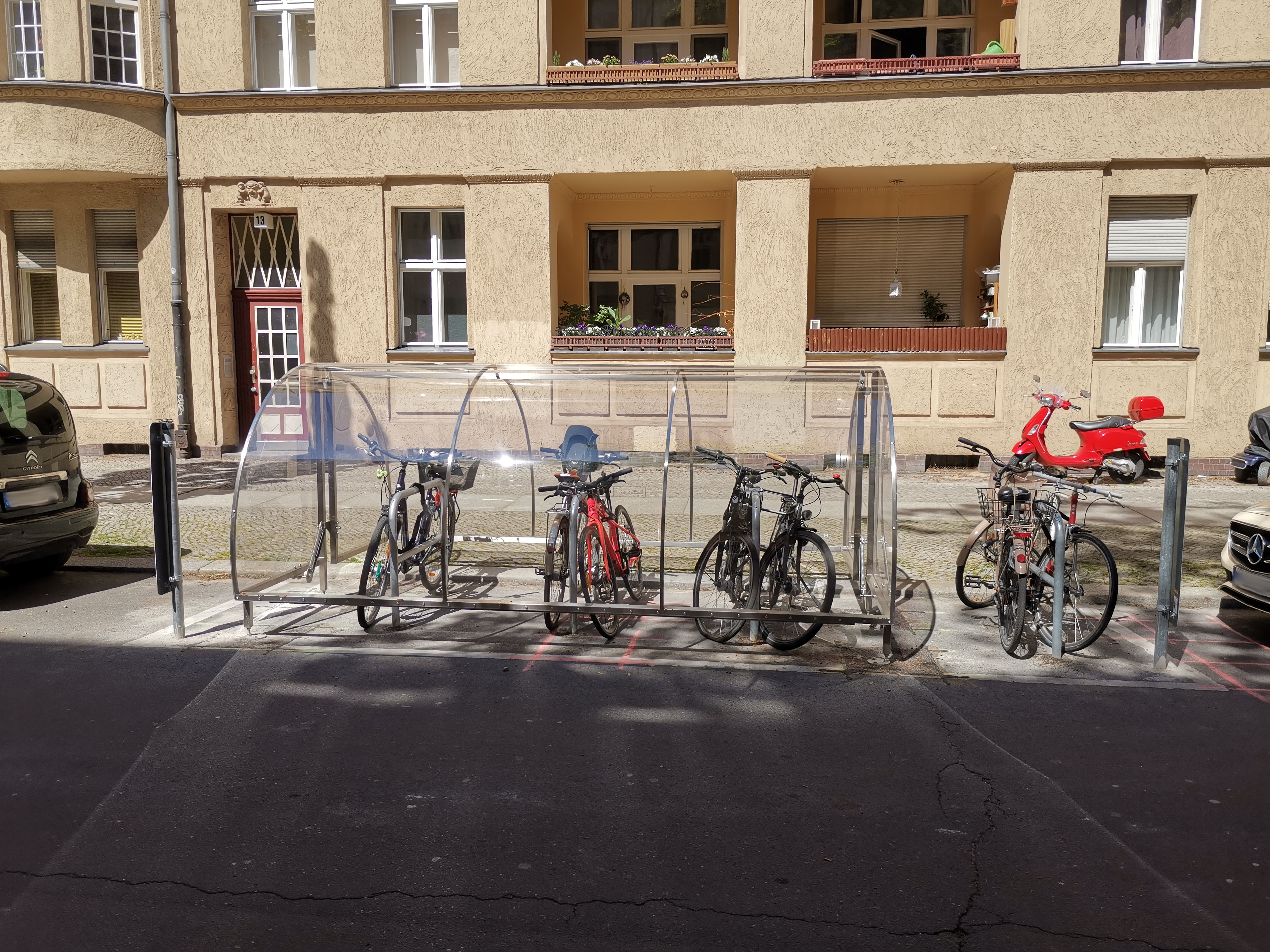
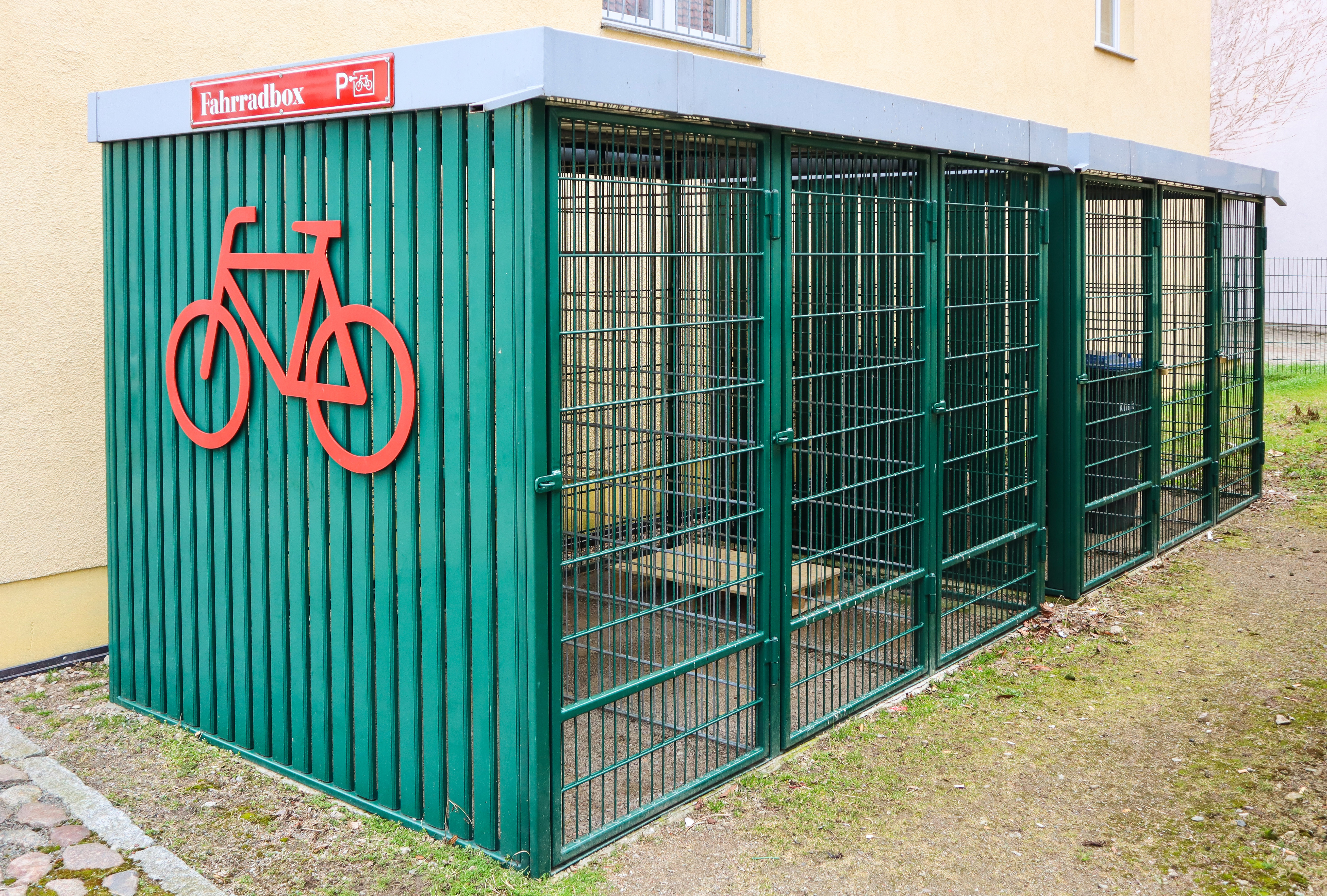

#### Fahrradkleingaragen
Fahrradkleingaragen werden häufig mit Fahrradboxen verwechselt: Im Gegensatz zu Fahrradboxen können die Nutzer in Fahrradkleingaragen ihr Fahrrad in aufrechter Körperhaltung bis zur Parkposition begleiten, entweder durch eine entsprechende Raumhöhe oder die Anlage lässt sich durch ein Rolltor, eine Klappflügeltür oder einen Schwenkdeckel (ähnlich einem Helmvisier) so weit öffnen. Fahrradkleingaragen bieten typischerweise Stellplätze für ca. vier bis zehn Fahrräder auf einer gemeinsamen Fläche. Üblicherweise sind Fahrradkleingaragen mit Fahrradhaltern bestückt, mindestens aber mit Anschließbügeln zur Sicherung der einzelnen Fahrräder, da sie in der Regel einem größeren Personenkreis als nur einer Haushaltsgemeinschaft zur Verfügung stehen. Gelegentlich findet man auch Ausführungen, die durch Trennwände in die einzelnen Stellplätze unterteilt sind und dann separate Türen erfordern. Wenn die Außenwände einer Fahrradkleingarage aus Lochblechen oder Metallgittern aufgebaut sind, spricht man auch von Fahrradkäfigen.

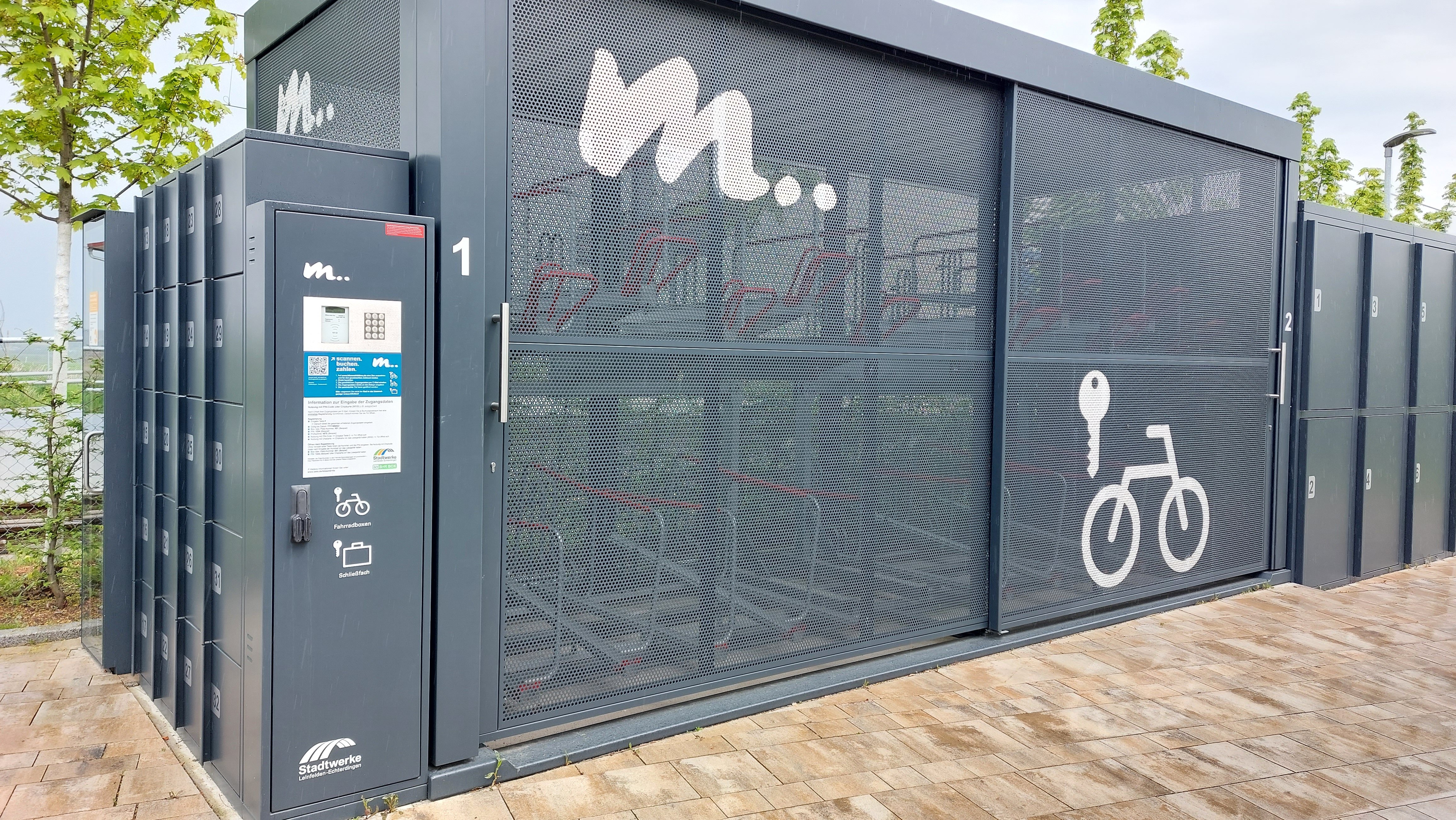
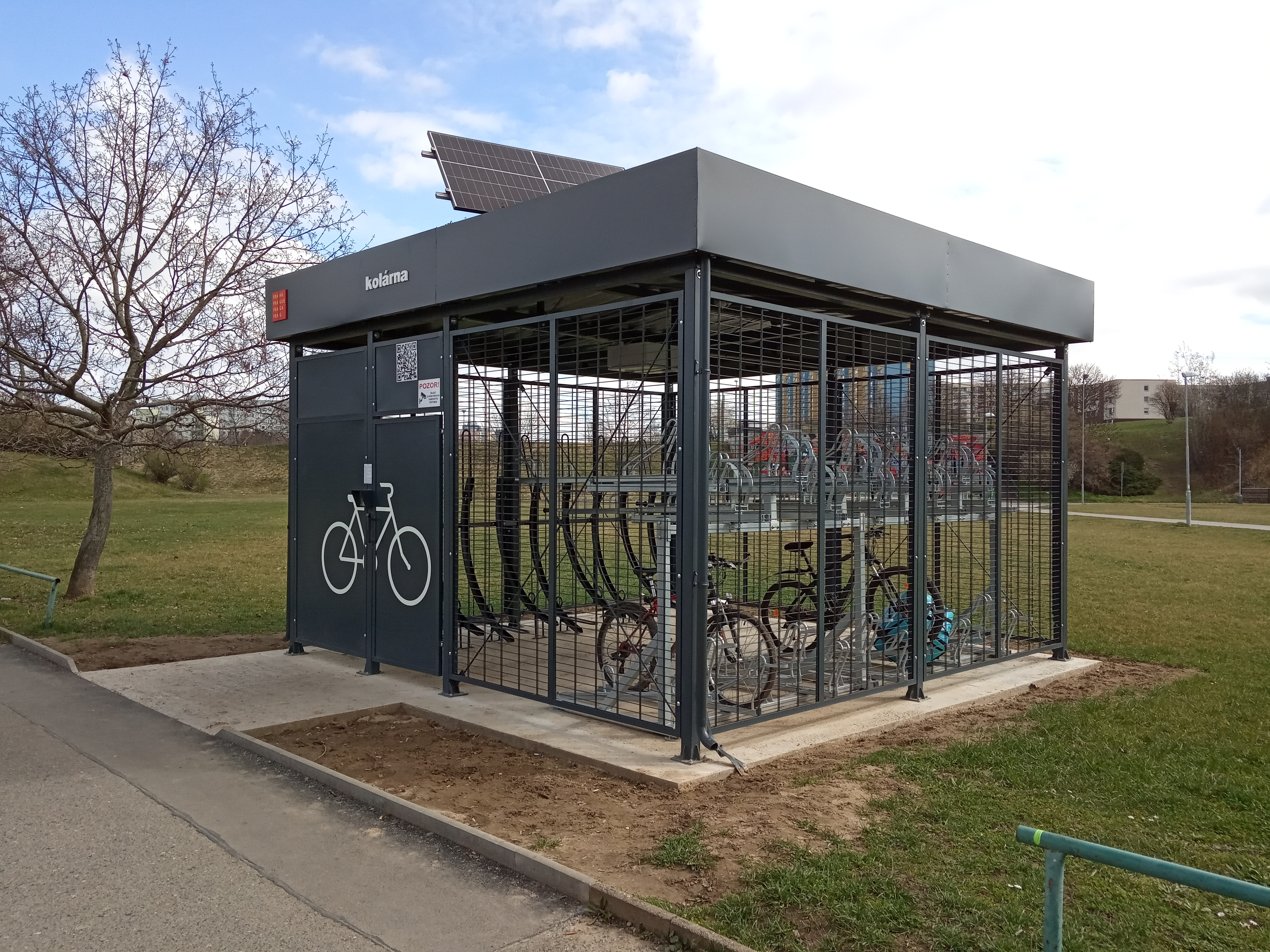

#### Fahrradsammelgaragen
Sammelgaragen sind in aufrechter Körperhaltung begehbare abgeschlossene und überdachte Fahrradabstellanlagen mit typischerweise mehr als zehn Stellplätzen, stellen also die Kleinausführung eines Fahrradparkhauses dar. Baulich handelt es sich dabei in der Regel um Leichtbauten, deren Wände meistens aus Lochblechen, Wellblechen oder Metall-/Glaskonstruktionen bestehen und die in dieser Form inklusive geeigneter Schließ- und Zugangssysteme schlüsselfertig von Stadtmobiliar-Lieferanten angeboten werden. Aber auch zu Fahrradabstellanlagen umfunktionierte ehemalige PKW-Garagen oder Lagerhallen fallen unter die Definition von Fahrradsammelgaragen. Hinsichtlich Betriebsform und Nutzerkreis gibt es insbesondere zwei Ausprägungen, einmal in Form von Quartiersanlagen mit in der Regel dauerhaft vermieteten Stellplätzen, die einem eingegrenzten Personenkreis (und ggf. deren Gästen) zur Verfügung stehen und andererseits insbesondere Bike+Ride-Anlagen an Bahnhöfen, deren Stellplätze sowohl dauerhaft vermietet wie auch individuell für einzelne Abstellvorgänge buchbar sein können. Fahrradsammelgaragen sind in der Regel mit Fahrradhaltern bestückt, bei zum Fahrradparken umfunktionierten Massivbauten kommen auch Indoor-Bestückungen mit Fahrradboxen vor.

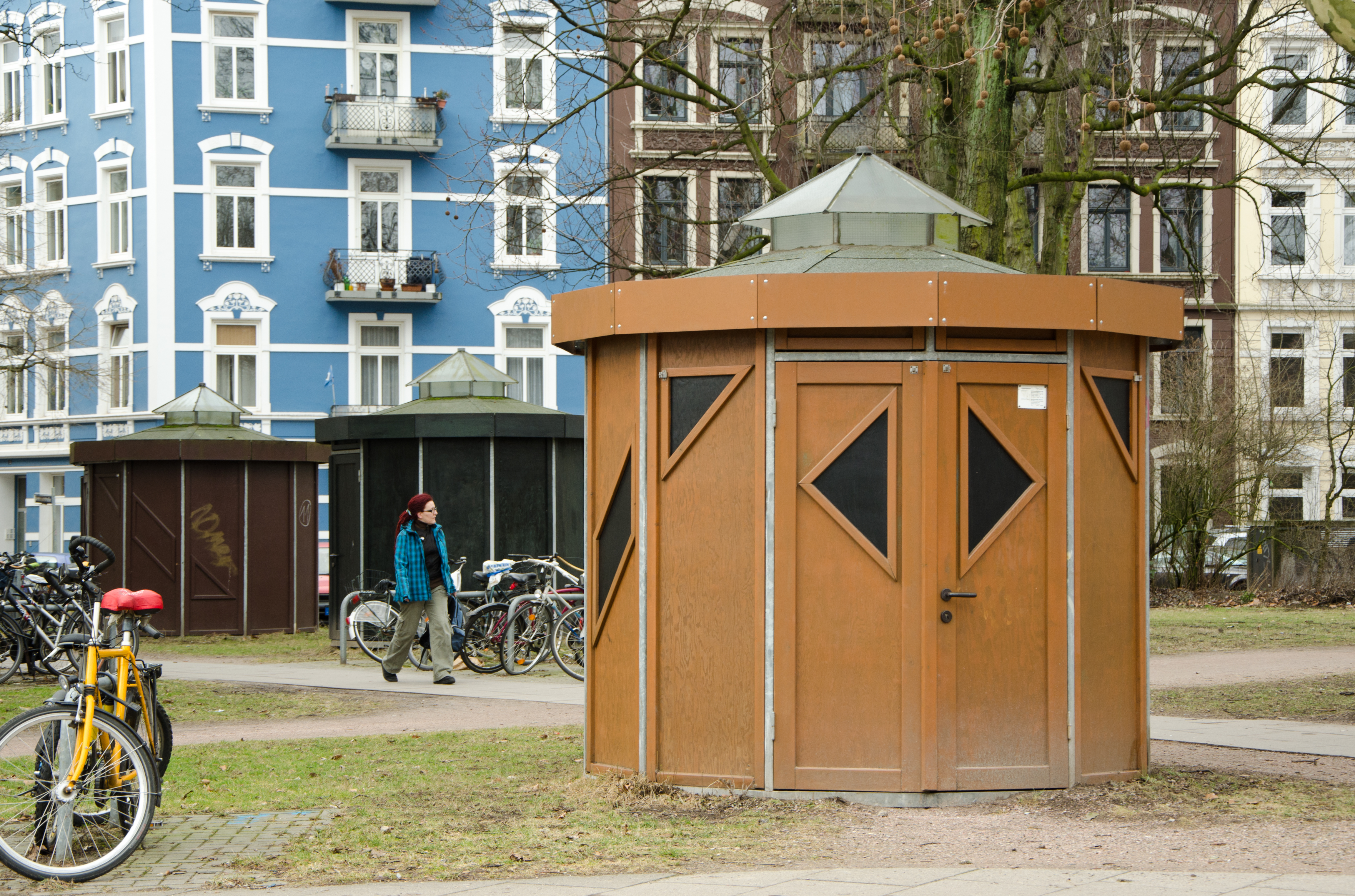
Hamburg
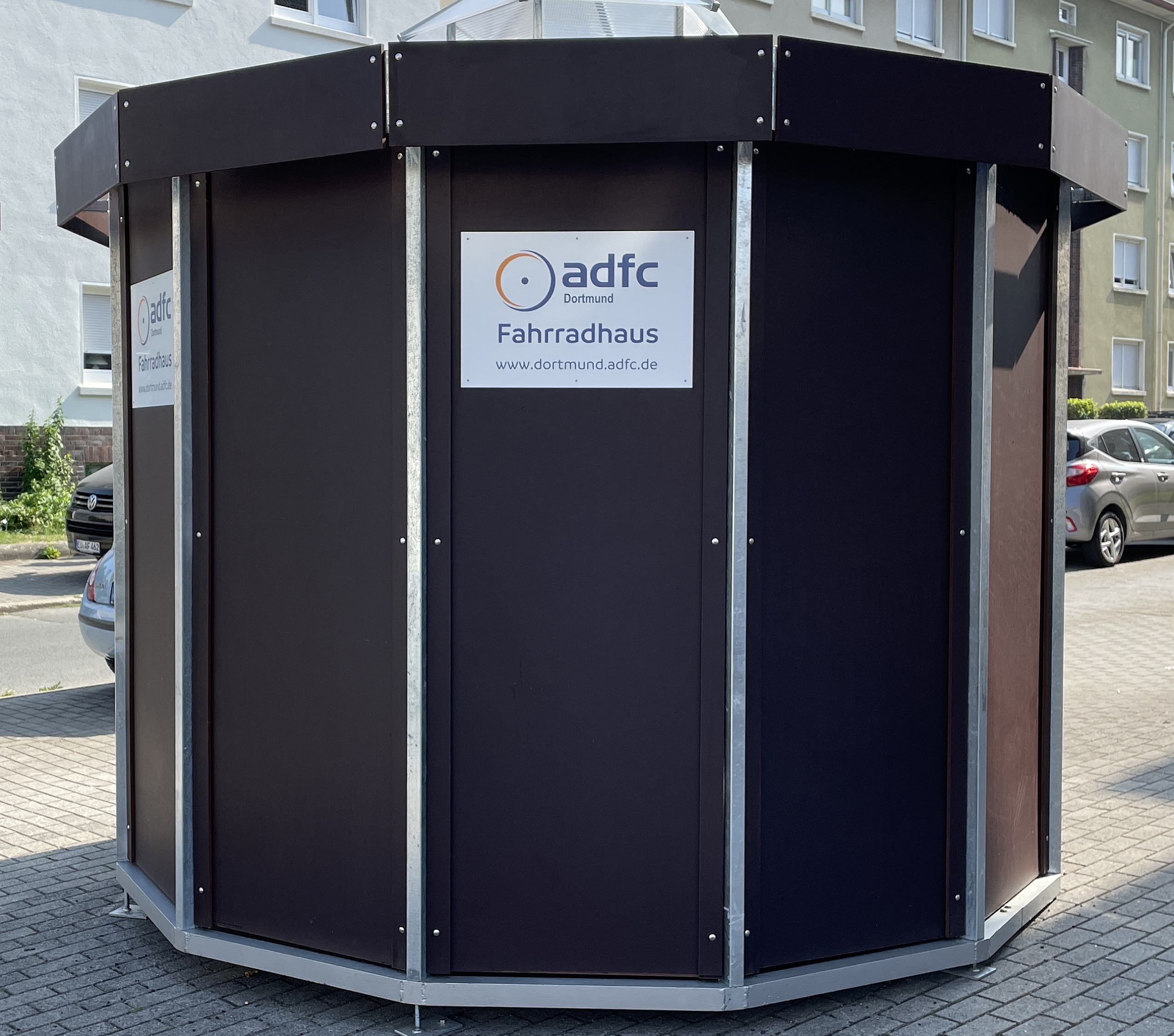
Dortmund

##### Fahrradhäuschen
Ein Fahrradhäuschen ist eine spezielle, hauptsächlich in Quartiersanlagen eingesetzte Bauform einer Fahrradsammelgarage, die sich durch eine Stahlskelett-/Holzkonstruktion auf einem in der Regel zwölfeckigen Grundriss auszeichnet. Im Inneren ist ein Karussellparker montiert, eine kreisförmige Anordnung von meistens zwölf Hängeparkern an einem drehbaren Metallgestell. Das gesamte Karussell ist wie ein Kleiderständer drehbar, so dass nur an einer Seite zusätzlicher Manövrierraum zum Ein- und Ausparken der Fahrräder erforderlich ist. Das Ein- und Ausparken in den Hängeparkern erfordert einige Übung und insbesondere Kraftanstrengung, da das Fahrrad mit seiner Längsachse in eine senkrechte Lage gehoben und dann mit seiner Vorderradfelge in einen Karussellhaken eingehängt werden muss. Seit geraumer Zeit werden aber auch Fahrradhäuschen mit Karussellparkern mit mechanischen Hebehilfen ausgerüstet. Dabei wird das Fahrrad durch einen Hebel mit Hilfe einer Gasdruckfeder ohne nennenswerte Kraftanstrengung in die Parkposition gehoben bzw. abgesenkt.
Als „Geburtsstätte“ der Fahrradhäuschen gilt der Stadtstaat Hamburg, der schon in den 1980er-Jahren mit der finanziellen Förderung des Fahrradparkens in den Wohnquartieren begann und ab 1993 das Hamburger Fahrradhäuschen entwickelte und zum Einsatz brachte, von dem Stand Ende 2023 rund 400 in Betrieb waren.
→ ausführlichere Informationen im Artikel Fahrradgarage

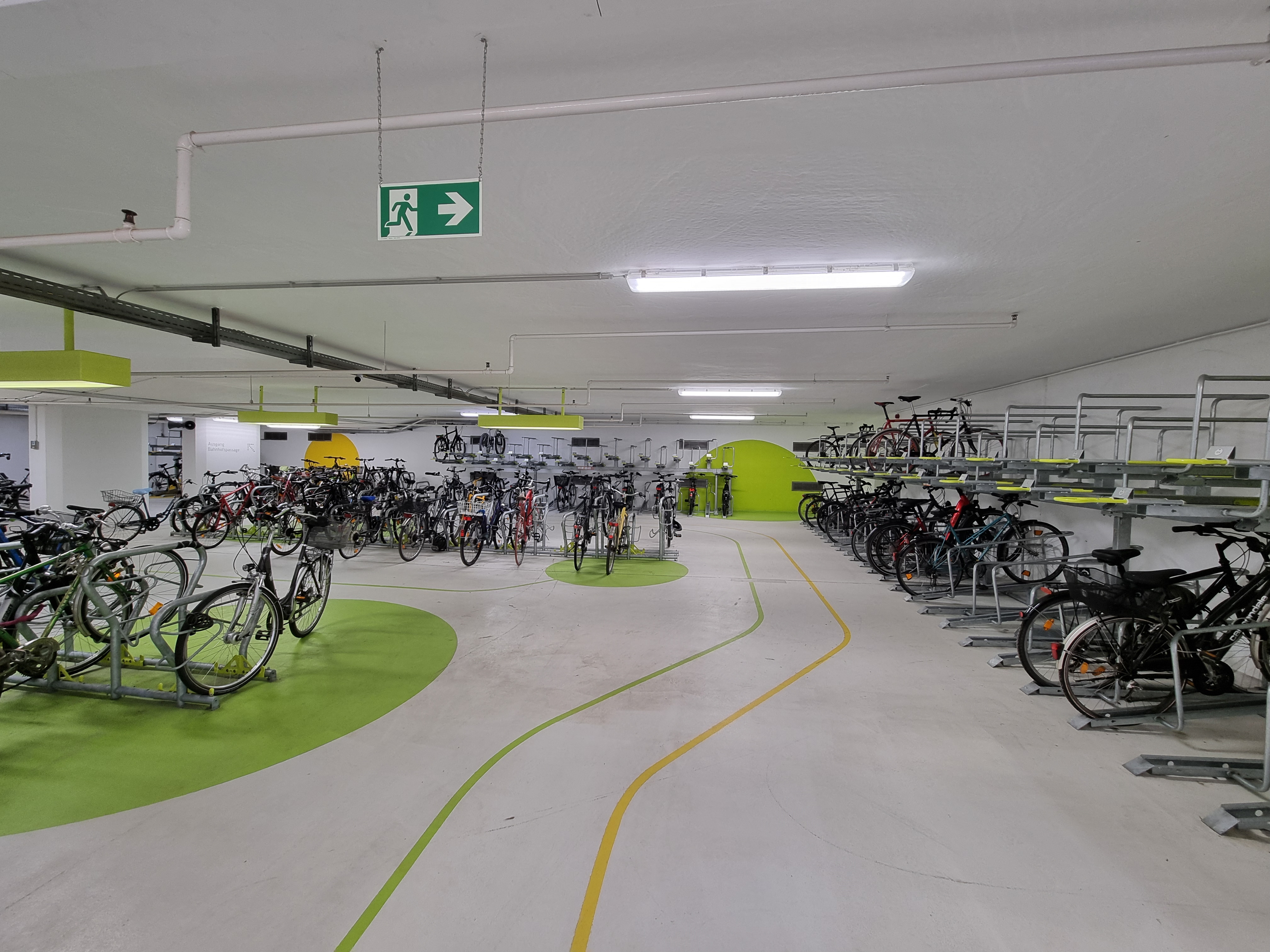
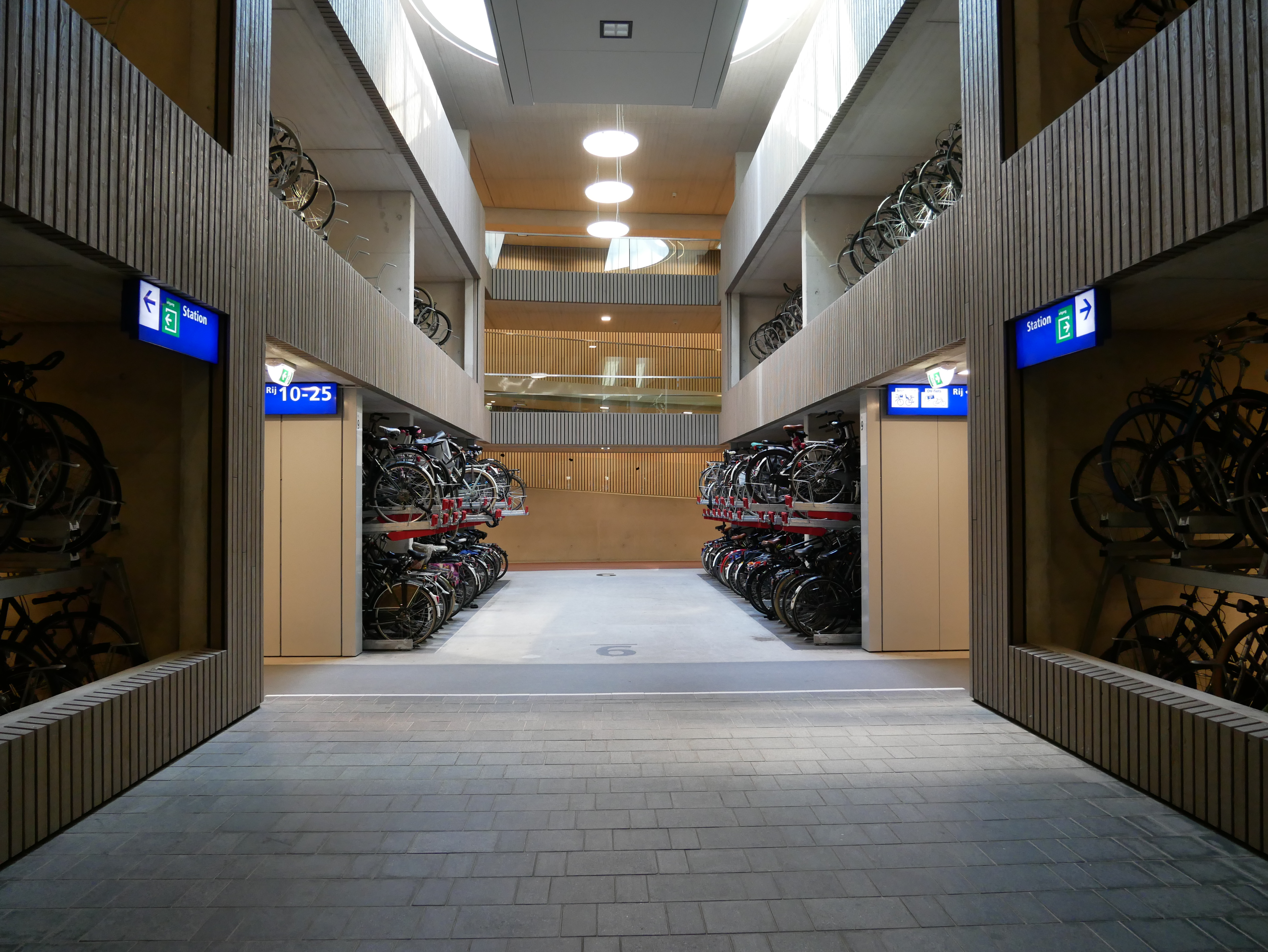

#### Fahrradparkhäuser

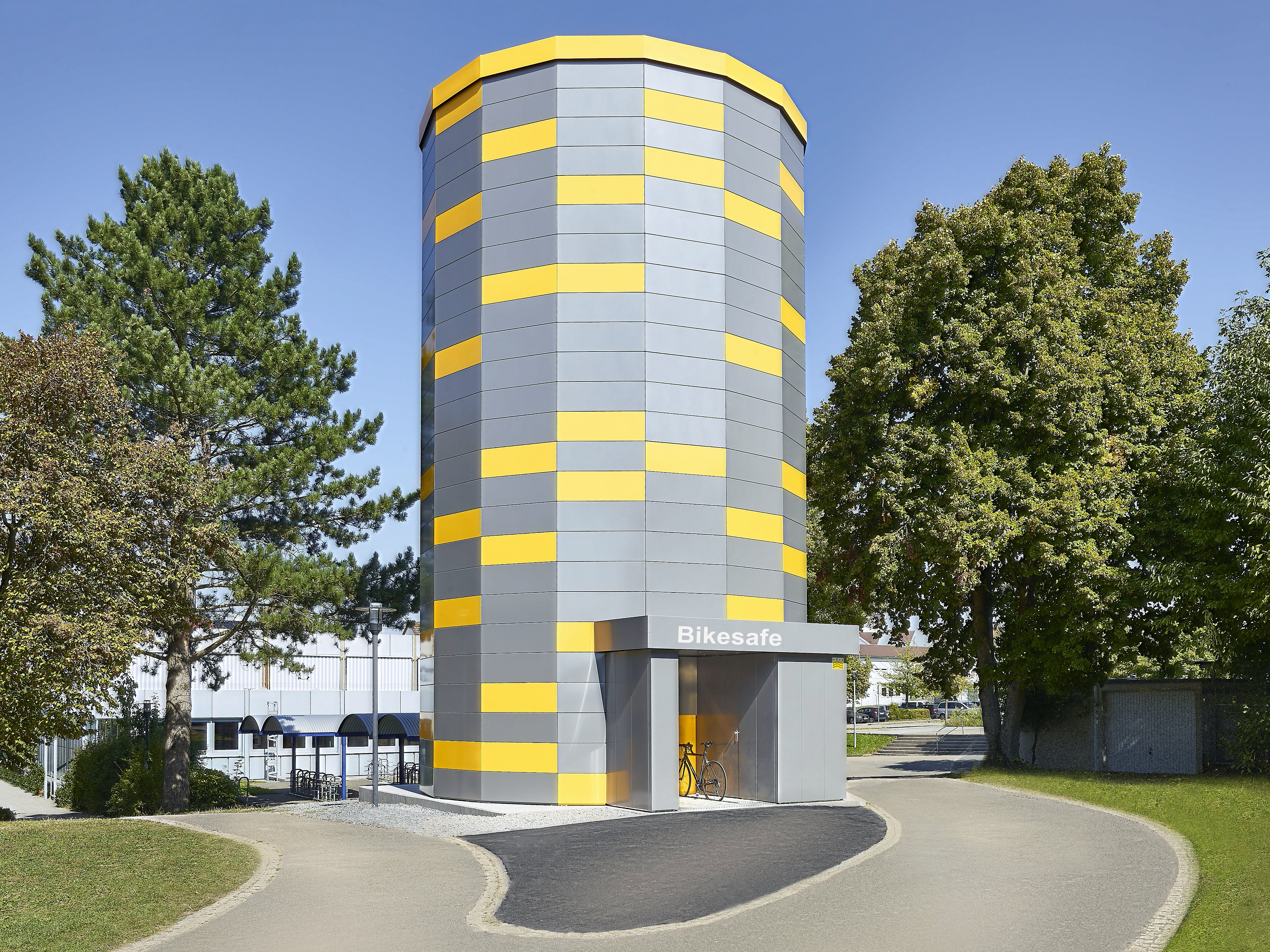
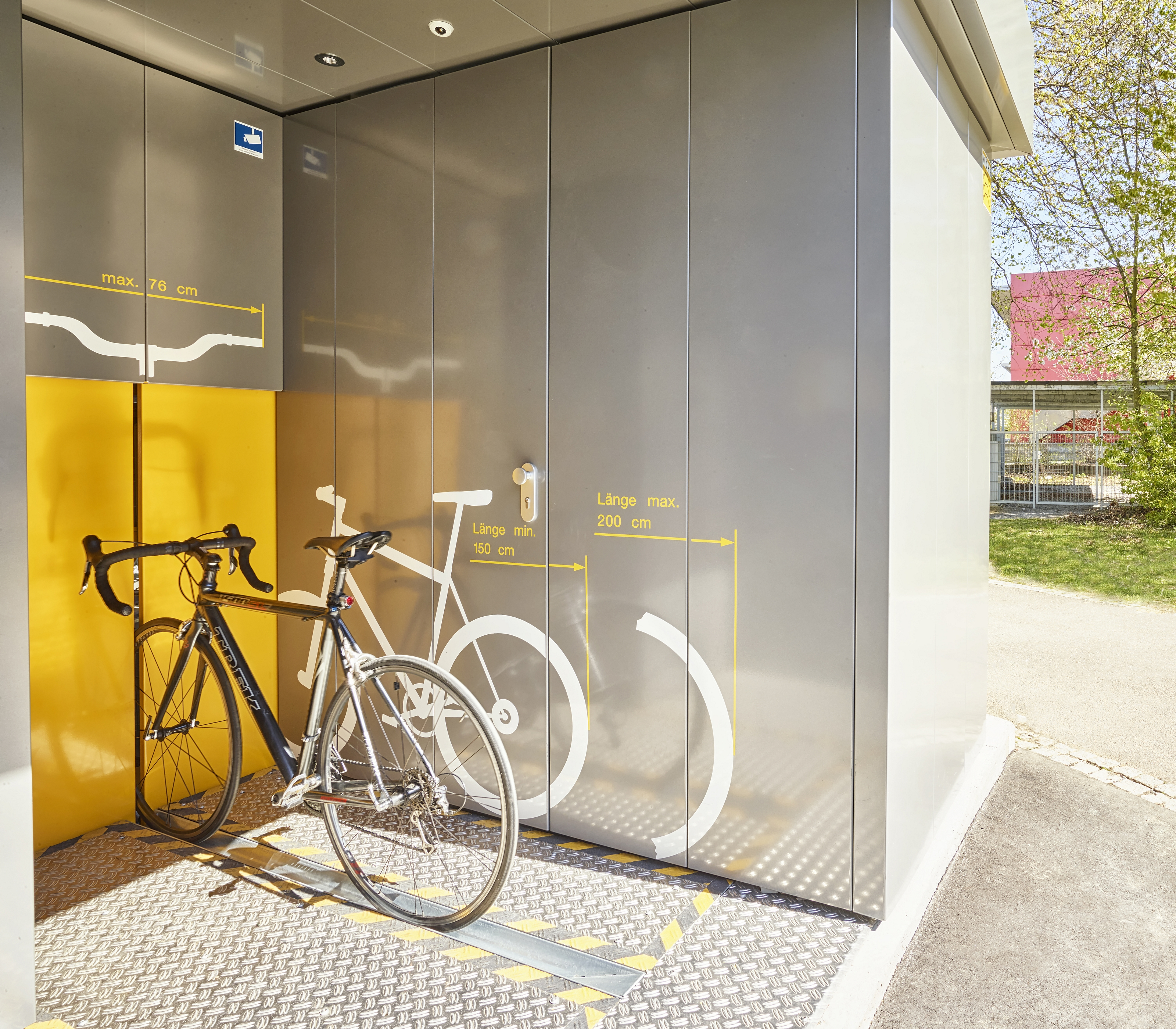

Analog zu Parkhäusern für Autos gibt es Fahrradparkhäuser (teilweise auch Fahrradgroßgaragen genannt) als Lösung für Standorte mit hoher Nachfrage und überwiegend längerer Abstelldauer, z. B. an Bahnhöfen und anderen Knotenpunkten wichtiger Wegeverbindungen. Fahrradparkhäuser stehen üblicherweise (mit Ausnahme einiger Anlagen großer Arbeitgeber, die deren Belegschaften vorbehalten sind) der Allgemeinheit zur Verfügung und sind in der Regel kostenpflichtig. Eine Ausrüstung mit Doppelstockparkern ist heute der übliche Standard. Die Stadt Utrecht in den Niederlanden kann sich seit 2019 damit rühmen, am Hauptbahnhof das weltweit größte (Stand 2023) Fahrradparkhaus mit 12.500 Plätzen in Betrieb zu haben. Am Amsterdamer Hauptbahnhof gibt es seit Anfang 2023 zwei neue Fahrradparkhäuser mit zusammen 11.000 Stellplätzen. Sie sind im Untergrund von Wasserflächen errichtet worden und sollen die oberirdischen Anlagen ersetzen, damit Fußgänger rund um den Hauptbahnhof mehr Platz erhalten. Das größte Fahrradparkhaus in Deutschland mit 3.300 Stellplätzen ist aktuell (Stand 2023) auf der Westseite des Hauptbahnhofs Münster zu finden und wird ergänzt durch ein weiteres auf der Ostseite des Bahnhofes mit ca. 1.800 Plätzen. Der Umbau des ehemaligen Kfz-Parkhauses P3 in Karlsruhe mit 38 Kfz-Stellplätzen zu einem Fahrradparkhaus mit 680 Stellplätzen stieß schon bei der Eröffnung 2018 auf großes Interesse insbesondere in den Fachmedien und wurde 2020 mit dem Deutschen Fahrradpreis ausgezeichnet.

#### Vollautomatische Fahrradparkhäuser

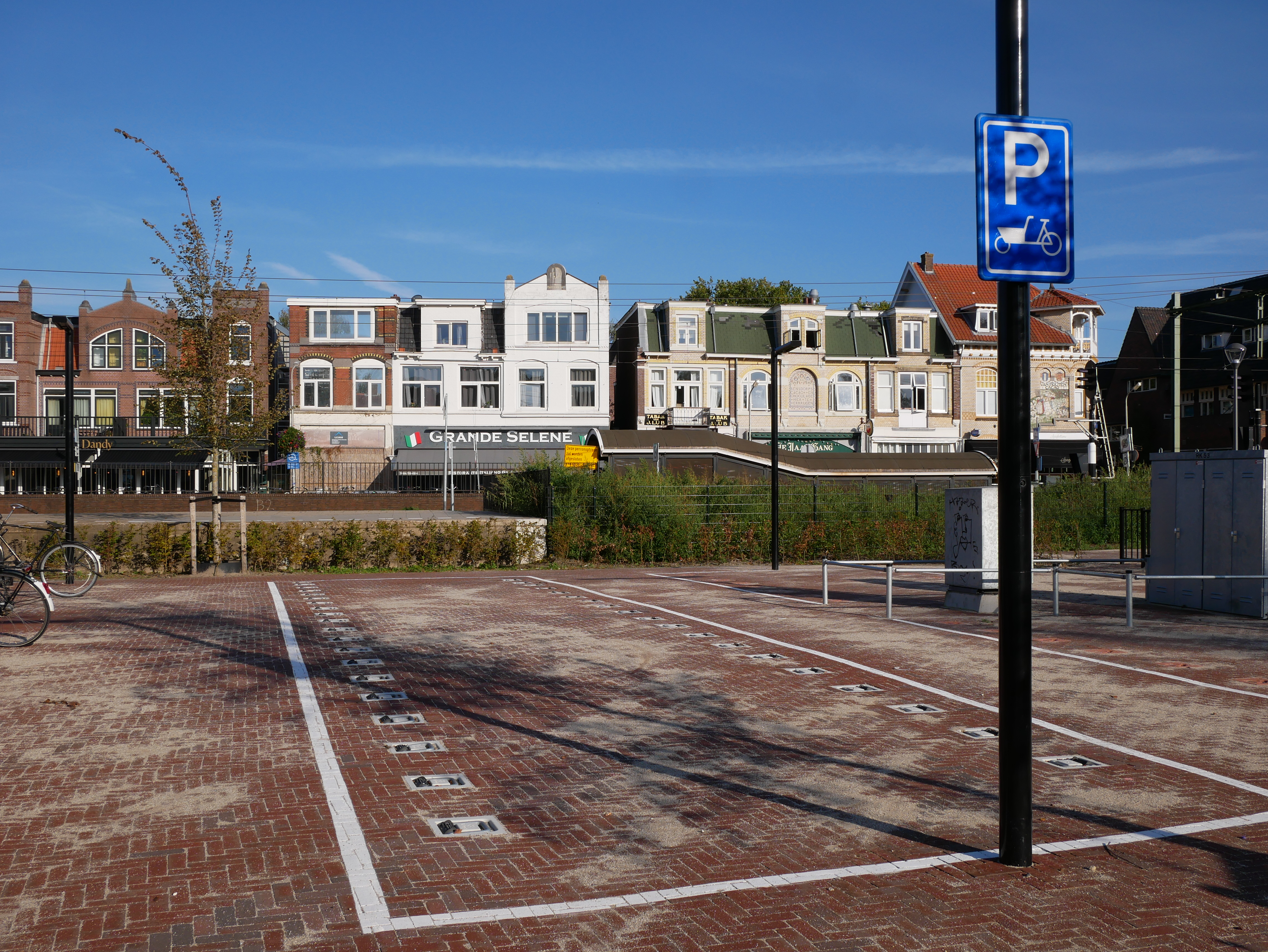
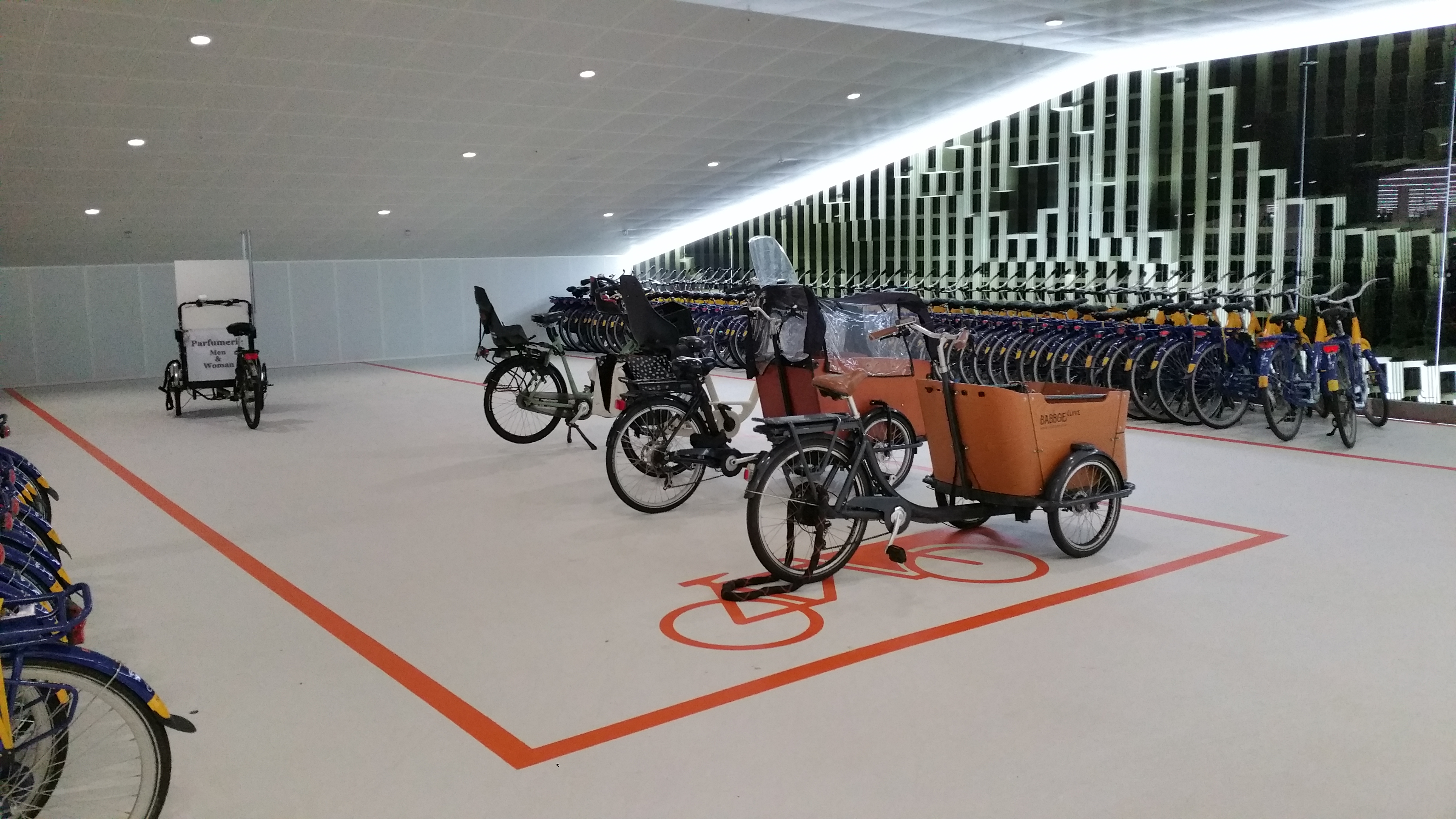

Eine sehr platzsparende Form des Fahrradparkens sind vollautomatische Fahrradparkhäuser, in denen die Fahrräder in mehreren Etagen oberirdisch (Turmbauweise, daher oft auch als Fahrradturm oder Fahrradsilo bezeichnet) oder unterirdisch (Schachtbauweise) geparkt werden. Auch Mischbauweisen mit einigen unter- und einigen oberirdischen Abstell-Etagen kommen vor. Diese Form von Fahrradparkhäusern wird von den Nutzern nicht betreten, sondern die Fahrräder werden an einem Übergabepunkt (auch Übergabe-Gate oder -Port genannt) ein- und ausgeschleust. Durch verschiedene Sicherheitsmechanismen wird sichergestellt, dass nur Fahrräder mit zulässigen Abmessungen und Gewicht und keine unzulässigen Gegenstände oder Personen eingeschleust werden. Je nach System können auch Fahrradbekleidung, Fahrradhelm, Packtaschen und teilweise sogar Kindersitze am Fahrrad verbleiben und mit eingelagert werden. Als maximale Auslagerungszeit gibt ein großer Hersteller 15 Sekunden an; bei häufiger stark pulkartiger Inanspruchnahme können auch mehrere Übergabe-Gates, in Einkaufszentren oder Bahnhöfen auch auf verschiedenen Verkehrsebenen vorgesehen werden. Am Markt werden sowohl Modelle in Einheitsgröße (z. B. 118 Stellplätze) oder skalierbar z. B. in Größen zwischen 6 und 1000 Stellplätzen angeboten. Die Nutzung ist teilweise kostenlos, oft aber kostenpflichtig.

#### Abstellanlagen für Lastenräder
Die Hinweise zum Fahrradparken der Forschungsgesellschaft für Straßen- und Verkehrswesen (FGSV) enthalten in ihrer bisherigen Ausgabe 2012 keine Regeln und Gestaltungsvorschläge zu Abstellmöglichkeiten für Lastenräder, was sich aber mit der für 2025 angekündigten Aktualisierung ändern wird. Übergangsweise bieten sich als Informationsquelle die Ergebnisse aus dem Forschungsprojekt ALADIN – Abstellanlagen für Lastenfahrräder in Nachbarschaften der Fachhochschule Erfurt an. Die dabei entstandene Planungshilfe enthält neben Hinweisen zu lastenradgeeigneten Abstellelementen u. a. im Kapitel „Flächen & Platzbedarfe“ auch wesentliche Informationen für die Gestaltung auf Anlagenebene.

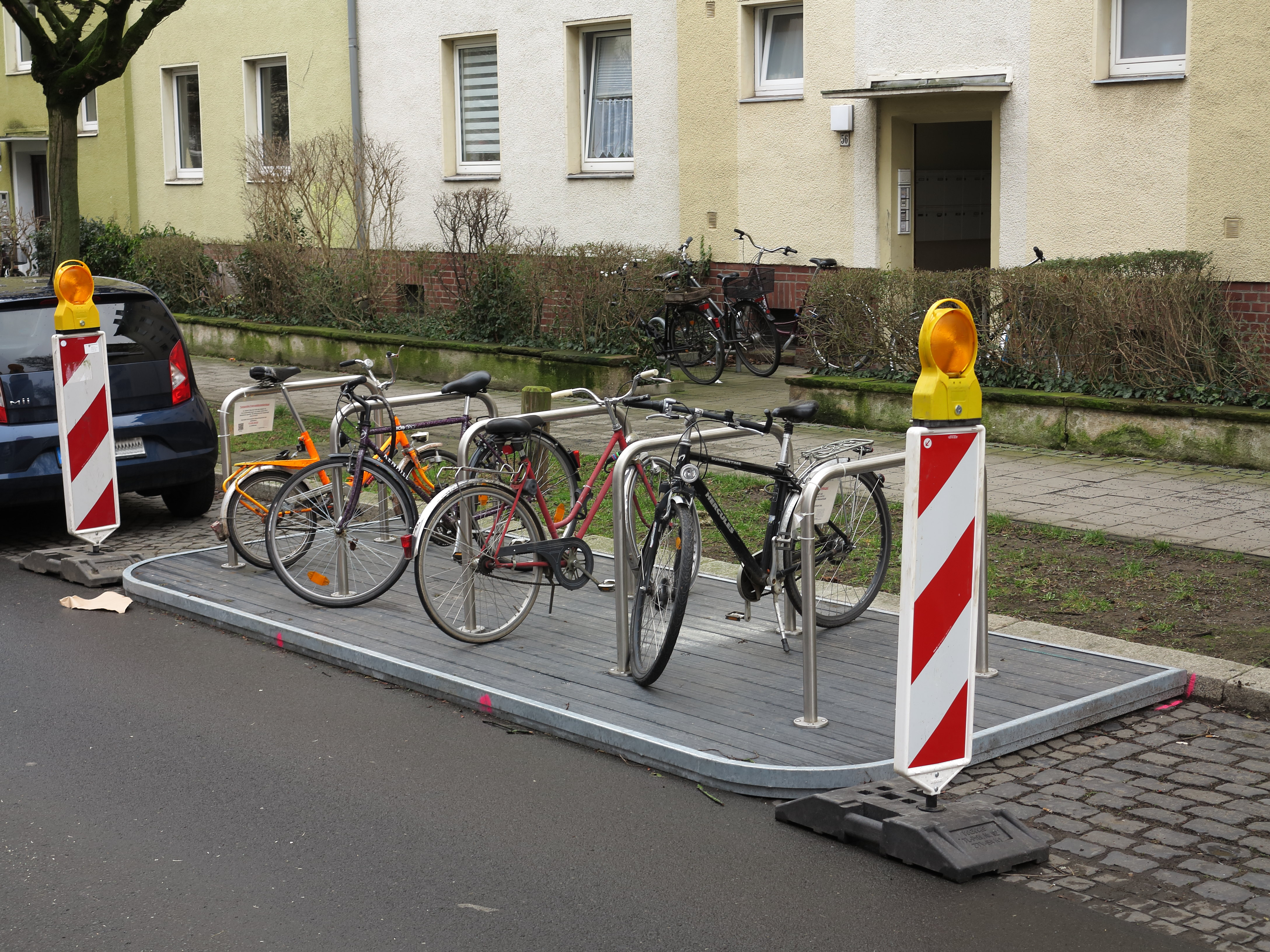

#### Fahrradplattform, Fahrradflunder
Eine Fahrradplattform oder Fahrradflunder (niederländisch: fietsvlonder) ist ein mit Fahrradhaltern bestücktes Parklet. Fahrradflundern werden temporär (typischerweise zwischen drei und sechs Monate) auf bisherigen Autoparkplätzen und Parkbuchten aufgestellt, um vor Ort und unter Einbeziehung der Anwohner die Akzeptanz für eine dauerhafte Umwandlung der betreffenden Fläche in Fahrradabstellplätze zu testen. Die Idee dazu ist 2015 bei einem Brainstorming von Stadtplanern der Stadt Rotterdam entstanden und wurde auch dort zuerst pilothaft umgesetzt. Mitte 2018 hatte Rotterdam schon mehr als 70 Fahrradflundern im Einsatz, die von der Abteilung für Stadtunterhaltung im Rahmen eines standardisierten Prozesses (von der Bearbeitung eines Bürgerantrags über die Installation des temporären Parklets bis hin zu seiner möglichen Umwandlung in eine permanente Abstellanlage) betreut werden. Fahrradflundern können von den Kommunen angemietet oder gekauft werden und haben sich inzwischen in den gesamten Niederlanden und zahlreichen anderen Ländern weit verbreitet; erste Einsätze in deutschen Städten sind für das Jahr 2021 dokumentiert. Ein Nachteil der Fahrradflundern ist, dass sie heute nur mit einfachen Anlehnbügeln bestückt angeboten werden, bei denen Fahrräder durch das typischerweise längsversetzte Parken leicht über die Plattform hinaus in den Straßenraum hineinragen können. Als Abhilfe wird heute eine mit Geländern umgebene Variante angeboten. Stadtgestalterisch verträglicher und akzeptanzförderlicher wäre eine Bestückung mit DIN- oder FietsParKeur-geprüften Fahrradhaltern, die bauartbedingt das Hineinragen der Fahrräder in den Straßenraum vermeiden.

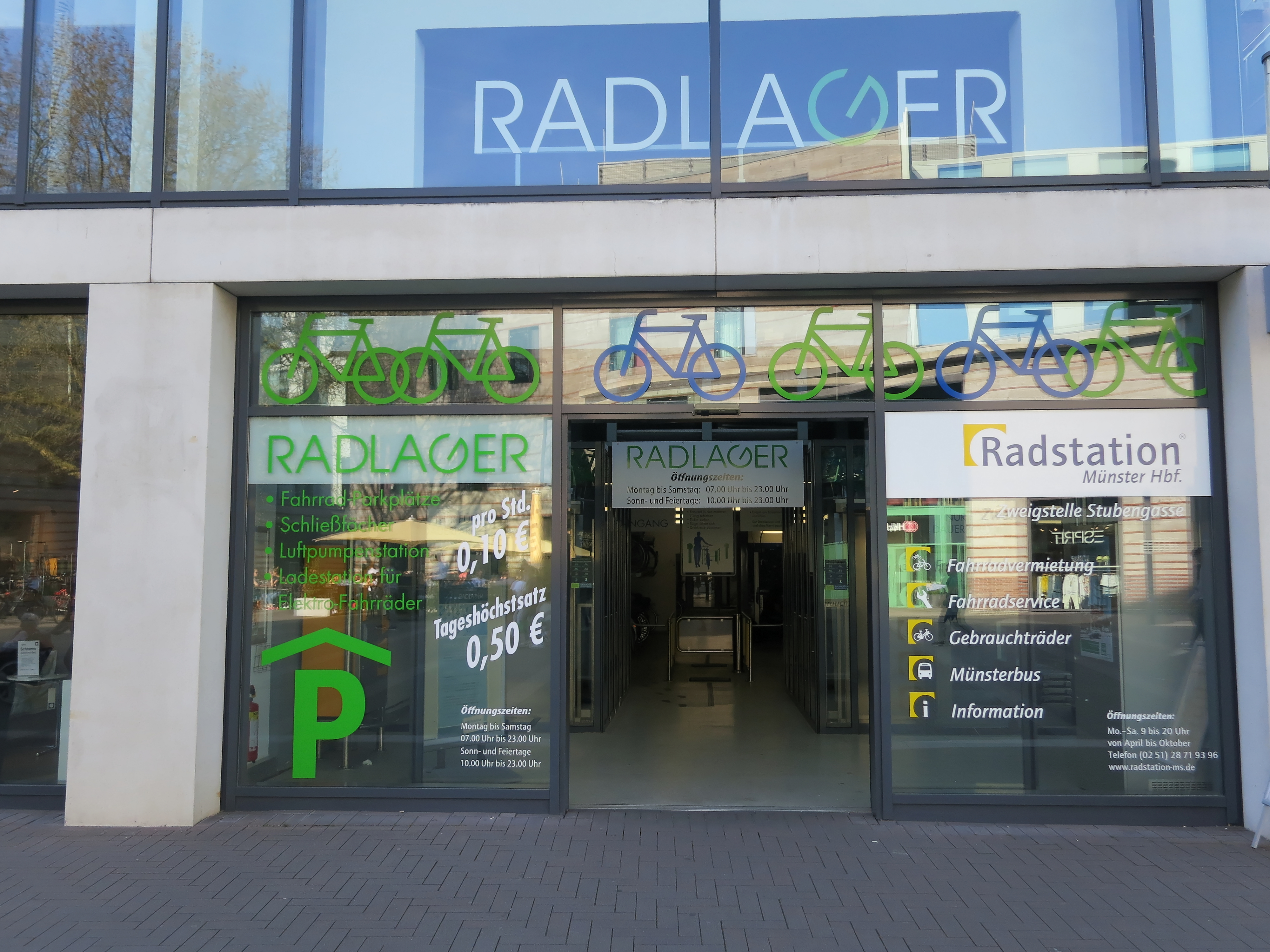

### Fahrradstationen

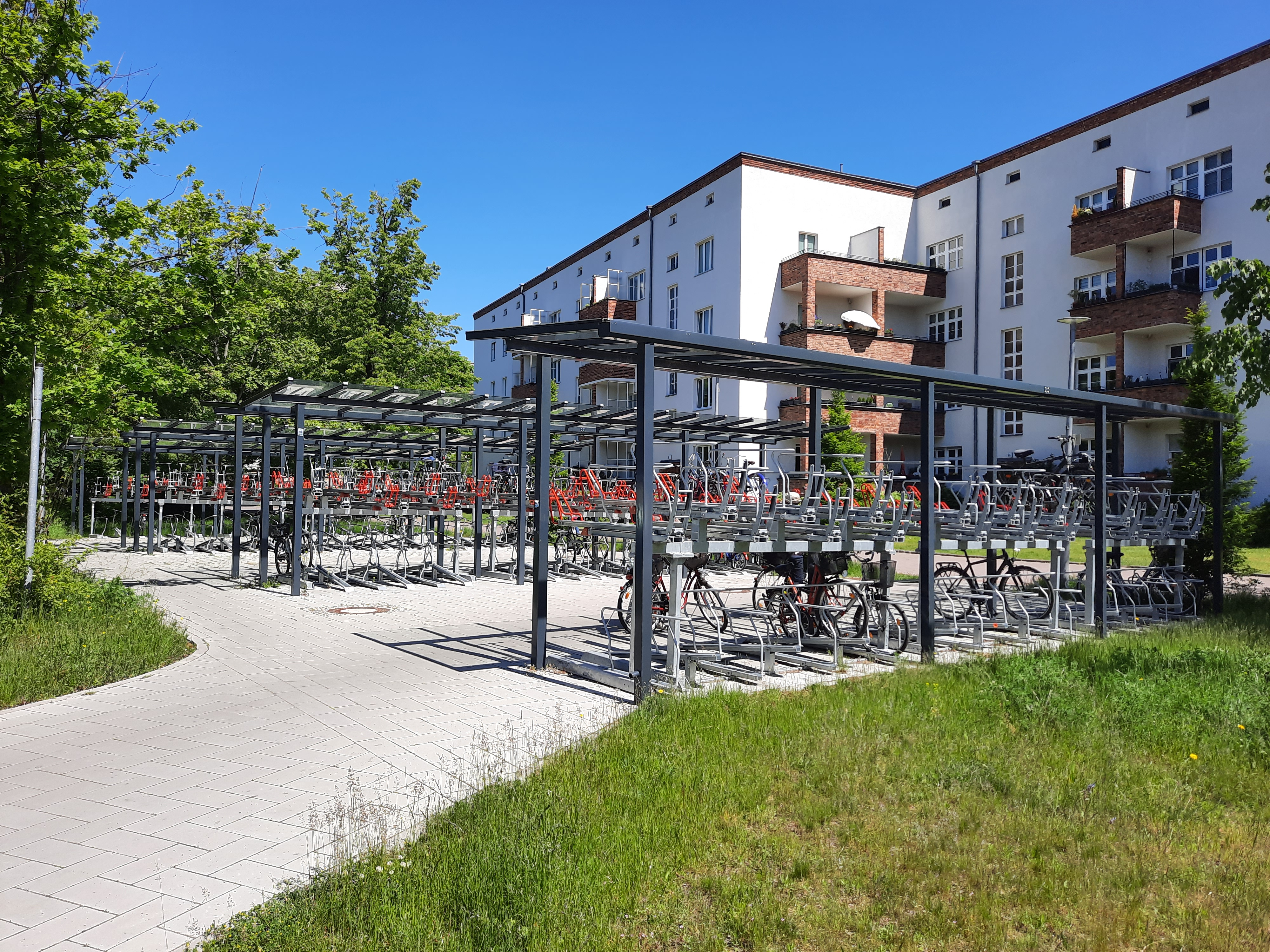
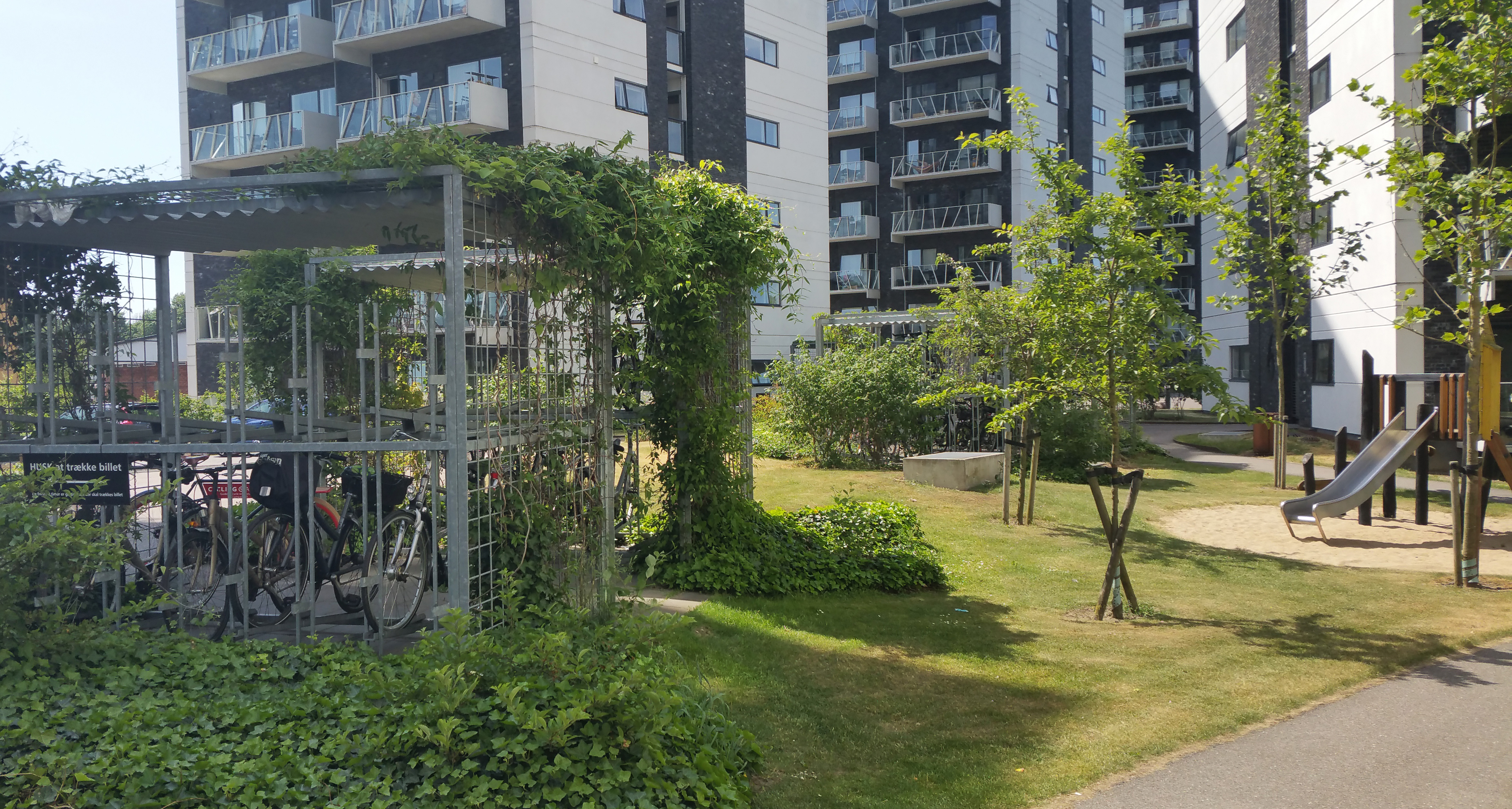

Eine Fahrradstation, auch Radstation oder schweizerisch Velostation, ist eine Betriebsform einer Fahrradabstellanlage, die zumindest die drei folgenden Dienstleistungen anbietet:
- gesichertes und witterungsgeschütztes Fahrradparken
- Wartung und Pannenhilfe für Fahrräder
- Vermietung von Fahrrädern

Fahrradstationen können darüber hinaus weitere mobilitätsbezogene Dienstleistungen anbieten wie z. B. Verkauf von Fahrrädern und Zubehör, professionelle Fahrradreinigung, touristische Information oder Mobilitätsberatung. Baulich handelt es sich dabei in der Regel um ein Fahrradparkhaus, das mit einer technischen Zugangskontrolle versehen oder bewacht ist. Vorrangiges Einsatzfeld von Fahrradstationen sind Bahnhöfe; die Kundschaft besteht überwiegend aus Stammfahrgästen der Bahn oder von Verkehrsverbünden. Radstation ist eine vom ADFC Nordrhein-Westfalen geschützte Wort-/Bildmarke.

### Quartiersanlagen
Quartiersanlage ist ein Obergriff für Fahrradabstellanlagen, die in der Nähe von Mehrfamilienhäusern errichtet werden, wenn in den Häusern selbst oder direkt davor keine Fahrradparkmöglichkeiten für die Bewohner geschaffen werden können. Quartiersanlagen können sowohl auf privatem Grund wie auch – bei entsprechender Einigung mit der Kommune – auf öffentlichem Grund errichtet werden; dabei kann es sich um nahezu alle der vorher genannten baulichen Ausführungsformen handeln. Hinsichtlich Finanzierung, Förderung, Betreiberschaft und Betriebsform (inklusive Zugangsregelung) gibt es sehr unterschiedliche Modelle. Eine Errichtung auf privatem Grund erfolgt häufig durch Baugenossenschaften, durch Zusammenschlüsse mehrerer Privatvermieter oder durch Eigentümergemeinschaften. Häufig sind auch genossenschaftsähnliche Initiativen von Bewohnern erfolgreich – auf privatem ebenso wie auf öffentlichem Grund.
Als besonders aktiv beim Fahrradparken in den Wohngebieten gilt der Stadtstaat Hamburg, der schon in den 1980er-Jahren mit der finanziellen Förderung entsprechender Vorhaben begann. Hier wurde auch das Hamburger Fahrradhäuschen entwickelt und zum Einsatz gebracht, von dem Stand Ende 2023 rund 400 in Betrieb sind. Der von der Hamburger Behörde für Stadtentwicklung und Wohnen (BSW) herausgegebene Leitfaden Fahrradparken im Quartier ist weitestgehend auch auf andere Kommunen anwendbar.

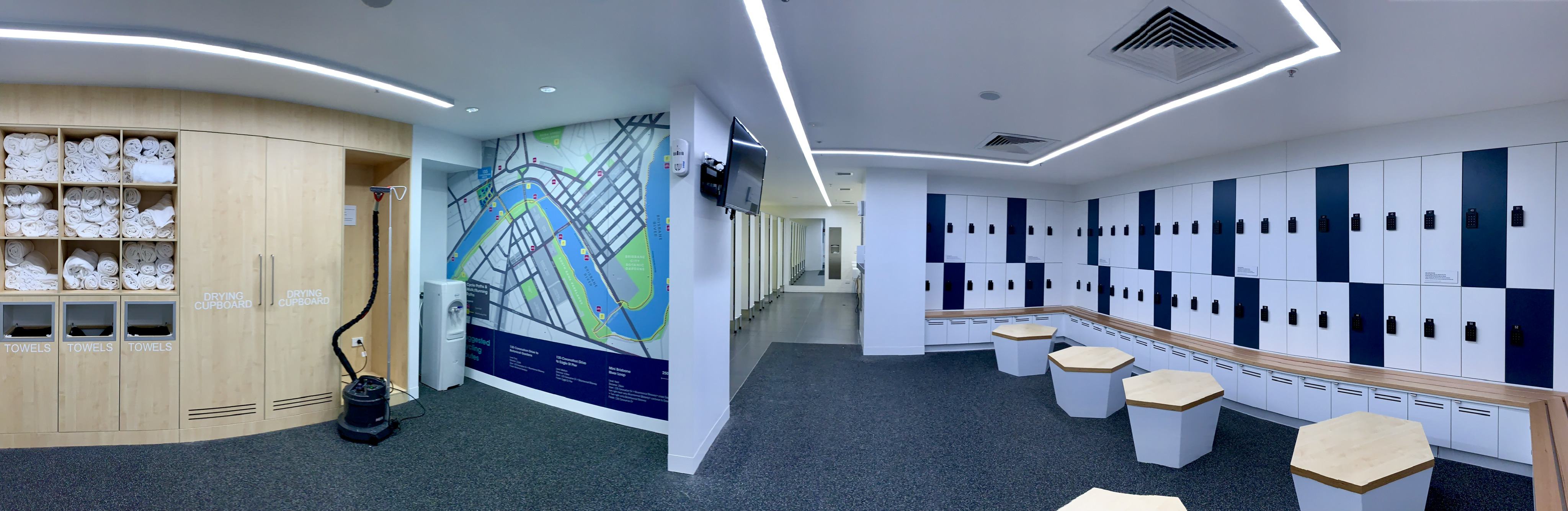
drei Ansichten
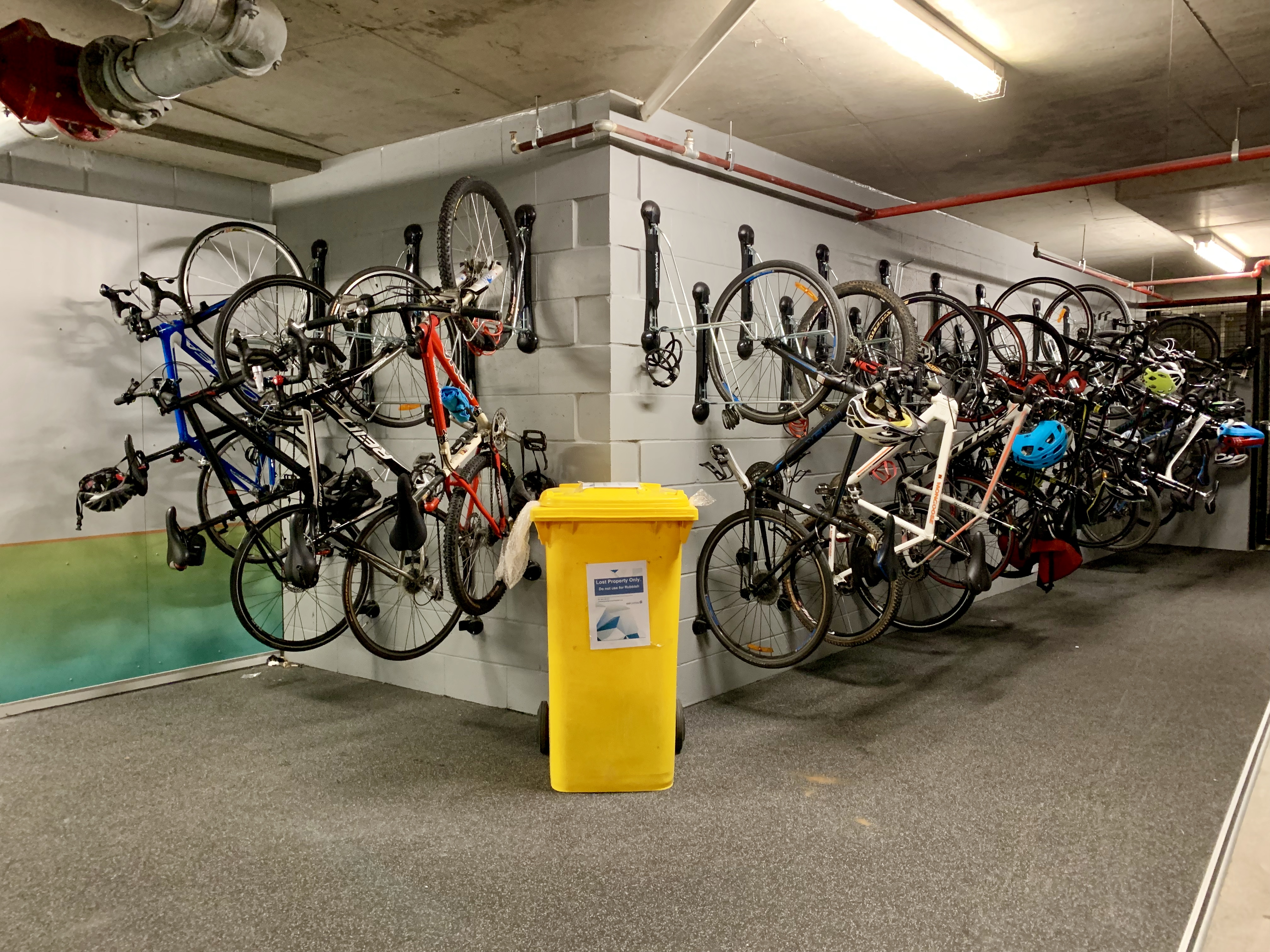
derselben
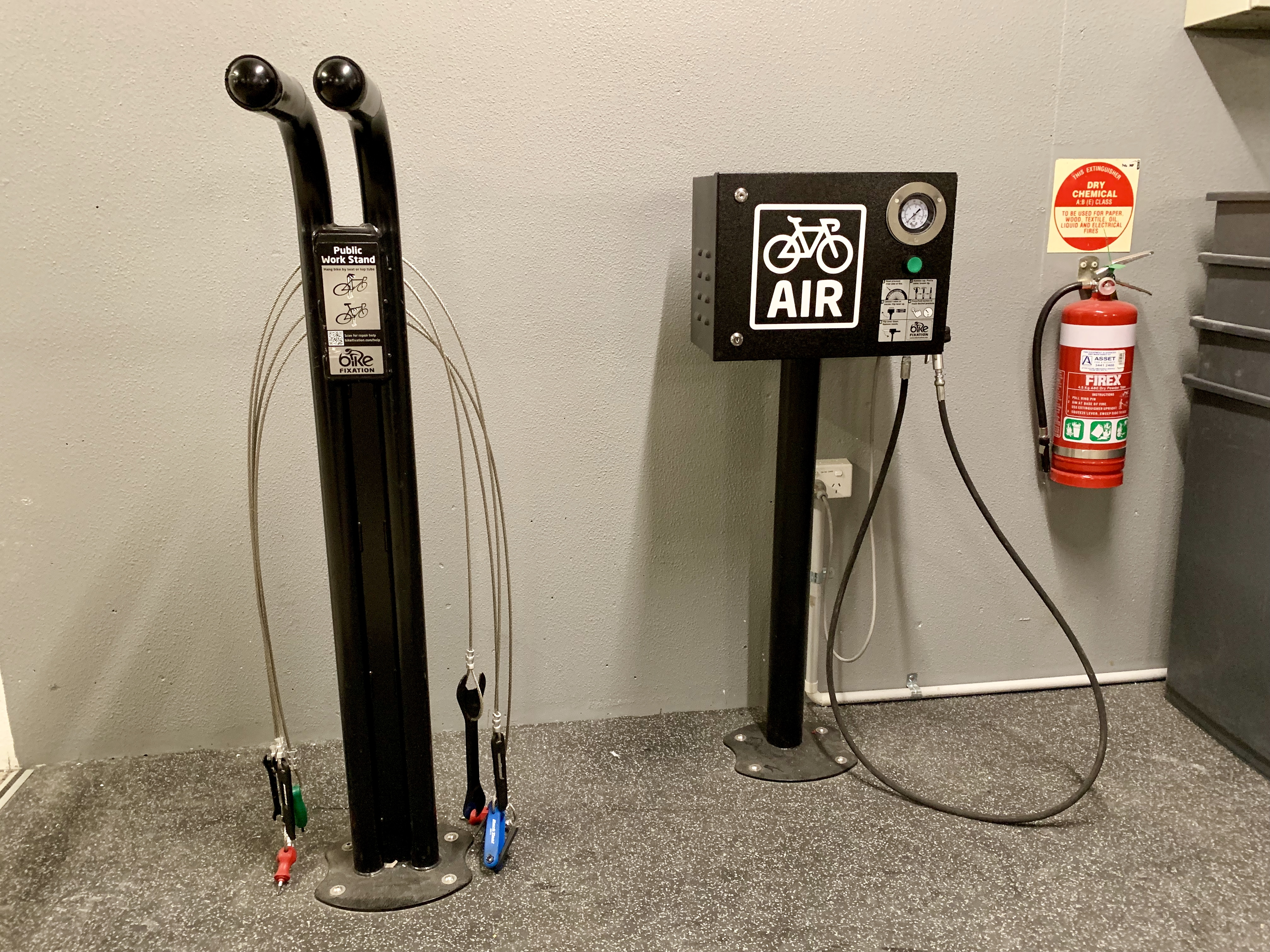
EOT-Anlage

### End-of-Trip Facilities

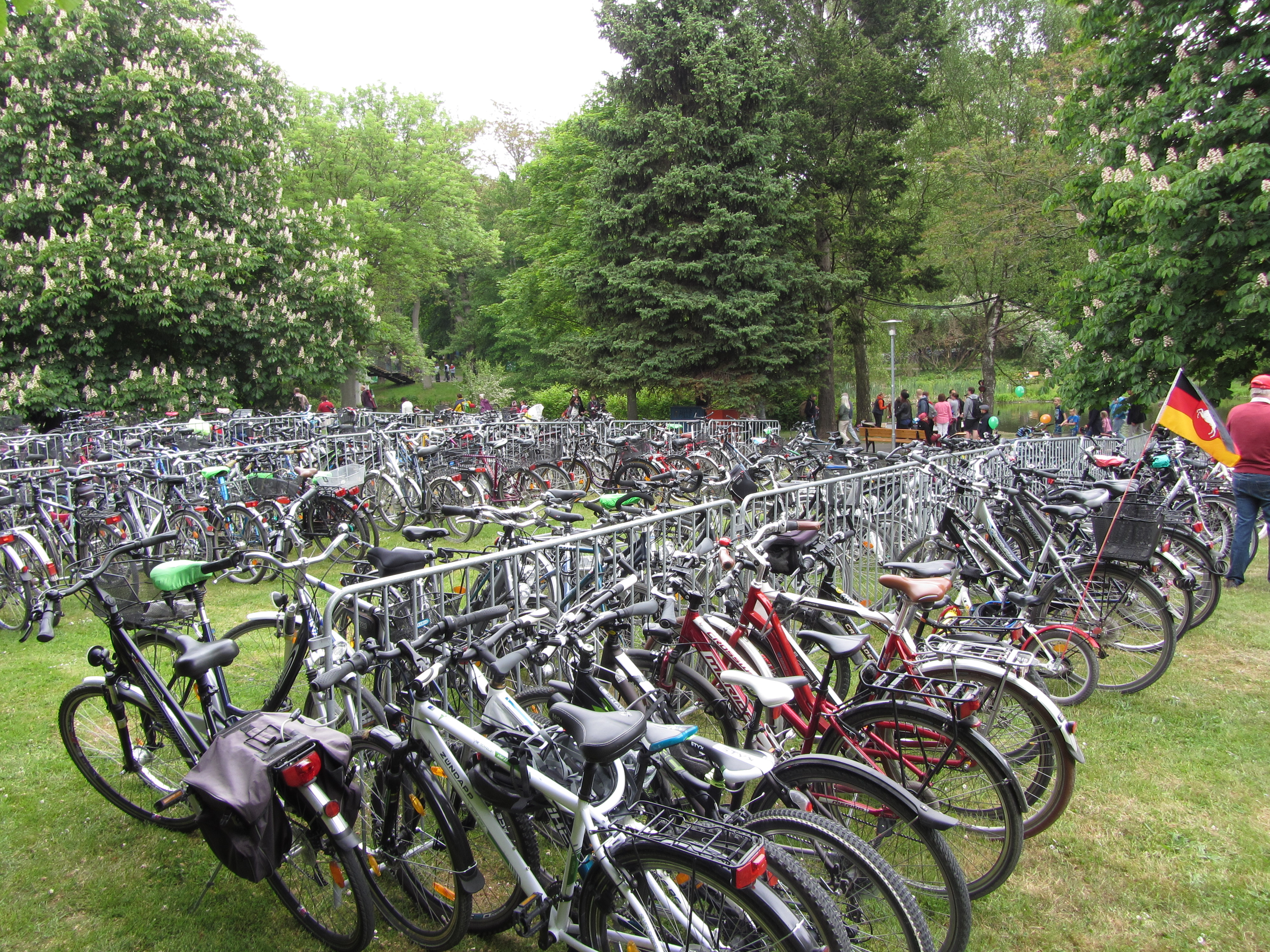

Schon seit einigen Jahren schaffen insbesondere große Arbeitgeber zusätzliche Infrastruktur für ihre Beschäftigten, die ihre Arbeitswege mit dem Fahrrad, Tretroller, Skateboard, joggend oder zu Fuß zurücklegen oder sich in ihren Mittagspausen entsprechend sportlich betätigen. Über klassische Fahrradabstellanlagen hinaus sind das in der Regel
- sichere Abstellmöglichkeiten auch für Tretroller
- Umkleideräume
- Duschen und Waschgelegenheiten
- Schließfächer/Spinde für Helme und Kleidung
- Trockenräume für nasse Kleidung
- Selbsthilfe-Reparaturstationen inkl. Luftpumpe
- Lademöglichkeiten für E-Bike-Akkus
- Handtuchservice

Einen stehenden deutschen Begriff für solche Einrichtungen gab es bislang nicht, in Australien sind sie jetzt unter der Bezeichnung englisch End-of-Trip Facilities ‚Einrichtungen für das Ende der Tour‘ (abgekürzt EoT oder EoTF) zur Pflicht geworden. So schreibt beispielsweise der Bundesstaat Queensland vor, dass bei allen größeren Neubauten und Erweiterungen von gewerblichen Bürogebäuden, Einkaufszentren, tertiären Bildungseinrichtungen und Krankenhäusern End-of-Trip Facilities geplant und installiert werden müssen. U. a. der Bundesstaat Western Australia hat eine eigene Richtlinie dafür herausgegeben.

### Temporäre Fahrradabstellanlagen für Veranstaltungen
Großveranstaltungen wie Festivals, Schützenfeste und Messen finden oft an Orten statt, wo während der übrigen Zeit des Jahres keine oder nur sehr wenige Fahrradstellplätze benötigt werden. Zur Abdeckung eines solchen kurzzeitig hohen Stellplatzbedarfes gibt es verschiedene Lösungen:
- Vielfach werden den Veranstaltungsbesuchern einfache Absperrgitter (Mannesmann- bzw. Luxemburg-Gitter) als improvisierte Fahrradhalterungen angeboten. Dabei sollen die Vorderräder in die senkrechten Schlitze der Absperrgitter eingeparkt werden. Bei dieser Lösung bekommen die Fahrräder keinen ausreichenden Seitenhalt durch die Absperrgitter und bedürfen zusätzlich einer Stabilisierung durch ihre angebauten eigenen Fahrradständer, die jedoch auf weichem Untergrund leicht einsinken und damit ein dominoeffektartiges Umstürzen mehrerer Räder mit entsprechenden Sachschäden verursachen können. Auch unter Diebstahlaspekten ist diese Lösung nachteilig, da die Absperrgitter abhängig von der Belegungsdichte kein Anschließen oder nur ein Anschließen der Vorderräder erlauben.
- Vermehrt werden solche Veranstaltungen aber auch mit hochwertigen mobilen Fahrradhalterungen bestückt, die ein Stadtmobiliar-Lieferant zur Miete oder zum Kauf anbietet. Einige große Kommunen haben sich einen Pool solcher Modelle angeschafft und bieten sie ihrerseits lokal den Veranstaltern zur Miete an. Das Modell besteht aus anreihbaren Modulen mit jeweils drei Anlehnbügeln, die drehbar auf zwei Bodenschienen gelagert sind. Durch Parallelverschiebung der Bodenschienen lassen sich die Module flach zusammenlegen und gut transportieren und lagern. Die Standfestigkeits- und Diebstahlschutz-Eigenschaften dieses Modells sind denen von stationären Anlehnbügeln vergleichbar.
- Eine empfehlenswerte Lösung ist auch die FahrradGarderobe nach dem Prinzip einer Jackengarderobe. Es ist üblicherweise eine bewachte Anlage mit einem Aufhängesystem aus weiterentwickelten Triathlon-Ständern, bei dem die Räder an der Sattelspitze auf ein Leichtmetallrohr fixiert werden, zweiter Berührungspunkt ist das Vorderrad am Boden.

Vermehrt werden bei Genehmigungsprozessen der Kommunen für Großveranstaltungen jetzt auch schon die (kostenpflichtig zu beziehenden) Empfehlungen zum Verkehrs- und Crowdmanagement für Veranstaltungen der Forschungsgesellschaft für Straßen- und Verkehrswesen (FGSV) zugrunde gelegt, die auch ein Kapitel Fahrradabstellanlagen beinhalten.

## Pflege und Unterhaltung von Fahrradabstellanlagen
Seit einigen Jahren geraten auch die Pflege- und Unterhaltungsaufwände von Fahrradabstellanlagen vermehrt in den Fokus und werden gerade von großen Anlagenbetreibern wie der Bahn oder anderen Verkehrsbetrieben systematisch geplant.

### Reinigung
Mindestens einmal pro Jahr ist eine Grundreinigung einer Fahrradabstellanlage unumgänglich, die meistens im Herbst nach dem Laubfall durchgeführt wird. Je nach Umgebungsbedingungen der Anlagen sind auch zumindest Kontrollen oder Bedarfsreinigungen in kürzeren Zyklen notwendig.
Um diese Reinigungen so kostengünstig wie möglich durchführen zu können, legen die Anlagenbetreiber bei ihren Neuanschaffungen zunehmend Wert auf reinigungsfreundliche Ausführungen. Diese zeichnen sich z. B. aus durch sehr flache Bodenschienen, zwischen denen sich Laub und Unrat möglichst nicht oder nur wenig ansammeln können bzw. mithilfe von Laubbläsern oder Hochdruckreinigern leicht entfernen lassen. Ein Anbieter von Fahrradabstellanlagen hat sich auch anreihbare Fundamentplatten patentieren lassen, die zwei Längsrinnen aufweisen, in denen die Bodenschienen seiner Reihenparker oberflächenbündig und somit reinigungsfreundlich befestigt werden.

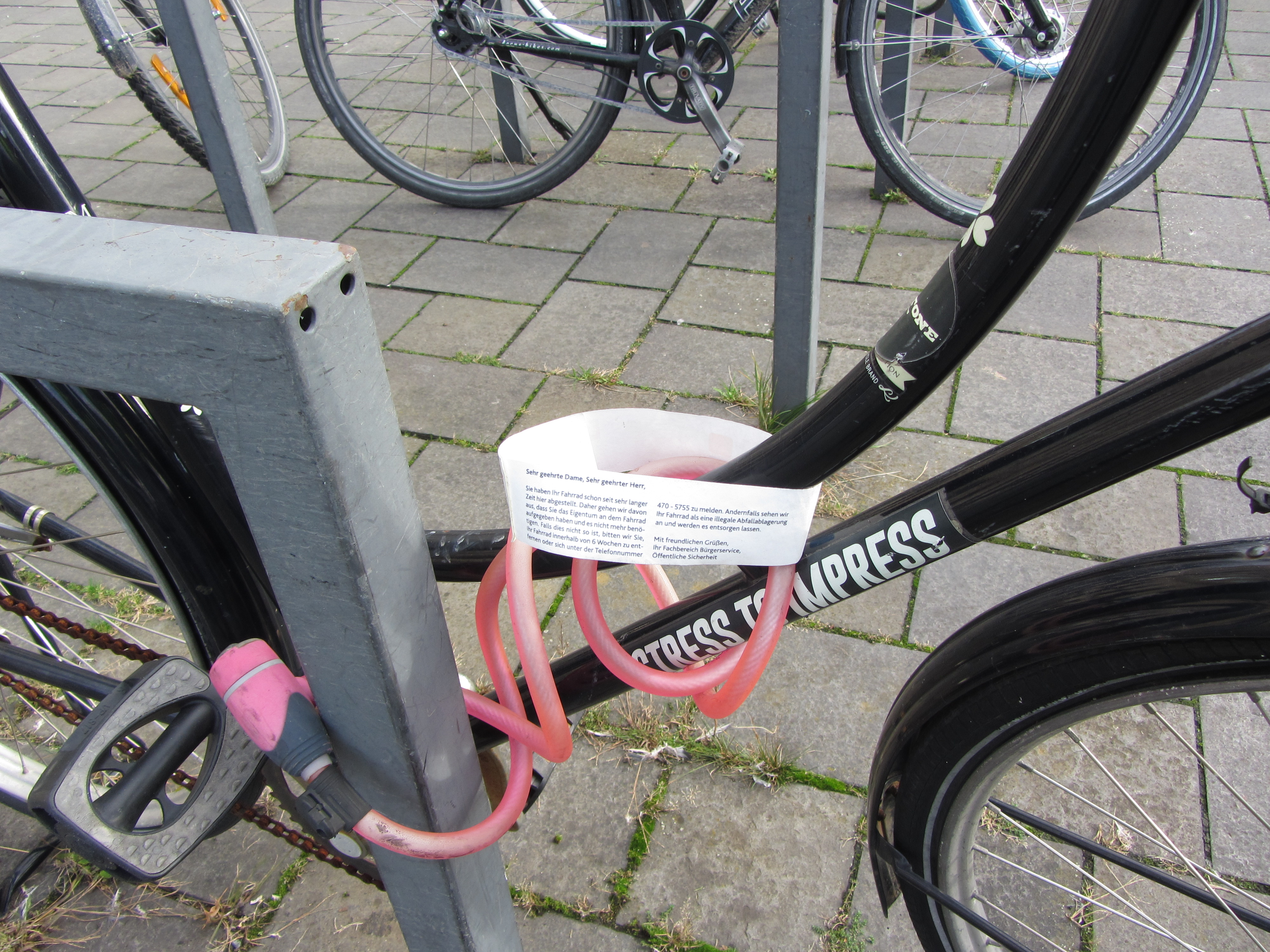
Kennzeichnung
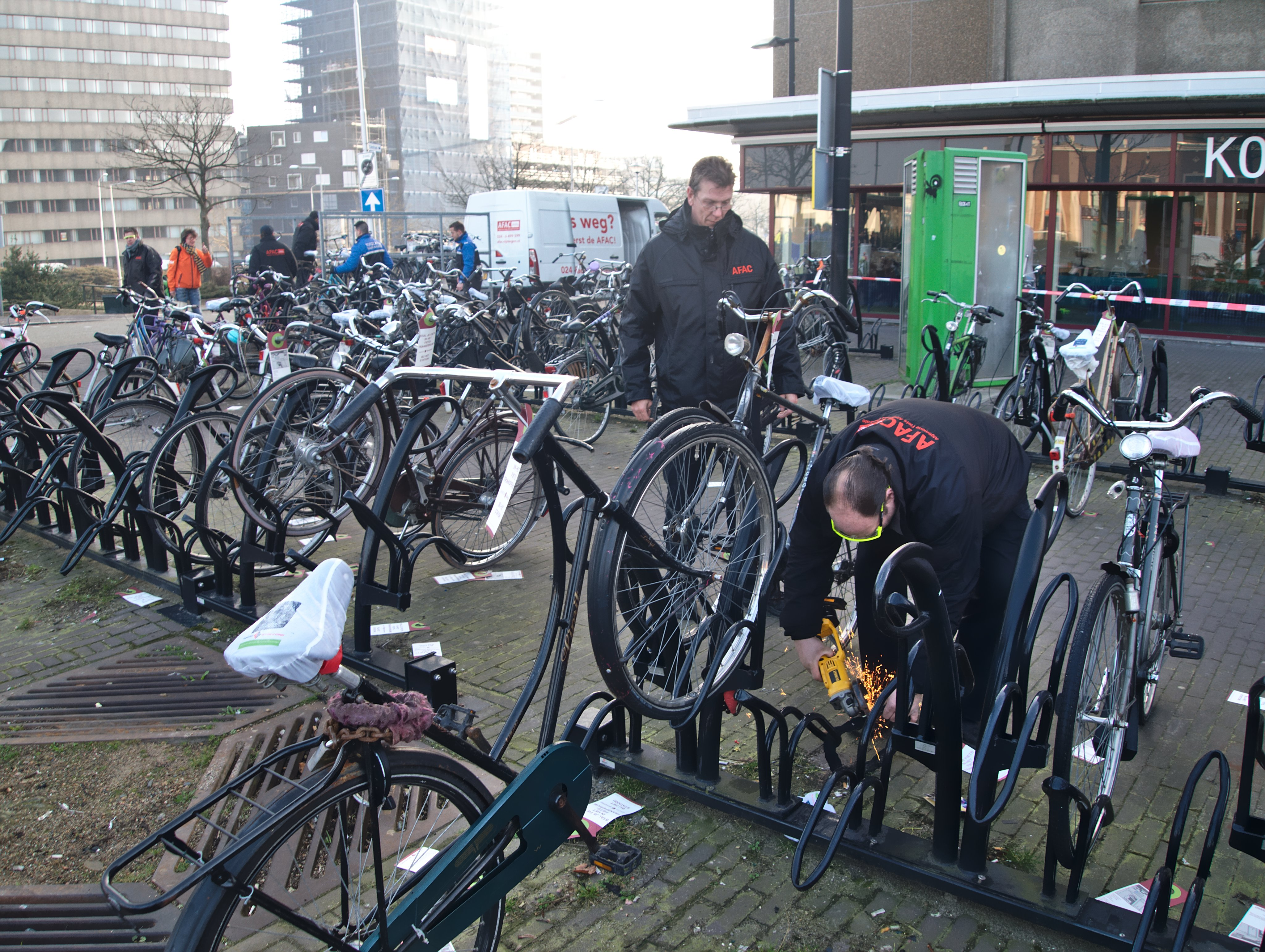
Auftrennen des Fahrradschlosses

### Dauerhaft verwaiste Fahrräder
Dauerhaft verwaiste Fahrräder sind nicht nur in kommunalen Fahrradabstellanlagen ein Problem. Auch in vielen Abstellanlagen von Betrieben, Einkaufsstätten und Wohnanlagen belegen sie wertvollen Parkraum. Außerdem tragen sie zu einer Verwahrlosung der Anlage bei, werden oft im Laufe der Zeit Stück für Stück ausgeschlachtet und vermitteln den Nutzern damit ein Gefühl mangelnder Sicherheit – die Akzeptanz für die Anlage sinkt. Aus diesen Gründen sollten die Betreiber einer Abstellanlage dauerhaft verwaiste Räder möglichst frühzeitig identifizieren und unter Einhaltung einer bestimmten Abfolge von Maßnahmen aus der Anlage entfernen:
1. Identifizierung dauerhaft verwaister Räder
2. Kennzeichnung und Information
3. Dokumentation
4. Entfernung aus der Anlage
5. Verwertung/Verschrottung

## Förderung des Fahrradparkens
Schlechte Fahrradabstellbedingungen verursachen einen hohen vermeidbaren volkswirtschaftlichen und ökologischen Schaden durch
- Diebstähle ganzer Fahrräder bzw. von Komponenten (Laufräder, Sättel)
- verkürzte Lebensdauer der Fahrräder durch
  - ungewollte oder mutwillige Beschädigungen
  - beschleunigte Alterung durch fehlenden Schutz vor Witterungseinflüssen, Hitze und Sonneneinstrahlung
- Zeitverluste sowie Reparatur- und Wiederbeschaffungsaufwände für die Nutzer
- unterbliebene Fahrrad-Mobilität bei unzureichenden Randbedingungen

Trotzdem entsprechen die Fahrradabstellbedingungen heute vielerorts (nicht nur im deutschsprachigen Raum) sowohl in öffentlicher wie auch in privater Zuständigkeit nur selten den Empfehlungen und Regelwerken. Die Gründe dafür sind vielfältig, lassen sich aber in den meisten Fällen direkt oder indirekt zurückführen auf die jahrzehntelange Dominanz des Automobils und sollen heute im Rahmen der Verkehrswende überwunden werden. Dazu braucht es nicht nur Investitionen und finanzielle Förderung, sondern auch eine gute Informationsbasis aller Akteure mit einem ungehinderten Zugang zu den maßgeblichen Regelwerken sowie ein nicht durch Denkmuster der Vergangenheit heruntergeschraubtes Qualitätsbewusstsein.

### Referenzierungen der DIN 79008 und des Standes der Technik
Eine sehr einfache, aber wirkungsvolle Förderung des Fahrradparkens besteht darin, konsequent Referenzierungen der DIN 79008 und des Standes der Technik in Leitfäden, Verordnungen, Forderungskatalogen oder Vereinbarungen zum Fahrradparken zu verankern. Damit lassen sich z. B. in kommunale Stellplatzverordnungen, Zielen von Radentscheiden, Ausschreibungen, Beauftragungen etc. unmissverständlich die qualitativen Eigenschaften von Fahrradhaltern beschreiben, damit sie keine Schlupflöcher für eine geringwertigere Ausführungsqualität bei der Realisierung der Vorhaben bieten. Eine detaillierte Kenntnis der Normtexte seitens der einzelnen Akteure ist dabei nicht vonnöten; wichtig ist aber die Kenntnis, dass die Hersteller ihre normgeprüften Modelle in der Regel mit diesem Prädikat bewerben und dass es Produktübersichten der normgeprüften Modelle im Internet gibt. Bei Leitfäden für Architekten und Bauherren und bei Zielformulierungen von Radentscheiden ist in gleicher Weise auch ein Verweis auf die Hinweise zum Fahrradparken der Forschungsgesellschaft für Straßen- und Verkehrswesen (FGSV) sinnvoll. Die folgenden Beispiele belegen die bislang unausgeschöpften Potenziale dieser Art der Förderung des Fahrradparkens:
- Leitfäden zum Fahrradparken werden meistens von staatlichen Stellen auf Länderebene oder ihnen nahestehenden Organisationen herausgegeben. Eine konsequente Referenzierung der DIN 79008 und des Standes der Technik in diesen Dokumenten ist heute immer noch die Ausnahme[25], in den meisten Fällen fehlen solche Referenzierungen völlig[70][34] oder sind rudimentärer Natur.[75]
- Stellplatzverordnungen von Bundesländern und Kommunen referenzieren heute in der Regel nicht auf die DIN 79008 und den Stand der Technik.[24][76] Es gibt aber auch positive Ausnahmen, z. B. in Form der Vollzugsbekanntmachung zur Landesbauordnung des Landes Schleswig-Holstein[77] oder der Stellplatzverordnungen der Städte Kaiserslautern[78], Konstanz[79], Ratzeburg[80], Wülfrath[81] oder der Gemeinde Timmendorfer Strand.[82]
- Zielformulierungen für Radentscheide werden in der Regel basisdemokratisch entwickelt und entschieden. Da den Akteuren in der Regel die kostenpflichtigen Texte der DIN 79008 und der Hinweise zum Fahrradparken nicht zur Verfügung stehen, kommen meistens keine Mehrheiten für Verweise auf diese Regelwerke zustande. Das dürfte ein wesentlicher Grund dafür sein, dass bei den 56 (Stand Ende 2023) gelisteten Radentscheiden in Deutschland[83] zwar 43 auch eine Forderung zur Verbesserung der Fahrradabstellbedingungen enthalten, davon aber nur vier qualitativ konkreter werden durch direkte oder indirekte Referenzierungen auf die genannten Regelwerke. Auch in anderen Zusammenhängen ist es hinderlich, wenn Normtexte kostenpflichtig sind und damit in der Regel als Expertenwissen nur einem kleinen Personenkreis detailliert bekannt sind. Eine nachahmenswerte Lösung wird in Österreich praktiziert, wo seit Frühjahr 2022 klimarelevante Richtlinien und Vorschriften für das Straßenwesen (RVS) der Österreichischen Forschungsgesellschaft Straße-Schiene-Verkehr (FSV) durch Förderung über die Klimaschutzinitiative klimaaktiv mobil[16] kostenfrei erhältlich sind.

### Fahrradhalter-Vorzugstypen in den Kommunen
Zahlreiche große und mittlere Städte haben sich auf einen Fahrradhalter-Vorzugstyp festgelegt, insbesondere zur Erzielung von Mengenrabatten und im Interesse eines einheitlicheren Anblicks im Stadtbild. In vielen Kommunen fiel die Wahl auf Anlehnbügel-Standardmodelle, so z. B. in Münster, Hannover, Leipzig (Leipziger Bügel), Berlin (Kreuzberger Bügel), Düsseldorf, Frankfurt (Trapezbügel). Einige Städte wie Kiel oder Potsdam favorisieren Anlehnbügel-Sondermodelle, die sich zwar optisch von den Standardmodellen abheben, aber die Hauptanforderungen der DIN 79008 auch nur unvollständig erfüllen. Ebenso wenig werden die Hauptforderungen erfüllt von dem in Braunschweig eingesetzten Bügel und erst recht nicht vom Anlehnpfosten Kölner Haarnadel. Die Festlegungen auf die Vorzugstypen sind vielfach schon um die Jahrtausendwende herum erfolgt und in den meisten Fällen seitdem nicht wieder auf den Prüfstand gestellt worden, so dass hier merkliche Potenziale für mögliche Kosteneinsparungen, bessere Flächenausnutzung und Qualitätssteigerung des Fahrradparkens im öffentlichen Raum zu vermuten sind.
Im Rahmen der Recherchen zu der umfangreichen Überarbeitung dieses Wikipedia-Artikels wurden Ende Oktober/Anfang November 2023 dreizehn der bekanntesten Fahrradhalter-Lieferanten und alle zwölf Arbeitsgemeinschaften fahrradfreundlicher Kommunen (AGFK) mit der Frage angeschrieben, ob ihnen Kommunen bekannt seien, die sich auf ein DIN-79008-konformes Fahrradparkermodell als Vorzugstyp festgelegt haben. Bis auf drei Negativ-Antworten von Lieferanten und eine Negativ-Antwort einer AGFK blieben die Anfragen unbeantwortet.

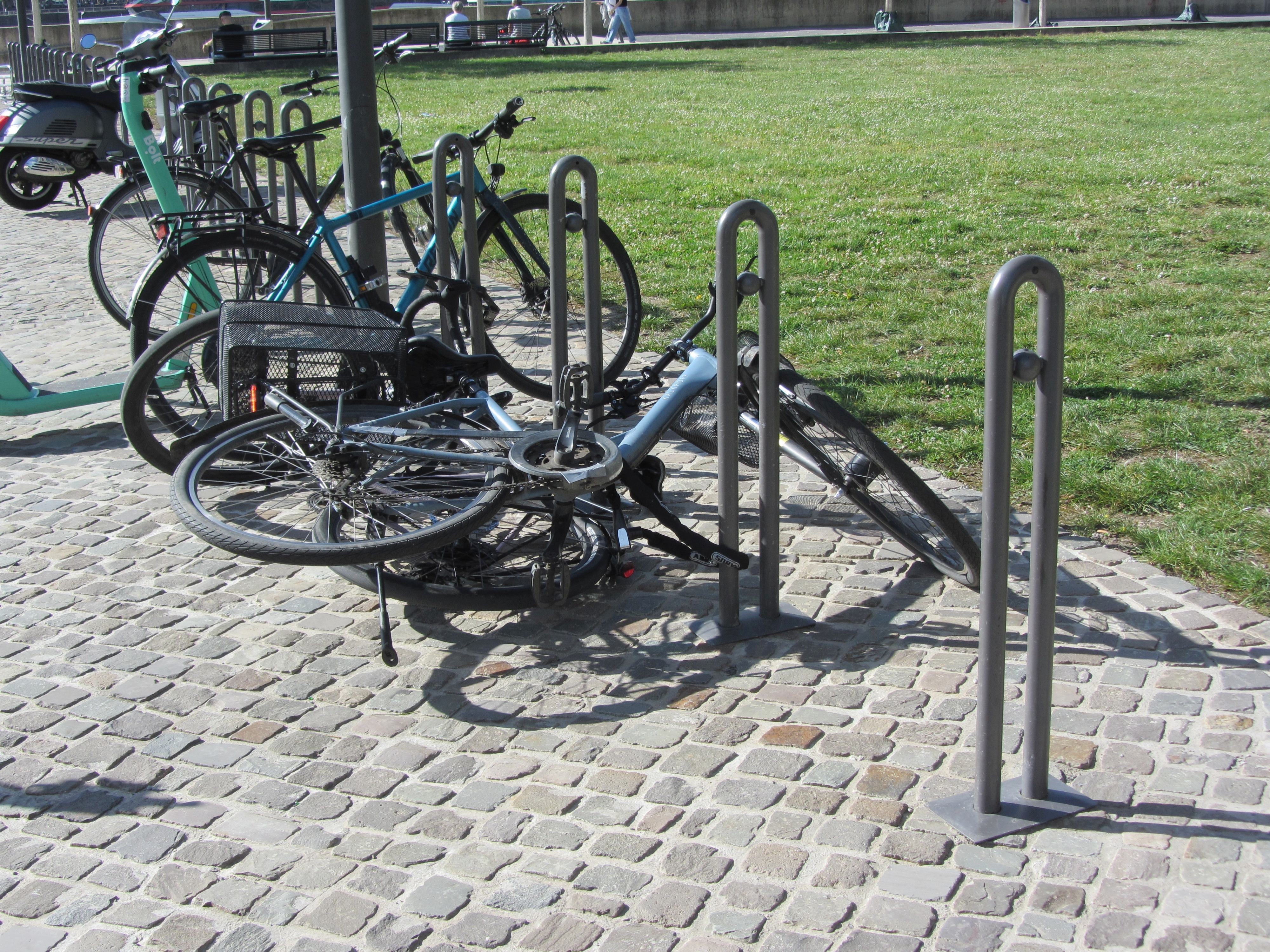
Köln
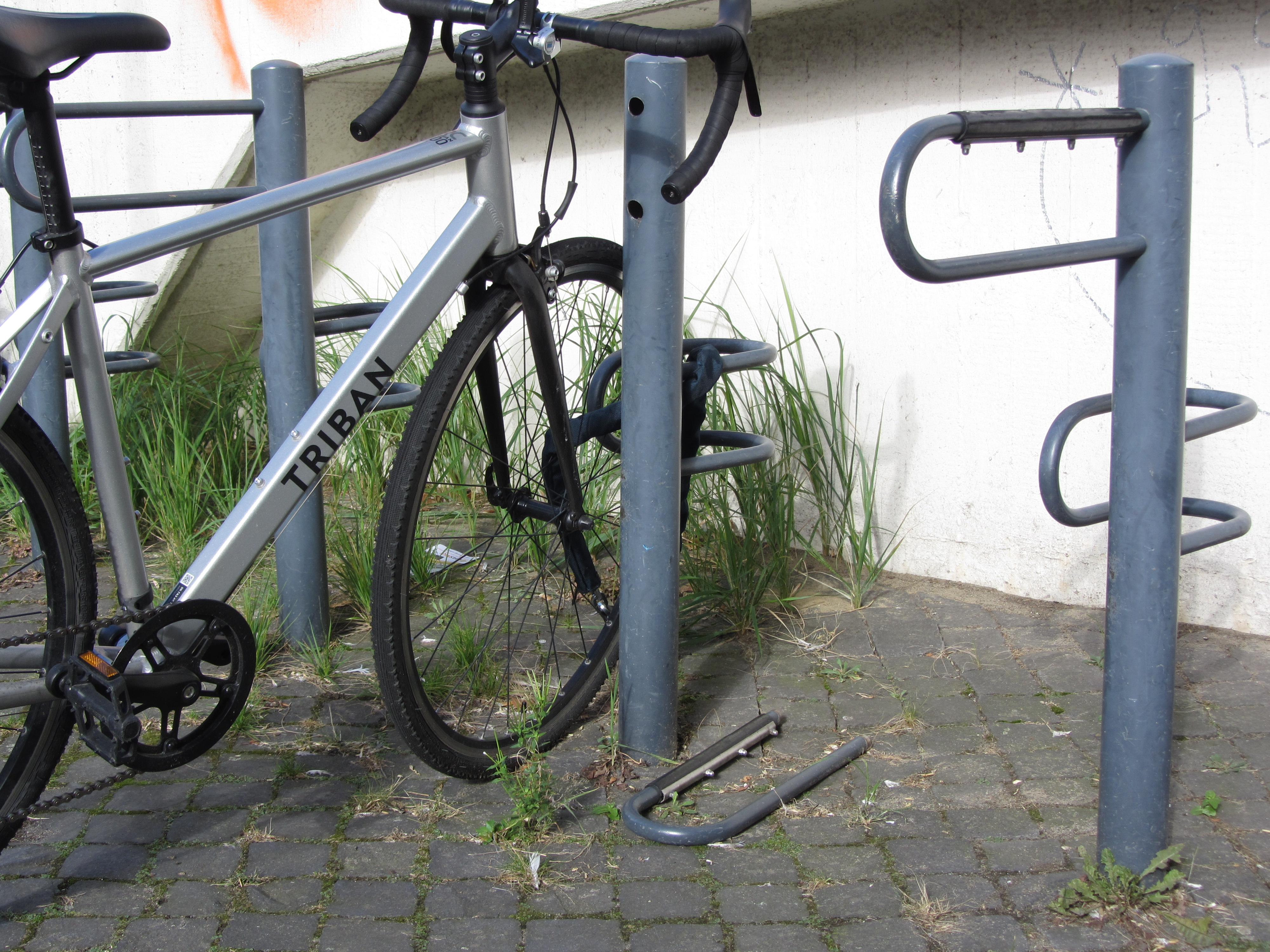
Braunschweig
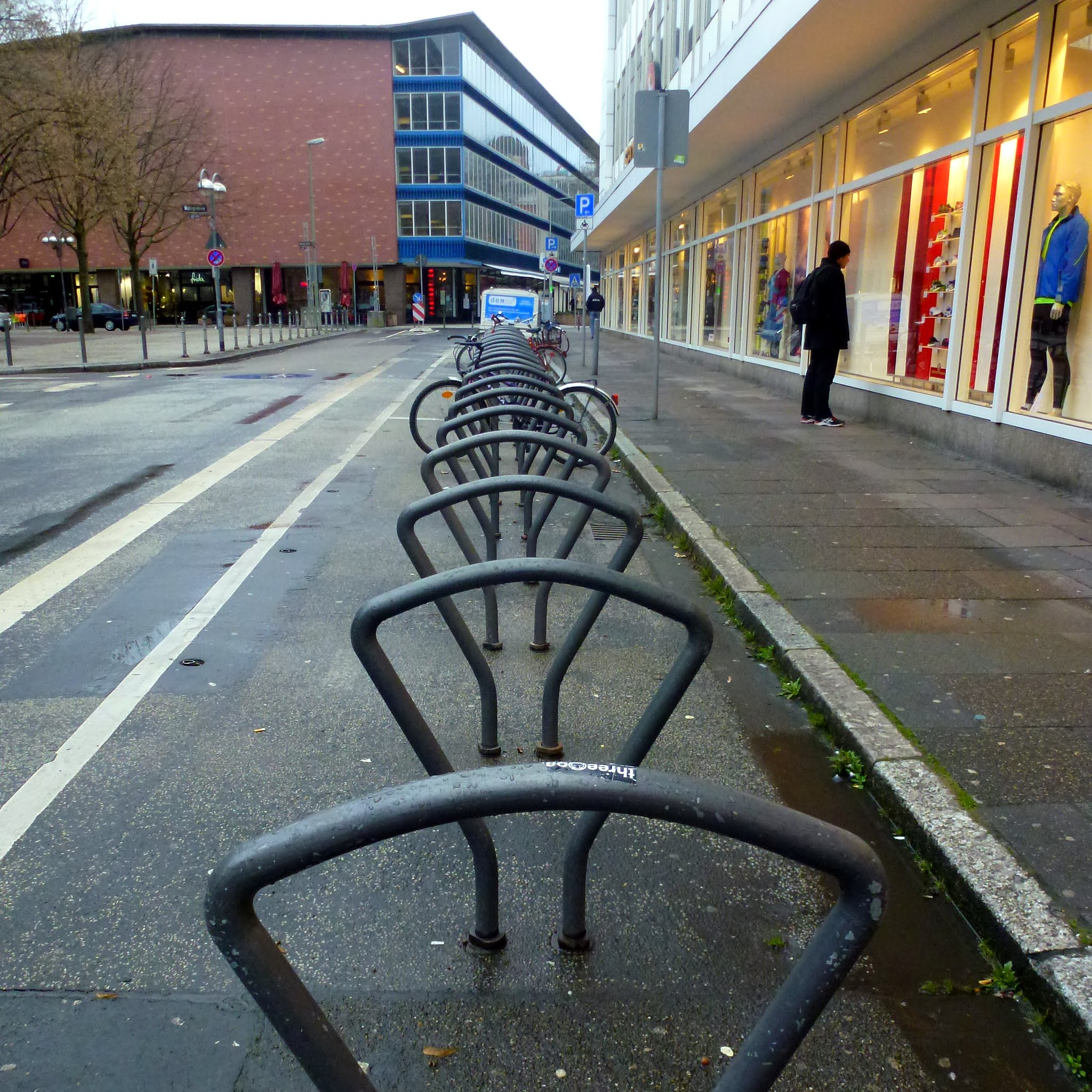
Frankfurt/Main
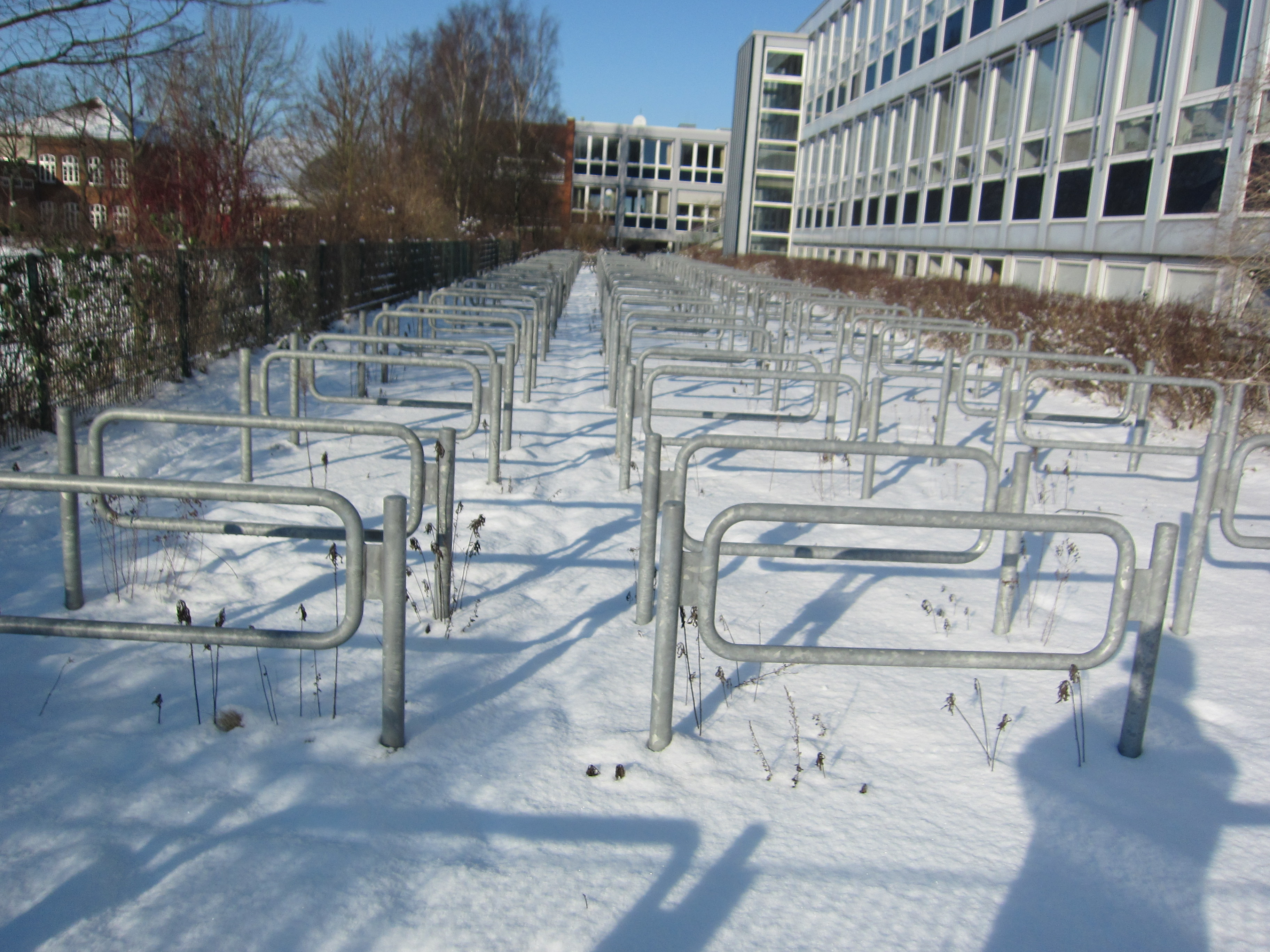
Kiel
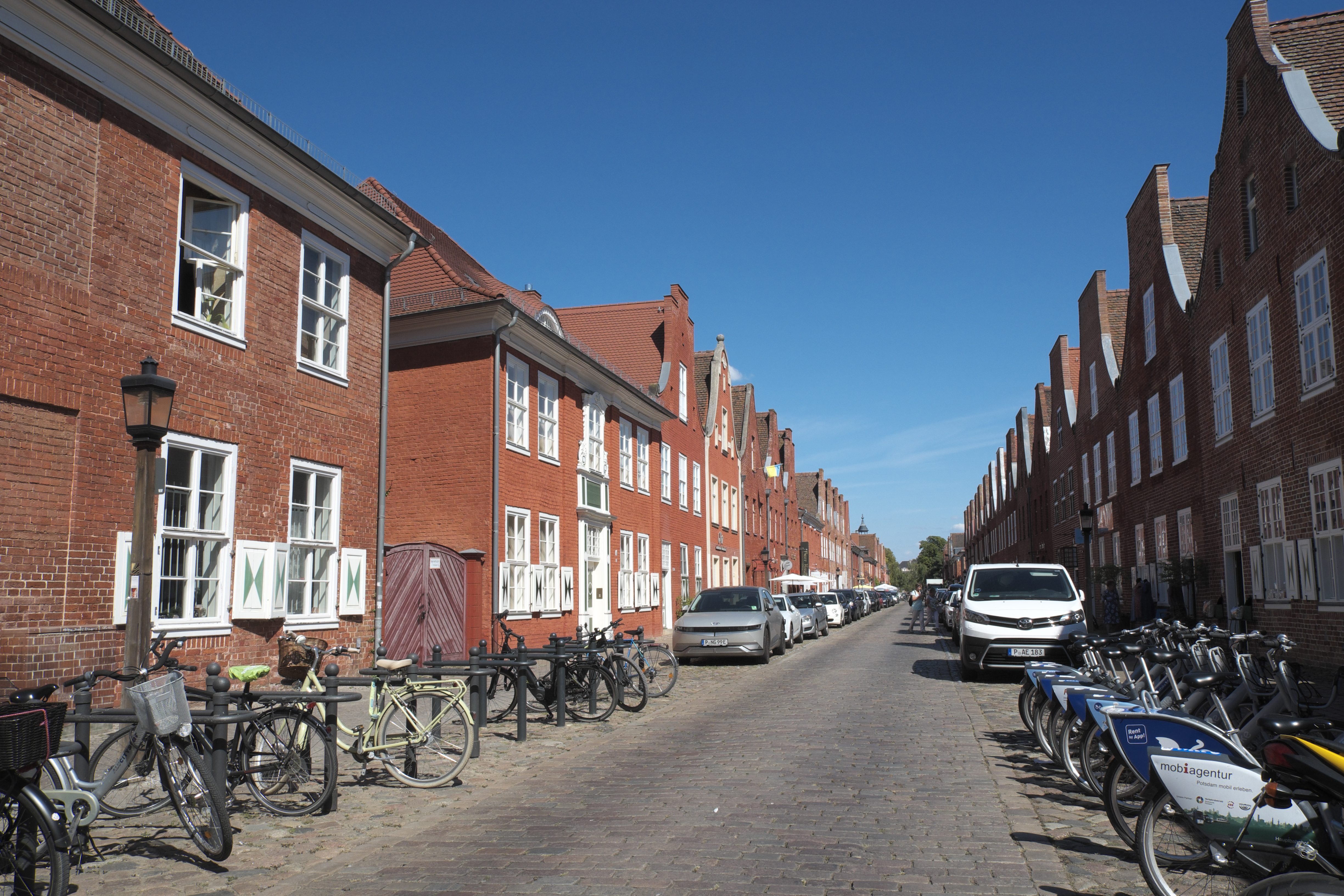
Potsdam

### Finanzielle Förderprogramme
Die DB Station&Service AG betreibt im Auftrag des Bundesministeriums für Digitales und Verkehr seit Juni 2021 eine Informationsstelle „Fahrradparken an Bahnhöfen“, die Kommunen und andere interessierte Akteure bei der Einrichtung von Fahrradabstellmöglichkeiten an Bahnhöfen unterstützt. Die Informationsstelle führt u. a. eine digitale Kampagne in Form einer Umfrage zur Erfassung und Bewertung aller Fahrradparkplätze an deutschen Bahnhöfen durch.
Ansonsten ist die Fördermittellandschaft sehr schnelllebig, so dass hier auf Hinweise zu weiteren konkreten Fördermaßnahmen verzichtet und nur auf „lebende“ Fördermittelübersichten verwiesen wird:
- Deutschland: Förderdatenbank des Bundesministeriums für Wirtschaft und Klimaschutz[87]
- Österreich: Klima- und Umweltschutzförderungen des Bundes[88]
- europaweit: Übersicht European Funding des Europäischen Radfahrer-Verbandes ECF[89]
- Deutschland: Übersicht Förderung kommunaler Radverkehrsinfrastruktur des ADFC[90]

Darüber hinaus lohnt sich z. B. bei anstehenden Planungen zu Quartiersanlagen auch immer eine Internetsuche zu Fördermöglichkeiten durch die zuständige (größere) Kommune.

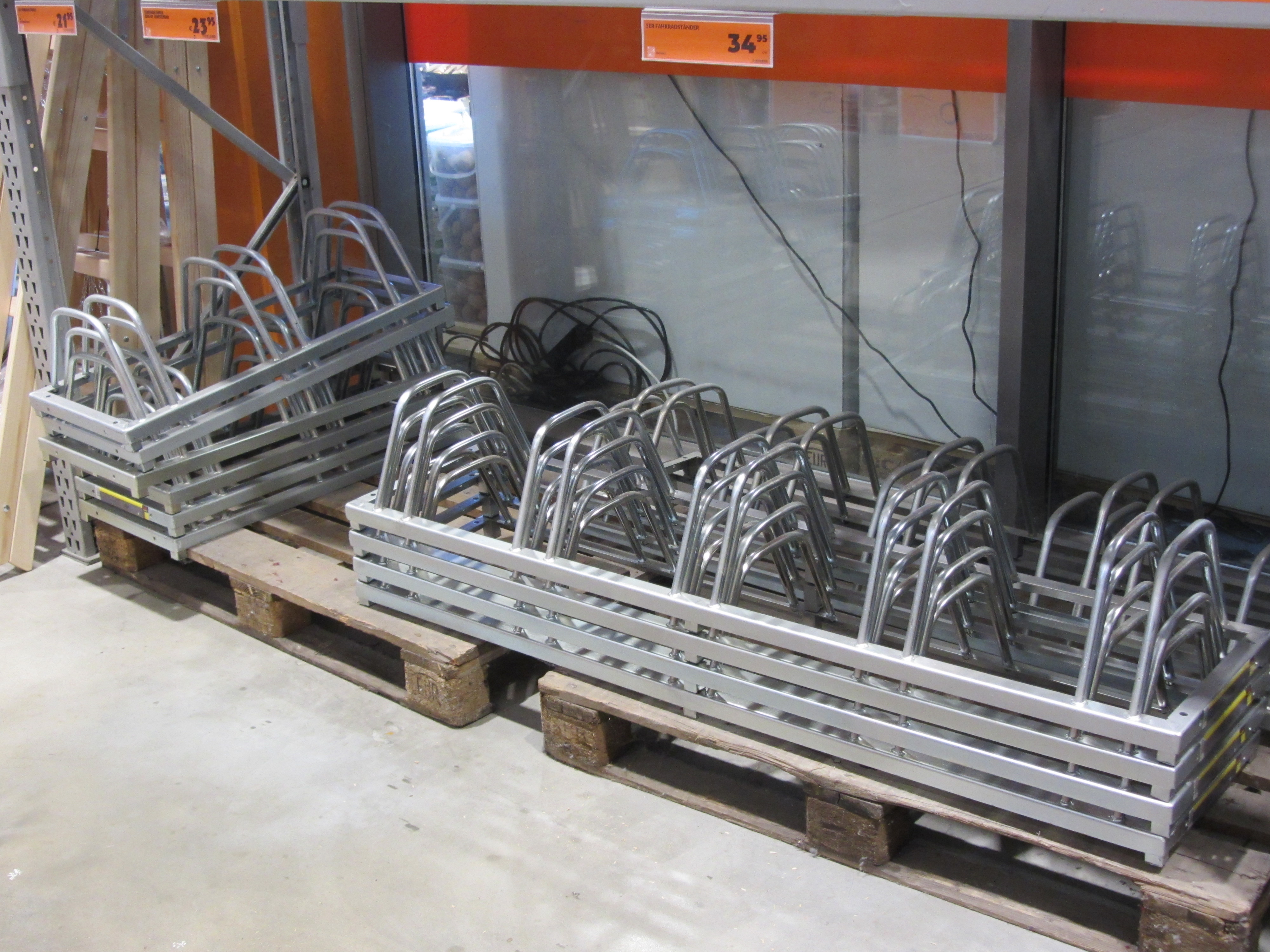
Felgenkiller im Baumarkt
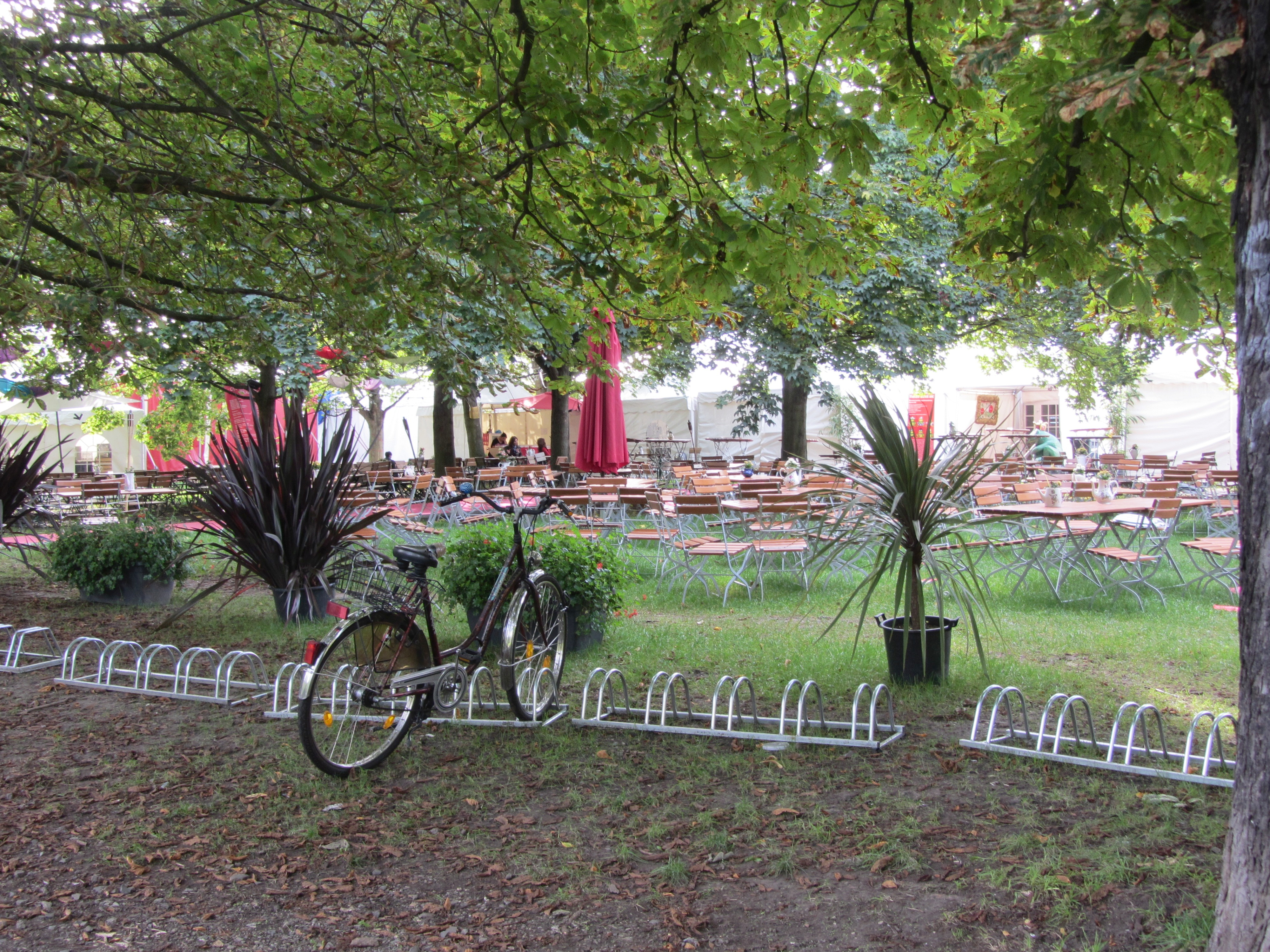
Felgenkiller als tem- poräre Fahrradparker

### Verbraucherschutz
Obwohl alle bekannten Regelwerke und Leitfäden seit Jahren und Jahrzehnten unmissverständlich von einfachen Vorderradhaltern abraten, werden sie unvermindert von Baumärkten angeboten und nehmen auch weiterhin in den Portfolios vieler Stadtmobiliar-Anbieter breiten Raum ein. Offenbar kommen diese Empfehlungen in nennenswerten Käuferkreisen (z. B. bei privaten Immobilienvermietern oder Eventausstattern) bislang kaum an. Vorschläge zur Abhilfe sind bislang nur sehr vereinzelt zu finden, konkrete Initiativen nicht bekannt. Einige der heute verbreiteten Werbemechanismen haben sogar eine eher gegenteilige Wirkung:
Ende 2023 standen erstmals Produkte des Fahrradparkens im Fokus von Pseudo-Warentests, die seit geraumer Zeit im Internet insbesondere zu Konsumgütern veröffentlicht werden und oft dem Erscheinungsbild von professionellen Vergleichstests der Stiftung Warentest stark nachempfunden sind. Inhaltlich liefern die Pseudo-Warentests den Verbrauchern keine zusätzlichen Informationen zur Produktqualität, sondern sie enthalten über allgemeine Texte zur Produktgruppe hinaus lediglich tabellarische Übersichten mit Datenblattangaben, Zusammenfassungen von Amazon-Käuferbewertungen und Links zu Anbietern der Produkte. Damit sind sie weitestgehend werblicher Natur und den Ausprägungsformen des Affiliate-Marketings zuzurechnen. Nicht selten entstammen zahlreiche Pseudo-Warentests zu einer Produktgruppe vermutlich einem einzigen Rohartikel, die dann in verschiedenen Abwandlungen von diversen Online-Medien und Internet-Werbeseiten veröffentlicht werden. Diese aus Sicht des Verbraucherschutzes problematischen Pseudo-Warentests haben Ende 2023 Fahrradboxen zum Thema gehabt, aber darunter abweichend von der gebräuchlichen Definition auch eher Gartenhäuschen aus den Baumarkt-Portfolios verstanden. Alle diese Pseudo-Warentests enthalten keinerlei Hinweis auf die auf Fahrradboxen anzuwendende DIN 79008, und in allen ihren Produktübersichten taucht keines der elf (Stand 12/2023) DIN-geprüften Fahrradboxmodelle auf. Einige der Artikel betonen, dass bislang zu Fahrradboxen keine Vergleichstests von Stiftung Warentest oder Öko-Test erschienen seien.
Professionelle Planer und Einkäufer von Fahrradabstellanlagen dürften durch diese Pseudo-Warentests zu Fahrradboxen kaum Schaden erleiden. Anders sieht es jedoch bei Interessenten aus, die mit der Thematik wenig vertraut sind, aber gerade für eigenen Gebrauch oder im Rahmen einer genossenschaftlichen Initiative zur Errichtung einer Quartiersanlage auf der Suche sind nach geeigneten Fahrradboxen. Manche Internetrecherche von Verbrauchern wird beim Auffinden eines Pseudo-Warentests als erfolgreich angesehen und beendet, so dass im Suchmaschinen-Ranking tieferstehende Suchergebnisse mit möglicherweise tatsächlichen Qualitätsinformationen nicht mehr wahrgenommen werden. Im Sinne eines ernsthaften Verbraucherschutzes kann es als unabdingbar angesehen werden, dass die Herausgeber ihre Pseudo-Warentests zu Fahrradboxen nachbessern, indem sie deutlich auf die Gültigkeit der DIN 79008 und die nach deren Teil 2 bzw. nach der Vorgängernorm TR6102-0911 getesteten Modelle hinweisen.

### Sonstige Initiativen
Sehr konkrete Instrumente sind auch die Möglichkeiten für Arbeitgeber und Betriebe, sich imagefördernd als Fahrradfreundlicher Betrieb zertifizieren zu lassen. Dabei werden schwerpunktmäßig die Möglichkeiten zum Abstellen von Fahrrädern unter die Lupe genommen, aber auch andere Aspekte betrieblicher Fahrradfreundlichkeit wie z. B. Elemente von End-of-Trip Facilities. Solche Siegel werden angeboten als ADFC-Siegel und vom B.A.U.M. e. V. als FAHRRAD-fit-Betrieb.

## Geschichte
Die Geschichte des Fahrradparkens lässt sich bis ins späte 19. Jahrhundert zurückverfolgen, als Fahrräder in Europa und Nordamerika zum ersten Mal zu einem beliebten Transportmittel wurden. Zu dieser Zeit wurden Fahrräder normalerweise nicht in der Öffentlichkeit, sondern in Häusern oder Geschäften abgestellt, da es noch keine speziellen Abstellmöglichkeiten für Fahrräder gab. Als sehr frühe Dokumente aus dieser Zeit sind Schriftwechsel und eine Rechnung in den Archiven gefunden worden, mit denen im Jahr 1896 die Lawn Cycle Stand Manufacturing Co. zur Lieferung von ersten Mustern von Fahrradhaltern zur Bestückung des Kapitolgebäudes in Washington beauftragt wurde. Mit der Entwicklung des Fahrrades Anfang des 20. Jahrhunderts zum Massenverkehrsmittel entstand zunehmend Bedarf nach geordneter und (diebstahl)sicherer Verwahrung der Fahrzeuge, wenn Nutzer sie abstellen mussten. Eine frühe Form war, sie nach Anfahrt zum Bahnhof an der dortigen Gepäckaufbewahrung zu hinterstellen. Die Königlich Preußische und Großherzoglich Hessische Eisenbahngemeinschaft sah sich 1911 genötigt, das Phänomen statistisch zu erfassen.
Die ersten Fahrradabstellanlagen waren einfache Holzkonstruktionen, die entweder als vertikale Gitterparker oder bei beidseitiger Beparkung auch in einem dreiecksförmigen Anlagenprofil ausgeführt waren, das man heute als Delta-Gitterparker (griechischer Großbuchstabe Delta: Δ) bezeichnen kann. Die Einstellschlitze für die Vorderräder waren entweder rechteckförmig oder zum besseren Halt der Fahrräder auch mit überkreuzten Latten rautenförmig ausgeformt. Bald kamen auch erste Fahrradabstellanlagen in Metallausführung auf. Diese hölzernen und metallenen Bauformen waren dann weitgehend unverändert über viele Jahrzehnte der Standard des Fahrradparkens, zumal weltweite wirtschaftliche und politische Krisenzeiten und zwei Weltkriege andere Prioritäten verordneten als eine Weiterentwicklung des Fahrradparkens. Außerdem liefen in diesen Zeiten die politischen Grundströmungen in vielen Ländern ohnehin eher auf eine Förderung der privaten Massenmotorisierung denn auf eine Förderung des Fahrradverkehrs hinaus. Im NS-Staat Deutschland nutzten die Nationalsozialisten die Faszination des Autos für ihre Propagandazwecke, was dann auch zur Entwicklung des KdF-Wagens führte.
Nach dem 2. Weltkrieg wurden verschiedene sehr günstige Ausführungen von einfachen Vorderradhaltern entwickelt und in großen Stückzahlen zum Einsatz gebracht. Ein mächtiger Impuls zu einer qualitativen Weiterentwicklung des Fahrrades und des Fahrradparkens wurde dann bewirkt durch die erste Ölpreiskrise 1973, die dem bis dahin weitgehend kritiklosen Siegeszug des Automobils und der Vision autogerechter Städte einen ersten großen Dämpfer zufügte. Anfang der 1980er-Jahre wurde in der österreichischen Bundeshauptstadt der Wiener Radbügeleingeführt, der Ende der 1980er-Jahre in Berlin zum Kreuzberger Bügel weiterentwickelt und zum Einsatz gebracht wurde. 1984 wurde in der kanadischen Stadt Toronto der Post-and-Ring-Parker eingeführt. Aber nicht alle Radfahrer waren mit den Eigenschaften dieser Bügel zufrieden, und diverse Entwickler und Tüftler haben sich auf den Weg gemacht, Modelle mit besseren Eigenschaften zu ersinnen. Außerdem wurden in dieser Zeit die ersten systematischen Ausarbeitungen zur Qualität des Fahrradparkens in Form von Leitfäden und Richtlinien erstellt, so hat z. B. der Allgemeine Deutsche Fahrrad-Club (ADFC) im September 1994 die erste Version seiner Technischen Richtlinie TR 6102 für sichere und gebrauchstaugliche Fahrradständer herausgebracht.
Wesentliche Impulse kamen auch immer wieder aus den Niederlanden, wo die Städte schon weitaus früher als in den übrigen Ländern keinen ausreichenden Parkraum mehr für die vielen Fahrräder bieten konnten. Deshalb waren in niederländischen Städten schon über Jahrzehnte doppelstöckige Fahrradparker üblich, die aber noch über keine mechanischen Hebehilfen zur Bewältigung des Fahrradgewichts verfügten, bis im Jahr 2000 der niederländischen Firma Jan Kuipers Nunspeet durch den Einsatz von Gasdruckfedern der Durchbruch zu einem mühelos bedienbaren Doppelstockparker gelang. Die vorläufig letzten großen Meilensteine in der Weiterentwicklung des Fahrradparkens sind die Einführung der Digitalisierung im Fahrradparken mit Smartphone-basierten Zugangssystemen, vollautomatische Fahrradparkhäuser sowie konventionelle Fahrradparkhäuser mit bislang utopisch anmutenden Stellplatzzahlen wie 12.500 in Utrecht.

1930er-Jahre ➀
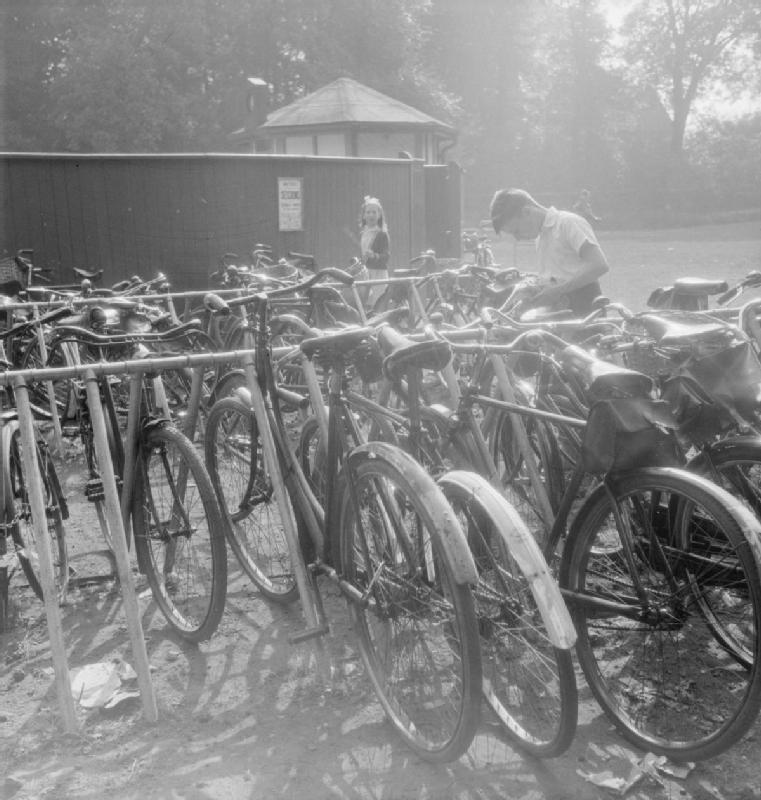
1943 ➁
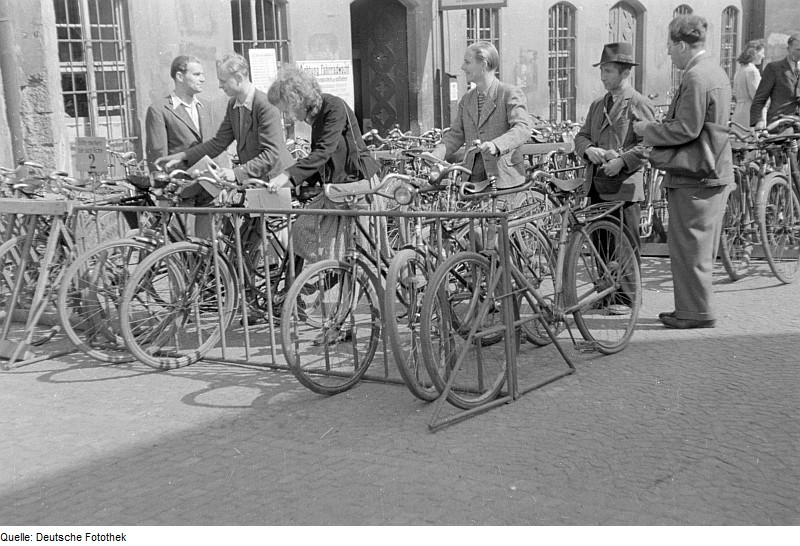
1947 ➂
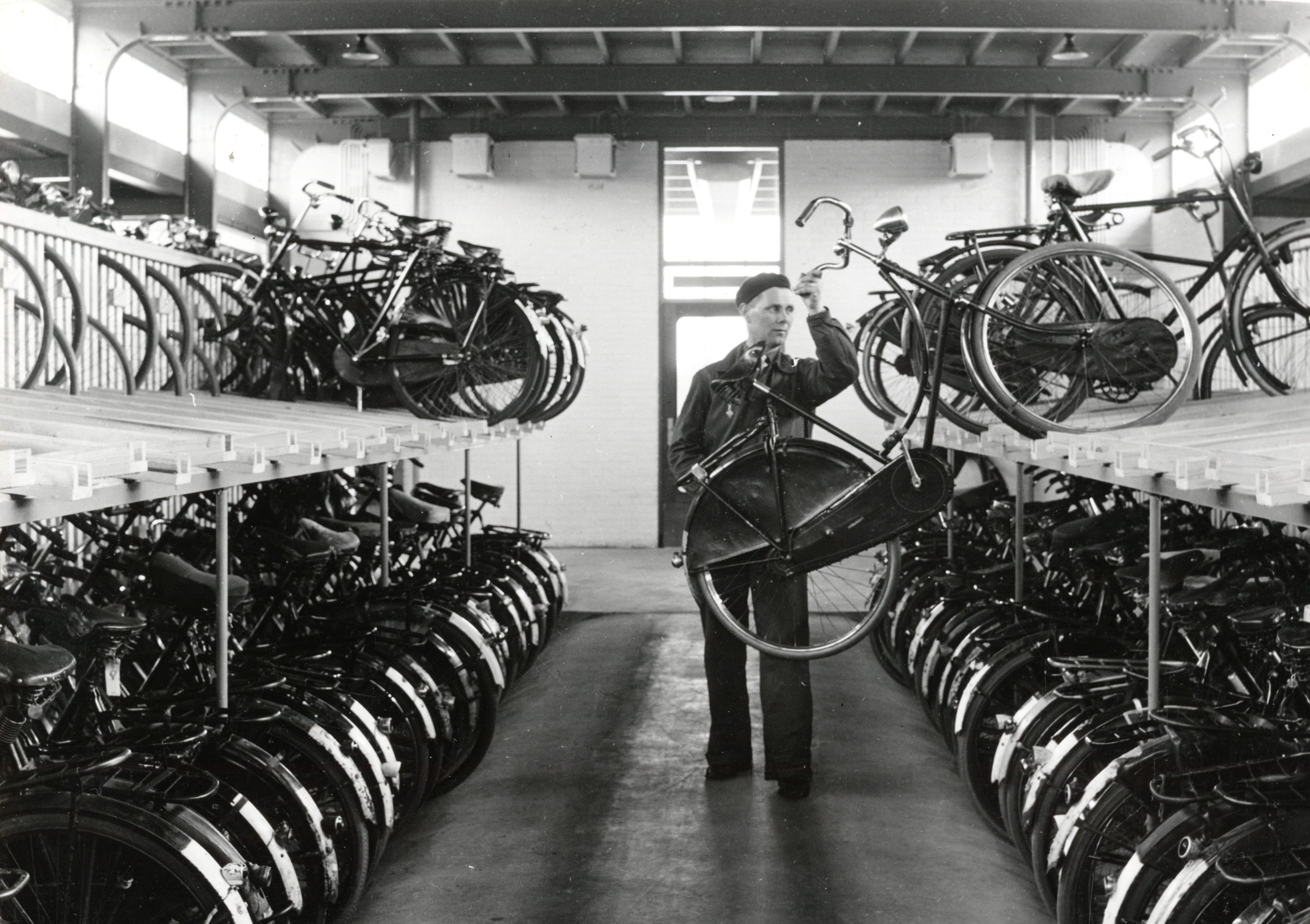
1954 ➃
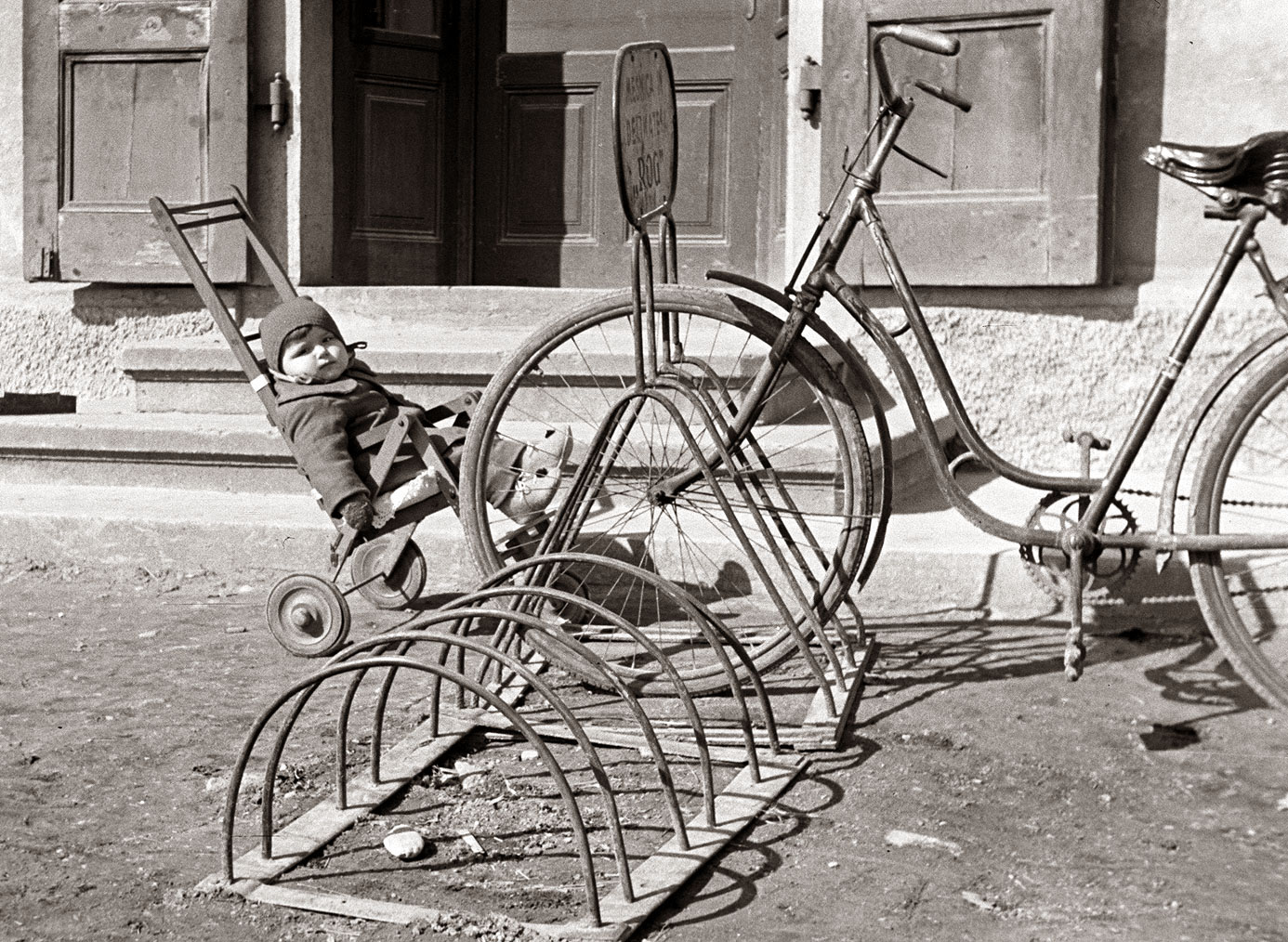
1957 ➄
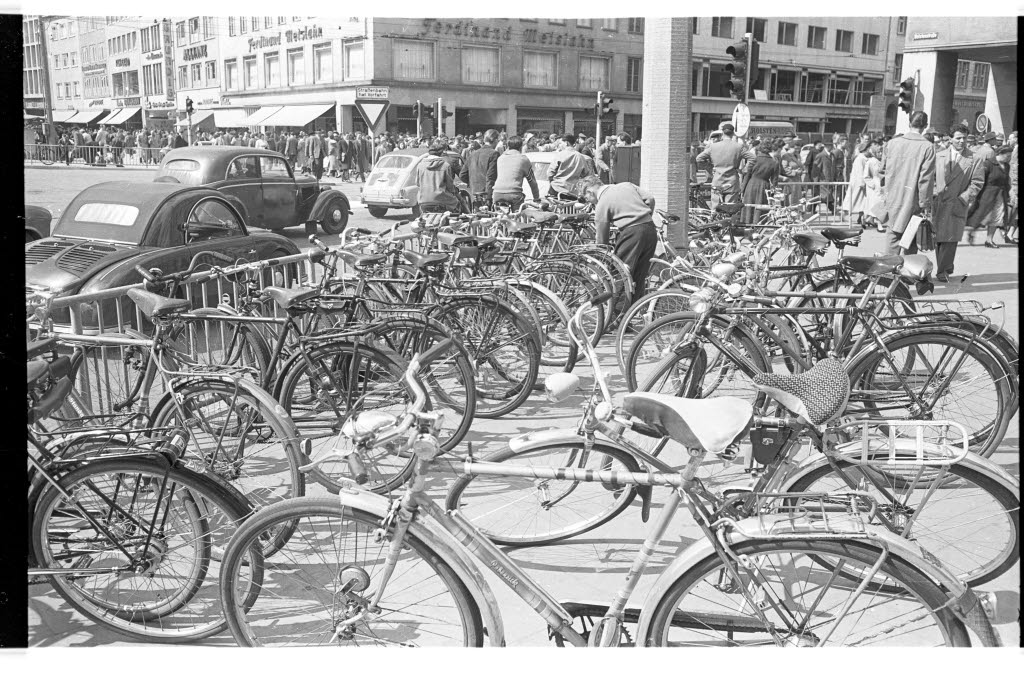
1957 ➅
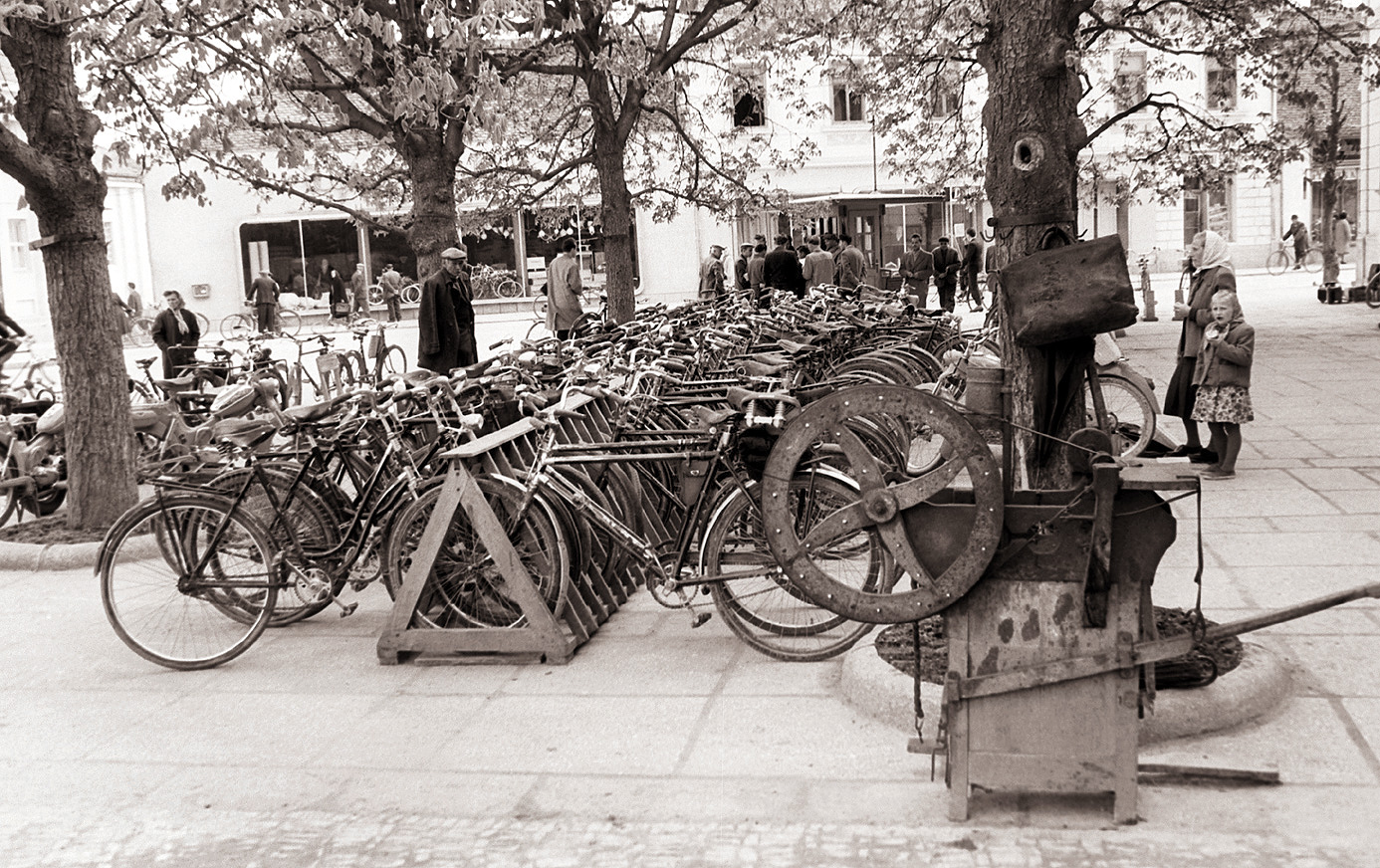
1959 ➆
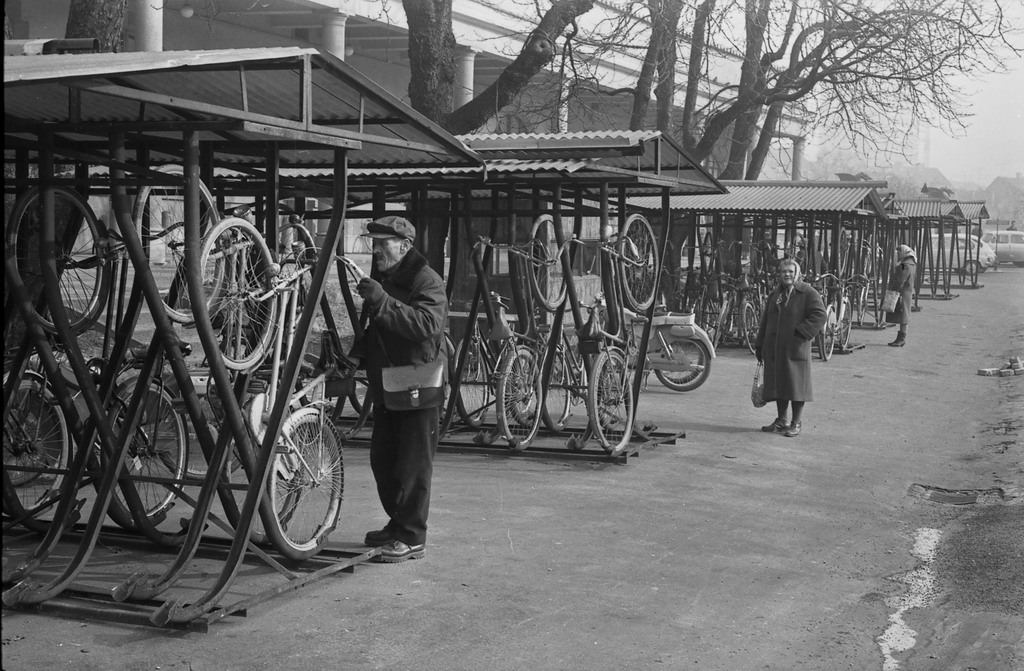
1964 ➇
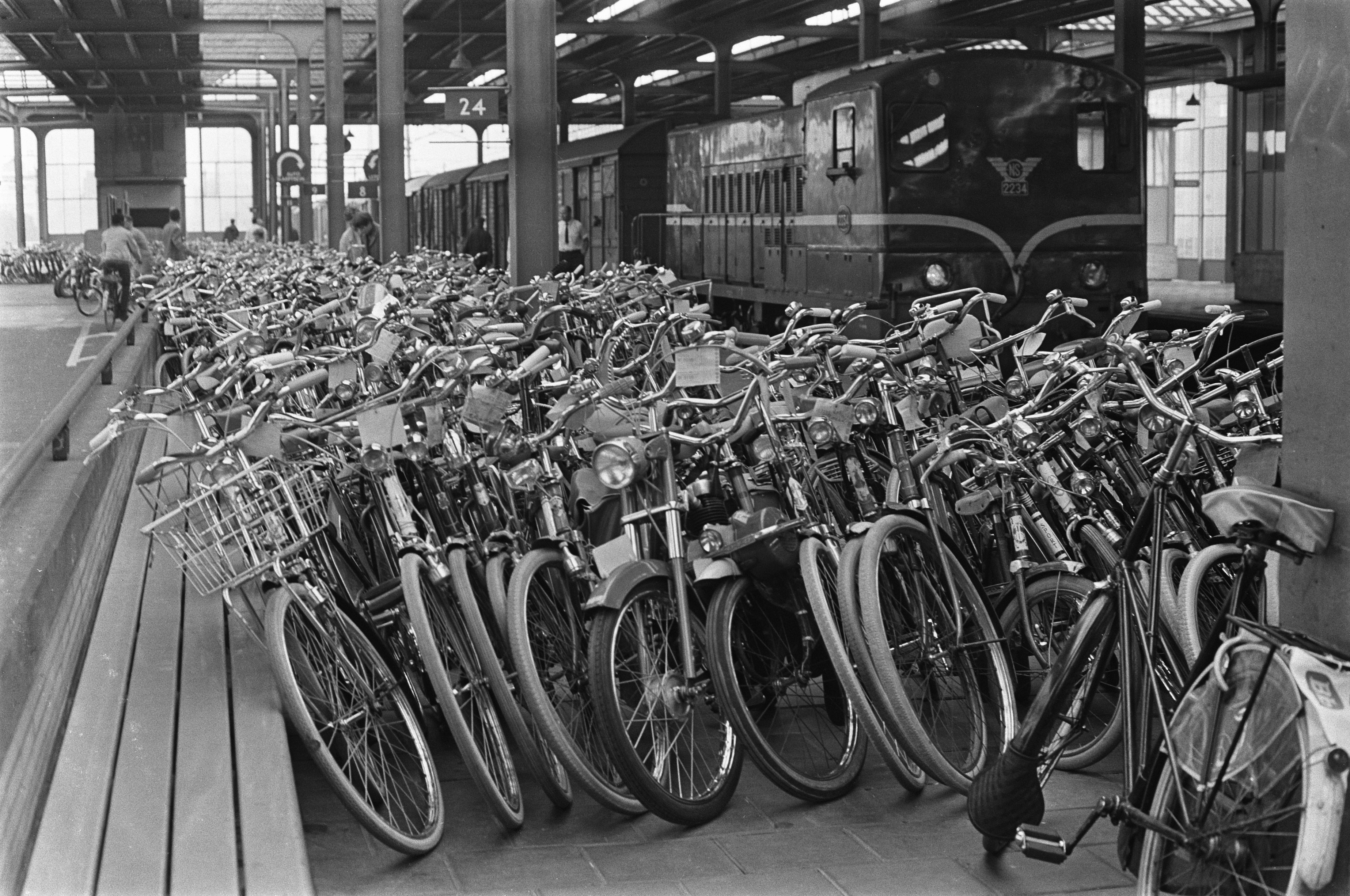
1967 ➈
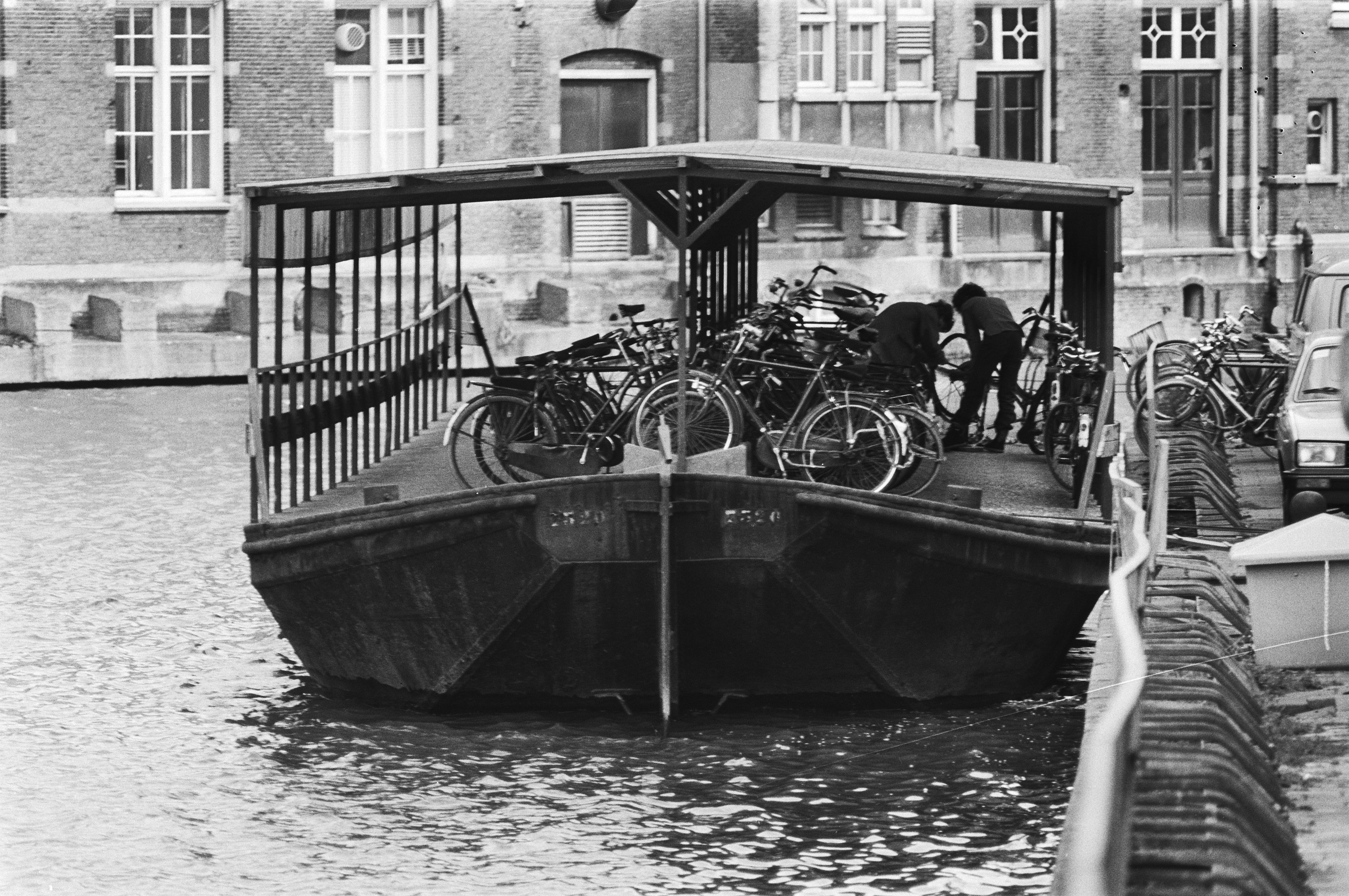
1981 ➉

| ➀ | Fahrräder in Kufenständern am Rathaus Schweinfurt in den 1930er-Jahren                                    |
| ➁ | Ein britischer Soldat auf Heimaturlaub interessiert sich für Leihfahrräder im Roundhay Park in Leeds (UK) |
| ➂ | II. Parlament der Freien Deutsche Jugend (FDJ) in Meißen                                                  |
| ➃ | doppelstöckiges Fahrradparken ohne Hebehilfe am Bahnhof Hilversum (NL)                                    |
| ➄ | Fahrradständer in Gaberje (Slowenien)                                                                     |
| ➅ | Fahrräder am Berliner Platz in Kiel                                                                       |
| ➆ | Abgestellte Fahrräder in Murska Sobota (Slowenien)                                                        |
| ➇ | überdachter Fahrradstand am Lebensmittelmarkt von Ljubljana (Slowenien)                                   |
| ➈ | Fahrradparknotstand am Bahnhof Amsterdam Amstel (Niederlande)                                             |
| ➉ | Fahrradabstellung auf einem Boot an der Universität in der Nähe der Amsterdamer Prinzengracht             |